# إسرائيليون
الإسرائيليون (بالعبرية: יִשְׂרְאֵלִים) هم المواطنون في دولة إسرائيل، التي تم إنشاؤها على أراضي فلسطين التاريخية عقب احتلالها عام 1948، والمقيمون الدائمون فيها. عام 2019، أصبح عدد سكان إسرائيل يُقدر بنحو 9,075,360 نسمة بحسب الإحصاء الإسرائيلي الذي سجل 74.2% منهم كيهود. و20.9% من المتحدرين من فلسطين التاريخية (سُجلو كـ"مواطنين عرب")، في حين سُجل 4.8% كأخرى. ويشكل اليهود القادمون من أوروبا والاتحاد السوفيتي السابق وذريتهم المولودون في إسرائيل، بمن فيهم اليهود الأشكناز، حوالي 50% من مجمل اليهود الإسرائيليين. في حين يشكل اليهود الذين غادروا أو هربوا من الدول العربية والإسلامية وذريتهم، بما في ذلك كل من اليهود المزراحيين واليهود السفارديين، معظم بقية السكان اليهود. دينياً، معظم عرب 48 من المسلمين، يليهم المسيحيون من طوائف متنوعة إلى جانب أقلية من الموحدين الدروز.
بسبب التكوين المتعدد الأعراق، تُعتبر إسرائيل أمة متعددة الثقافات، فهي موطن لتشكيلة واسعة من التقاليد والقيم. الثقافة المشتركة لمعظم الإسرائيليين هي الثقافة الغربية وهي مُستمدة من تقاليد المهاجرين من أوروبا الغربية. كانت هناك هجرة واسعة النطاق في القرنين التاسع عشر وأوائل وفي وقت متأخر من القرن العشرين من أوروبا والشرق الأوسط في حين أن الهجرة الأكثر حداثة كانت من جنوب إفريقيا وأمريكا الجنوبية وأمريكا الشمالية والاتحاد السوفيتي السابق وإثيوبيا، والتي أدخلت عناصر ثقافية جديدة ومتنوعة وكان لها تأثير واسع النطاق. وقد أدى هذا المزيج الثقافي إلى بلورة ما يُمكن وصفها بأنها بوتقة انصهار متجانس. يعيش الإسرائيليون والأشخاص المنحدرون من أصل إسرائيلي في جميع أنحاء العالم: في الولايات المتحدة، وروسيا،(2) والهند، وكندا، والمملكة المتحدة، وفي جميع أنحاء أوروبا وأماكن أخرى. يعيش ما يقرب من 10% من إجمالي سكان إسرائيل في الخارج.
لدى إسرائيل أعلى قيمة لمؤشر التنمية البشرية بين بلدان الشرق الأوسط، ويحتل الإسرائيليون المراكز الأولى بين شعوب العالم من حيث النسبة المئوية للمواطنين الحاصلين على تدريب عسكري، ومن حيث النسبة المئوية للمواطنين الحاصلين على درجة في التعليم العالي، والإنفاق على البحث والتطوير حسب نسبة الناتج المحلي الإجمالي، وسلامة المرأة، ومتوسط العمر المتوقع، والإبداع، والسعادة.

## المواطنة

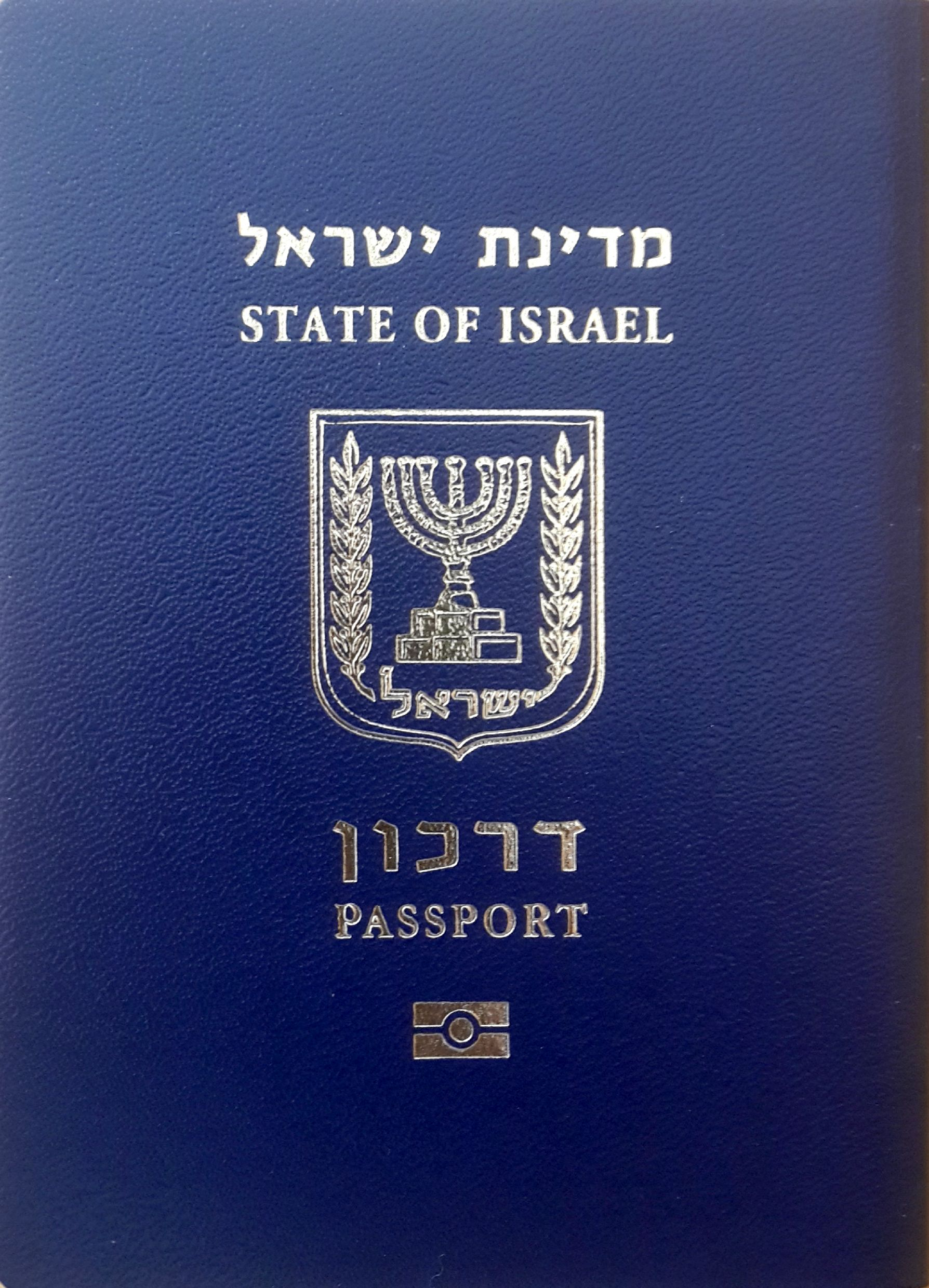
الغلاف الأمامي لجواز السفر الإلكتروني الإسرائيلي، الذي بدأ إصداره في عام 2013.

دعت وثيقة إعلان قيام دولة إسرائيل إلى إقامة دولة يهودية تتمتع بالمساواة في الحقوق الاجتماعية والسياسية، بغض النظر عن الدين أو العرق أو الجنس. كما أنّ حقوق المواطنين مضمونة بموجب مجموعة من القوانين الأساسية.(3) على الرغم من أن هذه المجموعة من القوانين لا تتضمن صراحةً مصطلح «الحق في المساواة»، فقد دأبت المحكمة العليا الإسرائيلية على تفسير «القانون الأساسي: كرامة الإنسان وحريته»، و«القانون الأساسي: حرية من الاحتلال (1994)»، كضمان المساواة في الحقوق لجميع المواطنين الإسرائيليين.
ينظم قانون المواطنة الإسرائيلي من يحق له أن يصبح مواطن في إسرائيل. ويستند القانون إلى قانونين وهما: قانون العودة الصادر عام 1950؛ والذي يسمح لكل يهودي بالهجرة إلى إسرائيل، وقانون الجنسية لعام 1952؛ والذي يحدد كيفية اكتساب الجنسية الإسرائيلية وفقدانها. منذ ذلك الحين تم تعديل قانون العودة مرتين وقانون الجنسية ثلاث عشرة مرة. والمبادئ الأساسية للمواطنة الإسرائيلية هي «حق الدم» لليهود،(4) و«حق الإقليم» للآخرين.(5) يعطي قانون العودة الصادر في 5 يوليو من عام 1950 لليهود حق الهجرة والاستقرار في إسرائيل ونيل جنسيتها. وفي عام 1970، عُدل القانون ليشمل أصحاب الأصول اليهودية وأزواجهم.
حسب قانون المواطنة الإسرائيلي، حاز على المواطنة كل من أقام داخل الخط الأخضر في 14 يوليو 1952. وأغلق هذا القانون الباب أمام اللاجئين الفلسطينيين الذين لم يتمكنوا من العودة إلى بيوتهم حتى هذا التاريخ، حيث يمنعهم من الدخول إلى دولة إسرائيل كمواطنين أو سكان محليين. بلغ عدد العرب الحائزين على مواطنة إسرائيلية في عام 1952 حوالي 167,000 نسمة. وكان 156,000 منهم قد بقوا في المناطق الخاضعة للسيطرة الإسرائيلية عند انتهاء الحرب، والبقيّة كانوا من سكان وادي عارة في المثلث الشمالي الذي سلمه الجيش الأردني لإسرائيل في إطار اتفاقية الهدنة. بالرغم من أن السلطات الإسرائيلية منحت المواطنين العرب حق الاقتراع وجوازات سفر إسرائيلية إلا أنها في نفس الوقت أعلنت الحكم العسكري على الكثير من المدن والقرى العربية حتى عام 1966. تُأكد وزارة الخارجية الإسرائيلية على أنَّ «العرب هم مواطنون في إسرائيل متساوون في الحقوق» وتذكر أنّ «التمييز القانوني الوحيد بين المواطنين العرب واليهود ليس هو الحقوق، بل هو في الواجب المدني. منذ إنشاء إسرائيل، أُعفي المواطنون العرب من الخدمة الإجبارية في الجيش الإسرائيلي». يُجنّد الدروز والشركس في الجيش الإسرائيلي بشكل إلزامي، بينما قد يخدم العرب الآخرون طواعيةً؛ ومع ذلك، فإن عدد صغير جداً منهم يختارون التطوع في صفوف الجيش الإسرائيلي.
مُنح العرب الذين يعيشون في القدس الشرقية والموحدون الدروز القاطنين في مرتفعات الجولان، التي احتلتها إسرائيل في حرب 1967 وضُمتها إليها من جانب واحد لاحقاً، الحق بالحصول على الجنسية الإسرائيلية، لكن معظمهم رفضوا الجنسية الإسرائيلية، ولم يرغبوا في الاعتراف بمطالبة إسرائيل بالسيادة وأصبحوا مقيمين دائمين بدلاً من ذلك. ولديهم الحق في التقدم بطلب للحصول على الجنسية، ولهم الحق في الخدمات البلدية والتصويت فيها.

## تعداد السكان

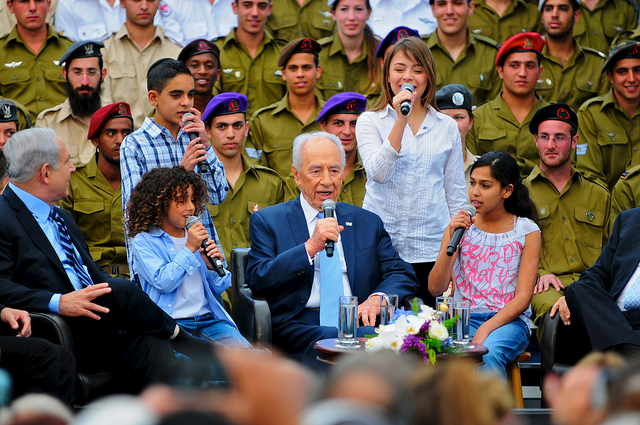
بنيامين نتانياهو وشمعون بيريز في الاحتفال بيوم الاستقلال الإسرائيلي.

اعتباراً من عام 2019، أصبح عدد سكان إسرائيل يُقدر بنحو 9,075,360 نسمة، منهم 74.2% تم تسجيلهم من قبل الحكومة المدنية كيهود. وشكل المواطنون العرب حوالي 20.9% من السكان، في حين شكل كل من المسيحيين غير العرب والأشخاص الذين ليس لديهم دين مدرج في السجل المدني والأقليات الإثنية مثل الشركس وغيرهم حوالي 4.8% من السكان. على مدار العقد الماضي، استقر عدد كبير من العمال المهاجرين القادمين من رومانيا وتايلاند والصين وإفريقيا وأمريكا الجنوبية في إسرائيل. الأرقام الدقيقة حول تعدادهم غير معروفة، حيث أن العديد منهم يعيشون في البلاد بشكل غير قانوني، لكن التقديرات تتراوح من 166,000 نسمة إلى 203,000 نسمة. بحلول يونيو من عام 2012، دخل ما يقرب من 60,000 مهاجر إفريقي إلى إسرائيل. ويعيش حوالي 92% من الإسرائيليين في المناطق الحضرية.
قدرت البيانات التي نشرتها منظمة التعاون الاقتصادي والتنمية في عام 2016 أنّ متوسط العمر المتوقع للإسرائيليين هو 82.5 عامًا، مما يجعلها سادس أعلى عمر متوقع في العالم. لدى إسرائيل أعلى قيمة لمؤشر التنمية البشرية بين بلدان الشرق الأوسط، ويحتل الإسرائيليون المراكز الأولى بين شعوب العالم من حيث النسبة المئوية للمواطنين الحاصلين على تدريب عسكري، ومن حيث النسبة المئوية للمواطنين الحاصلين على درجة في التعليم العالي، والإنفاق على البحث والتطوير حسب نسبة الناتج المحلي الإجمالي، وسلامة المرأة، ومتوسط العمر المتوقع، والإبداع، والسعادة.
تم تأسيس إسرائيل كوطن للشعب اليهودي وغالباً ما يُشار إليها «كدولة يهودية»، ويمنح قانون العودة في البلاد جميع اليهود وأولاد اليهود الحق في الجنسية الإسرائيلية. إن الاحتفاظ بعدد سكان إسرائيل منذ عام 1948 يكاد يكون أكثر أو أكبر، مقارنةً بالدول الأخرى التي لديها هجرة جماعية. توصف الهجرة اليهودية من إسرائيل أو كما تسمى يريدا باللغة العبرية، في المقام الأول إلى الولايات المتحدة وكندا، بأنها متواضعة، ولكن في كثير من الأحيان يتم ذكرها من قبل وزارات الحكومة الإسرائيلية المختلفة كتهديد رئيسي لمستقبل إسرائيل.
ثلاثة أرباع السكان من اليهود هم من خلفيات يهودية متنوعة؛ ولد حوالي 75% من اليهود الإسرائيليين في إسرائيل، وحوالي 16% هم من المهاجرين من أوروبا والأمريكتين، وحوالي 7% من المهاجرين من آسيا وإفريقيا (بما في ذلك العالم العربي). يشكل اليهود القادمين من أوروبا والاتحاد السوفيتي السابق وذريتهم المولودين في إسرائيل، بمن فيهم اليهود الأشكناز، حوالي 50% من مجمل اليهود الإسرائيليين. في حين يشكل اليهود الذين غادروا أو هربوا من الدول العربية والإسلامية وذريتهم، بما في ذلك كل من اليهود المزراحيم والسفارديم، معظم بقية السكان اليهود. تبلغ معدلات الزواج المختلط بين اليهود أكثر من 35% وتشير الدراسات الحديثة إلى أن نسبة الإسرائيليين المنحدرين من كل من اليهود الشرقيين والأشكنازي تزداد بنسبة 0.5% كل عام، مع أكثر من 25% من أطفال المدارس لهم أصول غربية وشرقيّة مُشتركة. حوالي 4% من الإسرائيليين (300,000)، معرّفون عرقيًا على أنهم «آخرون»، هم من أصول روسية ومن أصل يهودي أو عائلة يهودية لكنهم ليسوا يهودًا وفقًا للشريعة الحاخامية، لكنهم كانوا مؤهلين للحصول على الجنسية الإسرائيلية بموجب قانون العودة.
يبلغ إجمالي عدد المستوطنين الإسرائيليين خارج الخط الأخضر أكثر من 600,000 نسمة أي حوالي 10% من مجمل السكان اليهود الإسرائيليين. في عام 2016، كان 399,300 إسرائيلي يعيشون في مستوطنات الضفة الغربية، بما في ذلك تلك التي سبقت إنشاء دولة إسرائيل والتي أعيد تأسيسها بعد حرب الأيام الستة، في مدن مثل كتلة الخليل وجوش عتصيون. بالإضافة إلى مستوطنات الضفة الغربية، كان هناك أكثر من 200,000 يهودي يعيشون في القدس الشرقية، وحوالي 22,000 مستوطن في مستوطنات أُقيمت في مرتفعات الجولان. كان يعيش حوالي 78,00 إسرائيلي في مستوطنات في قطاع غزة، والمعروفة باسم غوش قطيف، حتى تم إجلائهم من قبل الحكومة كجزء من خطة فك الارتباط لعام 2005.

### التركيبة السكانية حسب المناطق

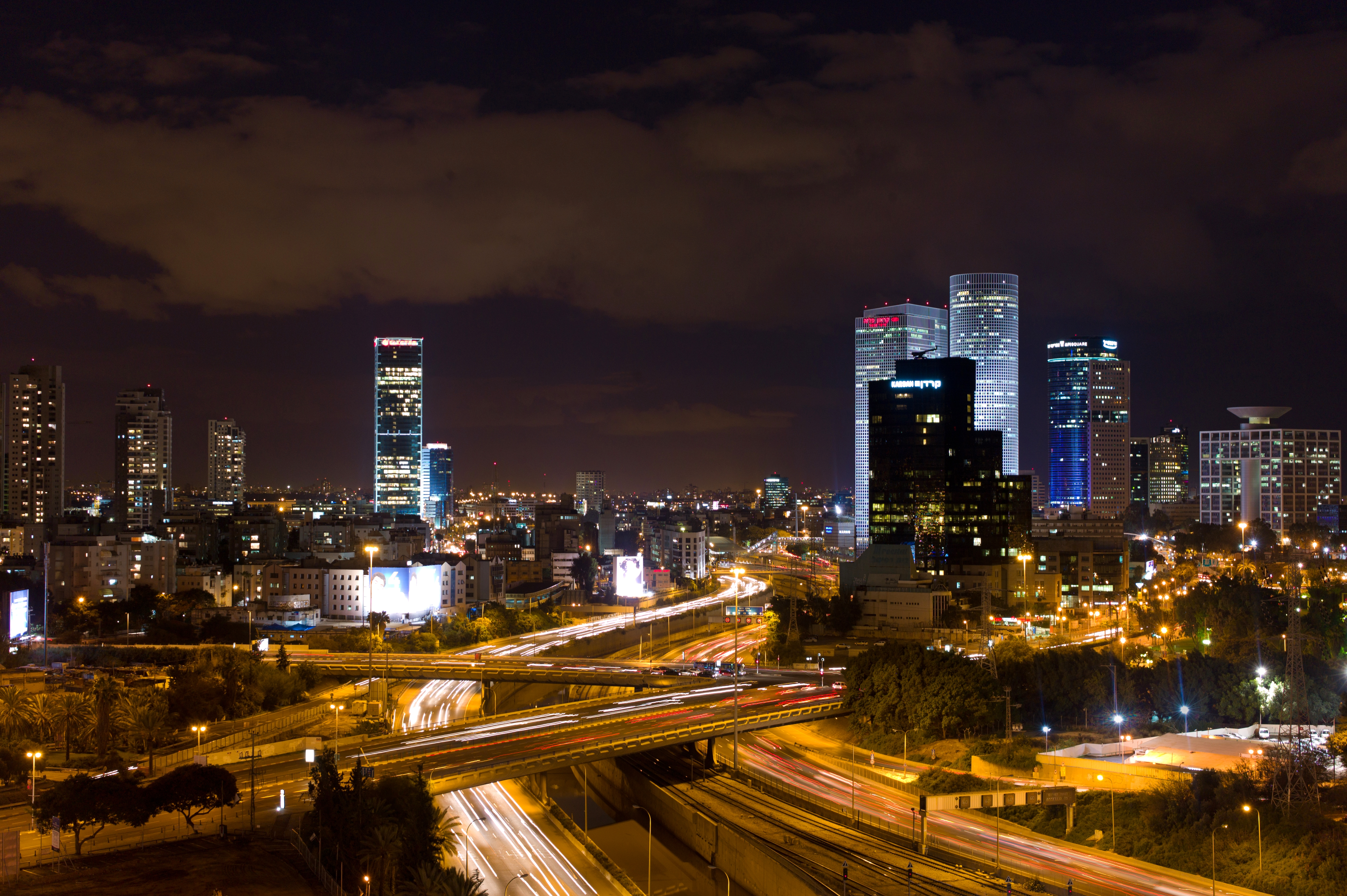
تعتبر غوش دان أكبر منطقة حضرية في إسرائيل.

تنقسم إسرائيل إدارياً إلى ستة مناطق منذ عام 1948، وهي: منطقة تل أبيب والمنطقة الشماليَّة ومنطقة حيفا والمنطقة الوسطى ومنطقة القدس والمنطقة الجنوبيَّة. وتشمل المنطقة الشماليَّة هضبة الجولان السوريّة المحتلة منذ حرب 1967، وتشمل منطقة القدس كل من القدس الشرقية التي ضمتها إسرائيل إلى القدس الغربية بعد إحتلالها للضفة الغربية عام 1967 في ما يسمى «قانون القدس» عام 1981. بالإضافة إلى المستوطنات الإسرائيلية في الجانب الشرقي للمدينة. في عام 2016 ضمت المنطقة الوسطى على أكبر عدد من السكان مع حوالي 2.1 مليون نسمة، تلاها المنطقة الشماليَّة مع حوالي 1.4 مليون نسمة، ومنطقة تل أبيب مع حوالي 1.3 مليون نسمة، والمنطقة الجنوبيَّة مع حوالي 1.2 مليون نسمة، ومنطقة القدس مع حوالي 1.08 مليون نسمة، ومنطقة حيفا مع حوالي 996,300 نسمة.
في عام 2018 توزع سكان المنطقة الوسطى على قضاء بتاح تكفا (754,300) وقضاء رحوفوت (612,600) وقضاء هشارون (477,400) وقضاء الرملة (351,700)، وتعتبر مدينة الرملة عاصمة المنطقة الوسطى. وتوزع سكان المنطقة الشماليَّة على قضاء عكا (643,300) وقضاء يزراعيل (520,100) وقضاء صفد (121,200) وقضاء طبرية (112,900) وقضاء الجولان (50,600)، وتعتبر مدينة الناصرة عاصمة المنطقة الشمالية وأكبر مدنها. وتوزع سكان منطقة حيفا على قضاء حيفا (583,400) وقضاء الخضيرة (449,300)، وتعتبر مدينة حيفا عاصمة المنطقة. توزع سكان المنطقة الجنوبيَّة على قضاء بئر السبع (750,700) وقضاء عسقلان (551,200)، وتعتبر مدينة بئر السبع عاصمة المنطقة الجنوبية وأكبر مدنها. المنطقة الشماليَّة هي المنطقة الوحيدة من مناطق إسرائيل الإدارية التي لا يُشكل فيها اليهود أغلبيَّة سكانيَّة، حيث بلغت نسبة المواطنين العرب فيها عام 2016 حوالي 53.7%.
يُستخدم يهودا والسامرة كمصطلح إسرائيلي رسمي للإشارة إلى الضفة الغربية، ويهودا والسامرة هي منطقة إدارية بحسب التقسيم الإسرائيلي، وتشمل كامل الضفة الغربية باستثناء القدس الشرقية، ويعيش في المنطقة حوالي 448,672 مواطن إسرائيلي. بالمقابل تعتبر الضفة الغربية (بما فيها القدس الشرقية) وقطاع غزة جزء من الأراضي الفلسطينية المحتلة من قِبل الأمم المتحدة، والولايات المتحدة، ومحكمة العدل الدولية، والاتحاد الأوروبي، ومن قبل المنظمات غير الحكومية مثل منظمة العفو الدولية، وهيومن رايتس ووتش، وبتسيلم. وبحسب المحكمة العليا في إسرائيل تعتبر الضفة الغربية بإستثناء القدس الشرقية من الأراضي التي تحتلها إسرائيل.

### المناطق الحضرية الرئيسية
في عام 2017 كان هناك أربع مناطق حضريَّة رئيسيَّة: غوش دان (منطقة تل أبيب الحضرية؛ يبلغ عدد سكانها 3,854,000)، ومنطقة القدس الحضرية (يبلغ عدد سكانها 1,253,900)، ومنطقة حيفا الحضرية (يبلغ عدد سكانها 924,400)، ومنطقة بئر السبع الحضرية (عدد سكانها 377,100). في عام 2017 كانت أكبر بلدية إسرائيل، من حيث عدد السكان والمنطقة، هي مدينة القدس والتي ضمت حوالي 901,302 نسمة يقطنون في مساحة 125 كيلومتر مربع (48 ميل مربع). تشمل إحصاءات الحكومة الإسرائيلية المتعلقة بالقدس سكان القدس الشرقية ومساحتها، والتي يُعترف بها على نطاق واسع كجزء من الأراضي الفلسطينية الخاضعة للاحتلال الإسرائيلي.(6) تُصنّف تل أبيب وحيفا كأكبر مدن إسرائيل اكتظاظًا بالسكان، حيث يبلغ عدد سكانها 443,939 وحوالي 281,087 نسمة، على التوالي.
يوجد في إسرائيل 16 مدينة يزيد عدد سكانها عن 100,000 نسمة، تأسس قسمٌ من المُدن الإسرائيليَّة كمُستعمراتٍ سكنها اليهود المُهاجرين من أوروپَّا خلال عهد الانتداب البريطاني على فلسطين، ونمت مع مُرور الوقت حتَّى أصبحت مُدنًا، كذلك، فقد استولت العصابات الصهيونيَّة على قسمٍ عظيمٍ من مُدن فلسطين التاريخيَّة وأرغمت أهلها من العرب المُسلمين والمسيحيين على هجرها، وأحلَّت بدلًا منهم عائلاتٍ يهوديَّةٍ مُهاجرة. كذلك، استولت المُنظمة الصهيونيَّة على مُدنٍ عربيَّةٍ أُخرى في فلسطين التاريخية وأخضعتها لِسُلطتها، مع بقاء أهلها الأصليين فيها، أو إحلال بعض العائلات. في المجمل، هناك 77 بلدة إسرائيلية مُنحت وضع «البلديات» (أو «المدينة») من قبل وزارة الداخلية، أربعة منها في الضفة الغربية. وتم التخطيط لمدينتين أخرتين: كزيف، وهي مدينة مخططة سيتم بناؤها في النقب، وحريش، وهي في الأصل بلدة صغيرة يتم بناؤها كمدينة كبيرة منذ عام 2015.
| المدن والبلدات الكبرى في إسرائيل دائرة الإحصاء المركزية الإسرائيلية (2019) | المدن والبلدات الكبرى في إسرائيل دائرة الإحصاء المركزية الإسرائيلية (2019) | المدن والبلدات الكبرى في إسرائيل دائرة الإحصاء المركزية الإسرائيلية (2019) | المدن والبلدات الكبرى في إسرائيل دائرة الإحصاء المركزية الإسرائيلية (2019) | المدن والبلدات الكبرى في إسرائيل دائرة الإحصاء المركزية الإسرائيلية (2019) | المدن والبلدات الكبرى في إسرائيل دائرة الإحصاء المركزية الإسرائيلية (2019) | المدن والبلدات الكبرى في إسرائيل دائرة الإحصاء المركزية الإسرائيلية (2019) | المدن والبلدات الكبرى في إسرائيل دائرة الإحصاء المركزية الإسرائيلية (2019) | المدن والبلدات الكبرى في إسرائيل دائرة الإحصاء المركزية الإسرائيلية (2019) | المدن والبلدات الكبرى في إسرائيل دائرة الإحصاء المركزية الإسرائيلية (2019) |
|                                                                            | الترتيب                                                                    | الاسم                                                                      | مناطق إسرائيل                                                              | السكان                                                                     | الترتيب                                                                    | الاسم                                                                      | مناطق إسرائيل                                                              | السكان                                                                     |                                                                            |
| -------------------------------------------------------------------------- | -------------------------------------------------------------------------- | -------------------------------------------------------------------------- | -------------------------------------------------------------------------- | -------------------------------------------------------------------------- | -------------------------------------------------------------------------- | -------------------------------------------------------------------------- | -------------------------------------------------------------------------- | -------------------------------------------------------------------------- | -------------------------------------------------------------------------- |
| القدس تل أبيب                                                              | 1                                                                          | القدس                                                                      | منطقة القدس                                                                | 936,425 1                                                                  | 11                                                                         | رمات غان                                                                   | منطقة تل أبيب                                                              | 163,480                                                                    | حيفا ريشون لتسيون                                                          |
| القدس تل أبيب                                                              | 2                                                                          | تل أبيب                                                                    | منطقة تل أبيب                                                              | 460,613                                                                    | 12                                                                         | عسقلان                                                                     | المنطقة الجنوبية                                                           | 144,073                                                                    | حيفا ريشون لتسيون                                                          |
| القدس تل أبيب                                                              | 3                                                                          | حيفا                                                                       | منطقة حيفا                                                                 | 285,316                                                                    | 13                                                                         | رحوفوت                                                                     | المنطقة الوسطى                                                             | 143,904                                                                    | حيفا ريشون لتسيون                                                          |
| القدس تل أبيب                                                              | 4                                                                          | ريشون لتسيون                                                               | المنطقة الوسطى                                                             | 254,384                                                                    | 14                                                                         | بات يام                                                                    | منطقة تل أبيب                                                              | 129,013                                                                    | حيفا ريشون لتسيون                                                          |
| القدس تل أبيب                                                              | 5                                                                          | بتاح تكفا                                                                  | المنطقة الوسطى                                                             | 247,956                                                                    | 15                                                                         | بيت شيمش                                                                   | منطقة القدس                                                                | 124,957                                                                    | حيفا ريشون لتسيون                                                          |
| القدس تل أبيب                                                              | 6                                                                          | أسدود                                                                      | المنطقة الجنوبية                                                           | 225,939                                                                    | 16                                                                         | كفار سابا                                                                  | المنطقة الوسطى                                                             | 101,432                                                                    | حيفا ريشون لتسيون                                                          |
| القدس تل أبيب                                                              | 7                                                                          | نتانيا                                                                     | المنطقة الوسطى                                                             | 221,353                                                                    | 17                                                                         | هرتسليا                                                                    | منطقة تل أبيب                                                              | 97,470                                                                     | حيفا ريشون لتسيون                                                          |
| القدس تل أبيب                                                              | 8                                                                          | بئر السبع                                                                  | المنطقة الجنوبية                                                           | 209,687                                                                    | 18                                                                         | الخضيرة                                                                    | منطقة حيفا                                                                 | 97,335                                                                     | حيفا ريشون لتسيون                                                          |
| القدس تل أبيب                                                              | 9                                                                          | بني براك                                                                   | منطقة تل أبيب                                                              | 204,639                                                                    | 19                                                                         | موديعين-مكابيم-ريعوت                                                       | المنطقة الوسطى                                                             | 93,277                                                                     | حيفا ريشون لتسيون                                                          |
| القدس تل أبيب                                                              | 10                                                                         | حولون                                                                      | منطقة تل أبيب                                                              | 196,282                                                                    | 20                                                                         | الناصرة                                                                    | المنطقة الشمالية                                                           | 77,445                                                                     | حيفا ريشون لتسيون                                                          |

^1 يشمل هذا العدد سكان مناطق القدس الشرقية والبلدات المحيطة فيها في الضفة الغربية، والتي بلغ عدد سكانها حوالي 573,330 نسمة في عام 2019. السيادة الإسرائيليَّة على القدس الشرقية غير معترف بها دوليًا.

## الجماعات العرقية والدينية

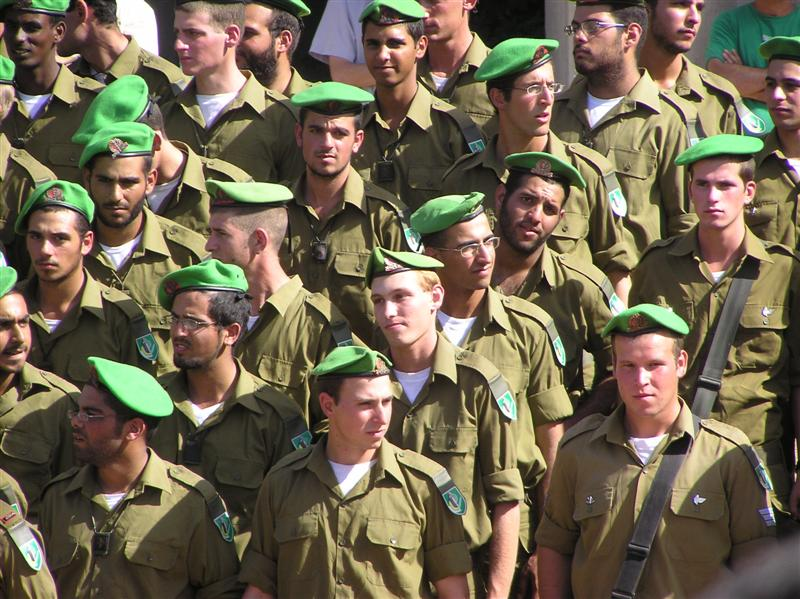
جنود في الجيش الإسرائيلي: يُعتبر التجنيد في إسرائيل من أدوات بوتقة الانصهار.

بسبب التكوين المتعدد الأعراق، تُعتبر إسرائيل أمة متعددة الثقافات، فهي موطن لتشكيلة واسعة من التقاليد والقيم. الثقافة المشتركة لمعظم الإسرائيليين هي الثقافة الغربية وهي مُستمدة من تقاليد المهاجرين من أوروبا الغربية وأوروبا الوسطى والشرقية. كانت هناك هجرة واسعة النطاق في القرنين التاسع عشر وأوائل وفي وقت متأخر من القرن العشرين من أوروبا والشرق الأوسط في حين أن الهجرة الأكثر حداثة كانت من جنوب إفريقيا وأمريكا الجنوبية وأمريكا الشمالية والاتحاد السوفياتي السابق وإثيوبيا، والتي أدخلت عناصر ثقافية جديدة ومتنوعة وكان لها تأثير واسع النطاق. وقد أدى هذا المزيج الثقافي إلى بلورة ما يُمكن وصفها بأنها بوتقة انصهار متجانس.
في كتابه الصادر عام 2001 "اختراع وتراجع إسرائيل: الدولة والثقافة والعسكرية في إسرائيل"، حدد عالم الاجتماع الإسرائيلي باروخ كيمرلينغ المجتمع الإسرائيلي الحديث وقسمه إلى سبع مجموعات سكانية أو سبع ثقافات فرعية: جماعة الطبقة الوسطى العليا العلمانية، والمجموعة الصهيونية الدينية، والمجموعة المزراحية التقليدية، والمجموعة اليهودية الحريدية، والمواطنون العرب في إسرائيل، ومجموعة المهاجرين الروس ومجموعة المهاجرين الإثيوبيين. وفقاً لباروخ كيمرلينغ، كل فئة من هذه المجموعات السكانية لها خصائص مميزة، مثل مكان الإقامة وأنماط الاستهلاك وأنظمة التعليم ووسائط الاتصالات ووسائل الإعلام وأكثر من ذلك. كما وحدد باروخ كيمرلينغ مجموعة "أكشيل" (وهم الأشكناز العلمانيين الاشتراكيين والقومين)، وهو ما يعادل إسرائيلياً مصطلح البيض الأنجلو-ساكسون البروتستانت في الولايات المتحدة، ووفقاً لكيمرلينغ يعتبر "الأكشيل" (بالعبرية: האחוס"ל) بمثابة النخبة الاجتماعية التي تتحكم في الاقتصاد والسياسة والمجتمع الإسرائيلي، وعلى الرغم من إن المجتمع الإسرائيلي يتكون من خلفيات إثنية وثقافية مختلفة، إلا أن "الأكشيل" هم الذين أعطوا لإسرائيل هويتها السياسيَّة والثقافيَّة والدينيَّة والاقتصادية.

### اليهود

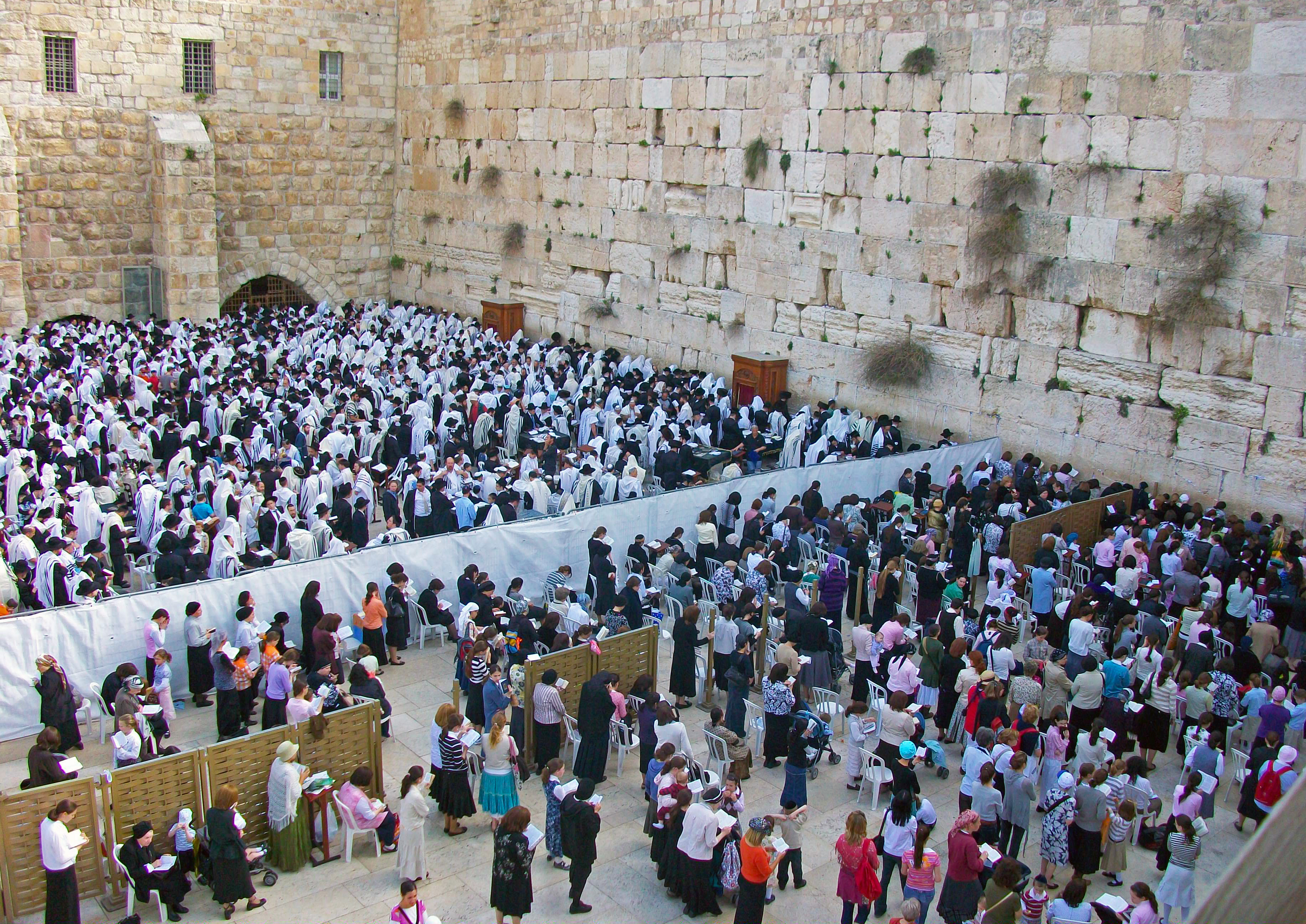
يهود يؤدون الصلوات في حائط البراق (المبكى) في القدس.

في عام 2018 وصلت أعداد اليهود الإسرائيليين إلى حوالي 6.5 مليون نسمة أي 74.6% من مجمل سكان إسرائيل، ووفقاً لدراسة نشرتها مركز بيو للأبحاث عام 2012 ضمت إسرائيل على 40.5% من مجمل يهود العالم، وإسرائيل الدولة الوحيدة في العالم ذات الأغلبية اليهودية. ويتكلم اليهود الإسرائيليين في الغالب اللغة العبرية ومعظمهم يتبعون على الأقل بعض الممارسات اليهودية الدينية.
يتألف السكان اليهود في إسرائيل من أصول تعود إلى جميع الجاليات اليهودية في الشتات، بما في ذلك اليهود الأشكناز واليهود السفارديم واليهود المزراحيم وبيتا إسرائيل واليهود كوشين واليهود القرائيين والعديد من المجموعات الأخرى. تتألف المجتمعات اليهودية الإسرائيلية من طائفة واسعة من التقاليد الثقافية اليهودية، بالإضافة إلى أشكال من درجات التدين والالتزام، حيث تتألف المجتمعات اليهودية الإسرائيلية من الحريديم إلى المجتمعات اليهودية الحيلونية التي تعيش نمطاً علمانياً. وفقاً لدائرة الإحصاء المركزية الإسرائيلية، اعتباراً من عام 2019 كان حوالي 75% من يهود إسرائيل من السابرا،(7) ومعظمهم من الجيل الثاني أو الثالث من الإسرائيليين، وكان حوالي 16% هم من المهاجرين من أوروبا والأمريكتين، وحوالي 7% من المهاجرين من آسيا وإفريقيا (بما في ذلك العالم العربي). ما يقرب من نصف جميع اليهود الإسرائيليين ينحدرون من المهاجرين اليهود من أوروبا، في حين يشكل اليهود الذين غادروا أو هربوا من الدول العربية والإسلامية وذريتهم، معظم بقية السكان اليهود. يوجد أكثر من مائتي ألف من اليهود الإثيوبيين والهنود، أو ذريتهم. وفق معطيات دائرة الإحصائيات المركزية في إسرائيل في عام 2017 اسم العائلة الأكثر شيوعًا في الأوساط اليهودية في إسرائيل هو كوهين وليفي، يليها آل مزراحي وبيرتس وبيطون ودّهان وفريدمان.
على الرغم من الجدل الدائر حول مسألة «من هو اليهودي» بين اليهود الإسرائيليين، فإن الوضع اليهودي للشخص، والذي يعتبر بمثابة مسألة «جنسية» من قبل السلطات الإسرائيلية، يتم تسجيله والتحكم فيه بواسطة وزارة الداخلية الإسرائيلية، والتي تتطلب من الشخص أن يفي بتعريف الهالاخاه ليتم تسجيله كـ «يهودي». وأظهرت دراسة أجرتها معهد إسرائيل للديمقراطية في عام 2008 أن حوالي (47%) من يهود إسرائيل يعتبرون أنفسهم أولاً يهود ومن ثم إسرائيليين، وأن حوالي 39% فقط يعتبرون أنفسهم أولاً وقبل كل شيء إسرائيليين.
خلال العقود الأولى لنشأة إسرائيل كدولة، كان هناك صراع ثقافي قوي بين اليهود المزراحيين والسفارديم والأشكناز (معظمهم من أوروبا الشرقية). تنبع جذور هذا الصراع، والذي لا يزال موجوداً إلى حد أقل بكثير في المجتمع الإسرائيلي الحالي، من العديد من الاختلافات الثقافية بين المجتمعات اليهودية المختلفة؛ وحدث هذا على الرغم من تشجيع الحكومة لسياسة «بوتقة الانصهار». وهذا يعني أن جميع المهاجرين اليهود في إسرائيل تم تشجيعهم بشدة على «ذوبان» هوياتهم الخاصة في المنفى ضمن «الوعاء» الاجتماعي العام من أجل أن يصبحوا إسرائيليين.

#### الأصول العرقية
اعتباراً من عام 2010، تشير دائرة الإحصاء المركزية الإسرائيلية إلى أصول اليهود الإسرائيليين بشكل دوري. فيما يلي الإحصاء الخاص بعام 2011:
| بلد الأصل                       | ولد في الخارج | ولد في إسرائيل | مجمل      | %      |
| ------------------------------- | ------------- | -------------- | --------- | ------ |
| مجمل                            | 1,610,900     | 4,124,400      | 5,753,300 | 100.0% |
| آسيا                            | 201,000       | 494,200        | 695,200   | 12.0%  |
| تركيا                           | 25,700        | 52,500         | 78,100    | 1.4%   |
| العراق                          | 62,600        | 173,300        | 235,800   | 4.1%   |
| اليمن                           | 28,400        | 111,100        | 139,500   | 2.4%   |
| إيران وأفغانستان                | 49,300        | 92,300         | 141,600   | 2.5%   |
| الهند وباكستان                  | 17,600        | 29,000         | 46,600    | 0.8%   |
| سوريا ولبنان                    | 10,700        | 25,000         | 35,700    | 0.6%   |
| آخرون                           | 6,700         | 11,300         | 18,000    | 0.3%   |
| إفريقيا                         | 315,800       | 572,100        | 887,900   | 15.4%  |
| المغرب                          | 153,600       | 339,600        | 493,200   | 8.6%   |
| الجزائر وتونس                   | 43,200        | 91,700         | 134,900   | 2.3%   |
| ليبيا                           | 15,800        | 53,500         | 69,400    | 1.2%   |
| مصر                             | 18,500        | 39,000         | 57,500    | 1.0%   |
| إثيوبيا                         | 81,600        | 38,600         | 110,100   | 1.9%   |
| آخرون                           | 13,100        | 9,700          | 22,800    | 0.4%   |
| أوروبا/الأمريكتان/أوقيانوسيا    | 1,094,100     | 829,700        | 1,923,800 | 33.4%  |
| الاتحاد السوفييتي               | 651,400       | 241,000        | 892,400   | 15.5%  |
| بولندا                          | 51,300        | 151,000        | 202,300   | 3.5%   |
| رومانيا                         | 88,600        | 125,900        | 214,400   | 3.7%   |
| بلغاريا واليونان                | 16,400        | 32,600         | 49,000    | 0.9%   |
| ألمانيا والنمسا                 | 24,500        | 50,600         | 75,200    | 1.3%   |
| جمهورية التشيك وسلوفاكيا والمجر | 20,000        | 45,000         | 64,900    | 1.1%   |
| فرنسا                           | 41,100        | 26,900         | 68,000    | 1.2%   |
| المملكة المتحدة                 | 21,000        | 19,900         | 40,800    | 0.7%   |
| أوروبيون آخرون                  | 27,000        | 29,900         | 56,900    | 1.0%   |
| أمريكا الشمالية وأوقيانوسيا     | 90,500        | 63,900         | 154,400   | 2.7%   |
| الأرجنتين                       | 35,500        | 26,100         | 61,600    | 1.1%   |
| آخرون من أمريكا اللاتينية       | 26,900        | 17,000         | 43,900    | 0.8%   |
| إسرائيل                         | —             | 2,246,300      | 2,246,300 | 39.0%  |

##### اليهود الأشكناز في إسرائيل

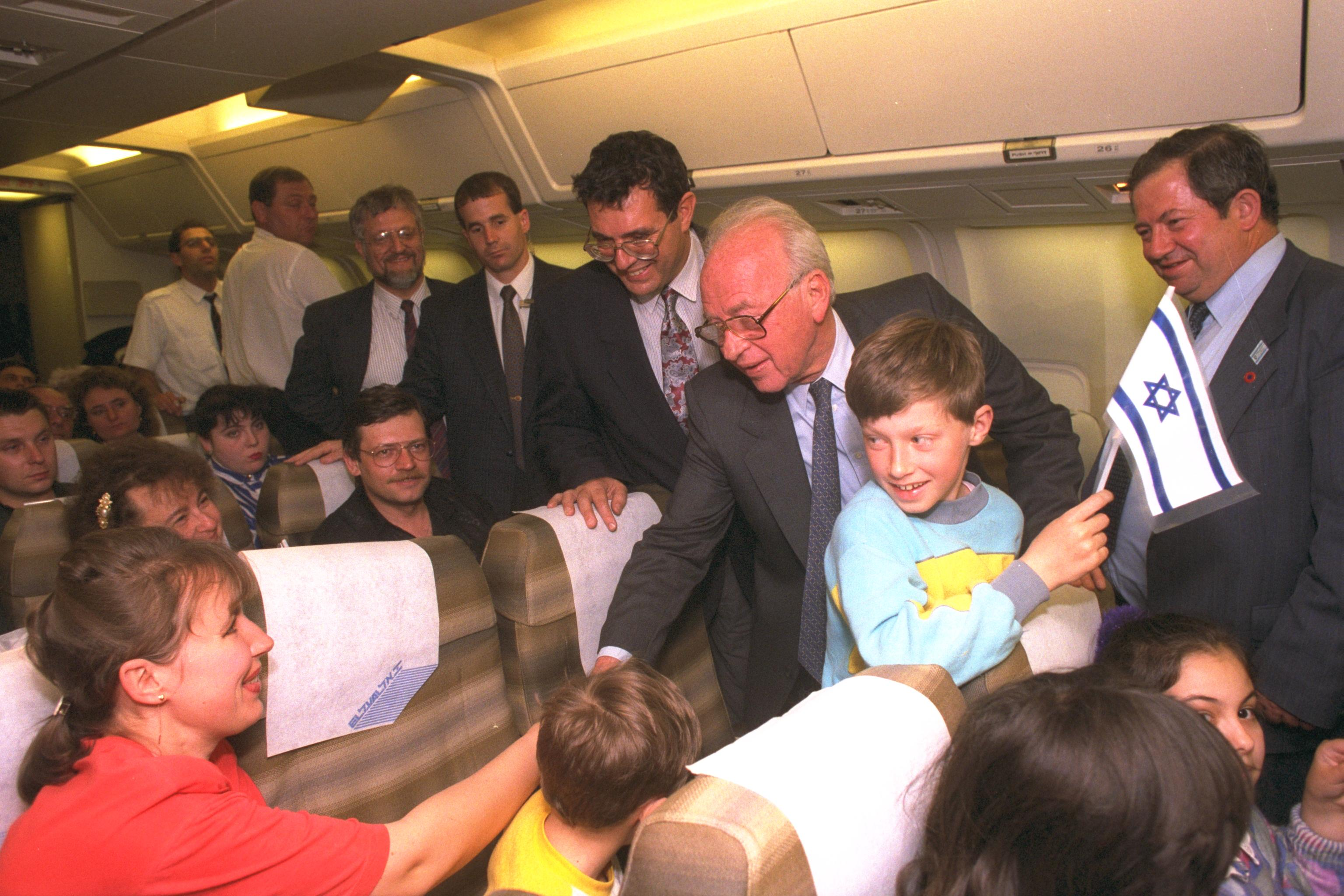
مهاجرين يهود من الاتحاد السوفيتي السابق يلتقون مع إسحاق رابين عقب وصولهم إلى إسرائيل عام 1994.

يُشكل حالياً، اليهود الذين هاجرت عائلتهم من الدول الأوروبية والأمريكتين، من جهة الأب على الأقل، أكبر مجموعة بين اليهود الإسرائيليين وتصل أعدادهم إلى حوالي 2.8 مليون نسمة. وينحدر حوالي 1.2 مليون منهم من المهاجرين من الاتحاد السوفيتي السابق وهاجروا إلى البلاد بعد سقوط الاتحاد السوفيتي السابق 1991. وينحدر حوالي 1,800,000 من المستوطنين الصهاينة الأوائل، وكذلك من الناجين من الهولوكوست وأحفادهم، إلى جانب حوالي 200,000 آخرين هاجروا من البلدان الناطقة بالإنجليزية ومن أمريكا الجنوبية. في عام 2018، عرف 31.8% من اليهود الإسرائيليين بأنهم أشكناز، بالإضافة إلى 12.4% قالوا أنهم من المهاجرين من الاتحاد السوفياتي السابق، وغالبيتهم يعتبرون أنفسهم أشكناز أيضًا. وينحدر معظم اليهود الأشكناز في إسرائيل من المجتمعات اليهودية المحلية في ألمانيا وأوروبا الوسطى والشرقية.
لعب اليهود الأشكناز في إسرائيل دوراً بارزاً في مختلف المجالات بما في ذلك الفنون والترفيه والأدب والرياضة والعلوم والتكنولوجيا والأعمال والاقتصاد والإعلام والسياسة في إسرائيل منذ تأسيسها، وتميل إلى أن تكون المجموعة الأكثر ثراءً من اليهود الإسرائيليين. وكان التاريخ الإشكنازي اليساري مرتبطاً تاريخياً بالمُثل الاشتراكية التي ظهرت في أوروبا الوسطى والحركات الكيبوتس والعمالية الصهيونية. الحاخام الأشكنازي الأكبر في إسرائيل هو منصب قيادي يُعطى لحاخام أشكنازي، وقد يتخذ كبير الحاخامات قرارات بشأن مسائل الهالاخاه والتي قد تؤثر على الجمهور، ولهذا المنصب أيضًا تأثيرات سياسية.
يُميل غالبية الأشكناز في إسرائيل اليوم إلى التصويت لصالح الأحزاب اليسارية والوسطية، مع تفضيل التحالف السياسي الوسطي والليبرالي الأزرق والأبيض (كَحُول لَڤَان) بشكل خاص. ويرتبط التصويت الأشكنازي منذ فترة طويلة بالعلمانيّة والليبراليّة الاجتماعيّة، فالإسرائيليون الأشكناز هم عموماً أقل تديناً وأكثر ليبرالية من الناحية الاجتماعية، ولديهم آراء أكثر إيجابية تجاه تحسين العلاقات مع الشعوب العربية، وهم أكثر معارضة للمستوطنات الإسرائيلية في الضفة الغربية مقارنةً مع الإسرائيليين من أصول سفارديّة ومزراحيّة. ويُميل الأشكناز الحريديم، وهم أقلية صغيرة بين اليهود الأشكناز في إسرائيل، إلى التصويت إلى حزب البيت اليهودي ويهدوت هتوراة الديني المُتطرف.
ليس جميع اليهود الذين يُهاجرون إلى إسرائيل من الدول الأوروبية هم من أصول أشكنازية، على سبيل المثال غالبية اليهود الفرنسيين حالياً هم من السفارديم،(8) كما أنّ بعض اليهود القادمين من جمهوريات الاتحاد السوفيتي السابق في آسيا الوسطى والقوقاز هم من المزراحيم، بالمقابل لا تميز الحكومة الإسرائيلية بين الجاليات اليهودية في تعدادها السكاني.

##### اليهود المزراحيون والسفارديون في إسرائيل

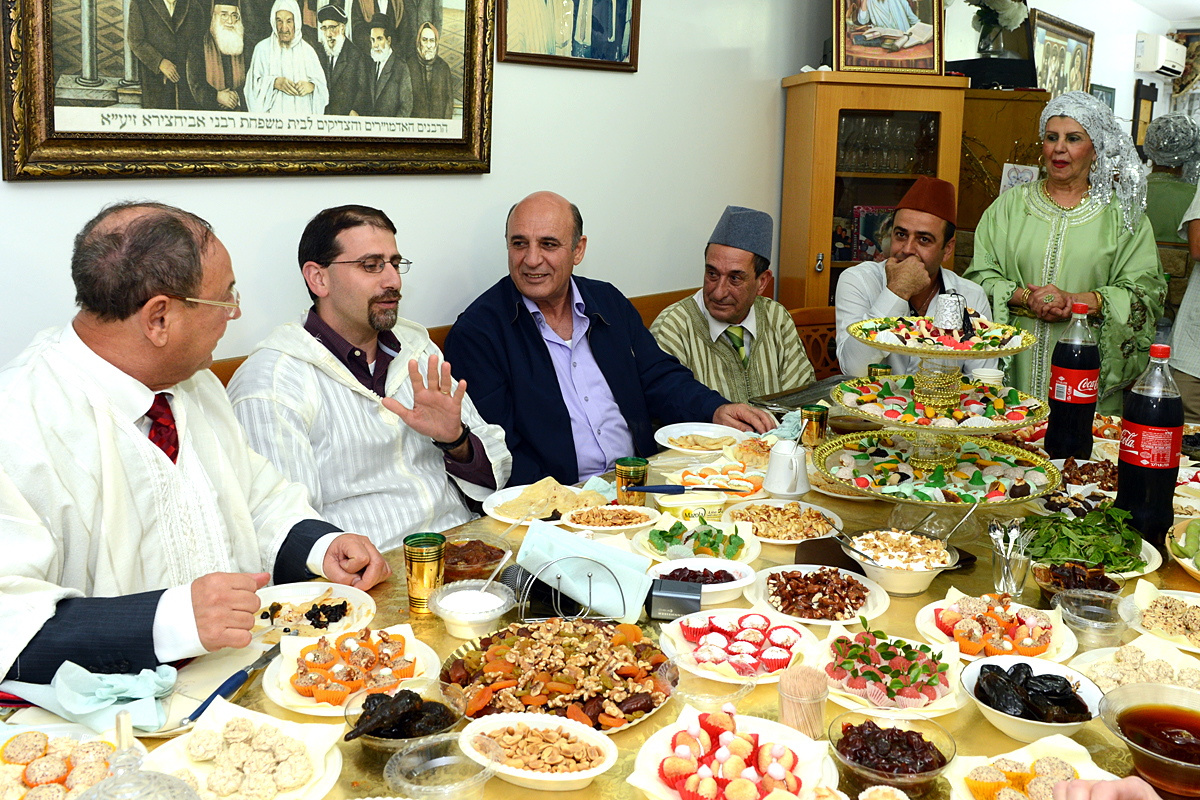
احتفالات اليهود المغاربة في إسرائيل بعيد الميمونة؛ وهو احتفال يهودي مغربي يُقام يوم بعد عيد الفصح اليهودي.

اليهود السفارديم هم اليهود الذين تعود أصولهم الأولى إلى يهود شبه الجزيرة الإيبيرية (إسبانيا والبرتغال) الذين طردوا منها في القرن الخامس عشر، وتفرقوا في شمال إفريقيا وآسيا الصغرى والبلقان، وكان كثير منهم من رعايا الدولة العثمانية في المناطق التي كانت تخضع لسيطرتها. ويُطلق مصطلح اليهود المزراحيم على اليهود القادمين أو المتحدرين من سلالة يهود الشرق الأوسط وبعض البلدان الإسلامية من العصور التوراتية إلى العصر الحديث.
تعود أصول حوالي نصف اليهود الإسرائيليين إلى اليهود الذين غادروا أو هربوا من الدول العربية والإسلامية وذريتهم، حيث أنه من عام 1948 إلى عام 1980، تم طرد أكثر من 850,000 يهودي مزراحي وسفاردي، أو فروا أو هاجروا أو تم إجلاؤهم من دول عربية أو إسلامية. يعيش اليوم أكثر من 2.5 مليون يهودي مزراحي وسفاردي، وتعود أصول اليهود المزراحيم والسفارديم إلى الدول العربية، وتركيا، وإيران (اليهود الفُرس)، وأفغانستان، وآسيا الوسطى (يهود بخارى)، والقوقاز (يهود الجبل)، وكردستان (اليهود الكُرد) والهند. وعلى الرغم من أن جورجيا هي دولة مسيحية يُعتبر يهود جورجيا من ضمن طوائف المزراحيم، كذلك الأمر بالنسبة لليهود الهنود.
في عام 2010 كان حوالي 1.1 مليون إسرائيلي تعود أصولهم إلى نسل اليهود الذين قدموا من الدول العربية، وحوالي 250,000 تعود أصولهم إلى آسيا الوسطى، وحوالي 140,000 تعود أصولهم إلى إيران، وحوالي 78,000 تعود أصولهم إلى تركيا، وحوالي 46,000 تعود أصولهم إلى الهند. قبل هجرة أكثر من مليون روسي ومعظمهم من اليهود الأشكناز بعد انهيار الاتحاد السوفيتي عام 1991، كان 70% من اليهود الإسرائيليين يهود سفارديم أو مزراحيم.

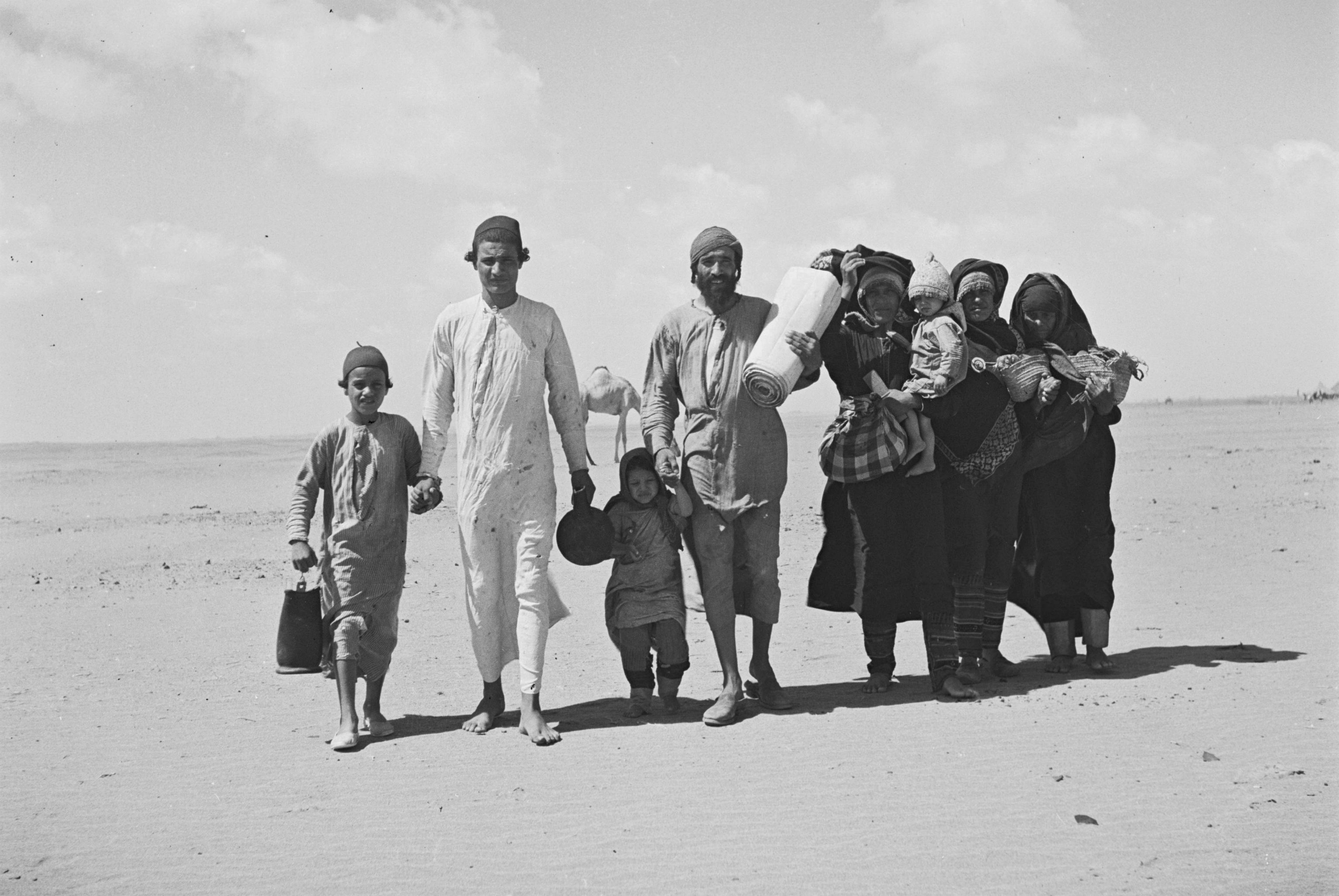
عائلة يهوديَّة يمنيَّة أثناء توجُهها لِإحدى مُخيَّمات النُزُوح قُرب عدن عام 1949، تمهيدًا لانتقالها إلى إسرائيل.

أدت الأعمال المعادية لليهود التي اتخذتها الحكومات العربية في عقد 1950 وعقد 1960 في سياق تأسيس دولة إسرائيل، إلى رحيل أعداد كبيرة من اليهود المزراحيم والسفارديم من الشرق الأوسط وشمال إفريقيا. ومع وصول اليهود السفارديم والمزراحيم إلى إسرائيل تفاقمت التحيزات الثقافية و«العنصرية» ضد القادمين الجدد بسبب افتقار الدولة الناشئة إلى الموارد المالية والسكن غير الكافي للتعامل مع التدفق السكاني الهائل. وهكذا، تم إرسال مئات الآلاف من المهاجرين السفارديم والمزراحيم الجدد للعيش في مدن الخيام في المناطق النائية في النقب أو في منطقة الجليل، في حين تم إرسال المهاجرين الأشكناز إلى المدن الرئيسية والمناطق التي تتمتع بخدمات متطورة. ولم يكن اللجوء في إسرائيل بدون مآسي، وفقًا للأستاذة المزراحية إيلا شوحط: «في جيل أو جيلين، توحدت آلاف السنين من الحضارة الشرقية المتجذرة، حتى في تنوعها». حيث كان اليهود الشرقيين في كثير من الأحيان ضحايا التمييز، إذ وصل المهاجرون المزراحيم والسفارديم مع العديد من التقاليد المختلفة واللغات المتنوعة والتي نُظر إليها نظرة دنيوية من قبل اليهود الأشكناز. وفي عام 1950 ألقى رئيس الوزراء دافيد بن غوريون خطابًا حول خطته لإيجاد مجتمع يهودي جديد متجانس، في ظل هجرة يهود إلى إسرائيل من خلفيات ثقافية متباينة شرقية وغربية. وسمى بن غوريون خطته «بوتقة الصهر»، والتي تقضي بدمج اليهود في آلية واحدة ينصهرون فيها معاً، لينتج عنها «اليهودي الإسرائيلي الجديد». وسُمي اليهود الجدد، الذين كان يفترض أن يكونوا نتاج «بوتقة الصهر»، باسم «يهود السابرا». وسيطر اليهود الأشكناز على مقاليد الدولة بعد تأسيسها، التي مُثلت لاحقًا بحزب العمل ذي التوجه الاشتراكي، وبدأت التحولات على الساحة السياسية الإسرائيلية منذ حرب 1967، وبعد حرب أكتوبر عام 1973، حيث حدثت تغيرات مع وصول «حزب الليكود اليميني» بالانتخابات البرلمانية، وفرض سيطرته على الحكم. وبسبب التمييز المتزايد منذ عام 1980 يميل اليهود الشرقيين في إسرائيل إلى تفضيل التصويت إلى الأحزاب اليمينية مثل الليكود وحزب شاس.
أدت الاختلافات الثقافية والجغرافية بين اليهود الشرقيين والأشكناز إلى فجوة حادة في الأوضاع الاقتصادية والاجتماعية والتعليمية. حيث يحصل الأشكناز على رواتب عالية ويهيمنون على المؤسسات السياسية والاجتماعية، في حين يتقاضى اليهود الشرقيين رواتب أقل بكثير من الأشكناز. وعلى الرغم من أن الاندماج الاجتماعي في المجتمع الشرقي يتحسن باستمرار، إلا أن الفوارق لا تزال قائمة. كشفت دراسة أجراها المكتب المركزي للإحصاء الإسرائيلي أن اليهود الشرقيين أقل احتمالًا في متابعة الدراسات الأكاديمية والحصول على شهادة جامعية بالمقارنة مع اليهود الأشكناز. ومن المرجح أن يدرس الأشكنازي المولود في إسرائيل مرتين في الجامعة أكثر من اليهودي الشرقي المولود في إسرائيل. علاوة على ذلك، كان متوسط دخل الأسرة الأشكنازية أعلى بنسبة 36 في المئة من متوسط دخل الأسرة اليهودية الشرقية في عام 2004.

##### الإيتالكيم والرومانيوت
يوجد في إسرائيل أيضًا عدد صغير من اليهود الإيتالكيم القادمين إيطاليا واليهود الرومانيوت القادمين من اليونان وقبرص وتركيا. تعتبر كل من المجموعتين مختلفتين عن السفارديم أو الشرقيين والأشكيناز. تناقضت أعدادهم بشكل كبير خاصةً بعد الهولوكوست، وتعتبر كلاهما من المجتمعات الإسرائيلية الصغيرة نسبياً بالمقارنة مع الجماعات اليهودية الأخرى. على الرغم من أعدادهم الصغيرة، إلا أن اليهود الإيتالكيم كان لهم دور بارز في الاقتصاد والأوساط الأكاديمية. يعيش معظم الإسرائيليين الإيتالكيم والرومانيوت وذريتهم في منطقة تل أبيب.

##### يهود الأرجنتين

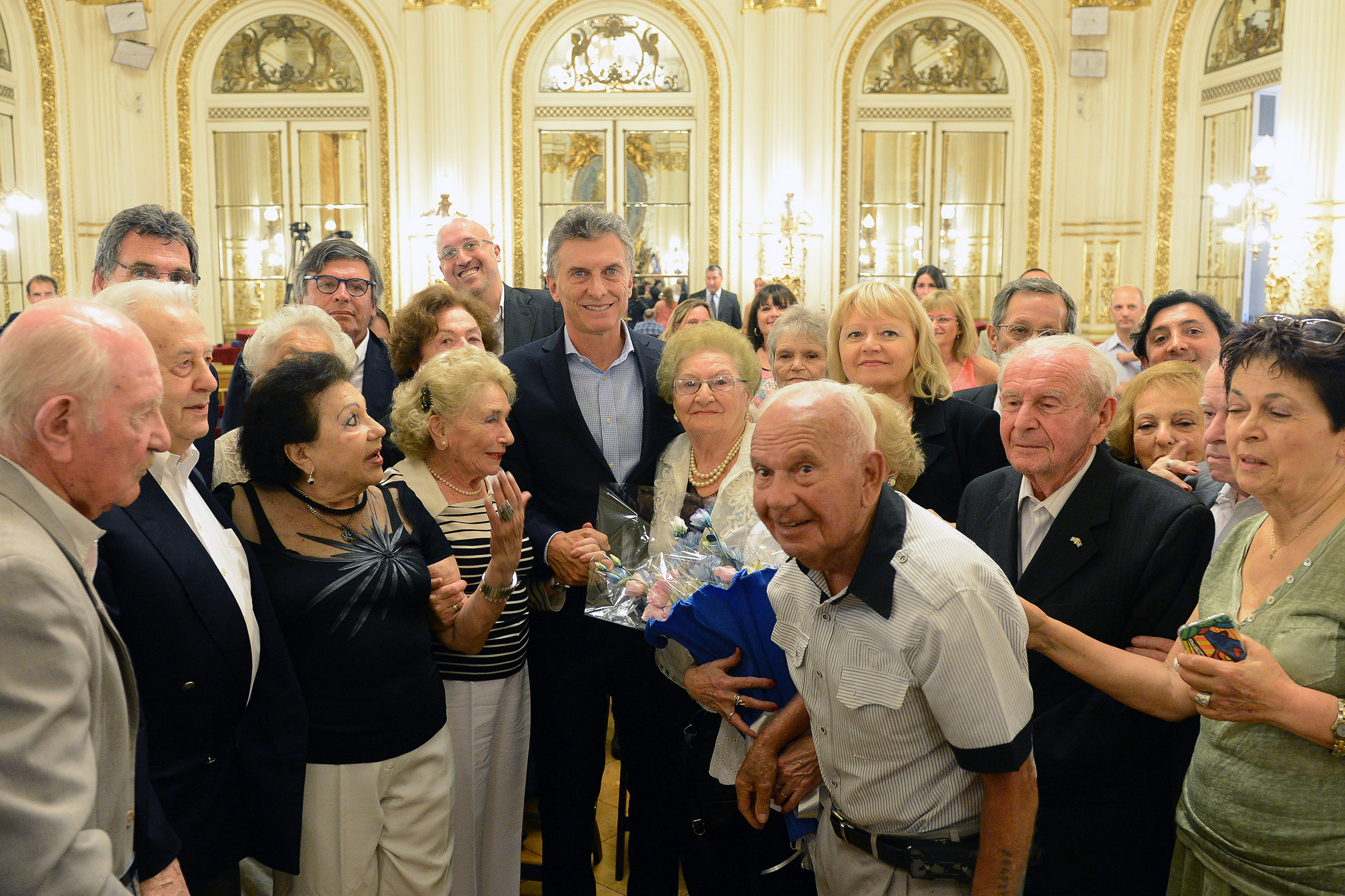
الرئيس الأرجنتيني ماوريسيو ماكري يلتقي مع مجموعة من اليهود الناجين من الهولوكوست في بوينس آيرس عام 2016.

اليهود الأرجنتينيون في إسرائيل هم المهاجرون أو أحفاد المهاجرين اليهود القادمين من الأرجنتين، وهم أكبر مجموعة يهودية من أمريكا اللاتينية في البلاد. كانت الهجرة اليهودية الأرجنتينية إلى إسرائيل، ولا تزال، أكبر وأهم تدفق للهجرة من أمريكا اللاتينية. يعود ذلك بسبب احتواء الأرجنتين على واحد من أكبر التجمعات اليهودية في العالم (حوالي 180,500 نسمة)، وثالث أكبر مجتمع يهودي في الأمريكتين بعد تلك الموجودة في الولايات المتحدة وكندا، والسابعة في العالم. يبلغ تعداد الجالية الأرجنتينية في إسرائيل حوالي 50,000 شخص، على الرغم من أن بعض التقديرات قدرت تعدادهم بحوالي 70,000 نسمة، مما يجعلها واحدة من أسرع المجموعات نمواً في البلاد.
منذ إنشاء دولة إسرائيل، كان هناك تدفق هجرة أرجنتيني إلى إسرائيل على الرغم من أن هذا التدفق قد تذبذب مع مرور الوقت. اعترفت الأرجنتين بدولة إسرائيل في 14 فبراير عام 1949، باعتبارها واحدة من أوائل الدول التي قامت بذلك. بالإضافة إلى ذلك، حافظت الأرجنتين على علاقات طويلة ومستقرة مع إسرائيل. وكانت أبواب الدولة مفتوحة دائمًا أمام المهاجرين، ولم يكن اليهود استثناءً لذلك إلا لفترة قصيرة عندما تم حظر الهجرة اليهودية. رغم ذلك، هاجر آلاف اليهود إلى الأرجنتين وأصبحت وطناً لهم. تغير الوضع نسبياً مع الانقلاب عام 1976 والذي أدّى إلى هرب عدد كبير من اليهود بحثًا عن الأمان. وتزايدت أعداد اليهود الأرجنتينيين الذين هاجروا إلى إسرائيل زيادة كبيرة طوال فترة الحرب القذرة. استقر الكثير منهم بشكل دائم في إسرائيل بينما عاد آخرون إلى الأرجنتين بعد سقوط السلطة العسكرية الديكتاتورية. ويختار الكثير من اليهود الأرجنتينيين إسرائيل كبديل للاستقرار بسبب عدم الاستقرار السياسي والاقتصادي الذي هز الأرجنتين في العقود الأخير، خصوصاً خلال الأزمة الاقتصادية الأرجنتينية عام 2001، حيث شهدت إسرائيل آنذاك على أكبر عدد من المهاجرين القادمين من أمريكا الجنوبية. كما ساعد هجوم عام 1992 على السفارة الإسرائيلية وتفجير مركز الجالية اليهودية في بوينس آيرس عام 1994 على خلق قوة دافعة لليهود للهجرة.
هناك عدد كبير من الأرجنتينيين غير اليهود، المتزوجين من يهود أو لهم أصول يهودية، يختارون إسرائيل كموطن جديد لهم، إما بشكل دائم أو مؤقت. وفقاً لتقرير صادر عن «المنظمة الدولية للهجرة»، احتلت إسرائيل المرتبة الخمسة بين الوجهات التي اختارها الأرجنتينيون للهجرة.

##### يهود إثيوبيا

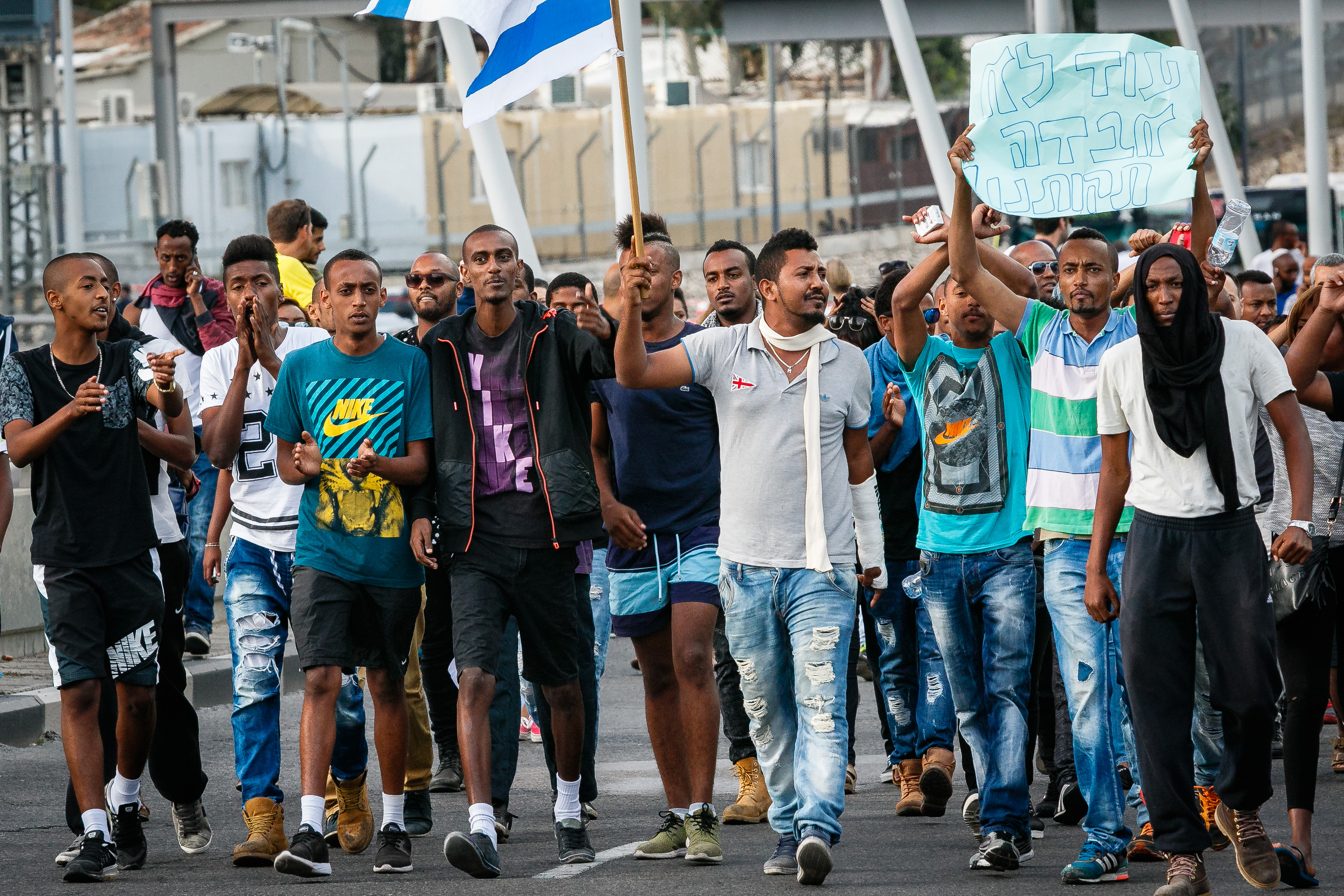
مظاهرة ليهود من أصول إثيوبية ضد التمييز في تل أبيب عام 2015.

اليهود الإثيوبيون في إسرائيل هم مهاجرون أو أحفاد المهاجرين من مجتمعات بيتا إسرائيل. وتتألف الجالية اليهودية الإثيوبية في إسرائيل أيضاً، إلى حد أقل لكن ملحوظًا، من جماعة الفلاشا، وهم أعضاء في مجتمعات بيتا إسرائيل التي اعتنقت الديانة المسيحية على مدار القرنين الماضيين، لكن سُمح لهم بالهجرة إلى إسرائيل عند العودة إلى الدين اليهودي. قدم معظم أبناء المجتمع من إثيوبيا إلى إسرائيل من خلال موجتين من الهجرة الجماعية بمساعدة من الحكومة الإسرائيلية وهي: عملية موشي في عام 1984، وعملية سولومون في عام 1991. في عام 2011 ضمت إسرائيل على أكبر موطن لمجتمع بيتا إسرائيل في العالم، مع حوالي 125,500 مواطن من أصل إثيوبي أو حوالي 1.7% من السكان، ويتجمعون بشكل رئيسي في المناطق الحضرية الأصغر في وسط إسرائيل.
على غرار المجموعات الأخرى من اليهود المهاجرين الذين قدموا إلى إسرائيل، واجه اليهود الإثيوبيون عقبات في اندماجهم في المجتمع الإسرائيلي. في البداية كانت التحديات الرئيسية للمجتمع اليهودي الإثيوبي في إسرائيل تُعزى جزئياً إلى صعوبات التواصل، والتمييز في العديد من مجالات المجتمع الإسرائيلي. وعلى عكس المهاجرين الروس، الذين وصل الكثير منهم بمهارات وظيفية، جاء الإثيوبيون من اقتصاد الكفاف وكانوا غير مستعدين للعمل في مجتمع صناعي. على مر السنين، كان هناك تقدمًا كبيرًا في دمج هذه المجموعة السكانية في المجتمع الإسرائيلي، ويرجع ذلك في المقام الأول إلى الخدمة العسكرية الإسرائيلية الإلزامية، حيث تمكن معظم اليهود الإثيوبيين من زيادة فرصهم للحصول على فرص أفضل.

##### ذرية الزواج المختلط

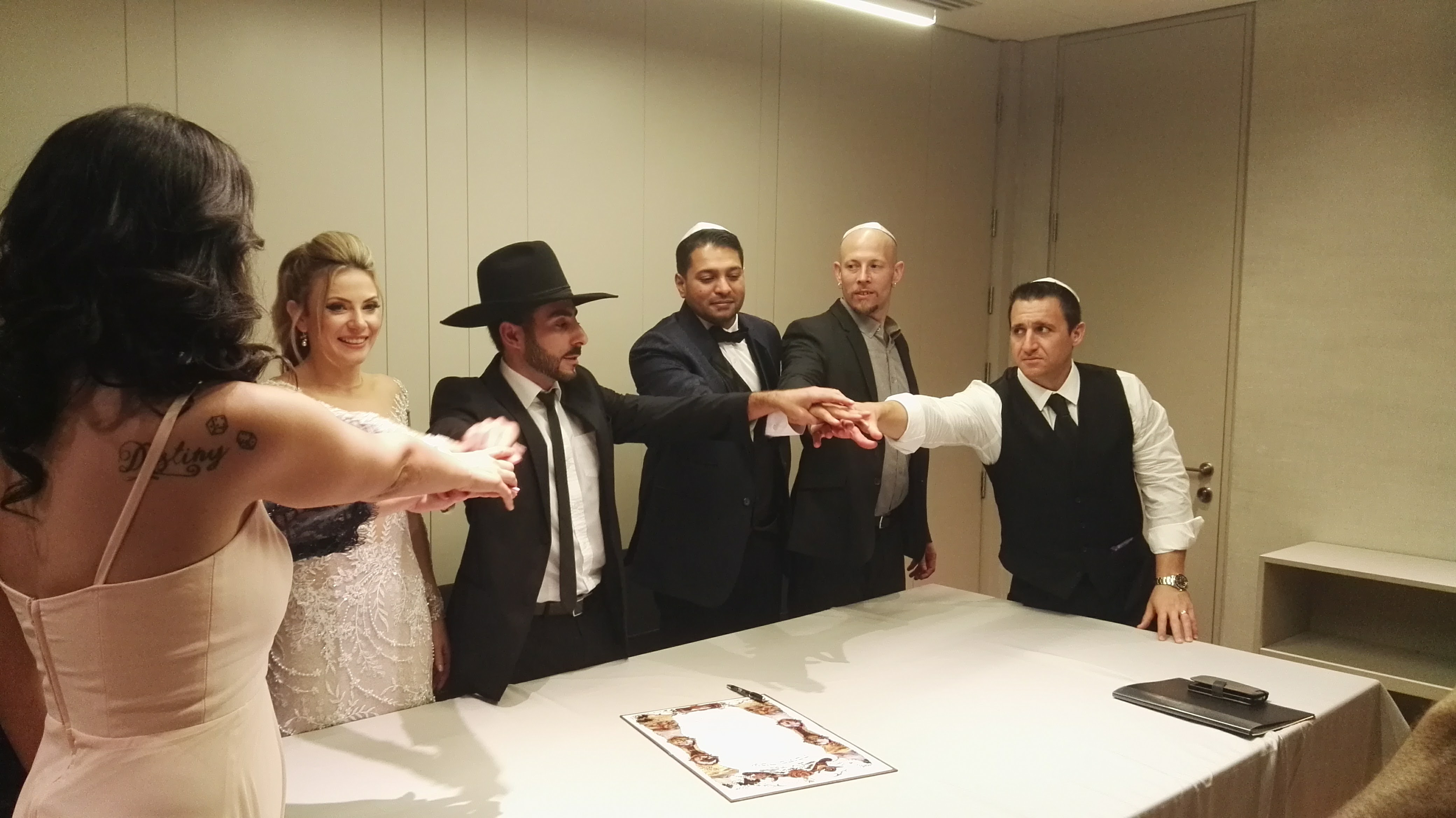
في العقود الأخيرة تزايدت "الزيجات المختلطة" بين اليهود الأشكناز واليهود الشرقيين، خصوصاً بين الأجيال الشابة.

كان الزاوج بين اليهود الأشكناز واليهود الشرقيين في إسرائيل في البداية غير شائع، ويرجع ذلك جزئيًا إلى الفجوات الاقتصادية، والتحيزات الثقافية أو العنصرية. ومع ذلك، في الأجيال الأخيرة، تراجعت الحواجز من خلال عملية وسياسة الاستيعاب الذي ترعاه الدولة لجميع المجتمعات اليهودية في الهوية المشتركة «سابرا»، مما سهل «الزيجات المختلطة» الواسعة النطاق. ارتفعت نسبة الأطفال اليهود المولودين لزيجات مختلطة بين اليهود الأشكناز واليهود الشرقيين بشكل مطرد. وجد مسح عام 1995 أنّ 5.3% من اليهود الذين تتراوح أعمارهم بين 40-43، وحوالي 16.5% من اليهود الذين تتراوح أعمارهم بين 20-21، وحوالي 25% من اليهود الذين تتراوح أعمارهم بين 10-11 سنة كانوا من أصول مختلطة. في نفس العام، كان 25% من الأطفال اليهود المولودين في إسرائيل من أصول مختلطة.

##### معتنقو اليهودية
منذ تأسيس دولة إسرائيل وحتى اليوم، هاجر الآلاف من المتحولين إلى اليهودية من جميع أنحاء العالم إلى إسرائيل. وأبرز مجموعات معتنقي اليهودية هي:
- بني منشه: حيث اعتبارًا من عام 2015، هاجر إلى إسرائيل أكثر من 3,000 شخص من جماعة بني منشه المُتحولة إلى اليهودية منذ عقد 1980.[126][127] وتنحدر مجموعة بني منشه من ولايتي مانيبور وميزورام الواقعة في أقصى شمال شرق الهند، وتدعى المجموعة أنّ نسبها وأصولها تعود إلى إحدى القبائل المفقودة لبنو إسرائيل. وهم يعيشون بشكل رئيسي في مستوطنات في الضفة الغربية وبلدة نيتزان في جنوب إسرائيل وفي منطقة الجليل، وغالبيّة بني منشه هم من اليهود الأرثوذكس. ولا يزال هناك حوالي 7,000 عضو من هذه المجموعة في الهند، حيث يأمل الكثير منهم في الهجرة إلى إسرائيل.[128]
- بني موشيه: هاجر 100 هندي بيروفي ممن تحولوا إلى اليهودية إلى إسرائيل منذ أوائل عقد 1990. يتبع غالبيَّة بني موشيه أو «يهود الإنكا» التقاليد اليهودية الأرثوذكسية ويعيشون في مستوطنات يهودية بالضفة الغربية.

#### التركيبة الدينية

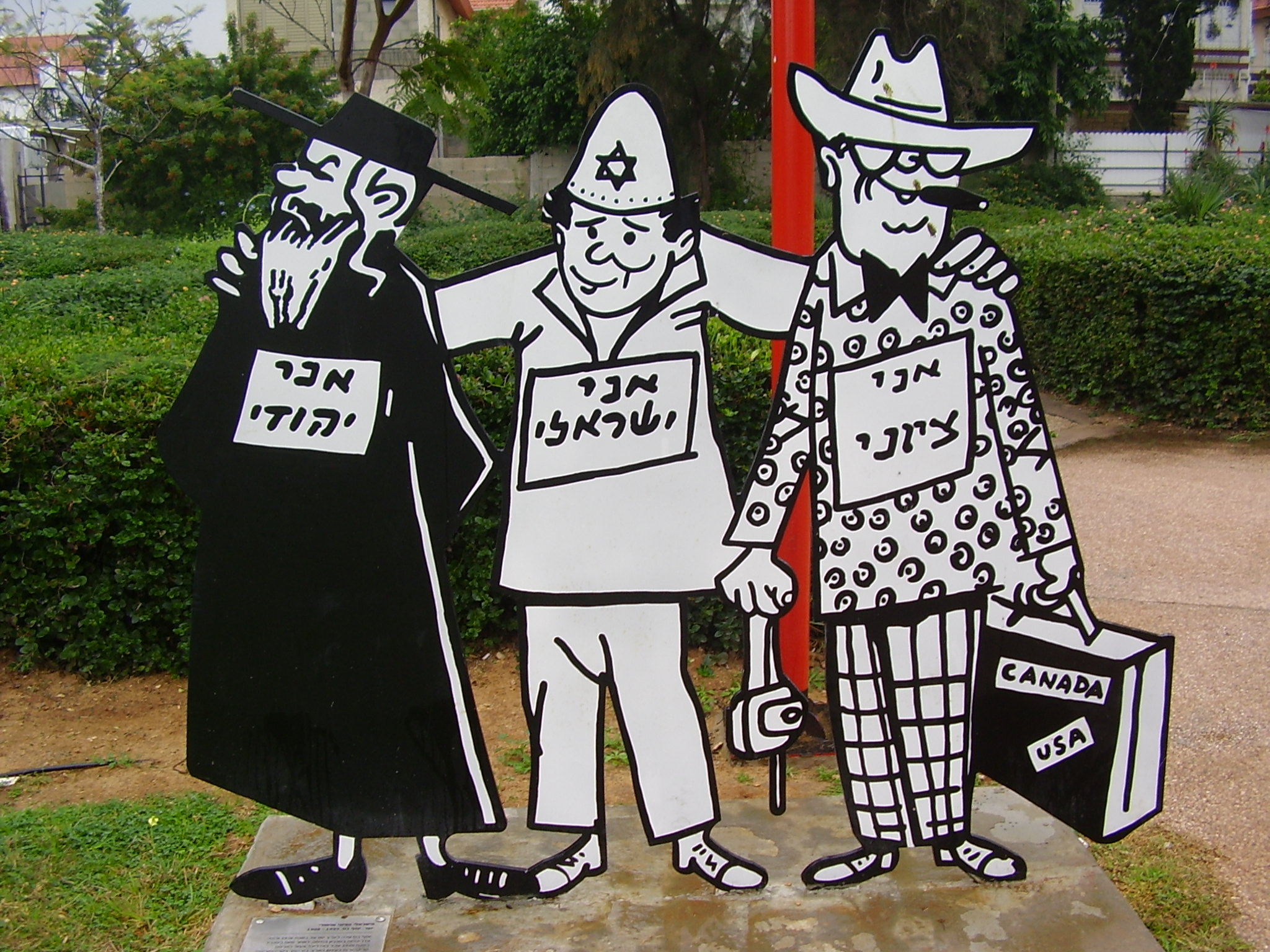
نصب في متحف الكارتون الإسرائيلي في حولون يُمثل الأطياف الدينية اليهودية في إسرائيل.

يتنوع الانتماء الديني لليهود الإسرائيليين على نطاق واسع: تشير دراسة استقصائية اجتماعية أجراها مركز بيو للأبحاث في عام 2016 إلى أن 49% من يهود إسرائيل هم حيلونيم (علمانيون)، وحوالي 29% هم ماسورتيم (تقليديون)، وحوالي 13% داتييم (متدينون)، وحوالي 9% حريديم (المتشددين الأرثوذكس).
عموماً غالبية المجتمع اليهودي الإسرائيلي من العلمانيين (بالعبرية: חִלּוֹנִים) الذين يتبعون أسلوب حياة حديث، ولكنهم قد يلتزمون، بمدى معين، بالشعائر الدينية. وفي إطار هذه الأغلبية، يختار الكثيرون أسلوب حياة تقليدي معتدل، ويتبع عدد أخر منهم أسلوب أحد التيارات الليبرالية أو حتى الإلحاد. وينتمي غالبية اليهود الأشكناز في إسرائيل إلى التيار العلماني. أمّا اليهود المحافظون أو الوسطيون أو المحافظون على العادات والتقاليد أو الماسورتيم (بالعبرية: מסורתיים) فهو لقب لأحد التيارات في المجتمع الإسرائيلي والذي يشتمل على يهود لا يصفون أنفسهم بالمتدينين أو بالعلمانيين. في أغلب الأحيان، يُحافظ المحافظون على عدة شعائر وطقوس مختلفة كرمز للعادات والتقاليد وليس بالضرورة من أجل التشدد بالحفاظ على الشريعة اليهودية. فهم يؤمنون بأنه من خلال المحافظة على الهوية يعزز شعور الانتماء للشعب اليهودي، ومن خلال الحفاظ على قيم العادات الأسرية والتقاليد والثقافة يتم الحفاظ على كيان الشعب اليهودي. غالبية من ينتمي إلى هذه الفئة هم من أصول مزراحية أو سفاردية، هذا لأنه، من بين أسباب أخرى، كان الانقسام الذي نشأ بعد عصر التنوير، بين اليهود الأوروبيين العلمانيين والإصلاحيين والأرثوذكس، انقسامًا لم يكن موجودًا بين يهود الشرق الأوسط.
الطيف الديني الثالث من حيث العدد في إسرائيل هم الداتيم أو أتباع الصهيونية اليهودية (بالعبرية: צִיּוֹנוּת דָּתִית) وهي أيديولوجية تجمع بين الصهيونية واليهودية الأرثوذكسية، وتتمحور أيديولوجيتهم حول ثلاث ركائز: أرض إسرائيل، وشعب إسرائيل، وتوراة إسرائيل. أما الحريديم (بالعبرية: הַחֲרֵדִים) أو المتشددين الأرثوذكس فهم اليهود المتدينين ويعتبرون كالأصوليون حيث يطبقون الطقوس الدينية ويعيشون حياتهم اليومية وفق التفاصيل الدقيقة للشريعة اليهودية، ويُحاول الحريديم تطبيق التوراة في إسرائيل. وينقسمون إلى عدة مجموعات منهم «الجماعة الليتوانية» وجلهم من الأشكناز التي تعود أصولهم إلى أوروبا، وحركة الحاسيديم وجلهم من الأشكناز وتعود أصولهم إلى بولندا وأوكرانيا وغيرها من دول أوروبا الشرقية والوسطى، والسفارديم (بما في ذلك المزراحيم) الحريديم وتعود أصولهم إلى الشرق الأوسط وشمال إفريقيا.

##### الطيف العلماني التقليدي

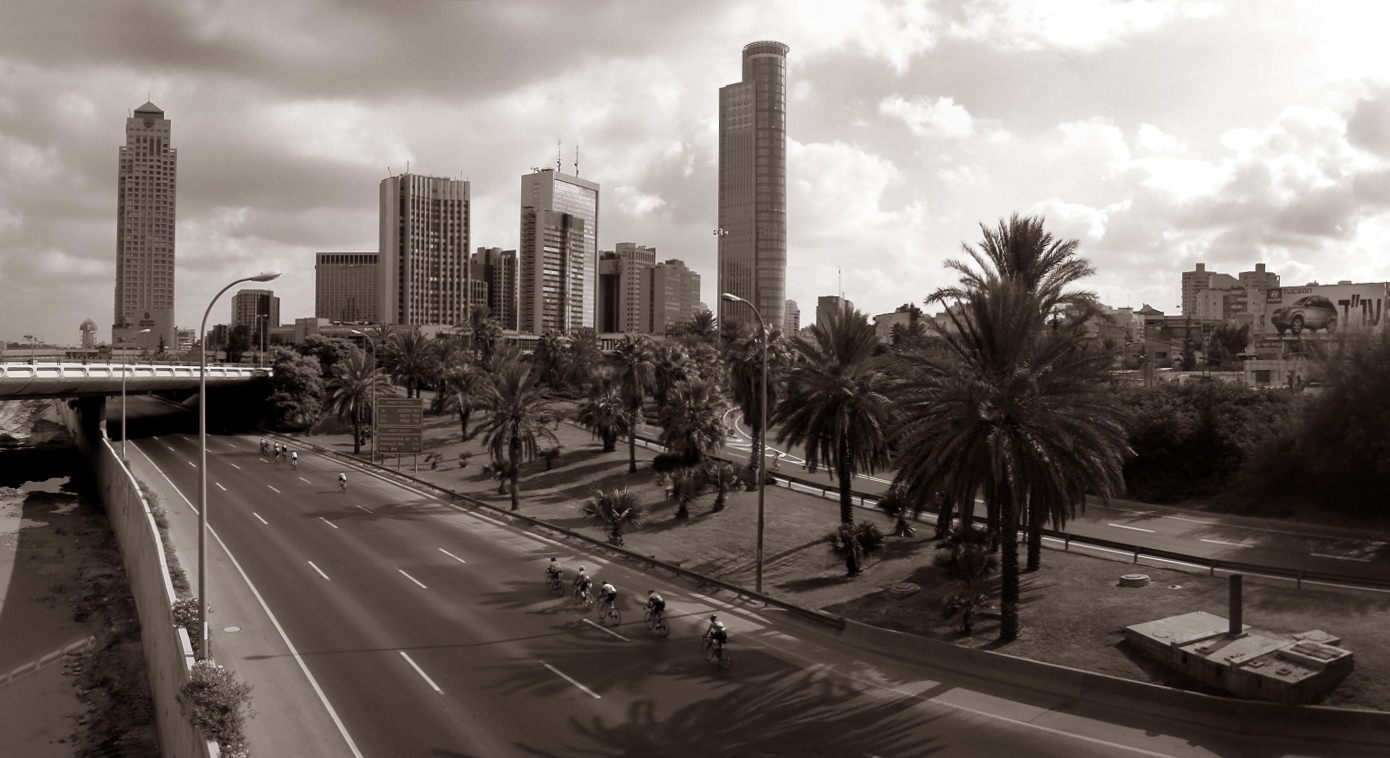
راكبو دراجات علمانيين يقودون دراجاتهم على طريق أيالون السريع في تل أبيب في يوم كيبور.

يُستخدم مصطلح «حيلوني» في إسرائيل لوصف اليهود غير المتدينيين، يعرّف الإسرائيليون العلمانيون أنفسهم كيهود، لكن الدين ليس الجانب لتحديد هويتهم، ويتبنى الكثير منهم «الثقافة اليهودية العلمانية» والتي تشمل الجوانب الثقافية غير الدينية، بما في ذلك الأدب، والفن، والعمارة، والمطبخ، والعادات الاجتماعية، وأنماط الحياة، والموسيقى والرقص. وكمواطنين إسرائيليين، يتحدث 'الحيلونيم' العبرية. وبما أن إسرائيل دولة يهودية، يحتفل الكثير من الحيلونيم بالأعياد والمناسبات القومية، مثل يوم استقلال إسرائيل ويوم ذكرى المحرقة النازية. وثمة خلافات جديّة وعديدة بين الحيلونيم والمتدينين في إسرائيل، خاصةً من الحريديم. وترجع هذه الخلافات إلى عدم رغبة الحريديم في الانضمام إلى الجيش الإسرائيلي، ودعم جماعات الضغط الحريدية لتحريم لحم الخنزير في إسرائيل، والإغلاق الإلزامي لجميع المتاجر أيام السبت، أو تعطيل عمل المواصلات أيام السبت.
في عام 2007، وجد استطلاع أجراه معهد الديمقراطية الإسرائيلي أن 27% من اليهود الإسرائيليين يقولون إنهم يُحافظون على يوم السبت، بينما قال 53% أنهم لا يحافظون على الإطلاق. كما وجد الاستطلاع أن 50% من المستجيبين سيتخلون عن التسوق في يوم السبت طالما استمر النقل العام قيد التشغيل واستمر السماح بالأنشطة الترفيهية؛ ومع ذلك، اعتقد 38% فقط أن مثل هذا الحل الوسط من شأنه أن يقلل التوترات بين المجتمعات العلمانية والدينية. وفي عام 2015 وجد مركز بيو للأبحاث أن حوالي 49% من يهود إسرائيل يعتبرون أنفسهم «حيلونيم» أو «علمانيين»، في حين يعتبر 29% نفسه «تقليدي».
لأن المصطلحين «علمانيين» و«تقليديين» غير مُحددين بدقة، فإن التقديرات المنشورة لنسبة اليهود الإسرائيليين الذين يعتبرون أنفسهن «تقليديين» تتراوح بين 32% إلى 55%. حدد استطلاع أجرته مؤسسة غالوب في عام 2015 أن 65% من الإسرائيليين يقولون إنهم «غير متدينين» أو «ملحدون مقتنعون»، بينما قال 30% أنهم «متدينون». تقع إسرائيل في منتصف نطاق التدين الدولي، بين تايلاند، أكثر دول العالم تديناً، والصين، الأقل تديناً. وجد مؤشر الديمقراطية الإسرائيلي الصادر عام 2013 فيما يتعلق بالانتماء الديني لليهود الإسرائيليين أن 3.9% من المجيبين شعروا بالارتباط مع اليهودية الإصلاحية التقدمية وحوالي 3.2% مع اليهودية المحافظة وحوالي 26.5% مع اليهودية الأرثوذكسية. قال الثلثان الآخران من المجيبين أنهم لم يشعروا بأي صلة بأي فئة، أو رفضوا الإجابة. بسبب فجوة الخصوبة بين العلمانيين والمتدينين، تشهد نسبة العلمانيين انخفاضاً في السنوات الأخيرة، حيث يُميل العلمانيين انجاب عدد أطفال أقل بالمقارنة مع المتدينين.

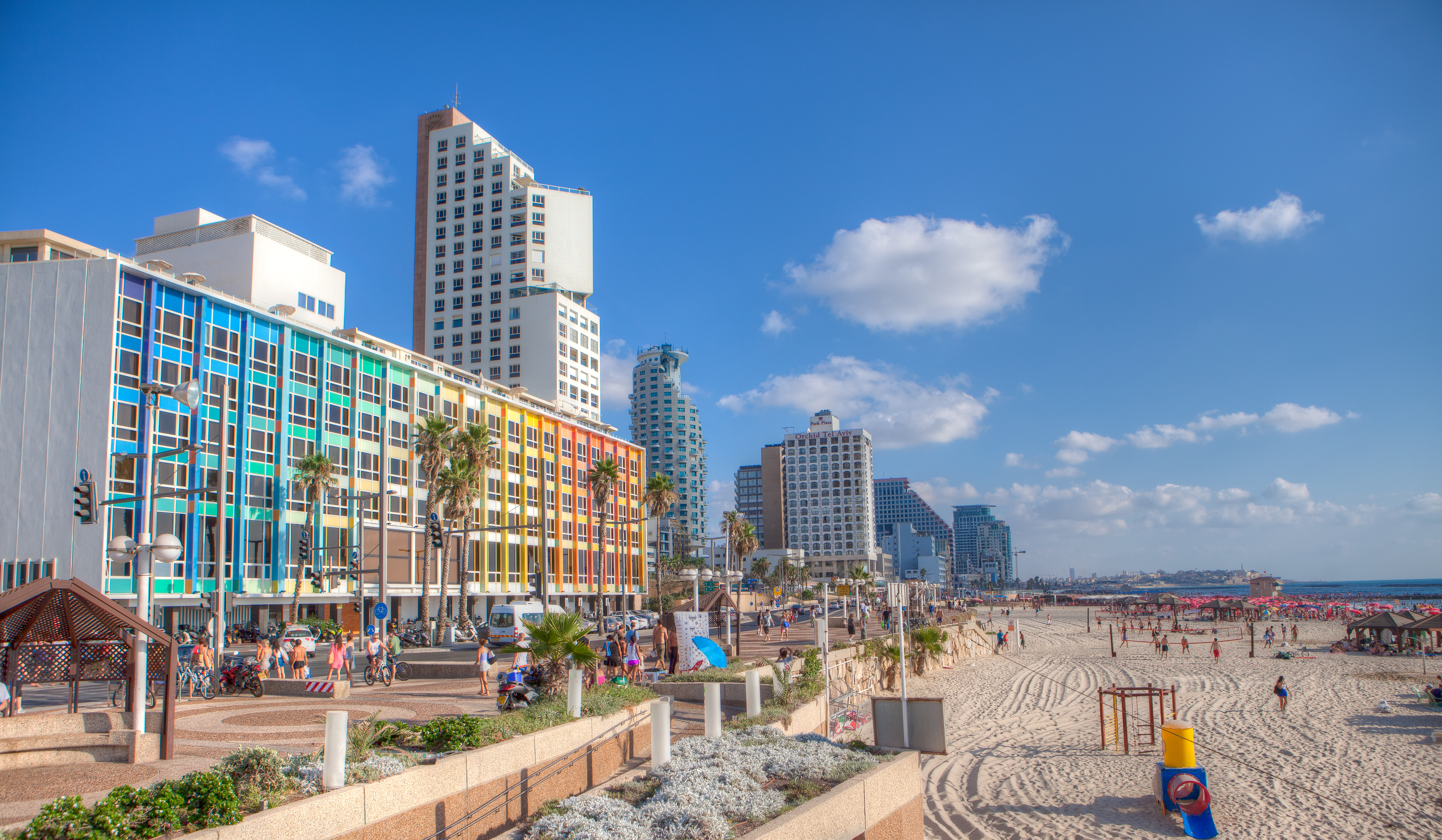
تعتبر مدينة تل أبيب من المراكز العلمانية والليبرالية الرئيسية في إسرائيل.

تُعرف مدن ومناطق إسرائيلية معينة بخصائصها الدينية أو العلمانية. على سبيل المثال، تل أبيب، المدينة الساحلية، هي مثال مباشر لمدينة علمانية وليبرالية. مع وجود كمية كبيرة من الفنادق الحديثة والمحلات والمقاهي والحانات والمطاعم والموسيقى الصاخبة والمراقص والنوادي الليلة على مدار الأسبوع. ويشعر كل من غير اليهود واليهود العلمانيين على حد سواء بالراحة الشديدة في هذه المدينة بسبب الافتقار للطابع الديني. وفي يوم السبت اليهودي من المُعتاد أن تكون الحانات والنوادي الليلة مفتوحة حتى الفجر، وقد صنفتها لونلي بلانيت كأفضل عشر مدن للحياة الليلية في العالم، ووصفتها ناشونال جيوغرافيك أيضاً بأنها واحدة من أفضل عشر مدن شاطئيَّة. من ناحية أخرى، فإن القدس مدينة دينية ومحافظة للغاية، وتضم عدد كبير من اليهود الأرثوذكس. وتم تصنيف تل أبيب على أنها «أفضل مدينة للمثليين جنسياً في العالم» من قبل الخطوط الجوية الأمريكية، وهي واحدة من الوجهات الأكثر شعبية لسياحة المثليين دوليًا، بسبب انفتاحها وتسامحها ووجود مجتمع ميم كبير تٌقدر نسبته بحوالي 25% من سكان تل أبيب، ويعتبر مهرجان فخر المثليين في تل أبيب الأكبر في آسيا، حيث يجذب أكثر من 200,000 شخص سنويًا.
يُميل اليهود العلمانيون إلى حد كبير إلى تأييد حزب العمل الإسرائيلي والدولة الصهيونية العلمانية. هناك العديد من القضايا التي تثير التوتر والخلافات بين المجموعات الدينية والأغلبية العلمانية، منها مسألة العلاقة بين الدين والدولة في إسرائيل، والتي وجد لها حلاً توفيقياً في الاتفاق الذي عقده ديفيد بن غوريون قبيل إعلان الدولة عام 1948 مع حزب الأغودات عرفت باتفاقية الستاتيكو، وتتسم العلاقات بين «الحيلونيم» أو «العلمانيين» والحريديم في التوتر خصوصاً في قضايا تقنين الزواج المدني وزواج المثليين وفتح المطاعم وتشغيل المواصلات العامة في يوم السبت وفرض قواعد الأكل الحلال (كشروت) في المؤسسات والمطاعم اليهودية. وتعيش المجموعات اليهودية العلمانية والحريدية بشكل منفصل حيث أن الاختلاط بين بعضهم البعض ضئيل، ويرفض العديد من العلمانيين قدوم الحريديم إلى أحيائهم أو المباني السكنية التي يسكنون فيها مما يؤدي إلى حالات من التوتر خصوصاً في طبريا وحريش والقدس.

##### الطيف الأرثوذكسي

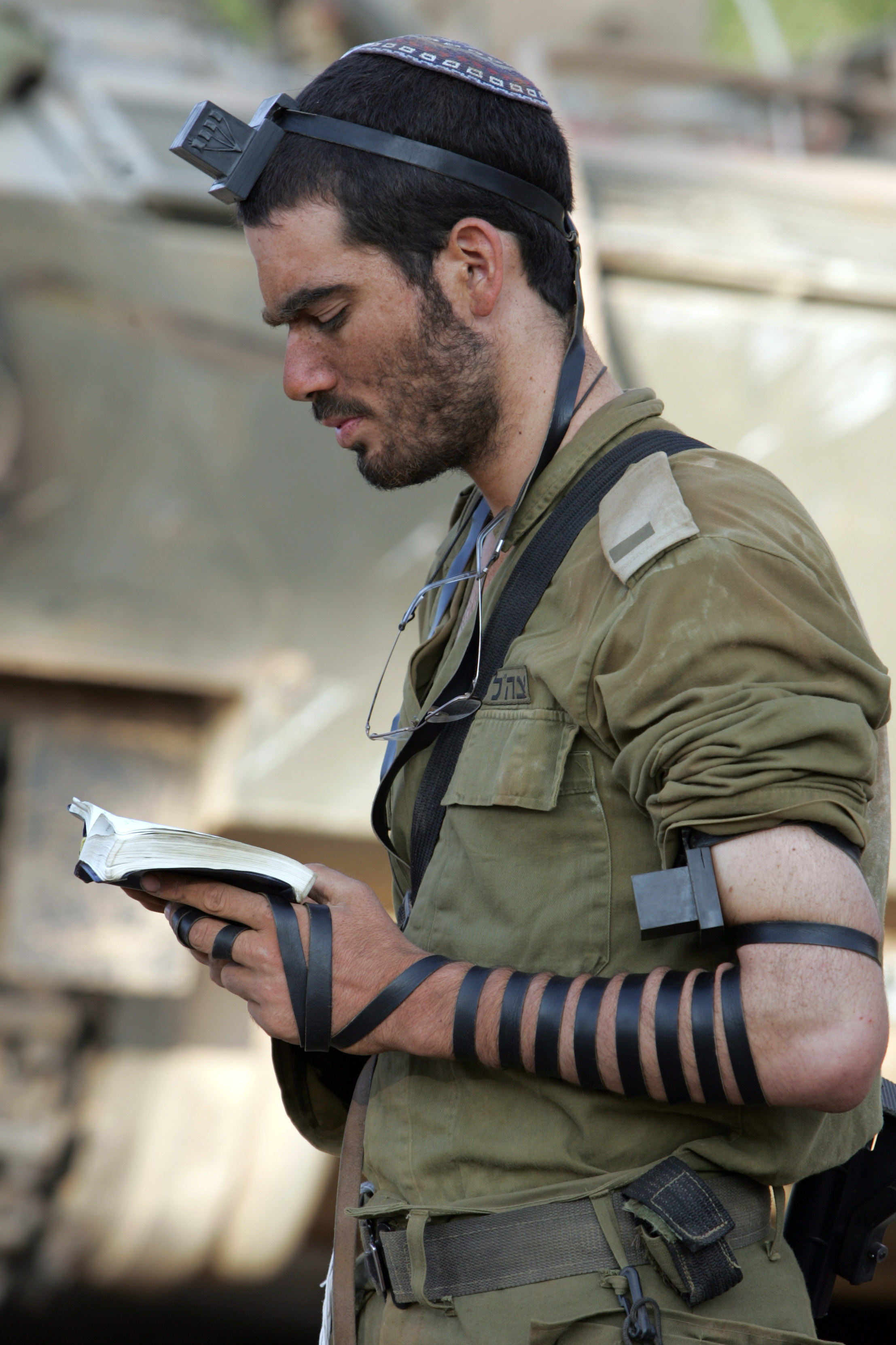
جندي إسرائيلي من الطيف الصهيوني الديني.

تشمل "اليهودية الأرثوذكسية" في الشتات ما يُسمّى عادةً "داتيم"" أي المتدينيين أو «الحرديم» أي الأرثوذكس المتطرفين في إسرائيل. ويشمل المصطلح السابق أيضاً ما يسمى باسم الصهيونية الدينية أو المجتمع "الديني الوطني"، وكذلك اليهودية الأرثوذكسية الحديثة. وعلى عكس تيارات أرثوذكسية يهودية أخرى، والتي ترى أن قيام دولة إسرائيل يتحقق فقط بمجيء الماشيح، فإن التيارات الدينية داخل الحركة الصهيونية تتبنى المنطلق الفكري للصهيونية وتعتمد على التوراة كسند يعطي الحق للشعب يهودي بإقامة وطن قومي في فلسطين.
ينقسم «الحرديم» إلى ثلاث مجموعات منفصلة بحسب الجذور العرقية والعقيدة: أولها «الليتوانية» وأتباعها هم من الأشكناز ومن أصول ألمانية ومن أوروبا الوسطى؛ المجموعة الثانية هي حركة الحاسيديم ومعظم أتباعها من الأشكناز والذي تعود أصولهم إلى أوروبا الشرقية؛ أمّا الجماعة الثالثة فهي السفارديم (بما في ذلك المزراحيم) الحريديم ويشكلون حوالي 20% من مجمل الحرديم في إسرائيل. وتشمل المجتمعات الحريدية الإسرائيلية الكبيرة كل من مدينة القدس، وبني براك، وموديعين عيليت، وبيتار عيليت، وبيت شيمش، وكريات يعاريم، وأشدود، ورخسيم، وصفد وإلعاد. ومن المخطط بناء مدينتين للحريديم، وهي كاسيف وحريش. وفقًا لدراسة أجراها معهد الديمقراطية الإسرائيلي في ديسمبر 2017، تجاوز عدد اليهود الحريديم في إسرائيل المليون في عام 2017، أي ما يمثل 12% من السكان في إسرائيل. بحلول عام 2030، من المتوقع أن تشكل الجالية اليهودية الحريدية حوالي 16% من مجموع السكان، وبحلول عام 2065 من المتوقع أن تشكل ثلث السكان الإسرائيليين. وعزت الدراسة الزيادة السكانية إلى صغر الأعمار النسبي وارتفاع معدل الخصوبة.
تشهد طوائف الحريديم زيادة سكانية كبيرة بسبب معدل الخصوبة العالية، ففي إسرائيل بلغت نسبة الزيادة 6% في عام 2001، ويعود سبب النسبة المرتفعة إلى ارتفاع الخصوبة وعدد المواليد لدى الحريديم. متوسط الزيادة السكانية لدى الحريديم هو الأعلى في إسرائيل، وهو ما نتج عنه زيادة سنوية وصلت إلى 6% تقريباً عام 1996، وحوالي 7.3% عام 2000، وحوالي 6% عام 2001، وحوالي 7% عام 2002، وهي نسب مرتفعة مقارنةً بالمجتمع الإسرائيلي العلماني. والسبب الرئيسي لزيادة السكان الحريديم هو الزيادة الطبيعية العالية (حوالي 72% من مجمل الزيادة السنوية في عام 2001). ويصل عدد الولادات السنوية لدى الحريديم إلى 35 ألف ولادة بما يشكل 25% من مجموع ولادات إسرائيل، كما يتزوج في إسرائيل سنوياَ حوالي 5 آلاف زوج حريدي. ينجب كل زوج منهم ما بين سبعة إلى تسعة ولادات، وينتج عنها زيادة كبيرة في أعدادهم ونسباً عالية من الزيادات السنوية، مقابل معدل ولادات منخفض نسبياً للعلمانيين يتراوح بين 1-1.5 بنسبة زيادة سنوية: 1.6% فقط.
هناك حركة نشيطة وهي «حركة العودة إلى اليهودية» بين الإسرائيليين العلمانيين، والذين يرفضون أساليب حياتهم العلمانية سابقًا ويختارون أن يكونوا ملتزمين دينياً، مع وجود العديد من البرامج التعليمية المخصصة لهم. في الوقت نفسه، هناك أيضاً حركة مهمة في الإتجاه المعاكس نحو نمط حياة علماني بين الأشخاص الذين تربوا على اليهودية الحريدية، وذلك بسبب الإلحاد أو التحرش الجنسي بالأطفال في المجتمع اليهودي الأرثوذكسي وغيرها من الأسباب. هناك بعض النقاش حول الاتجاه الأقوى في الوقت الحاضر. تشير استطلاعات الرأي الأخيرة إلى أن صفوف المجتمع اليهودي العلماني في إسرائيل استمر في الانخفاض في عام 2009. وفي الوقت الحالي، يشكل العلمانيين اليهود حوالي 42% من السكان.

##### الطيف الإصلاحي والتقليدي

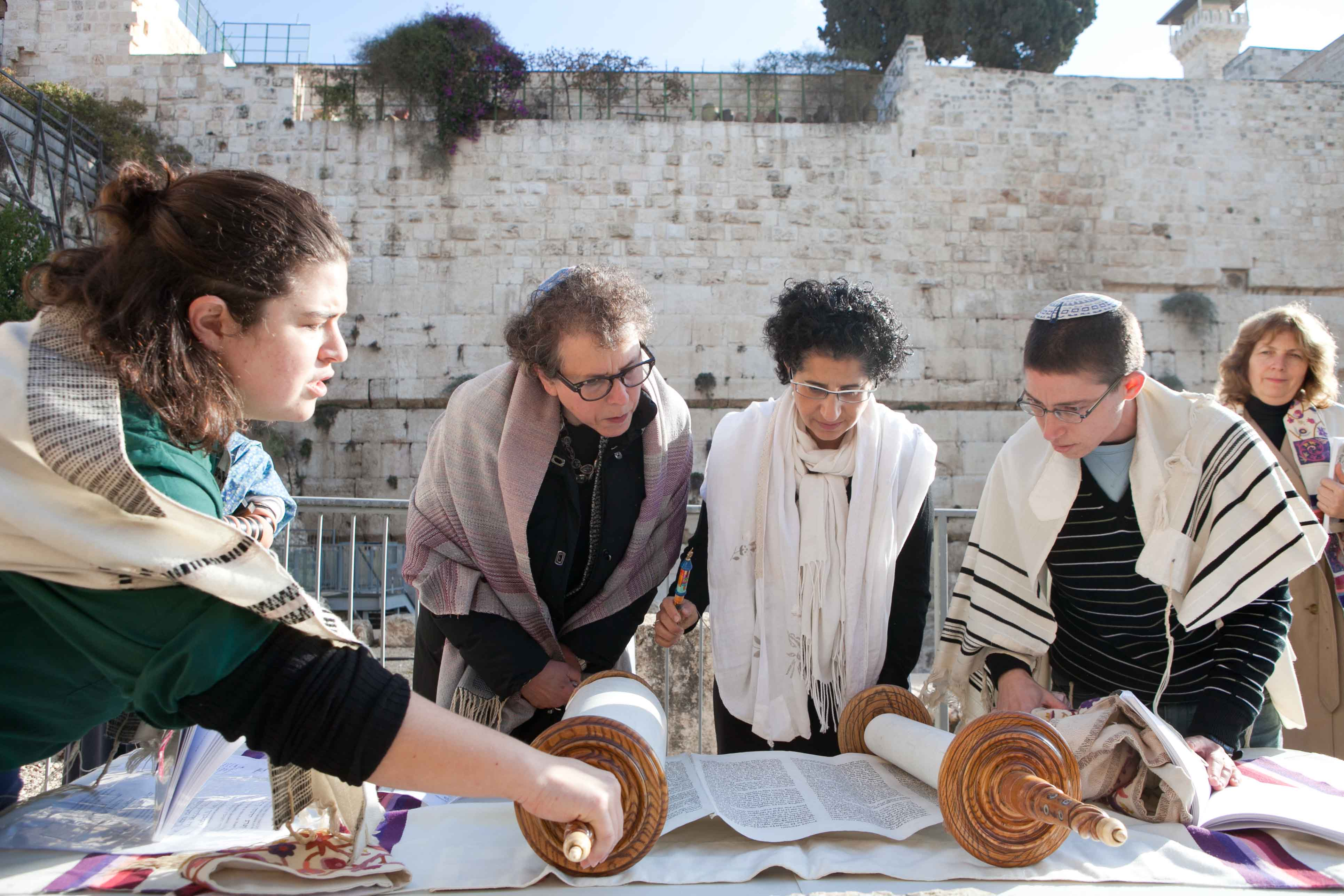
نساء من الحركة اليهودية التقدمية.

وفقًا لمعهد إسرائيل للديمقراطية، اعتبارًا من عام 2013، يمثل أتباع الطوائف اليهودية المحافظة والإصلاحية ما يقرب من 8% من السكان اليهود في إسرائيل، وأظهرت دراسة أجراها مركز بيو للأبحاث أن 5% يتعاطفون أو ينتمون إلى الحركة المحافظة أو الإصلاحية، بينما أظهر استطلاع ميدجام أن ثلثهم «تم تحديدهم بشكل خاص مع اليهودية التقدمية». وتعارض الحاخامية الكبرى بشدة الحركات الإصلاحية والمحافظة، قائلين إنها «تقتلع الديانة اليهودية»، وأنها تسبب الاستيعاب، وأنها «ليست لها صلة» باليهودية الأصليّة. بالمقابل فإن وجهة نظر الحاخامية الكبرى لا تعكس وجهة نظر أغلبية اليهود الإسرائيليين، حيث أظهر مسح لليهود الإسرائيليين نُشر في مايو عام 2016 أن 72% من المجيبين قالوا إنهم لا يتفقون مع الإدعاء الحريدي بأن اليهود الإصلاحيين ليسوا يهوداً حقيقيين. وأظهر الاستطلاع أيضاً أن ثلث اليهود الإسرائيليين «يتعاطفون» مع اليهودية التقدمية (الإصلاحية أو المحافظة)، ويوافق ثلثاهم تقريباً على أنه يجب أن تتمتع اليهودية الإصلاحية بحقوق متساوية في إسرائيل مع اليهودية الأرثوذكسية.

##### القرائيون
اليهودية القرائية هي تيار في اليهودية يطلق عليها أيضاً القراؤوت، ويُعرف أتباع هذا التيار باسم القرائين، وهي جماعة يهودية قديمة تمارس شكلاً من أشكال اليهودية التي تختلف عن اليهودية الحاخامية، والتي يعود تاريخها إلى ما بين القرنين السابع والتاسع استنادًا إلى أدلة نصية، حالياً يعتبرون أقلية صغيرة بالمقارنة مع اليهودية الحاخامية. يعيش ما يقرب من جميع سكانها، والذي تتراوح أعدادهم بين 30,000 إلى 50,000 نسمة، حاليًا في إسرائيل، ويقيمون بشكل أساسي في مدينة الرملة وأشدود وبئر السبع. هناك ما يقدر بنحو 10,000 قرائي إضافي يعيشون في أماكن أخرى حول العالم، خاصةً في الولايات المتحدة، وتركيا، وبولندا، وأماكن أخرى في أوروبا.

### العرب

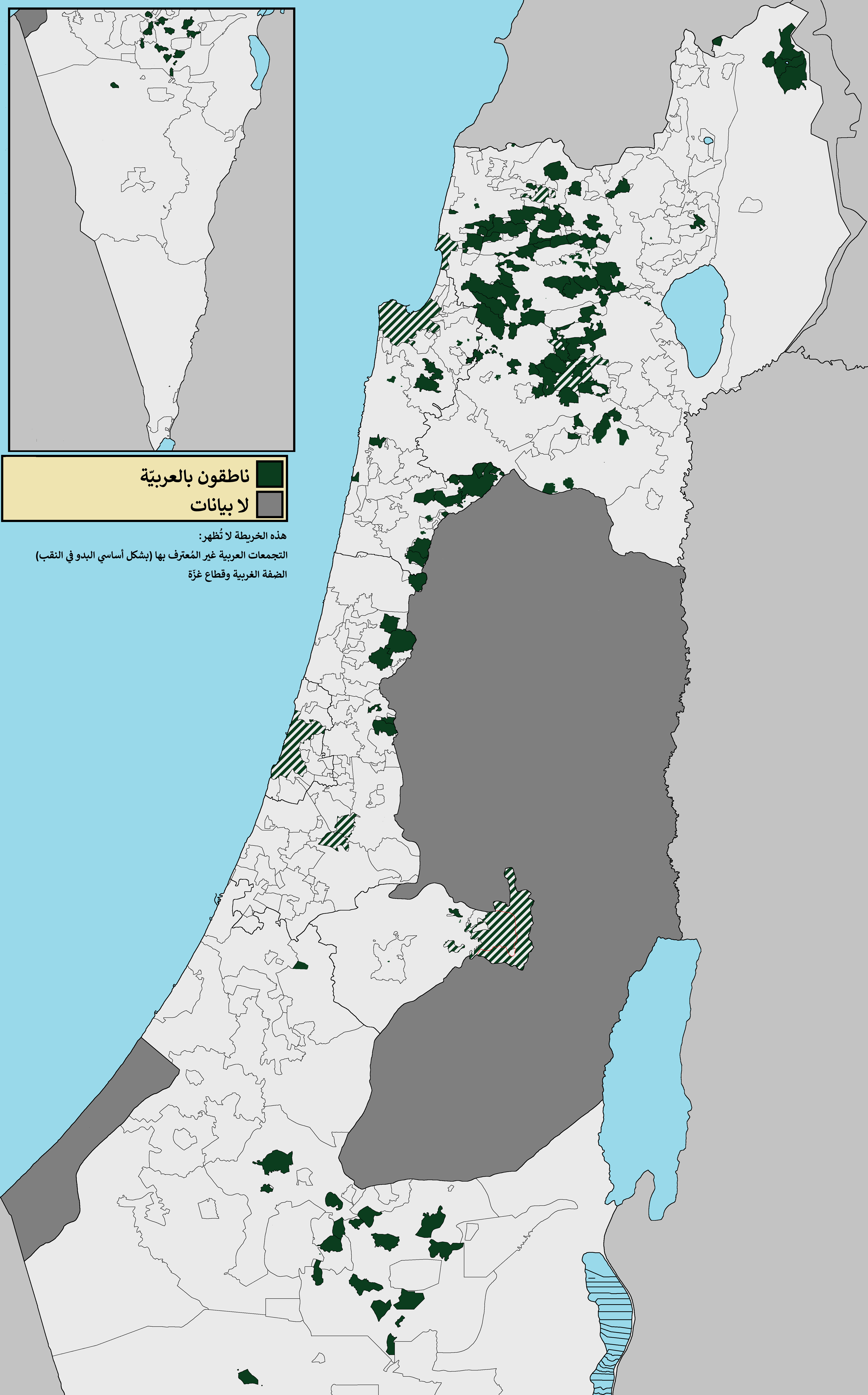
خريطة توضح المناطق العربيَّة في دولة إسرائيل (بما في ذلك القدس الشرقية ومرتفعات الجولان). تُمثل المخططات المدن المختلطة رسمياً (يسكن ما لا يقل عن 2% من العرب في مدن ذات أغلبيّة يهودية).

عرب 48 أو المواطنون العرب في إسرائيل،(9) ويُطلق عليهم أيضاً عرب الداخل أو فلسطينيو الداخل، هم الفلسطينيون الذين يعيشون داخل حدود إسرائيل (بحدود الخط الأخضر، أي خط الهدنة 1948). يُشار إليهم أيضاً في إسرائيل بمصطلحي «عرب إسرائيل» أو «الوسط العربي»، كما يُستخدم أحياناً مصطلح «الأقلية العربية» (خاصةً في الإعلانات الرسميَّة). هؤلاء العرب هم من العرب الذين بقوا في قراهم وبلداتهم بعد أن سيطرت إسرائيل على الأقاليم التي يعيشون بها وبعد إنشاء دولة إسرائيل بالحدود التي هي عليها اليوم. اللغة العربية هي اللغة الأم لمعظم عرب 48، بصرف النظر عن الدين، ويتحدثون اللهجة الشاميَّة، وتم استيعاب العديد من الكلمات والعبارات العبرية، ويتم تعريف اللهجة الحديثة للمواطنين العرب في إسرائيل على أنها لهجة عربية إسرائيلية. ويتحدث معظم عرب 48 لغتين على الأقل، ولغتهم الثانية هي اللغة العبرية الحديثة. دينياً، معظم عرب 48 من المسلمين، ولا سيّما من أهل السنة والجماعة. هناك أقلية عربية مسيحية مهمة من مختلف الطوائف إلى جانب أقلية من الموحدين الدروز.
وفقًا لدائرة الإحصاء المركزية الإسرائيلية، قدّر عدد السكان العرب في عام 2019 بحوالي 1,890,000، ويُمثلون 21% من سكان البلاد. غالبية هؤلاء يعرّفون أنفسهم بأنهم عرب أو فلسطينيون حاملين الجنسية الإسرائيلية.(10) يعيش معظم المواطنين العرب في إسرائيل في بلدات ومدن ذات غالبية عربيَّة، كما ويعيش حوالي 54.6% منهم في منطقة الجليل وحوالي 23.5% في منطقة المثلث وحوالي 13.5% في شمال النقب، بالإضافة إلى حوالي 8.4% يعيشون في المدن المختلطة. ويلتحق الغالبية العظمى منهم بمدارس منفصلة عن الإسرائيليين اليهود، حتى انتخابات عام 2021 لم تنضم الأحزاب السياسية العربية أبداً إلى ائتلاف حكومي. لدى العديد من عرب 48 روابط عائلية بالفلسطينيين في الضفة الغربية وقطاع غزة وكذلك باللاجئين الفلسطينيين في الأردن وسوريا ولبنان. يُميل البدو في الجليل والنقب والموحدون الدروز إلى التماهي مع الهوية الإسرائيلية أكثر بالمقارنة مع غيرهم من عرب 48.
العرب الذين يعيشون في القدس الشرقية والموحدون الدروز في مرتفعات الجولان، التي احتلتها إسرائيل في حرب 1967 والتي ضُمت إليها في وقت لاحق، مُنحوا الجنسية الإسرائيلية، لكن معظمهم رفضوا الجنسية الإسرائيلية، ولم يرغبوا في الاعتراف بمطالبة إسرائيل بالسيادة وأصبحوا مقيمين دائمين بدلاً من ذلك. ولديهم الحق في التقدم بطلب للحصول على الجنسية، ولهم الحق في الخدمات البلدية والتصويت فيها. وفقاً لإحصائيات عام 2010 يقيم معظم المواطنين العرب في إسرائيل في 134 مجلس وبلدية ذات أغلبية عربيّة تقع في خمس مناطق رئيسية: منطقة الجليل، والمثلث، والجولان، والقدس وشمالي النقب؛ مع وجود تجمعات ملحوظة في المدن المختلطة رسمياً وذات الأغلبيّة اليهودية سيّما في القدس وحيفا واللد والرملة ويافا - تل أبيب وعكا والناصرة العليا ومعالوت ترشيحا على التوالي. وتتماهى الغالبيّة العظمى من عرب 48 مع التراث الثقافي واللغوي العربي والهوية الفلسطينية وتعرّف عن نفسها فلسطينيون مواطنون في إسرائيل.(11)
العرب الذين يعيشون في القدس الشرقية والتي احتلتها إسرائيل منذ حرب الأيام الستة عام 1967، هم حالة خاصة. فقد أصبحوا مقيمين دائمين في إسرائيل بعد وقت قصير من الحرب. على الرغم من أنهم يحملون بطاقات هوية إسرائيلية، فان اقلية منهم قدم طلب للحصول على الجنسية الإسرائيلية، والتي يُحق لهم الحصول عليها، ومعظمهم حافظ على علاقات وثيقة مع الضفة الغربية. وبما انهن مقيمين دائمين، فيحق لهم التصويت في الانتخابات البلدية لمدينة القدس، على الرغم من ذلك فان فقط نسبة مئوية صغيرة تستفيد من هذا الحق. ويعتبر السكان الدروز المقيمين في مرتفعات الجولان التي احتلتها إسرائيل عام 1967، هم أيضاً مُقيمين دائمين بموجب قانون هضبة الجولان لعام 1981. قبلت نسبة قليلة منهم المواطنة الإسرائيلية الكاملة، والغالبية العظمى منهم يعتبرون أنفسهم جزء من الشعب السوري ومواطينين سوريين.

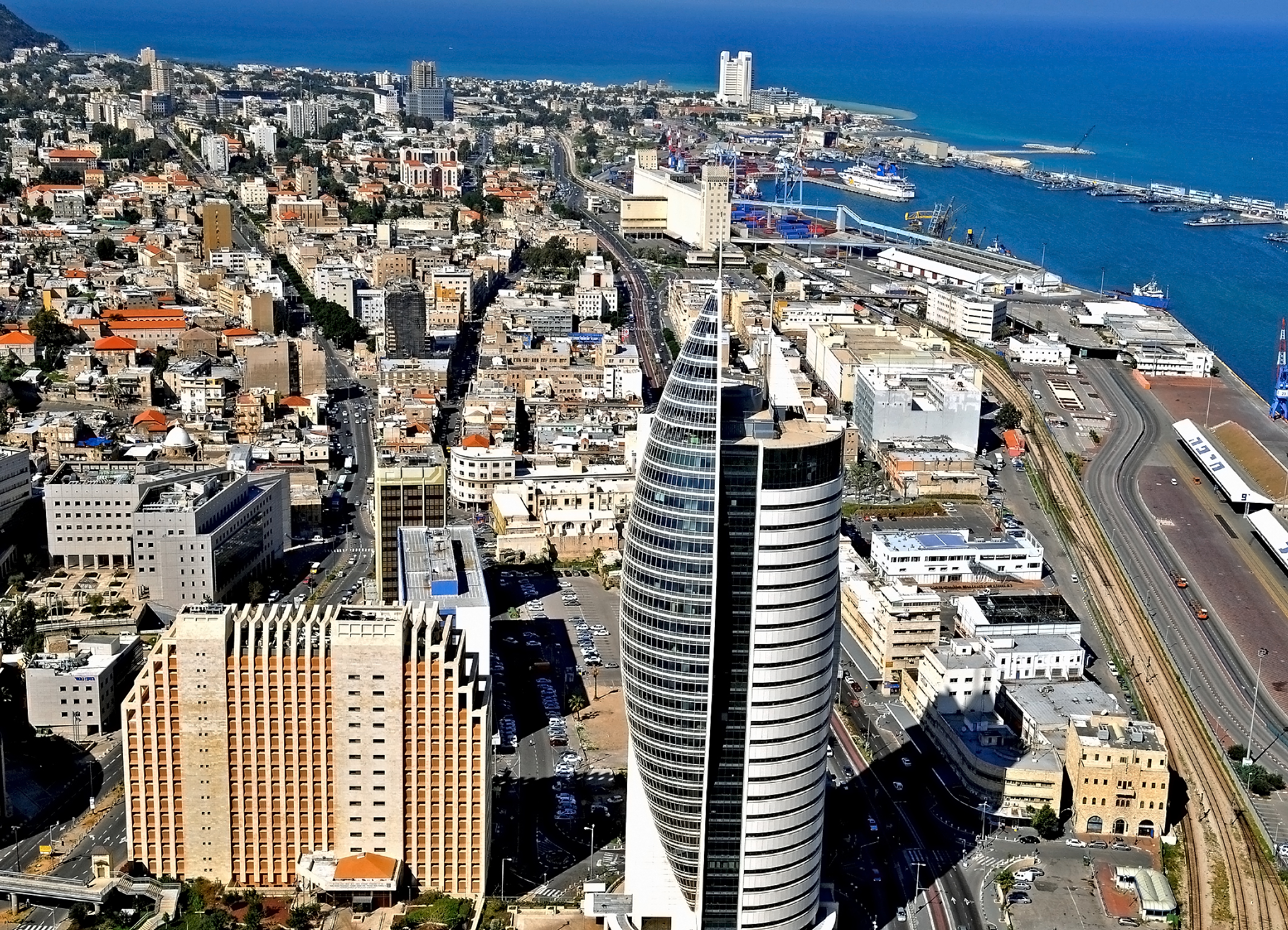
مدينة حيفا: تبلغ نسبة السكان العرب في المدينة حوالي 10%، وهم عمومًا أكثر ثراءً وأفضل تعليماً.
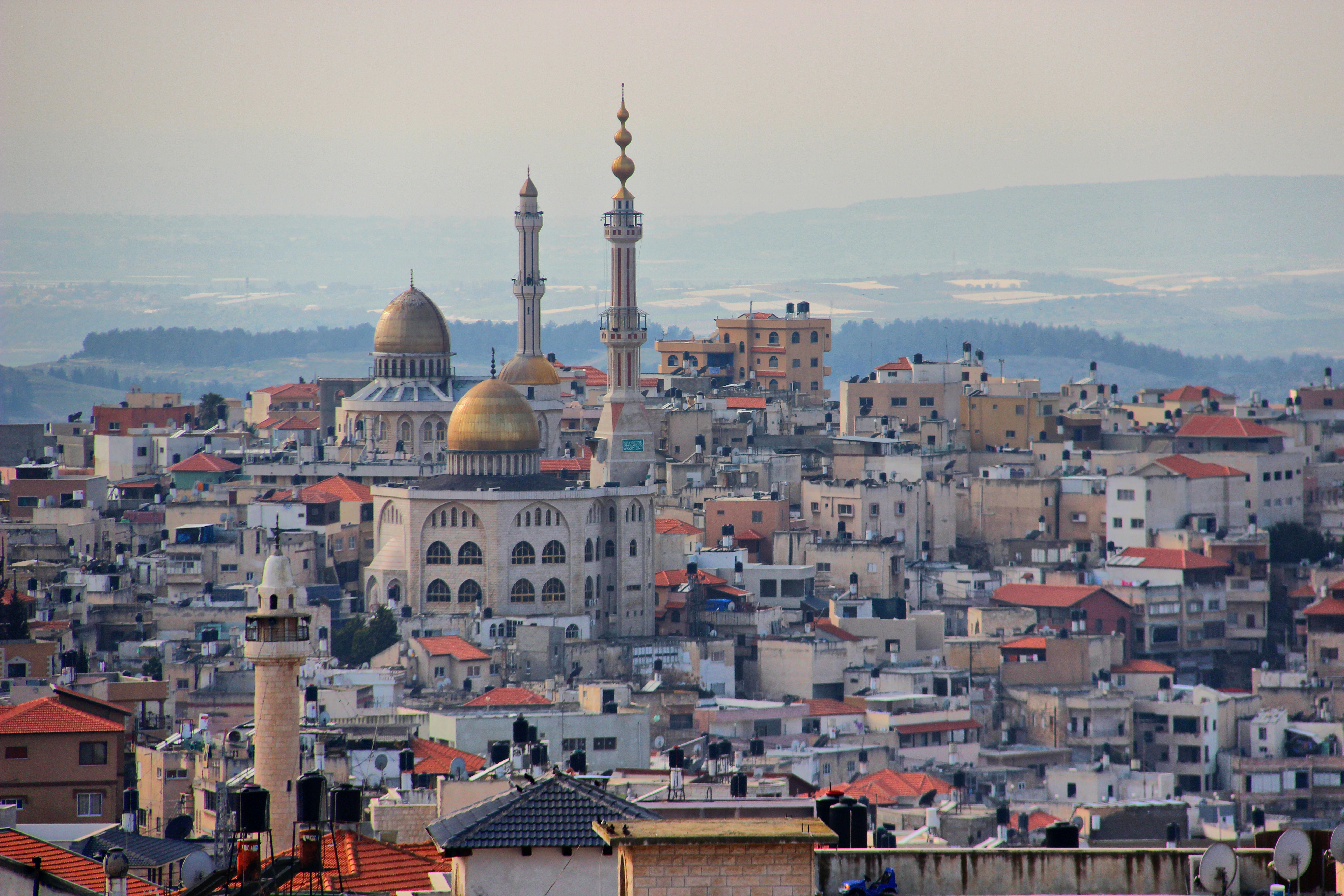
أُمّ الفحم: كُبرى المُدن الإسلاميّة داخل منطقة المُثلث.
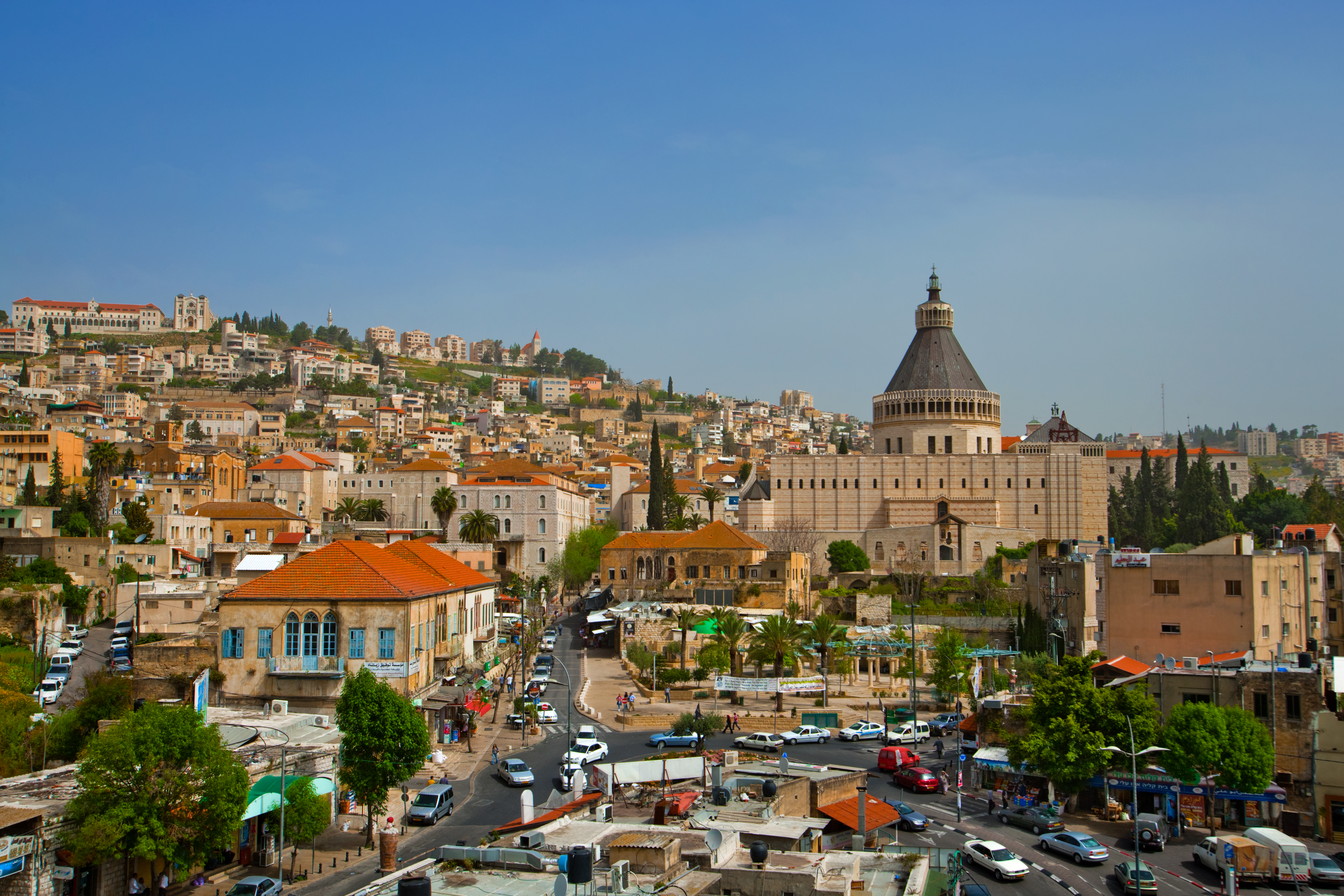
الناصرة: أكبر المدن العربيّة في إسرائيل، والمركز الثفافيّ والسياسيّ لعرب 48.
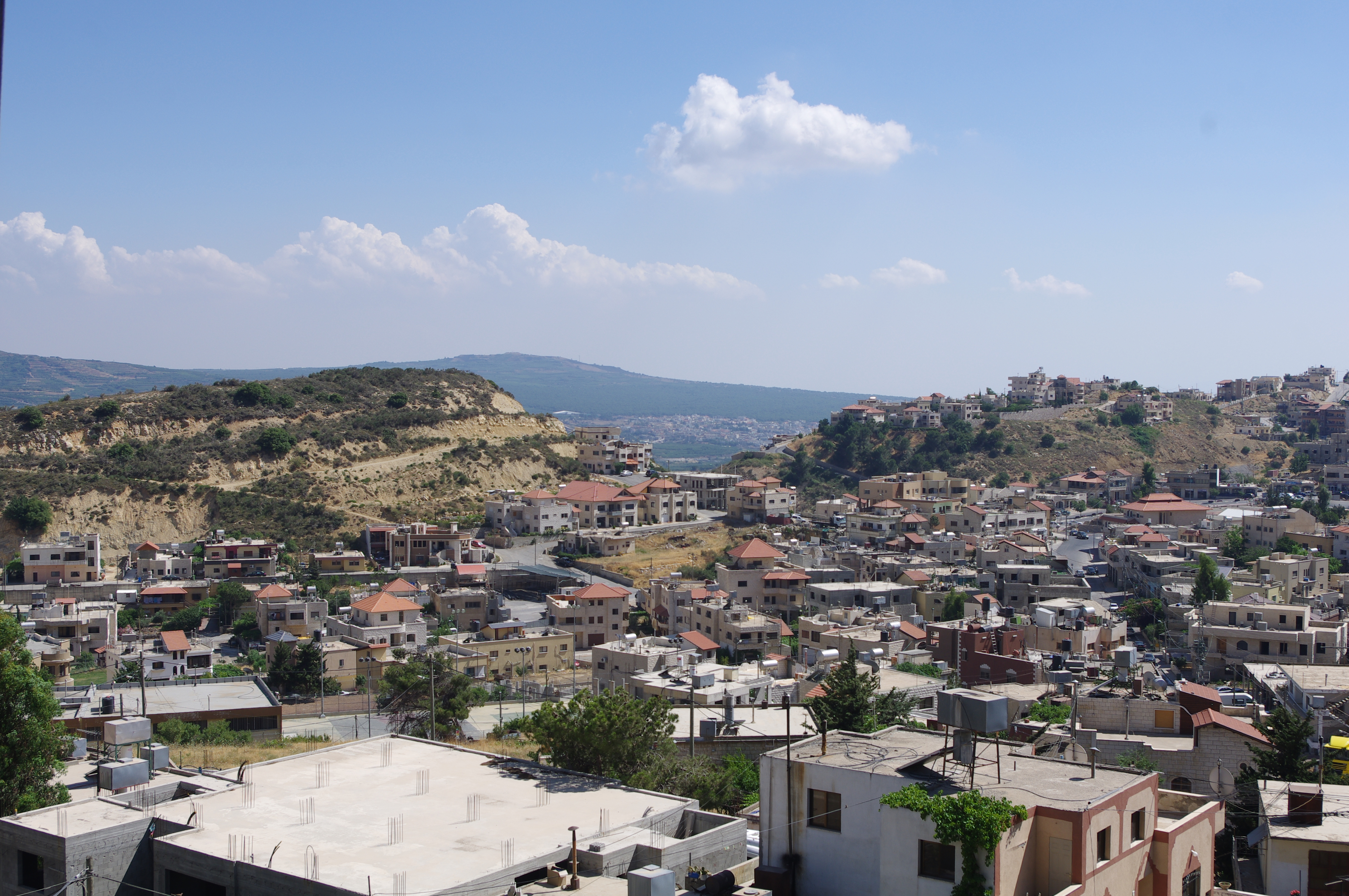
مجدل شمس: كبرى القرى العربيَّة الدرزيَّة في هضبة الجولان.

#### المسلمون

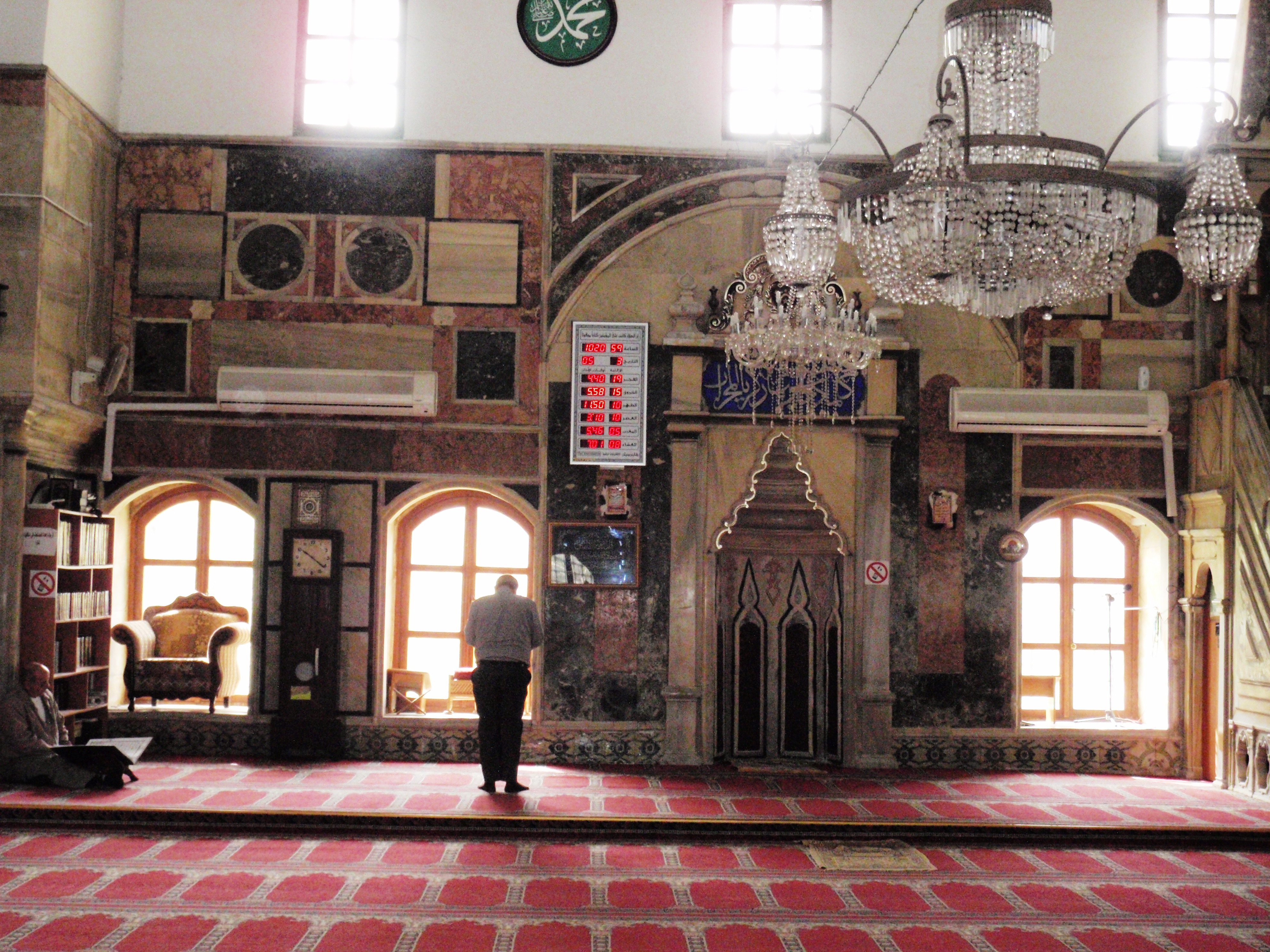
مسلم يؤدي الصلوات في مسجد الجزار في عكا.

يشكل المسلمون في إسرائيل حوالي 72% من مجموع السكان العرب في إسرائيل، ويشكل المسلمون من السكان الفلسطينيين التقليديين «الفلاحين والمدنيين» هذه النسبة وذلك بإستثناء البدو، وفي حالة تم ضم البدو مع المسلمين الفلسطينيين التقليديين «الفلاحين والمدنيين» تصبح نسبة المسلمين 82% من مجموع السكان العرب في إسرائيل. في عام 2017 عاش 35.8% من المسلمون العرب في المنطقة الشمالية، وحوالي 21.8% في منطقة القدس، وحوالي 16.4% في المنطقة الجنوبية، وحوالي 13.8% في منطقة حيفا، وحوالي 11% في المنطقة الوسطى، وحوالي 1.1% في منطقة تل أبيب. وفي عام 2018 ضمت مدينة القدس على أكبر تجمع إسلامي في إسرائيل مع حوالي 337,000 نسمة، تلاها مدينة أم الفحم مع حوالي 55,100 نسمة، ومدينة الناصرة مع حوالي 55,000 نسمة، ومدينة الطيبة مع حوالي 43,127 نسمة. وتعتبر منطقة المُثلث؛ وهي منطقة جُغرافيّة تقع داخل الحدود الشرقية للمنطقة الوسطى ومنطقة حيفا، منطقة ذات أغلبية مُسلمة سُنيّة. وفق معطيات دائرة الإحصائيات المركزية في إسرائيل في عام 2017 اسم العائلة الأكثر شيوعًا في الأوساط العربية المُسلمة في إسرائيل هو إغبارية، يليها آل محاميد وجبّارين وخطيب وزعبي.
في عام 2010 كان متوسط عدد الأطفال لكل أم عربية مسلمة هو 3.84 وهذه النسبة انخفضت بالمقارنة مع عام 2008 حيث كان متوسط عدد الأطفال لكل أم عربية مسلمة هو 3.9، بالمقابل بين العائلات المسيحية كان متوسط عدد الأطفال لكل أم هو 2.1. معظم السكان المسلمين هم من الشباب: 42% من المسلمين هم تحت سن الـ 15 عاماً، ومُتوسط العمر من المسلمين في إسرائيل هو 18، في حين أن متوسط عمر اليهود في إسرائيل هو 30. النسبة المئوية للأشخاص فوق سن 65 هي أقل من 3% بالنسبة للمسلمين، بالمقارنة مع 12% للسكان اليهود. ووفقاً للتوقعات، وبحسب النمو السكاني للمسلمين سيصل عددهم إلى أكثر من 2,000,000 نسمة، أو ما نسبته 24% إلى 26% من السكان خلال 15 عاماً قادمًا. وستشكل أيضًا 85% من مجمل السكان العرب في إسرائيل في 2020 (بزيادة 3% عن 2005).
بلغت نسبة المسلمين في إسرائيل 17.8% من السكان أي 1.6 مليون عام 2017، بعد أن كانت نحو 9.5% عام 1949، ومن المتوقع أن تبلغ نحو 21% عام 2050. وكانت نسبة زيادة السكان المسلمين السنوية 2.4% هي النسبة الأعلى بين مواطني إسرائيل. ويُعد المسلمين في إسرائيل المجموعة الدينية الأكثر شبابًا حيث أن 35% منهم تقل أعمارهم عن 14 سنة، وحوالي 3.9% تزيد أعمارهم عن سن 65. وبين عام 2010 وعام 2015 كانت معدل الخصوبة بين مسلمي إسرائيل حوالي 3.4 وهو أعلى من معدل الخصوبة العام في البلاد البالغ 2.9، وفي عام 2010 كانت معدل الأعمار بين مسلمي البلاد حوالي 21 وهو أقل من معدل الأعمار العام البالغ 30.

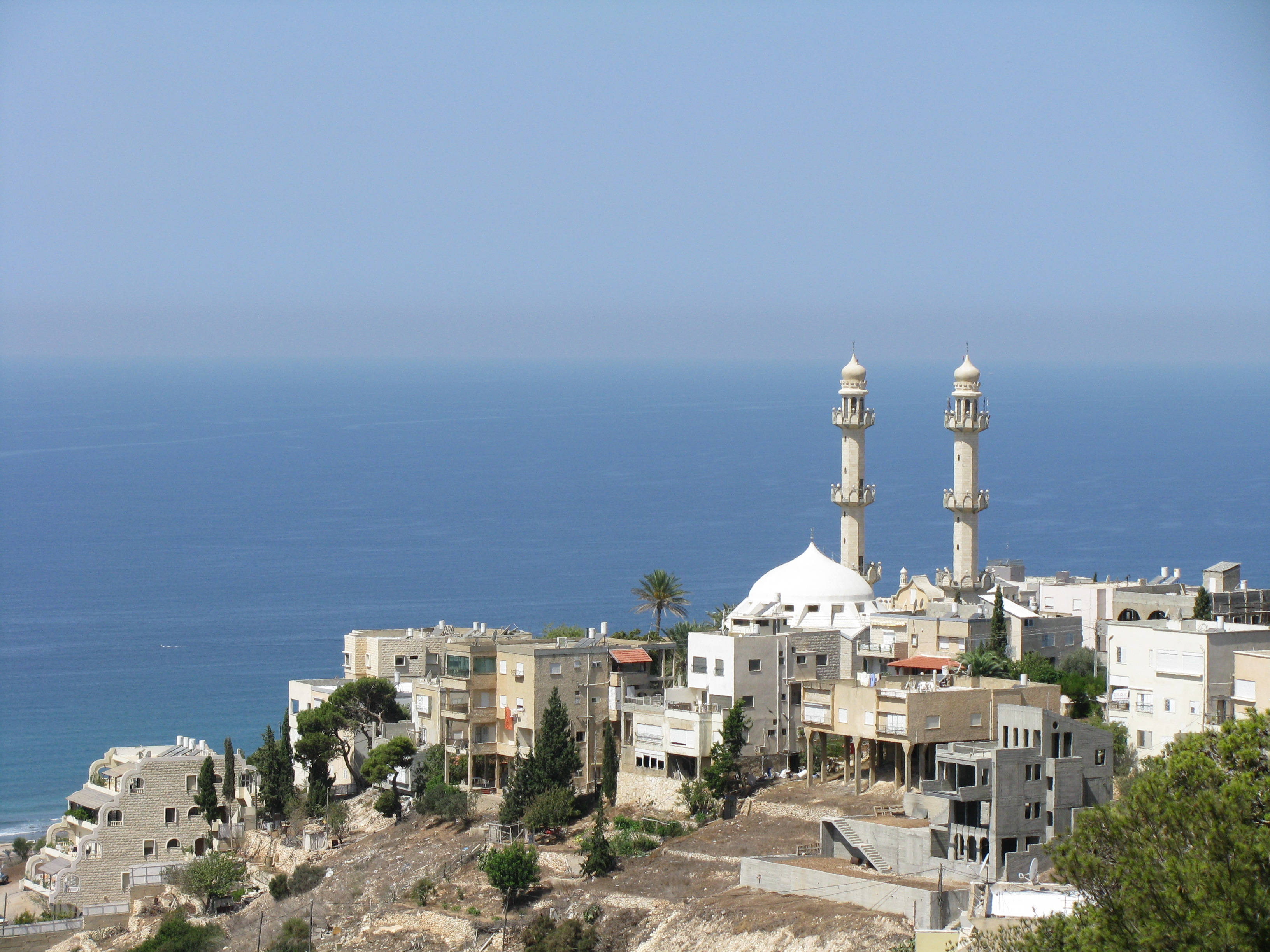
مسجد محمود التابع للجماعة الأحمديّة في حي الكبابير في مدينة حيفا.

الأغلبيّة العظمى من مسلمي إسرائيل هم من أهل السنة والجماعة، وتاريخياً مارس المسلمون الفلسطينيون في المقام الأول الإسلام على المذهب الشافعي وتلاه الحنفي، وهي من المدارس الإسلامية الأربعة في الإسلام السني. ويتواجد أقلية صغيرة من الشيعة خصوصاً من النازحين من أعضاء ميليشيا جيش لبنان الجنوبي السابق وعائلاتهم، ويُذكر أنه في الفترة من عام 1923 إلى عام 1948، كانت هناك سبع قرى في فلسطين الانتدابية معظم سكانها من الشيعة، وقد تم إخلائها جميعها من سكانها خلال الحرب العربية الإسرائيلية عام 1948، وتقع مواقعها السابقة الآن في شمال إسرائيل. يتواجد في مدينة حيفا الجماعة الأحمديّة ويتمركز أغلبهم في حي الكبابير في مدينة حيفا، ويعود تواجدهم في البلاد إلى عقد 1920، ويُقدر عددهم بحوالي 2,200 نسمة. ويتبع أهالي قرية الغجر اللبنانية الواقعة تحت السيطرة الإسرائيلية إلى الطائفة العلوية، وقدرت أعدادهم عام 2018 بحوالي 2,607 شخص.
وفقاً لدراسة مركز بيو للأبحاث عام 2017 قال 99% من المسلمين في إسرائيل أنهم عرب من الناحية العرقية.(12) وفقاً لمركز بيو للأبحاث في حين أن المسلمين الذين يعيشون في إسرائيل، بشكل عام، أكثر تديناً من اليهود الإسرائيليين، إلا أنهم أقل تديناً من المسلمين الذين يعيشون في العديد من البلدان الأخرى في الشرق الأوسط. على سبيل المثال، يقول حوالي ثلثي المسلمين في إسرائيل (68%) أن الدين مهم جداً في حياتهم، بالمقارنة مع المسلمين في الأردن (85%) والأراضي الفلسطينية (85%). ويقول غالبية المسلمين إنهم يصلون يوميًا (61%) ويقول نصفهم تقريباً أنهم يذهبون إلى المسجد مرة واحدة على الأقل في الأسبوع (49%). من المرجح أن تقول النساء المسلمات أن للدين أهمية كبيرة في حياتهن بالمقارنة مع الرجال المُسلمين، كما أن المسلمين الشباب والأصغر سناًً أقل تديناً بشكل عام من الكبار في السن. وفقاً لاستطلاع نفّذه مؤشر الديمقراطية الإسرائيلي عام 2015 قال 47% من المستطلعين المسلمين العرب في إسرائيل أنهم تقليديين في حين قال 32% أنهم متدينين وقال 17% أنهم غير متدينين على الإطلاق وقال فقط 3% أنهم متدينين جداً.

##### البدو

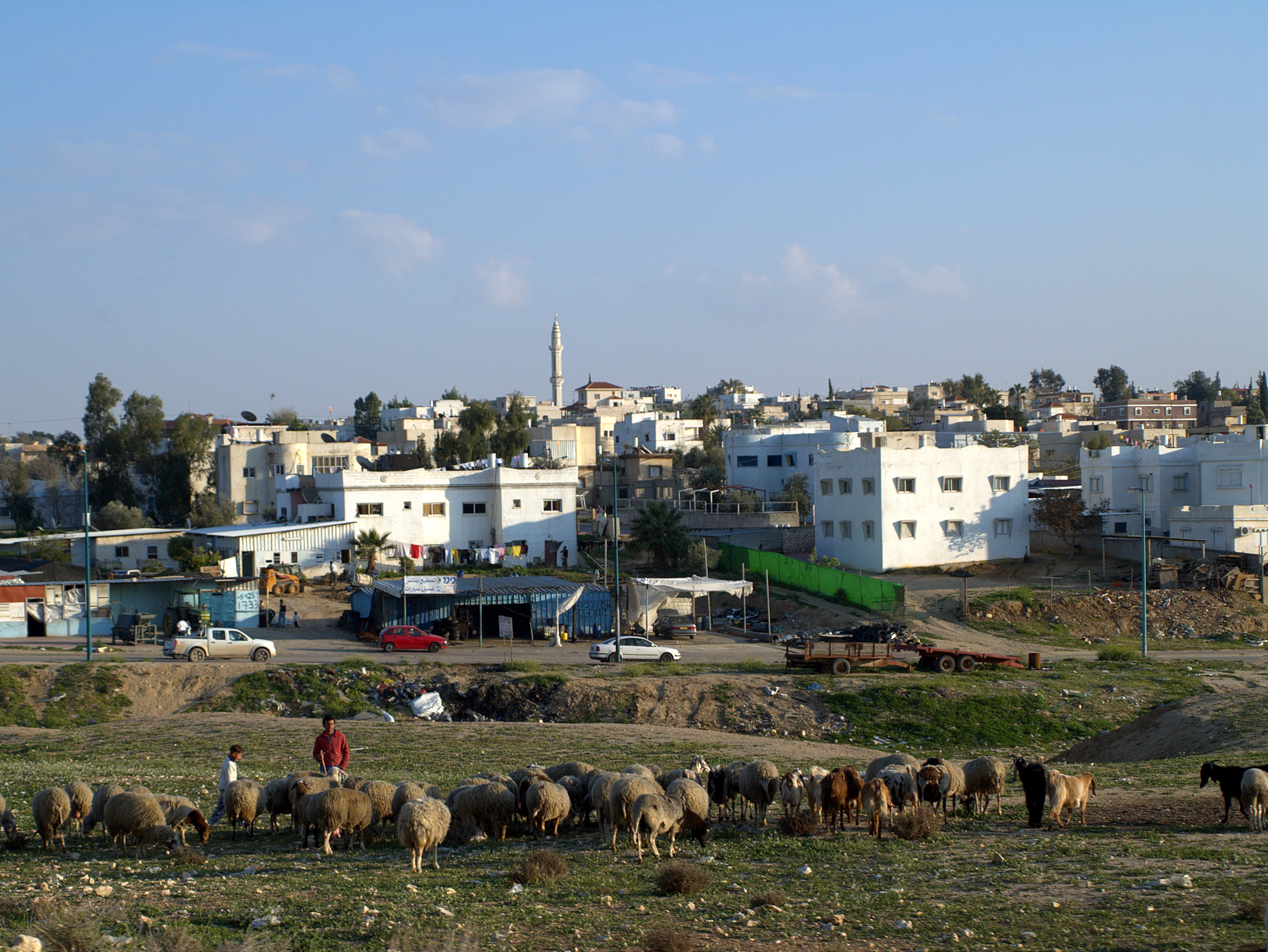
مدينة رهط؛ أكبر بلدة بدويَّة في النقب.

يُشكل البدو في إسرائيل جماعة عربيّة فرعيّة ملحوظة، وتتميز بنمط حياة خاص بها، يُقدر عدد السكان البدو في صحراء النقب الجنوبية بحوالي 200,000 إلى 230,000 شخص أو 3.5% من إجمالي سكان البلاد، وجميعهم من المسلمين السنة. خلال النصف الأخير من القرن التاسع عشر، بدأ البدو الرُحّل تقليديًا بالتحول إلى مجتمع شبه بدوي رعوي زراعي، مع ذلك ما زال المجتمع البدوي يعتمد على الإنتاج الزراعي وخصخصة الأراضي القبلية. على الرغم من التطور الثقافي-الاجتماعي فإن البدو في إسرائيل يتواصل النظر إليهم على أنهم بدو رُحّل، واليوم يعيش حوالي نصفهم في مناطق الحضر. قبل إنشاء دولة إسرائيل عام 1948، كان هناك ما يقدر بنحو 65,000 إلى 90,000 من البدو الذين يعيشون في النقب، وأثناء الحرب هاجر معظمهم إلى سيناء والأردن وقطاع غزة ومناطق الخليل والأغوار والقدس، وبقي حوالي 11,000 بدوي وتم نقل أغلبهم من قبل الحكومة الإسرائيلية في عام 1950 وعام 1960 إلى قضاء بئر السبع منطقة تسمى السياج تتألف من الأراضي الخصبة نسبيا وتقع في النقب الشمالي الشرقي والتي تضم 10% من صحراء النقب. عاش بدو النقب، على غرار بقية السكان العرب في إسرائيل، تحت الحكم العسكري حتى عام 1966، وبعد ذلك رفعت القيود وأصبحوا أحرارا في التحرك خارج قضاء بئر السبع. ومع ذلك، حتى بعد عام 1966 لم تكن لهم حرية في الإقامة خارج قضاء بئر السبع. فهم يقيمون فقط في 2% من مجمل مساحة النقب.
وفقًا لوزارة الخارجية الإسرائيلية عام 1999 قُدرت أعداد البدو بحوالي 170,000 نسمة، عاش منهم 110,000 بدوي في النقب، وحوالي 50,000 في منطقة الجليل، وحوالي 10,000 في المنطقة الوسطى من إسرائيل، بالإضافة إلى نسبة صغيرة تقطن في المدن المختلطة مثل اللد والرملة وحيفا. وتم نقل 11,000 من البدو الذين بقوا من قبل الحكومة الإسرائيلية في عقد 1950 وعقد 1960 إلى منطقة في شمال شرق النقب تشكل 10% من صحراء النقب. قامت الحكومة الإسرائيلية ببناء سبع مدن تنموية للبدو بين عام 1979 وعام 1982. يعيش حوالي نصف السكان البدو في هذه البلدات، وأكبرها مدينة رهط، والبعض الآخر في عرعرة النقب، وبئر هداج، والحورة، وكسيفة، واللقية، وشقيب السلام، وتل السبع. تضم منطقة الجليل على عدد من البلدات البدوية أكبرها بئر المكسور تليها كل من البعينة - نجيدات وبسمة طبعون وطوبا الزنغرية وكعبية طباش الحجاجرة، تضم المنطقة أيضاً على عدد من القرى البدوية مثل الكمانة وضميده ورأس العين ورمة الهيب ووادي سلامة، بالإضافة إلى نسبة صغيرة تقطن في مدن مثل شفا عمرو والناصرة.
يعيش ما يقرب من 40% إلى 50% من المواطنين البدو في إسرائيل في القرى البدوية غير المعترف بها وعددها بين 39 إلى 45 قرية وتقع معظمها في منطقة النقب. مما يجعل البدو الأفقر والأقل تعليماً بين المواطنين العرب في إسرائيل، فالبدو يعانون من سياسية تمييز عنصري تنتهجها الحكومة الإسرائيلية ضدهم. وبين عرب 48 تميل الأسر البدوية أن يكون لديها أقل دخل مالي، كما أن المُسلمين البدو هم الأقل تعليماً بين عرب 48. يُستثنى الإسرائيليين العرب غير الدروز من التجنيد الاجباري ولكن التطوّع مفتوح لهم، حيث تكون أغلبية المتطوعين العرب من البدو ومع هذا فعدد المتطوعين البدو قليل نسبيًا ويتراوح بين 5% إلى حوالي 10% سنويًا. يتطوع البدو في الجيش الإسرائيلي نظرا للتسهيلات التي يحصل عليها الذين يخدمون بالجيش. تُشير الدراسات أنّ الكثير من البدو في إسرائيل لا يعتبرون أنفسهم فلسطينيين، حيث قبل عام 1948 تميزت العلاقات بين البدو والفلاحين في الشمال بالاختلافات الثقافية الجوهرية وكذلك بالنسبة إلى اللغة المشتركة وبعض التقاليد المشتركة.

#### المسيحيون العرب

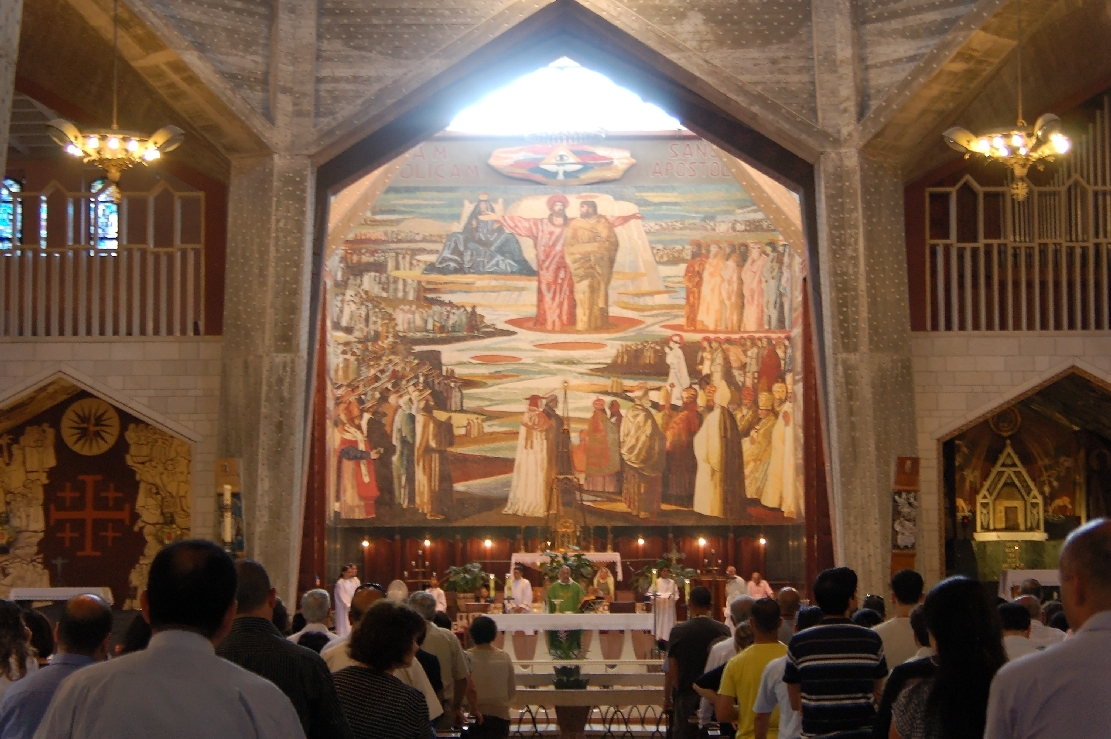
مواطنيون مسيحيون يصلون في بازيليكا البشارة في الناصرة: المسيحيون العرب هم واحدة من أكثر الجماعات العرقية الدينية تعليماً في إسرائيل.

يشكل المسيحيون حوالي 7.3% من مجمل السكان العرب في إسرائيل. يعيش أغلب المسيحيين العرب في إسرائيل في المنطقة الشمالية ومنطقة حيفا، وتضم مدينة الناصرة على أكبر تجمع مسيحي عربي وتليها مدينة حيفا، ويعيش المسيحيين في عدد من قرى الجليل الأخرى إما بشكل منفرد أو اختلاطًا بالمسلمين والدروز، مثل أبو سنان، والبعنة، والبقيعة، وجديدة - المكر، والجش، وحُرفيش، ودير حنا، والرامة الجليليّة، والرينة، وسخنين، وشفاعمرو، وطرعان، وإعبلين، وعرابة، وعسفيا، وعيلبون، وكسرى-كفرسميع، وكفر كنا، وكفر ياسيف، والمغار، والمزرعة، والمقيبلة، ويافة الناصرة وغيرها، مع وجود نسب أقل في سائر المدن سيّما القدس ويافا - تل أبيب والرملة واللد وعكا والناصرة العليا ومعالوت ترشيحا. ويُذكر أنَّ جميع سكان معليا وفسوطّة من المسيحيين. تاريخيًا وقبل حرب 1967 كان هناك تواجد مسيحي عربي في الجولان ذات الأغلبية الدرزيّة، حيث كانت نسبة المسيحيين في الجولان حوالي 12% من السكان حتى يونيو عام 1967، لكن عقب احتلاله من قبل القوات الإسرائيلية، هاجر مسيحيو الجولان إلى لبنان وسوريا ودول العالم الغربي، ولم يتبقّى مسيحيون في قرى الجولان سوى في مجدل شمس وعين قنية. في نهاية عام 2017 قدرت أعداد المسيحيين العرب بحوالي 133,600 إلى جانب أكثر من 36,400 من المسيحيين من غير العرب. اعتباراً من عام 2014، كانت كنيسة الروم الملكيين الكاثوليك هي أكبر جماعة مسيحية عربية في إسرائيل، حيث انتمى إليها حوالي 60% من المسيحيين العرب، بينما انتمى حوالي 30% من المسيحيين العرب إلى الكنيسة الأرثوذكسية الشرقية. في عام 2018 عاش 70.6% من المسيحيين العرب في المنطقة الشمالية، وحوالي 13.3% في منطقة حيفا، وحوالي 9.6% في منطقة القدس، وحوالي 3.3% في المنطقة الوسطى وحوالي 2.7% في منطقة تل أبيب. وفق معطيات دائرة الإحصائيات المركزية في إسرائيل في عام 2017 اسم العائلة الأكثر شيوعًا في الأوساط المسيحيَّة في إسرائيل هو خوري، يليها آل حدّاد وشحادة وإلياس وعوّاد.
يملك المسيحيون في إسرائيل عدد كبير من المؤسسات من مدراس ومستشفيات وغيرها، جزء من هذه المؤسسات خاصة المدراس هي الأفضل في الوسط العربي. وفقاً لدراسة مركز بيو للأبحاث عام 2017 قال 96% من المسيحيين في إسرائيل أنهم عرب من الناحية العرقية.(12) كان للعديد من المسيحيين العرب مكانة بارزة في الأحزاب السياسية العربية في إسرائيل، ونشط المسيحيون على وجه الخصوص في الجبهة الديمقراطية للسلام والمساواة وحزب التجمع الوطني الديمقراطي، ومن بينهم الأسقف جورج حكيم، ورستم بستوني، وإميل توما، وتوفيق طوبي، وصليبا خميس، وإميل حبيبي، وداوود تركي، وعزمي بشارة. ومن الشخصيات الدينية المسيحية البارزة إلياس شقور، وبطرس المعلم، والبطريرك السابق ميشيل صباح، والأسقف منيب يونان. كما أن كل من جورج القرا وسليم جبران؛ وهم قضاة في المحكمة العليا الإسرائيلية، من المسيحيين العرب. ولعبت بعض الأسر المسيحيّة العربيّة مثل آل خيّاط الكاثوليكية وآل خوري المارونية من حيفا دور اقتصادي واجتماعي وديبلوماسي بارز في حياة المجتمع العربي. ومن الشخصيات المسيحية العربية البارزة في العلوم والتقنيَّة العالية تشمل حسام حايك الذي لديه اكتشافات عالمية في مجالات الإلكترونيات الجزيئية، وجوني سروجي، وهو نائب رئيس شركة أبل لتقنيات الأجهزة.

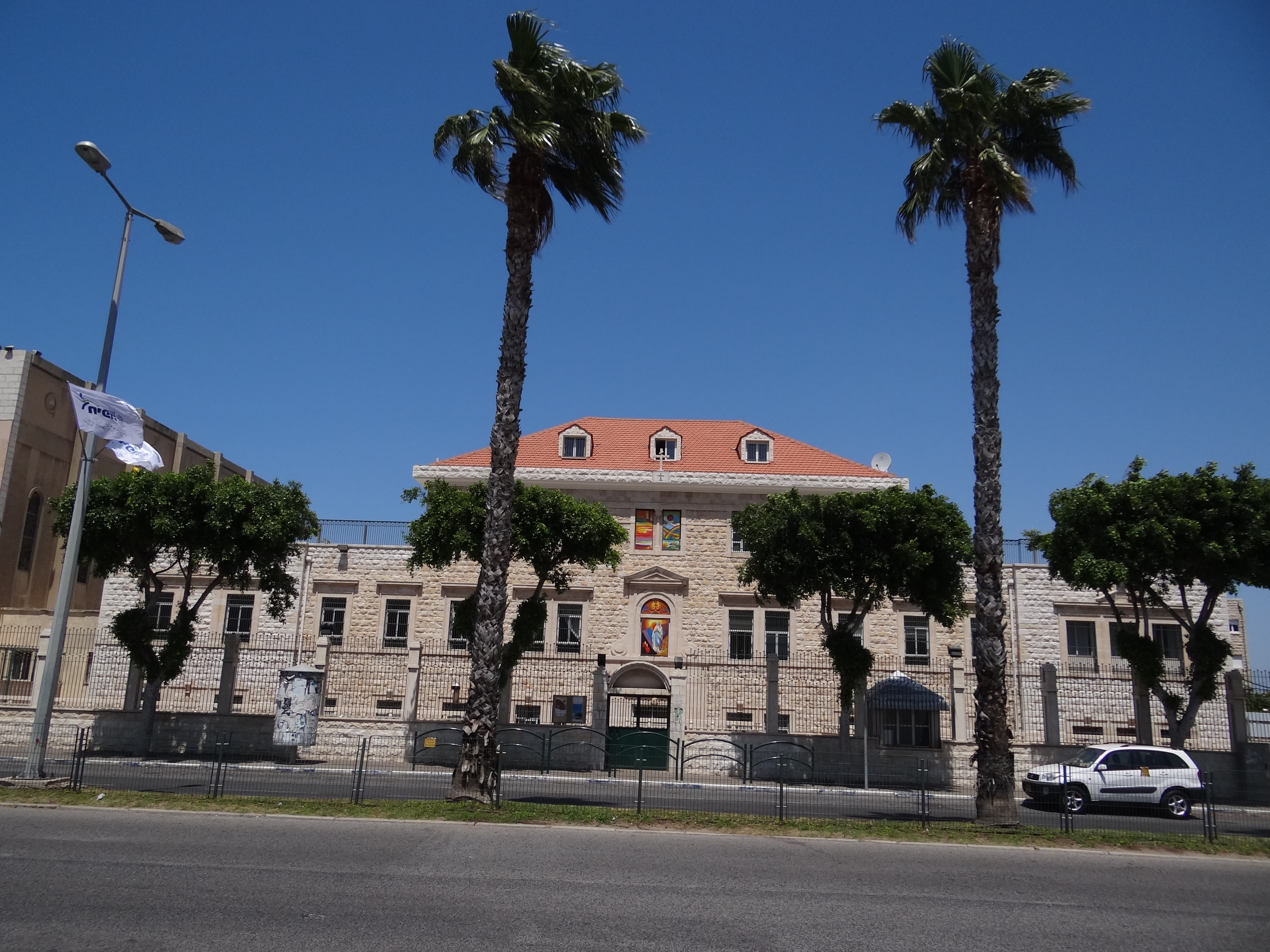
مدرسة كاثوليكية في حيفا: المدارس المسيحية هي من بين أفضل المؤسسات التعليمية أداءً في إسرائيل.

المسيحيين العرب هم واحدة من أكثر المجموعات تعليماً في إسرائيل. إحصائياً، يتمتع المسيحيون العرب في إسرائيل بأعلى معدلات للتحصيل العلمي بالمقارنة مع جميع الطوائف الدينية، ووفقاً لبيانات دائرة الإحصاء المركزية الإسرائيلية في عام 2010، حصل 63% من المسيحيين العرب في إسرائيل على شهادة جامعية أو الدراسات العليا، وهو أعلى معدل بالمقارنة مع أي مجموعة عرقية دينية. وفي عام 2020 أشارت دائرة الإحصاء المركزية الإسرائيلية أنَّ فئة المسيحيين العرب هي الفئة الدينية ذات أعلى نسبة من الحاصلين على تعليم في الجامعة (71.2% منهم أكملوا تعليمهم العالي) بينما هو 34% في المجتمع العربي عامةً وحوالي 47.2% في المجتمع اليهودي. وعلى الرغم من أن المسيحيين العرب لا يمثلون سوى 2% من مجموع السكان الإسرائيليين، فقد شكلوا في عام 2014 17% من طلاب الجامعات في البلاد، وحوالي 14% من طلاب الكليات. نسبة المسيحيين الذين حصلوا على درجة البكالوريوس أو شهادة جامعية أعلى من متوسط مجمل السكان الإسرائيليين. وكان معدل الطلاب الذين يدرسون في مجال الطب بين الطلاب العرب المسيحيين أعلى من باقي الطوائف الأخرى. كما أن نسبة النساء العربيات المسيحيات اللواتي يحصلن على تعليم عال أعلى من باقي المجموعات الدينية الأخرى. ولاحظت دائرة الإحصاء المركزية الإسرائيلية أنه عند الأخذ في الاعتبار البيانات المسجلة على مر السنين، حقق المسيحيين العرب نتائج أفضل من حيث التعليم مقارنةً بأي مجموعة أخرى في إسرائيل. في عام 2012، حقق المسيحيين العرب أعلى معدلات النجاح في امتحانات شهادة الثانوية العامة، أي 70%، مقارنةً بالطلاب المُسلمين والدروز (50% وحوالي 64% على التوالي)، ومقارنةً بطلاب مختلف فروع نظام التعليم اليهودي (61%).
من حيث الوضع الاجتماعي والاقتصادي، فإن المسيحيين العرب أكثر تشابهاً مع السكان اليهود بالمقارنة مع السكان العرب المسلمين. حيث أن لديهم أدنى معدل للفقر وأقل نسبة من البطالة، والتي تصل إلى 4.9%، مقارنةً مع حوالي 6.5% بين الرجال والنساء اليهود. ولديهم أيضاً أعلى متوسط دخل للأسرة بين المواطنين العرب في إسرائيل وثاني أعلى متوسط دخل للأسرة بين الجماعات العرقية والدينية في إسرائيل. كذلك لدى المسيحيين العرب حضور بنسبة عالية في العلوم وفي مهن ذوي الياقات البيضاء. في إسرائيل، يُصور المسيحيون العرب على أنهم أقلية عرقية - دينية متعلمة من الطبقة الوسطى.
يتمتع المسيحيون العرب بأعلى الإنجازات في القطاع العربي على جميع المؤشرات: نسبة الحاصلين على شهادة الثانوية العامة (البجروت)، ونسب خريجي الجامعات، ومجالات العمل. وفقًا لدراسة «هل العرب المسيحيون هم اليهود الإسرائيليون الجدد؟ تأملات في المستوى التعليمي للمسيحيين العرب في إسرائيل» لهنا ديفيد من جامعة تل أبيب، أحد العوامل التي تجعل المسيحيين العرب هم المجتمع الأكثر تعليماً في إسرائيل. هو المستوى العالي للمؤسسات التعليمية المسيحية. تعد المدارس المسيحية في إسرائيل من أفضل المدارس في البلاد، وفي حين أن هذه المدارس لا تمثل سوى 4% من قطاع التعليم العربي، فإن حوالي 34% من طلاب الجامعات العرب يأتون من مدارس مسيحية، وحوالي 87% من عرب إسرائيل في قطاع التكنولوجيا العالية درسوا في المدارس المسيحية. وفي مقال نشرته صحيفة معاريف عام 2011، وصف المجتمع العربي المسيحي بأنه «الأكثر نجاحاً في النظام التعليمي»، وهو رأي تدعمه دائرة الإحصاء المركزية الإسرائيلية.

#### الموحدون الدروز

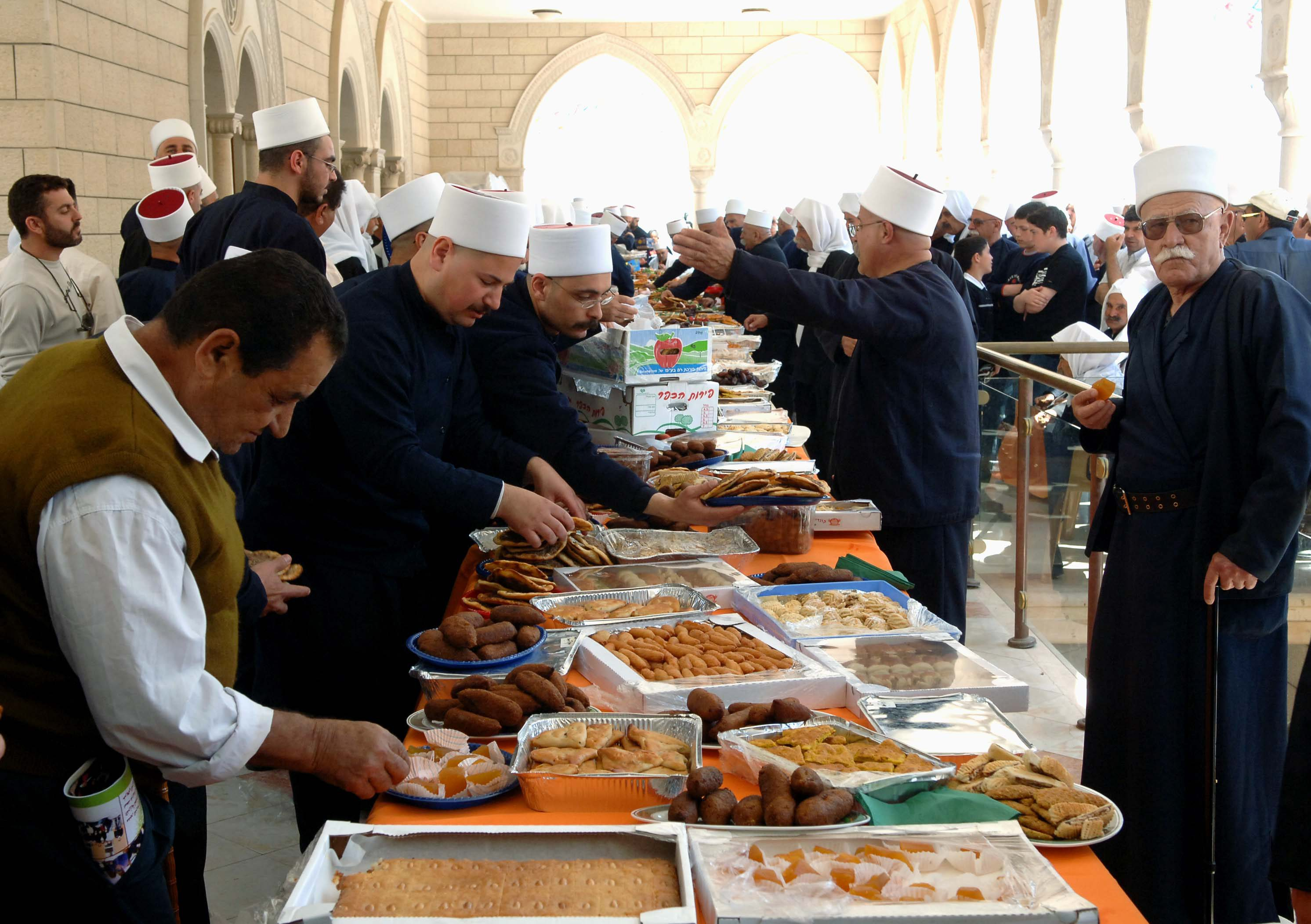
دروز خلال زيارة مقام النبي شعيب في حطين.

الموحدون الدروز هم أعضاء في طائفة دينية يقطنون في عدد من دول الشرق الأوسط، يسكنون في المناطق الجبلية في إسرائيل، ولبنان، وسوريا. يعيش معظم الدروز المواطنون في إسرائيل في الشمال ويُشكل الدروز نسبة 7.6% من مجموع السكان العرب في إسرائيل. ويُضاف إليهم الطائفة الدرزية القاطنة في هضبة الجولان التي احتلتها إسرائيل في عام 1967 من سوريا وضمتها في عام 1981، وهم من المقيمين الدائمين بموجب قانون مرتفعات الجولان. وقد رفضت الأغلبية الساحقة لقبول الجنسية الإسرائيلية الكاملة، واختاروا الاحتفاظ بجنسيتهم السورية والهوية السورية. في منتصف عام 2018 وصلت أعداد الدروز في إسرائيل إلى حوالي 141,000 نسمة، في عام 2018 عاش 81% من الدروز في المنطقة الشماليّة وحوالي 19% في منطقة حيفا، ويسكن أبناء الطائفة الدرزية في "19" بلدة وقرية تقع جميعها على رؤوس الجبال في شمال إسرائيل، ومنها أبو سنان، والبقيعة، والرامة الجليليَّة، والمغار، وبيت جن، وحُرفيش، وجولس، ودالية الكرمل، وساجور، وشفا عمرو، وعسفيا، وعين الأسد، وكسرى-كفرسميع، وكفرياسيف، ويانوح-جت، ويركا وغيرها. أما في الجولان الواقع تحت السيطرة الإسرائيلية، يتوزع الدروز فيه بين بقعاثا، وعين قنية، ومجدل شمس ومسعدة. يوجد عدد من السياسيين الدروز في إسرائيل مثل أيوب القرا عضو حزب الليكود في الكنيست، ومجلي وهبي من حزب كاديما والذي تولى رئاسة إسرائيل لفترة وجيزة أثناء غياب موشيه كتساف في عطلة، وسعيد نفاع من حزب البلد العربي. وفق معطيات دائرة الإحصائيات المركزية في إسرائيل في عام 2017 اسم العائلة الأكثر شيوعًا في الأوساط الدرزيّة في إسرائيل هو حلبيّ، يليها آل غانم وإبراهيم وعامر وعزّام.
أظهر الدروز خلال الانتداب البريطاني لفلسطين اهتمامًا قليلاً في القومية العربية التي ازداد زخمها خلال القرن العشرين، ولم يشارك الدروز في المناوشات بين العرب واليهود في وقت مبكر من القرن العشرين. بحلول عام 1939، كانت قيادة القرى الدرزية متحالفة رسمياً مع الميليشيات اليهودية قبل قيام دولة إسرائيل، على غرار الهاغانا. بحلول عام 1948، تطوع عدد كبير من الشبان الدروز في الجيش الإسرائيلي وحاربوا إلى جانبهم بنشاط. خلافاً لنظرائهم المسلمين والمسيحيين، لم تدمر أيا من القرى الدرزية حرب عام 1948 ولم يجبر الدروز على ترك قراهم بشكل دائم.

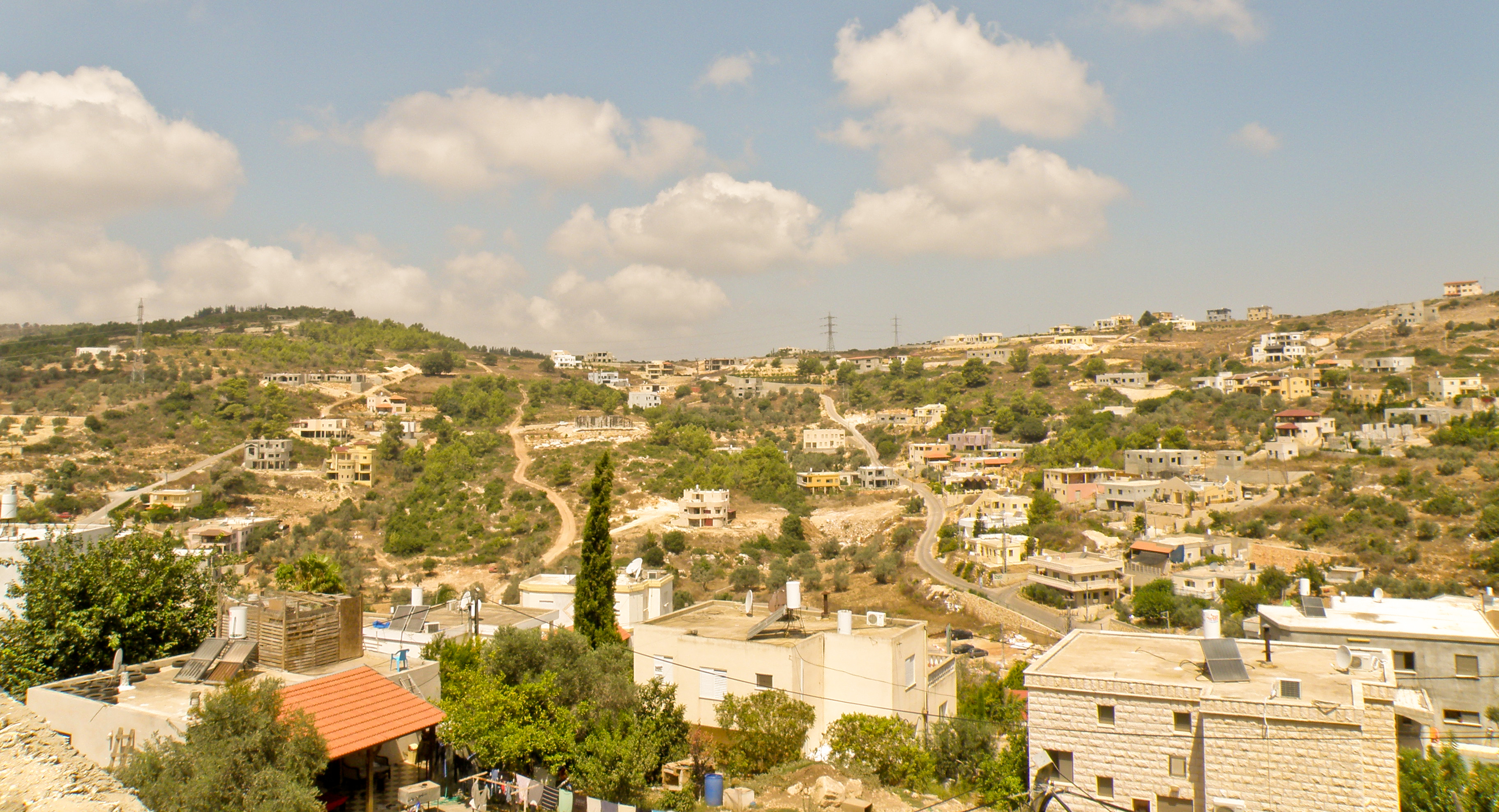
بلدة دالية الكرمل؛ من أكبر البلدات الدرزية في إسرائيل.

منذ تأسيس دولة إسرائيل، تضامن العديد من الدروز مع روح الحركة الصهيونية، وكانوا ينأون بأنفسهم عن المواضيع العربية والإسلامية التي تبناها نظرائهم المسيحيين والمسلمين. وتماشياً مع الممارسات الدينية الدرزية وهي خدمة الدولة التي يعيشون فيها، يتم تجنيد بشكل إجباري للذكور الدروز في الجيش الإسرائيلي، خلافًا لنظرائهم المسيحيين والمسلمين.
شجعت الحكومة الإسرائيلية على هوية منفصلة وهي الهوية «الدرزية الإسرائيلية» والتي اعترفت بها رسمياً من قبل الحكومة الإسرائيلية حيث تم فصل الطائفة الدرزية عن المجتمع الإسلامي والديانة الإسلامية وجعلها ديانة مستقلة في القانون الإسرائيلي في وقت مبكر من عام 1957. لا يَعتبر الدروز الإسرائيليين مذهب التوحيد كمذهب إسلامي كما ولا يعتبرون أنفسهم مُسلمين، ويرون أن مذهب التوحيد الدرزي ديانة مستقلة عن الإسلام، وأنها ديانة قائمة بحد ذاتها. يتم تعريف الدروز كجماعة عرقية ودينية متميزة في إسرائيل حسب وزارة الداخلية في تسجيل التعداد السكاني، وحسب النظام التعليم الإسرائيلي المدارس الدرزية مستقلة ومختلفة في منهاجها عن المناهج في المدارس العبرية والعربية، ومع ذلك كان الدروز في السابق المجموعة الدينية العربية الأقل تعليماً إذ لم تتعدى نسبة الحاصلين على شهادة البجروت أو شهادة الثانوية العامة الإسرائيلية 44.4% وأقلية منهم كانت تُكمل التعليم العالي. بالمقابل، شهد المجتمع الدرزي تحسناً كبيراً في مستوى التعليم، حيث منذ عام 2000 زاد عدد الطلاب الدروز في الكليَّات والجامعات بأكثر من ثلاثة أضعاف، كما تشير الأرقام. في عام 2018 وصفت دائرة الإحصاء المركزية الإسرائيلية المجتمع الدرزي بالمجتمع ذو المستوى التعليمي الجيد. ومنذ عام 2000 يشهد المجتمع الدرزي الإسرائيلي انخفاضاً ملحوظاً في معدل الخصوبة والمواليد، وارتفاعاً في معدل الأعمار.
بالمقارنة مع غيرهم من المواطنين العرب فالدروز أقل تأكيد على هويتهم العربية وأكثر تأكيد على هويتهم الإسرائيلية، وأقلية منهم يُعرفون أنفسهم على أنهم فلسطينيين. في استطلاع أجراه يوسف حسان من جامعة تل أبيب، قال 94% من المجيبين الدروز الذين تم استبيانهم أنهم «دروز إسرائيليون» في السياق الديني والوطني، ووفقاً لدراسة مركز بيو للأبحاث عام 2017 قال 71% من الدروز في إسرائيل أنهم عرب من الناحية العرقية. في حين توزعت النسبة المتبقية بين «آخر» أو «درزي» أو «درزي عربي».(12) وبحسب دراسة فإن أقلية من الدروز تعتبر نفسها «فلسطينيين». علماً أنه في الآونة الأخيرة شهد المجتمع الدرزي حالة من الانقسام بشأن الخدمة العسكرية في الجيش الإسرائيلي، فبينما يشكو البعض من أنهم لا يتلقون الدعم الذي يستحقونه بعد الخدمة، تفيد معطيات متنوعة بانخفاض نسبة تجنيد الشباب الدروز بالجيش الإسرائيلي، وبتراجع كبير في ثقتهم بها وفي مؤسساتها، في حين يفيد ناشطون دروز بأن العنصرية الإسرائيلية أسهمت في ذلك. كما ويشهد المجتمع الدرزي تحركاً ملحوظاً ًلرفض التجنيد الإجباري المفروض على الشبان الدروز، مع تأسيس حراك «أرفض، شعبك بيحميك».

#### النازحون اللبنانيون

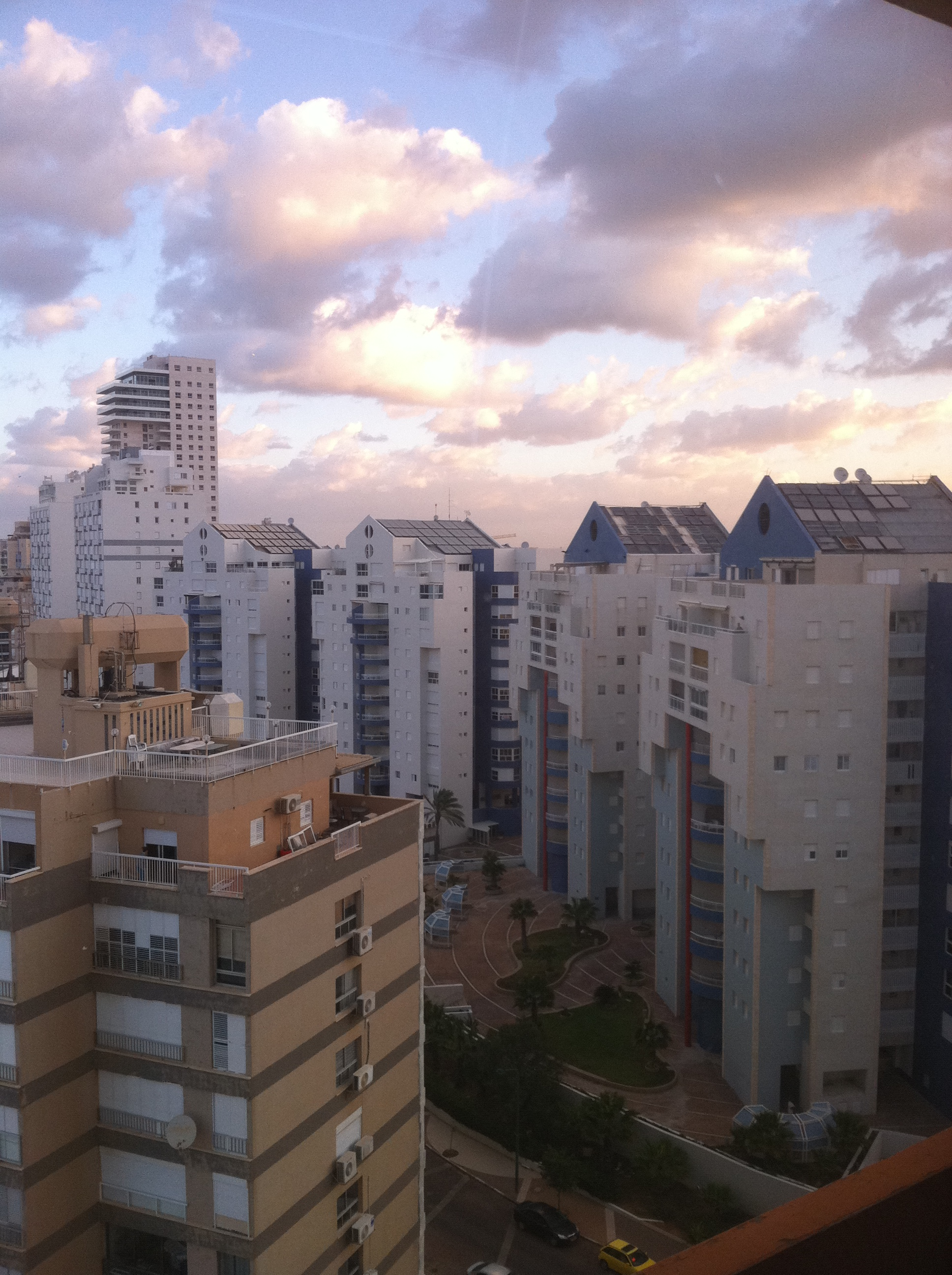
تضم نهاريا على تجمع للنازحين اللبنانيين من جيش لبنان الجنوبي.

تأسست ميليشيا جيش لبنان الجنوبي عام 1976 على يد أفراد من الجيش اللبناني في مدينة مرجعيون. وكانت لهم مشاكل مع فصائل من المقاومة الفلسطينية التي سيطرت على جنوب لبنان في ذلك الحين. في البداية كان مقاتلو جيش لبنان الجنوبي من المسيحيين خصوصاً من الموارنة (35% إلى 40%) والمسلمين خصوصاً من الشيعة (60% إلى 65%)، على الرغم من أن الحضور المسيحي والدرزي كان أكثر بين الضباط والقيادة. وكانت طوائف العناصر بحسب الكثرة العددية على الشكل الآتي: شيعة، وموارنة، ودروز، وروم أرثوذكس، وسنّة. بعد الاجتياح الإسرائيلي عام 1978 الذي عرف بعملية الليطاني توسعت منطقة سيطرة ميليشيا جيش لبنان الجنوبي بحكم السيطرة الميدانية للجيش الإسرائيلي. وقامت هذه الميليشيا بالقتال ضد منظمة التحرير الفلسطينية والمقاومة اللبنانية (حركة أمل والحزب الشيوعي اللبناني وحركة المرابطون) وبعد عام 1982 ضد حزب الله. وفي مايو من سنة 2000، انسحبت القوات الإسرائيلية من المنطقة المحتلة في جنوب لبنان طبقاً لتصريحات إيهود براك رئيس الوزراء الإسرائيلي في حملته الانتخابية في مايو 1999، وبعد إبلاغ الأمم المتحدة عن ذلك في أبريل 2000. عارضت قيادة جيش لبنان الجنوبي هذه الخطوة وهرب أعضاءها خوفاً من محاسبتهم إلى إسرائيل والتي قامت باستقبالهم، ونزح العديد من أفراد الجيش وبعضهم مع أفراد عائلاتهم إلى بعض الدول الأوروبية، بينما سلم بعضهم الآخر نفسه أو أخذوا كمعتقلين على يد حزب الله الذي سلمهم بدوره للسلطات القضائية اللبنانية حيث تمت محاكمتهم.
في عام 2000 نزح إلى إسرائيل حوالي 6,500 من مقاتلي جيش لبنان الجنوبي وعائلاتهم، وبقي فقط حوالي 2,700 شخص منهم في عام 2010 في إسرائيل. على مر السنين، قرر الكثير منهم العودة إلى الوطن إلى لبنان، بينما غادر آخرون إلى أوروبا والولايات المتحدة. أولئك الذين مكثوا في إسرائيل يعيشون في الشمال بشكل رئيسي وفي نهاريا، وكريات شمونة، وطبريا، ومعالوت، وحيفا. دينياً كان بينهم مسيحيون ومسلمون وموحدون دروز، ومُنحوا الجنسية الإسرائيلية. وبحسب تقرير نشرته صحيفة معاريف عام 2017 يعاني النازحين اللبنانيين من الإهمال، كما أنّهم لم يتمكّنوا من الاندماج في المجتمع الإسرائيلي، وتم نبذهم من قبل عرب 48. ويشير التقرير أن الحكومة الإسرائيلية حاولت في البداية دمجهم في المجتمع الإسرائيلي، لكن ارتكز الاهتمام على كبار الضباط فقط وأصحاب الرتب العسكرية العليا، فيما تُرك وأهمل الآخرون. وأشار التقرير إلى عدم تقبل عرب 48 لهم ورفض التعامل معهم بشكل قطعي، لاعتبارهم «عملاء» لصالح الجيش الإسرائيلي. وتعمل حكومة لبنان الحر في القدس منذ عام 2000، وما زالت تدعي أنها الحكومة اللبنانية الحقيقية.

### المهاجرون من الاتحاد السوفييتي

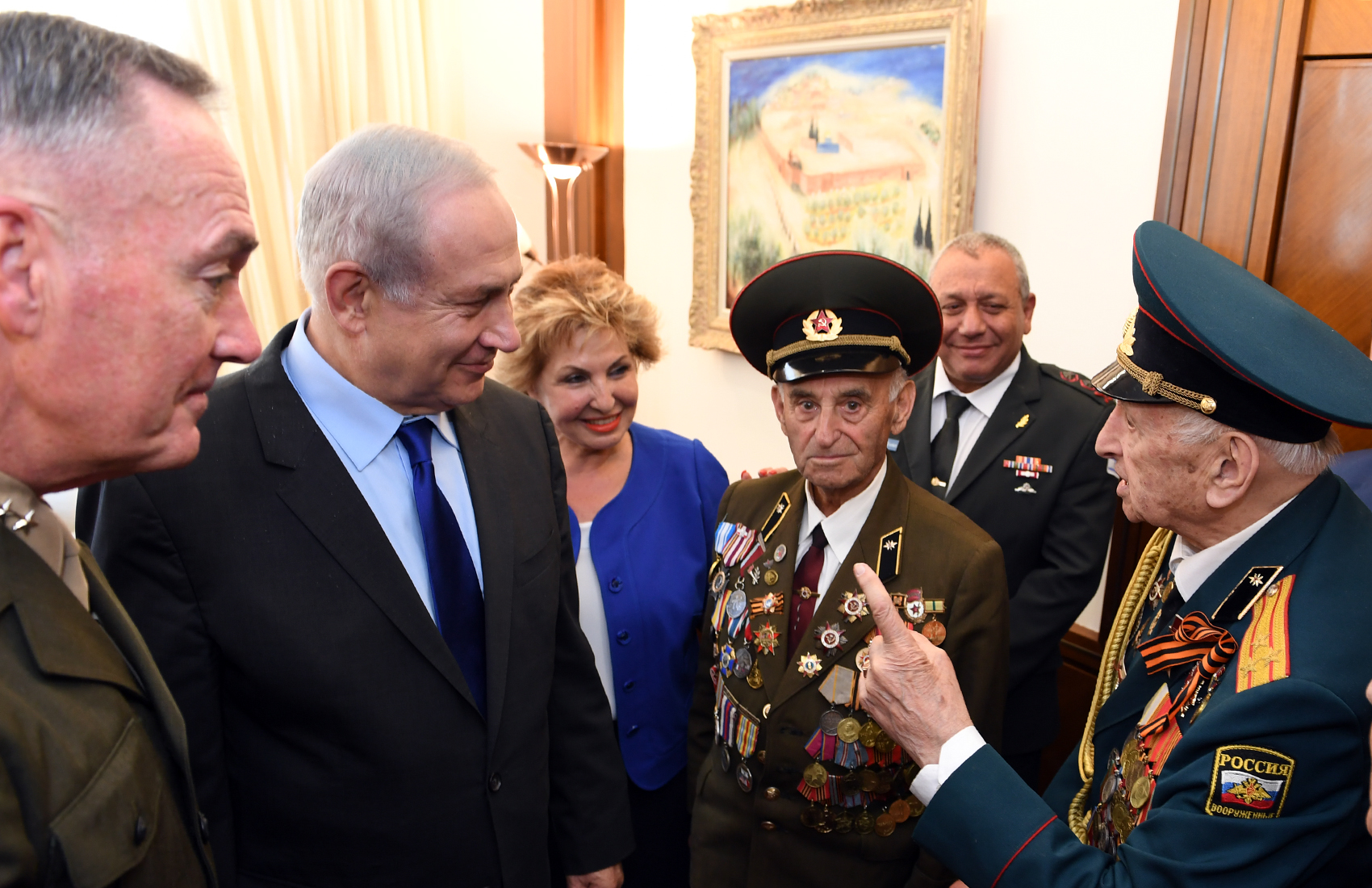
الجنرال جوزيف دانفورد ورئيس الوزراء الإسرائيلي بنيامين نتانياهو يلتقيان مع قدامى المحاربين في الجيش الأحمر في القدس.

حوالي 300,000 نسمة أو حوالي 4% من مجمل الإسرائيليين، معرّفون عرقيًا وفقاً للسلطات الإسرائيلية على أنهم «آخرون»، حيث قدم هؤلاء إلى إسرائيل خلال موجات الهجرة من الاتحاد السوفيتي في تسعينات القرن العشرين، وكانت لهم أصول يهودية أو عائلة يهودية، لكنهم لم يعتبروا يهودًا وفقاً للشريعة الحاخامية، على الرغم من كونهم مؤهلين للحصول على الجنسية الإسرائيلية بموجب قانون العودة. وكان معظمهم من الروس والأوكرانيين والمولدوفيين والبيلاروسيين، ويعتبر حوالي 89% منهم نفسه يهودي أو غير متدينين، في حين أن 10% يُعتبرون مسيحيين، كما أن أعدادًا معتبرة منهم هي ملحدة أو لادينية. وصُنف العديد منهم كمسيحيين نظراً لكونهم من عائلات مختلطة من آباء يهود وأمهات غير يهوديات (أكثرهم مسيحيات)، أو من آباء مسيحيين وأمهات يهوديات لكنهم مُعمدون، أو متزوجين من يهود. ويتمتع الروس داخل إسرائيل بوضع المواطن حيث يحملون كل من الجنسية الإسرائيلية والروسية، ويُشاركون في اقتصاد البلد والمجتمع على جميع المستويات. وتعتبر اللغة الروسية اللغة الأجنبية الرئيسية في البلاد، وتستخدم في العديد من جوانب الحياة. والروسية هي اللغة الأم غير الرسمية الأكثر استخداماً في إسرائيل. وغالباً ما تقدم الحكومة والشركات معلومات باللغة الروسية، كما أنها لغة شبه رسمية في بعض المناطق ذات التركيز العالي للمهاجرين اليهود الروس. يذكر أن إسرائيل تضم ثالث أكبر تجمع من الناطقين بالروسية في العالم والذين يعيشون خارج الأراضي السابقة لدول الاتحاد السوفيتي بعد ألمانيا والولايات المتحدة.

### الشركس

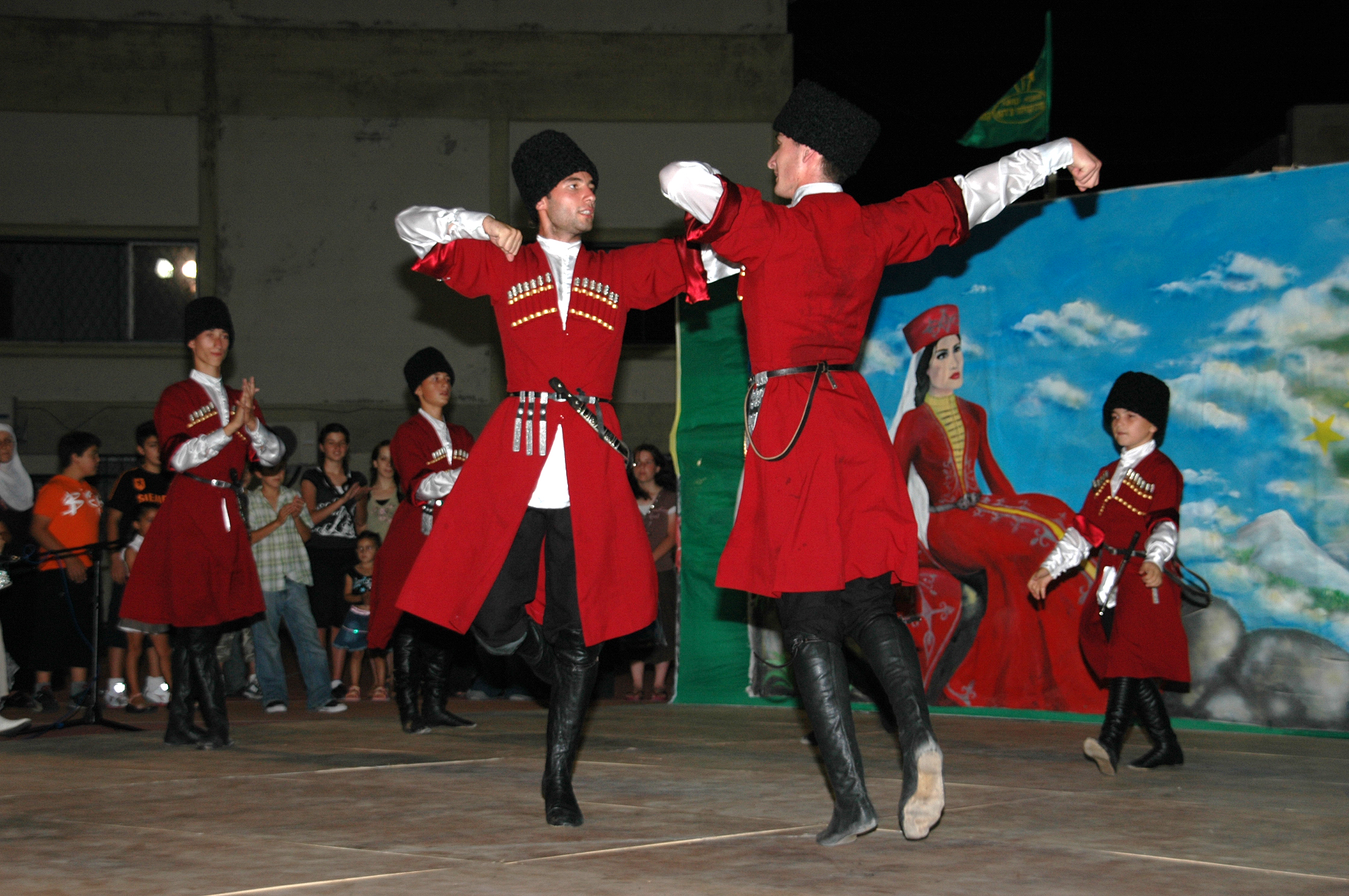
مجموعة من الشركس ترقص الرقص التقليدي في كفر كما.

يبلغ عدد الشركس في إسرائيل حوالي 4,000 نسمة، معظمهم من المُسلمين على مذهب السُنّة ويعيشون في المقام الأول في بلدة الريحانيَّة وكفر كما. وينحدرون من مجموعتين استقرتا في منطقة الجليل من قِبل الدولة العثمانية في عقد 1870. ويخدم الرجال الشركس في الجيش الإسرائيلي؛ وهم واحد من ثلاث مجموعات من الأقليات في إسرائيل تم تجنيدها في الجيش الإسرائيلي. تبنى الشركس في إسرائيل ممارسة تكوين الأسر الصغيرة، بمتوسط طفلين لكل أسرة، مقارنةً بالمعدل الوطني البالغ 3.73 طفل لكل أسرة. ويتحدثون كل من اللغة الأديغية والعبرية، ويتحدث الكثيرون أيضًا اللغة العربية والإنجليزية. في عام 2012، أفيد أنّ 80% من الجيل الأصغر سناً من الشركس في إسرائيل كان حاصل على شهادة ما بعد الثانوية. بالمقابل تبلغ النسبة المئوية للمواطنين البالغين الحاصلين على درجة ما بعد الثانوية في إسرائيل حوالي 49%.
على الرغم من أن الشركس يخدمون في الجيش الإسرائيلي، وقد «ازدهروا» كجزء من إسرائيل، من خلال الحفاظ على لغتهم وثقافتهم، لا يزال الولاء الأساسي بالنسبة للعديد من الشركس الإسرائيليين تجاه أمتهم المبعثرة، وبالنسبة للبعض، تبقى الرغبة في «جمع كل الشركس في نفس المكان، سواء أكان من خلال الحكم الذاتي أم جمهورية داخل روسيا أم كدولة مستقلة». ومتأثرين بالحركة العالمية للقومية الشركسية، عاد بعض الشراكسة الإسرائيليين إلى شركيسيا التي تحكمها روسيا على الرغم من الوضع السياسي الحالي في شمال القوقاز، الأمر الذي أثار استياء جيرانهم اليهود الإسرائيليين. وعاد بعض الشركس الذين هاجروا إلى شركيسيا بعد أن شعروا بخيبة أمل من تدني مستوى المعيشة في الوطن الشركسي، على الرغم من أن بعضهم قد بقي هُناك. ويُنظر إلى الشركس على أنهم «سياسيًا وإيديولوجيًا» أقرب إلى المجتمع الإسرائيلي، بالمقابل قام البعض مؤخراً على التأكيد مجددًا على الهوية الإسلامية رغم أنها ما تزال «على الهامش»، والتي يُعتقد أنها ناتجة عن رهاب الإسلام من بعض قطاعات المجتمع الإسرائيلي. وفقًا لإليونور ميرزا: «بينما يتم معاملة الشركس الإسرائيليين بشكل مختلف تماماً عن الفلسطينيين، إلا أنهم ... لا يزالون في كثير من الأحيان ضحايا للتمييز». وكتب شلومو حسون أنه «من ناحية، هناك عناصر للمساواة، بينما من ناحية أخرى، هناك الإقصاء وعدم المساواة والتمييز المطول». ومن ناحية، يُمارس الشراكسة في إسرائيل حقوقهم المدنية حيث يحق لهم التصويت وانتخابهم للهيئات التمثيلية للدولة. ومع ذلك، من ناحية أخرى، كما يقول، «هناك عدم مساواة بين اليهود والأقليات. ويتم التعبير عن عدم المساواة من خلال التمييز في تخصيص الموارد للتعليم والحكومة المحلية والبطالة والحصول على الوظائف، وخاصةً في الخدمة المدنية».

### الأرمن

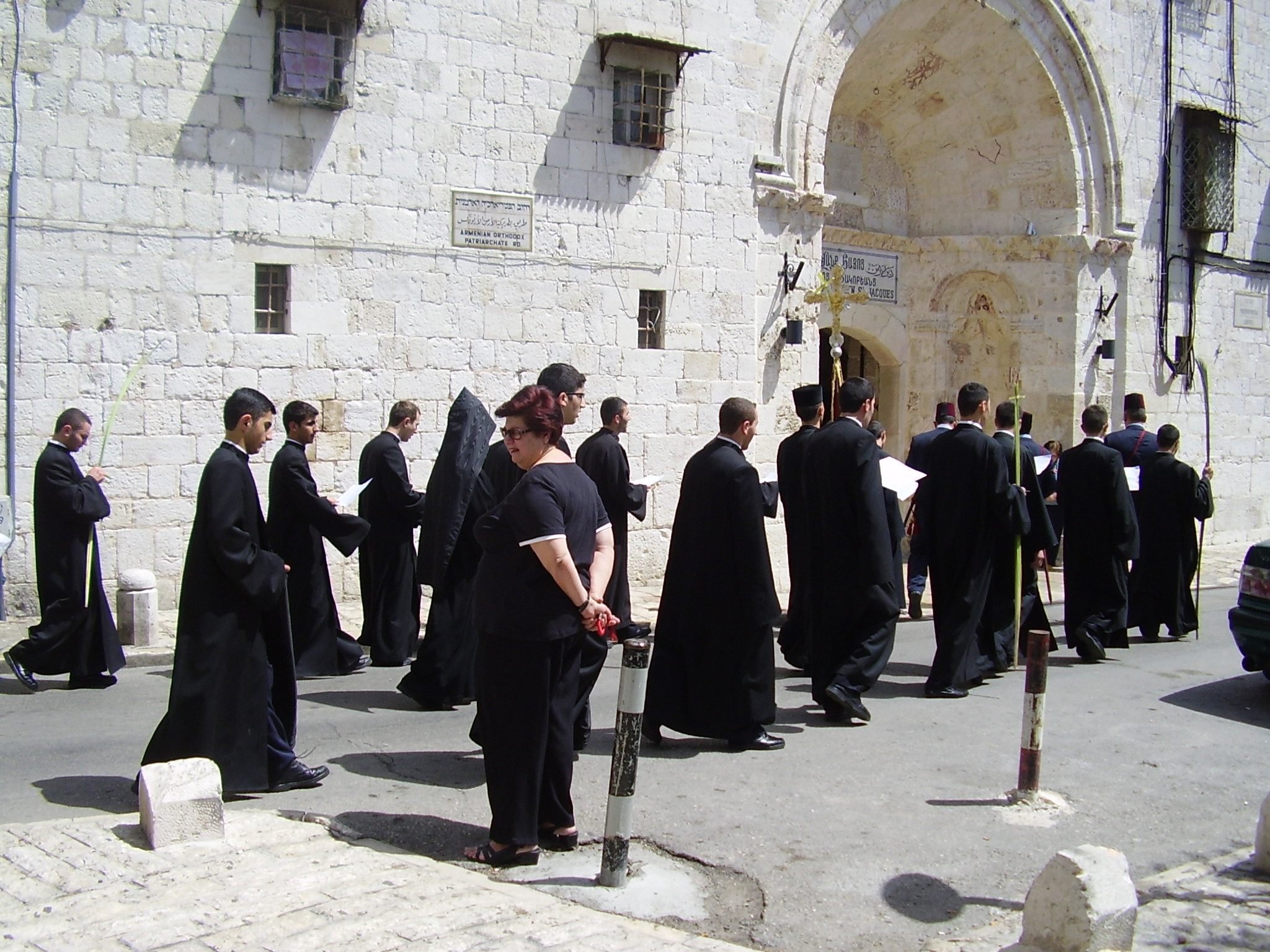
رجال دين أرمن في حارة الأرمن، القدس.

من أواخر القرن التاسع عشر، وخاصةً خلال وبعد الحرب العالمية الأولى، ازداد عدد أبناء الطائفة الأرمنية بسبب تدفق اللاجئين إليها هربًا من الإبادة الجماعية للأرمن، وبعد قيام دولة إسرائيل هاجر 90% من الأرمن إلى الخارج حيث يصل عددهم اليوم إلى آلفين يتمركزون في حارة الأرمن في القدس وينشطون تجاريًا واجتماعيًا. وعلى الرغم من أن الأرمن منفصلون رسميًا عن المسيحيين الأرثوذكس والكاثوليك في القدس، فإن الأرمن يعتبرون أن حي الأرمن جزء من الحي المسيحي. وعبرت البطريركيات المسيحية الثلاث في القدس وحكومة أرمينيا علناً عن معارضتها لأي انقسام سياسي في الحارتين. إن الأسباب الرئيسية لوجود حي أرمني منفصل هي المذهب الميافيزي واللغة والثقافة المميزة للأرمن، والذين، على عكس غالبية المسيحيين في القدس، ليسوا عرباً.
في عام 1986، قدرت أعداد الأرمن في مدينة القدس بحوالي 1,500 نسمة. وفقًا لاستطلاع عام 2006، كان هناك 790 أرمنيًا يعيشون في مدينة القدس القديمة، حيث تراجعت أعدادهم بسبب الهجرة المسيحية المستمرة من القدس. وفي عام 2015، نشرت صحيفة التايمز أوف إسرائيل مقالًا، وقدرت أعداد الأرمن بحوالي 10,000 أرمني يعيشون في جميع أنحاء إسرائيل. ويتركز الأرمن في القدس الشرقية، ومدينة حيفا، والناصرة، وعكا، والرملة ويافا. بالإضافة إلى تواجد مجتمع صغير في الضفة الغربية خصوصاً في مدينة بيت لحم ورام الله. الغالبية العظمى من الأرمن في إسرائيل هم من المسيحيين من أتباع الكنيسة الرسولية الأرمنية، ولكن هناك أيضًا عدد صغير من الأرمن الكاثوليك والأرمن البروتستانت. يخضع الأرمن الأرثوذكس تحت سلطة البطريركية الأرمنية في القدس.
للأرمن نظام مدرسي خاص، ويوجد للطائفة الأرمنية في مدينة القدس مدرسة خاصة بهم تدعى «تركمانشاتس»، وهي مدرسة شاملة بنيت عام 1924 وتستوعب 120 طالباً، هدفها احتضان أبناء الطائفة الأرمنية إلى حين ينهون تعليمهم الثانوي، ومن ثم يكملون تعليمهم الجامعي إما في الجامعات الفلسطينية أو الإسرائيلية، أو خارج البلاد. ويعمل معظم الأرمن في القدس في شغل وبيع المجوهرات، وفي صناعة آنية النحاس وزخرفتها، ويملك الكثير منهم متاجر لبيع الهدايا للسياح الوافدين، إلى جانب قطاع صناعة الأحذية، والخياطة والصيدلة. وكان الأرمن أول من انشأ ورشة للتصوير في فلسطين التاريخية، وثاني من ادخل الطباعة إلى فلسطين التاريخية عام 1833، وكانوا أول من أسس مصنعاً للسيراميك في عهد الانتداب البريطاني.

### السريان

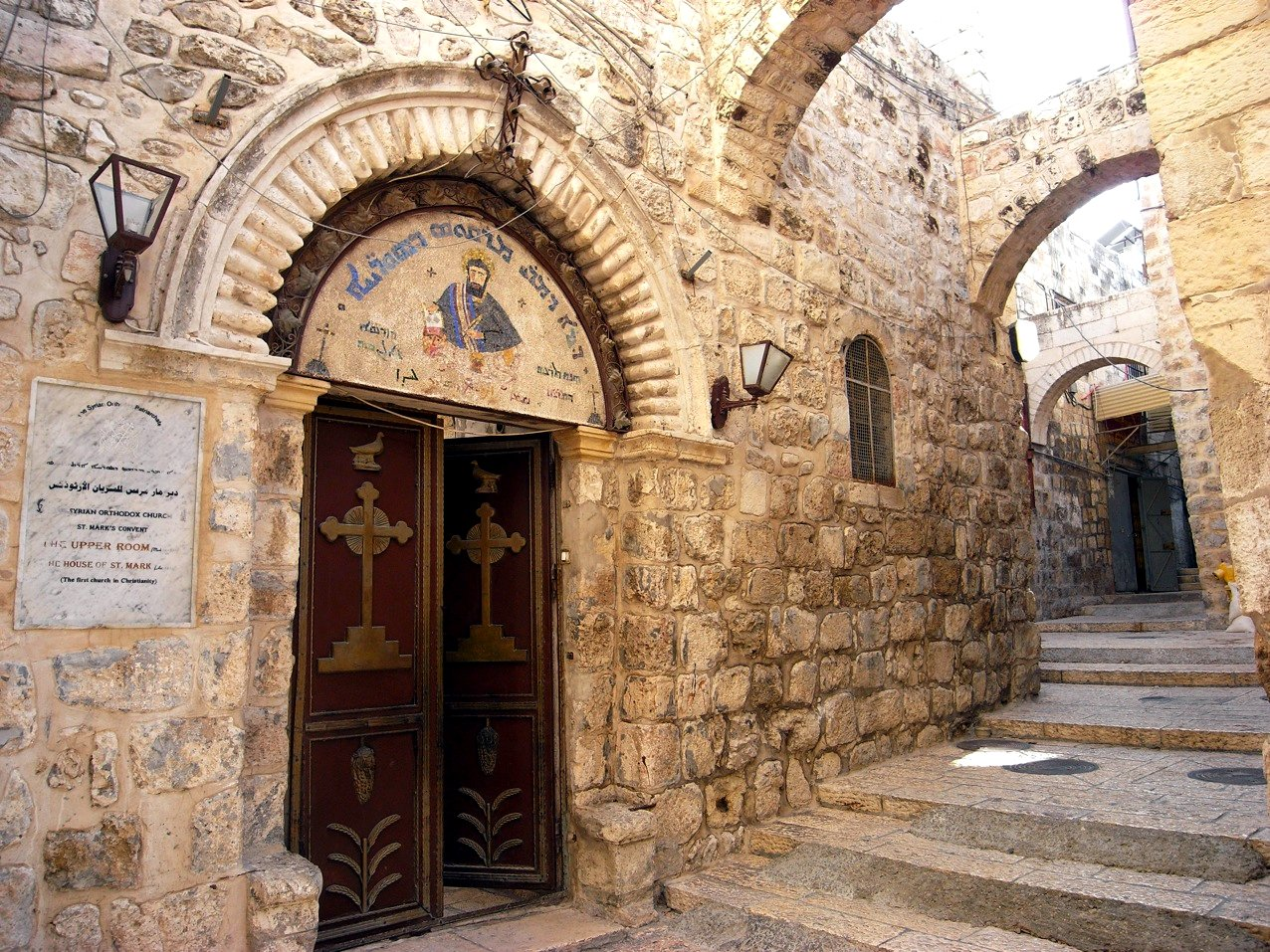
دير القديس مرقس السرياني في القدس.

تعود أصول العديد من السريان إلى الفارين من منطقة طور عبدين التركيّة خلال الإبادة الجماعية السريانية، ويبلغ تعداد المسيحيون الذين ينتمون للعرقية الآشورية والسريانية قرابة 3,000 شخص يتركزون في مدينة القدس، في حين تقدر مصادر أخرى تعدادهم بحوالي 5,000 نسمة. وتضم الضفة الغربية خصوصاً مدينة بيت لحم وأريحا على مجتمع سرياني ملحوظ. ويتبع معظم السريان الكنيسة السريانية الأرثوذكسية ومركزها في سوريا، بينما قلّة يتبعون كنيسة المشرق الآشورية والكنيسة الكلدانية الكاثوليكية. من أهم الأماكن المقدسة لدى هذه المجموعة الدينية-العرقية في إسرائيل هو دير القديس مرقس للسريان الأرثوذكس في القدس. وفي السنوات الأخيرة هاجرت أعداد كبيرة من الطائفة السريانية للخارج.
في عام 2014 قامت إسرائيل بإدراج «الهوية الآرامية» كقومية في سجلها المدني، حيث أقر وزير الداخلية الإسرائيلي جدعون ساعر الحق بتسجيل القومية الآرامية في خانة القومية في بطاقات الهوية بدلاً من العربية لأبناء الطوائف المسيحية الخمس المختلفة في البلاد. وذلك استجابة لمطالبة بعض الجهات المسيحية، التي طالبت مراراً بالاعتراف بالقومية الآرامية، مشيرين إلى أنهم ينتمون إلى القومية الآرامية وليس للقومية العربية. وقد أثار القانون الجديد رفضًا في معظم الأوساط المسيحية في إسرائيل، وقامت الكنائس الرئيسية في البلاد بالتنديد في هذه الخطوة واعتبرتها «اختراعاً إسرائيلياً يندرج ضمن مخططات التجزئة وفرق تسد». في يوليو عام 2016، قدرت مقالة في صحيفة هاآرتس عدد المسيحيين الإسرائيليين المؤهلين للتسجيل كآراميين في إسرائيل بحوالي 13,000 شخص، معظمهم من أتباع الكنيسة المارونية والكنيسة السريانية الأرثوذكسية والكنيسة السريانية الكاثوليكية، ويتوزعون على حوالي 200 عائلة مسيحية.

#### الموارنة

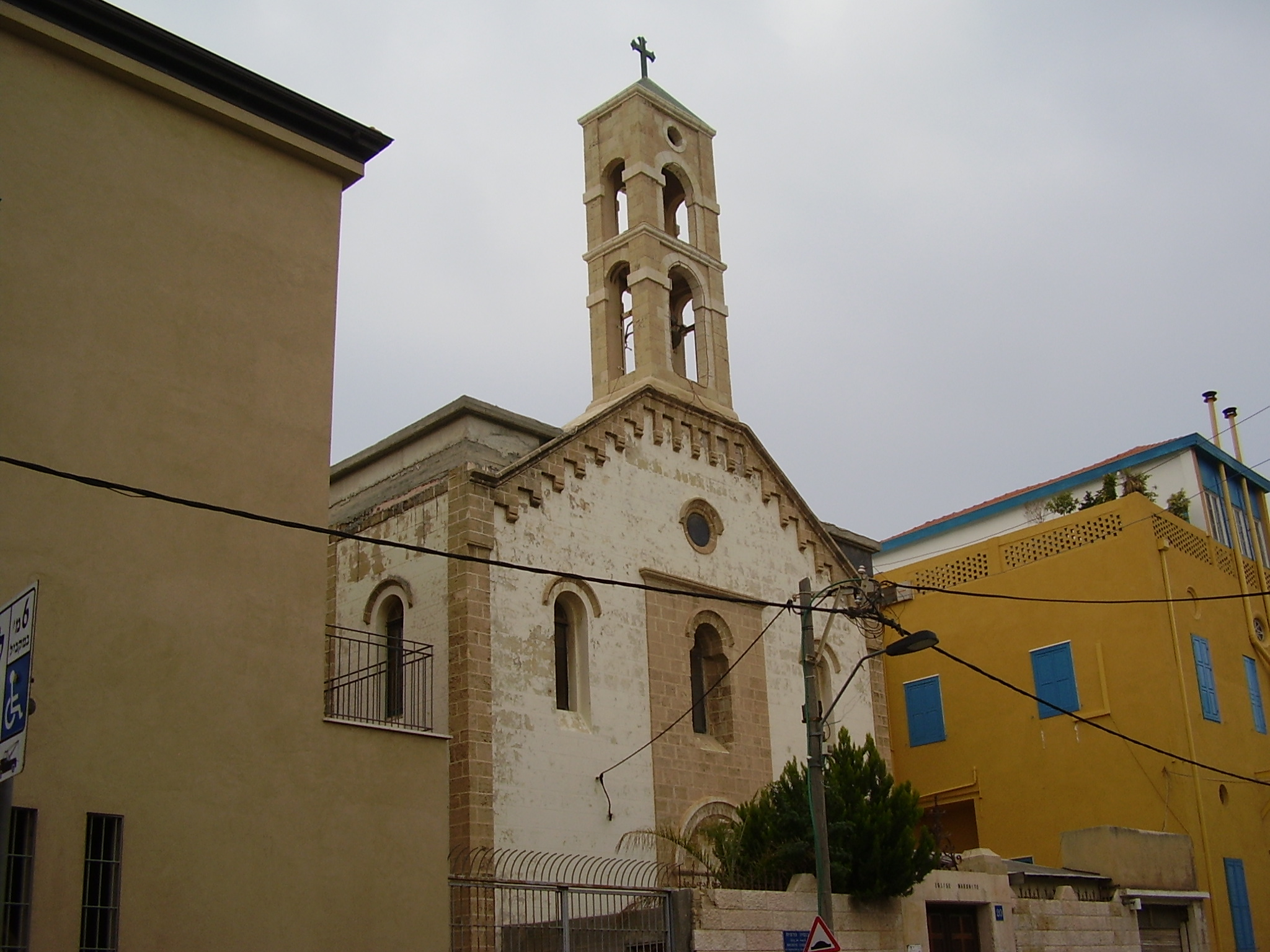
كنيسة القديس أنطونيوس المارونيَّة في يافا.

الموارنة هي مجموعة دينية تقطن في سواحل بلاد الشام وخاصةً في لبنان وتتبع الكنيسة المارونية. تعود تسميتهم إلى مار مارون الراهب السرياني الذي عاش في شمال سوريا خلال القرن الرابع وانتقل اتباعه لاحقا إلى جبل لبنان ليقترن اسمهم به منذ القرن العاشر الميلادي مؤسسين بذلك الكنيسة المارونية. تمكن الموارنة من الحفاظ على كيان شبه مستقل في خلال فترتي الخلافة الأموية والعباسية محافظين بذلك على ديانتهم المسيحية ولغتهم السريانية حتى القرن الثالث عشر عندما تمكن المماليك من إخضاعهم. أدى اختلاط الموارنة مع غيرهم من الأقوام كالعرب والدروز إلى تخليهم عن اللغة السريانية لصالح اللغة العربية في وقت مبكر نسبياً مقارنةً بغيرها من الطوائف السريانية التي لم تتعرب بشكل ملحوظ إلا بعد نشوء الدول الحديثة في منتصف القرن العشرين. كما زاد اندماج الموارنة بمحيطهم العربي إسهامهم الكبير في تطوير ونهضة اللغة العربية بأواخر القرن التاسع عشر في الوقت الذي ركز فيه أقرانهم السريان جهدهم على اللغة السريانية. ومع القرن التاسع عشر وما شهده من نهضة ثقافية وقومية عربية، كان من روادها عدد كبير من الموارنة، دفعت عدد من المؤرخين من أمثال طانيوس نجيم الذي ناقش موضوع «عروبة الموارنة» للقول: «إن لم يكن الموارنة عربًا بالعرق، فهم حكمًا عرب بالثقافة، وبما قدموه للثقافة العربية». هيمن الموارنة لاحقاً على كل من متصرفية جبل لبنان العثمانية بالقرن التاسع عشر وجمهورية لبنان الكبير برعاية دول أوروبية، وتشكل النظام الحاكم والاجتماعي في متصرفية جبل لبنان من الثنائية المارونية - الدرزية، وسمح الاستقرار الأمني والتعايش الدرزي-الماروني في المتصرفية بتطور الاقتصاد ونظام الحكم. ونشط المغترب الماروني في القرنين الثامن عشر والتاسع عشر وتسارع مع نوائب القرنين العشرين والحادي والعشرين، وهو ممتد من أستراليا إلى أوروبا وأمريكا الشمالية ونظيرتها الجنوبية، وقد سطع نجم عدد وافر من الشخصيات المارونيّة المهجريّة في مناصب سياسية واقتصادية بارزة.
يُقدر أعداد الطائفة المارونية في إسرائيل بحوالي 6,700 شخص حيث يعيش معظمهم في منطقة الجليل، على مقربة من الحدود اللبنانية. ويتواجد معظم الموارنة في مدينة حيفا تليها كل من الجش، والناصرة، وعسفيا، وعكا، والمكر ويافا. المجتمع الماروني في إسرائيل يشمل كل من الموارنة المحليين الذين يعيشون في منطقة الجليل، وكذلك أسر أعضاء ميليشيا جيش لبنان الجنوبي السابق الذين فروا من جنوب لبنان في أبريل ومايو من عام 2000 ويعيش أبناء هذه الأسر في منطقة كرمئيل وحيفا. ويشكل الموارنة الأغلبية السكانية في بلدة الجش، حيث في عام 2011 كان حوالي 55% من سكان البلدة من أتباع الكنيسة المارونية. تحاول الطائفة المارونية في إسرائيل إحياء اللغة السريانية القديمة، والتي كانت لغة مشتركة للمنطقة بعد انتشار المسيحية، ولغة مشتركة داخل الطائفة المارونية حتى القرن السادس عشر. مؤخراً شرعت بلدة الجش في منطقة الجليل وهي بلدة ذات أغلبية مارونية بالتدريس الرسمي باللغة الآرامية الجديدة في مدرسة محلية، بعد موافقة إسرائيلية.

### السامريون

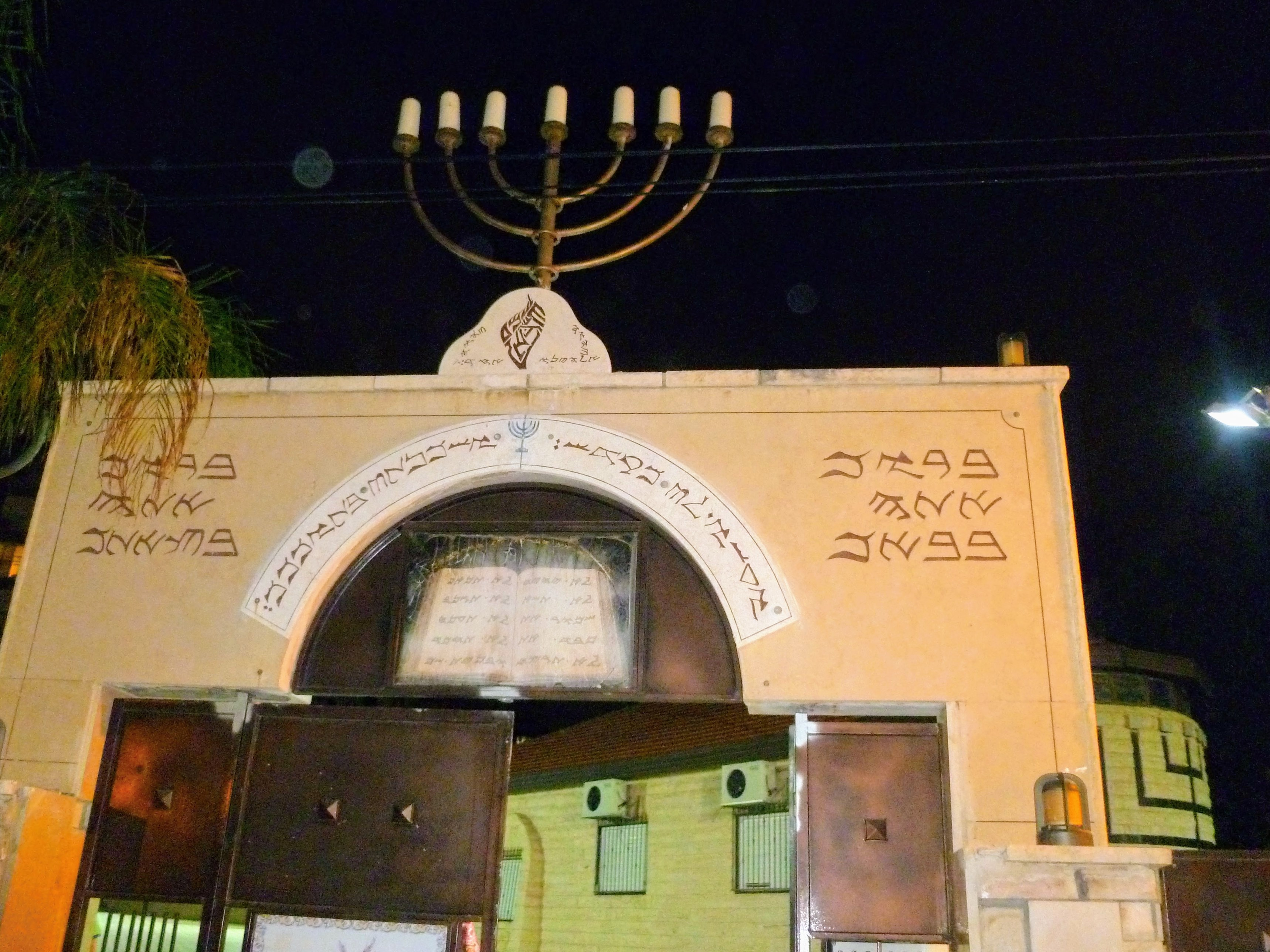
الكنيس السامري في مدينة حولون.

الديانة السامرية هي الديانة القومية للسامريين. ويتمتع السامريون بمكانة دينية قائمة بذاتها في إسرائيل، وهناك تحويلات من حين لآخر من اليهودية إلى السامرية والعكس صحيح بسبب الزواج. في حين أن السلطات الحاخامية الإسرائيلية تعتبر السامرية فرعًا من الديانة اليهودية، تطلب الحاخامية الكبرى في إسرائيل من السامريين أن يتحولوا رسميًا إلى اليهودية من خلال طقوس مختلفة من أجل الاعتراف بهم كيهود شرعيين. السامريون الحاصلون على الجنسية الإسرائيلية ملزمون بالخدمة الإلزامية في الجيش الإسرائيلي، بينما يُعفى عموماً الحاصلون على الجنسية الإسرائيلية والفلسطينية المزدوجة والذين يعيشون في جبل جرزيم. قدرت أعداد السامريين في إسرائيل في عام 2017 بحوالي 415 نسمة ويعيش معظمهم في مدينة حولون. بالمقابل يعيش حوالي 381 نسمة في الضفة الغربية في قرية لوزة الواقعة على جبل جرزيم جنوب شرق نابلس. هناك أيضاً عائلات سامرية تقيم في بنيامينا-غفعات عادة، ومتان، وأشدود. غالباً ما يواجه المجتمع السامري في إسرائيل تحديات ديموغرافية حيث يترك بعض الشباب المجتمع ويتحولون إلى اليهودية. من الأمثلة البارزة على ذلك مقدمة البرامج التلفزيونية الإسرائيلية صوفي تسيداكا.
كمجتمع صغير تردد السامريون في أخذ موقف علني حول الصراع العربي الإسرائيلي، خوفاً من أن يؤدي ذلك إلى تداعيات سلبية عليهم. في حين أن المجتمعات السامريّة في كل من الضفة الغربية ومدينة حولون الإسرائيليّة قد اندمجت مع الثقافات المحيطة، أصبحت اللغة العبرية اللغة المحلية الأساسية بين السامريين. ويقوم السامريين من مواطني إسرائيل في الخدمة الإلزامية في الجيش الإسرائيلي. العلاقات بين السامريين واليهود الإسرائيليين والمسلمين الفلسطينيين في المناطق المجاورة كانت مختلطة. السامريون الذين يعيشون في كل من إسرائيل والضفة الغربية حاصلين على الجنسية الإسرائيلية. وكان لدى السامريون في السلطة الوطنية الفلسطينية مقعد في المجلس التشريعي الفلسطيني في انتخابات عام 1996، لكن حالياً لم يعد لديهم مقعد.

### البهائيون

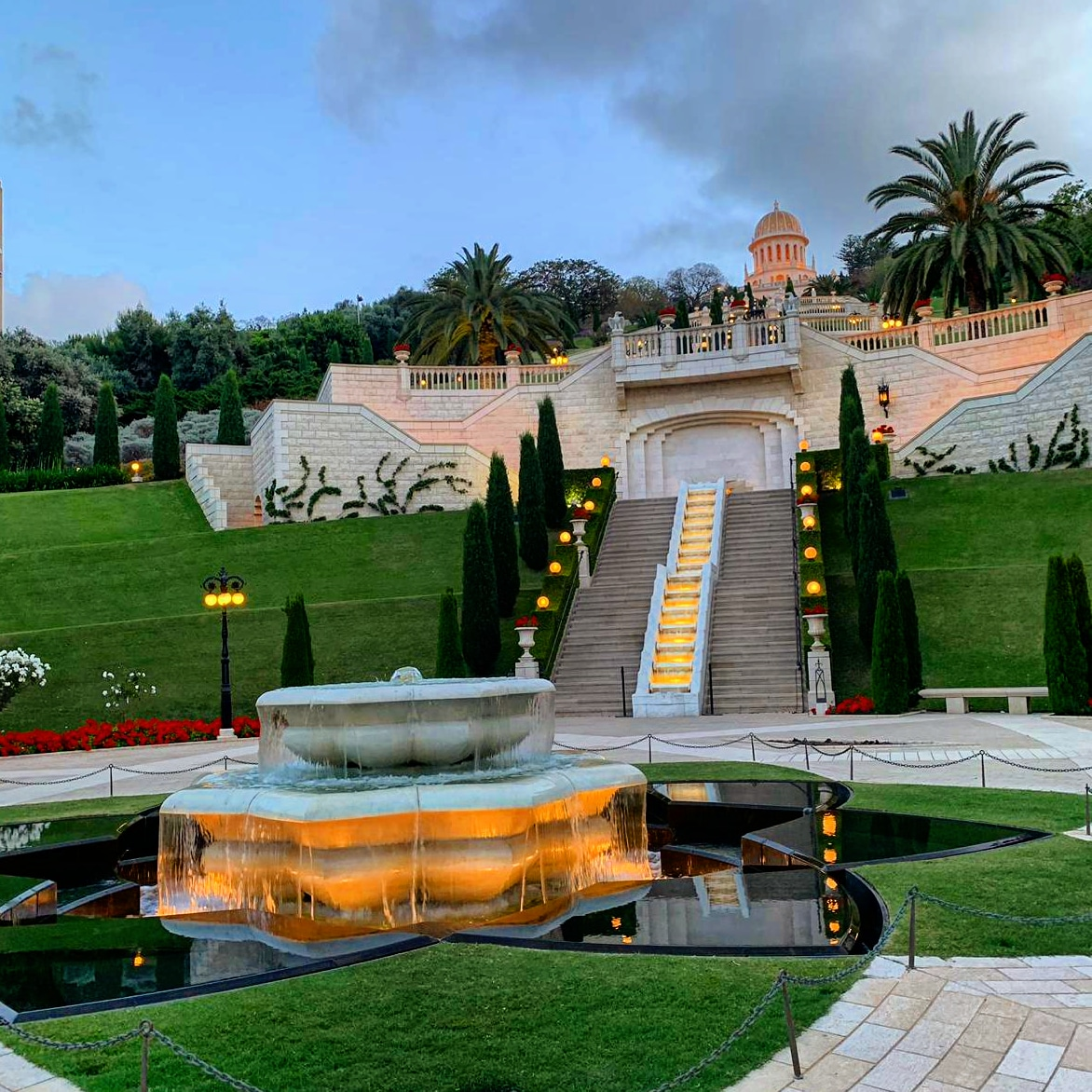
ضريح الباب في حيفا.

يقع المركز الإداري والروحي للديانة البهائية في مدينة في حيفا، وفي مدينة عكا حيث نفت الدولة العثمانية بهاءالله، مؤسس الديانة البهائية، إلى سجن عكا من عام 1868 حتى وفاته عام 1892. ويحتوي الضريح في عكا على رفات بهاء الله ويتكون الضريح من منطقة مركزية تحتوي على حديقة صغيرة مليئة بالأشجار محاطة بمسارات مغطاة بسجاد فارسي. منذ عام 1969، لوحظ وجود البهائيين في منطقة حيفا في المنشورات الإسرائيلية. ومنذ ذلك الحين لاحظت العديد من الصحف في إسرائيل وجود البهائيين في منطقة حيفا ويتشكلون من حوالي 600 إلى 700 متطوع بدون رواتب، ولا يحصلون سوى على السكن، وذكرت الصحف الإسرائيلية أنه في حالة كان المواطن الإسرائيلي يرغب في التحول إلى الدين البهائي، سيتم إخبارهم أن «الدين لا يسعى أو يقبل المتحولين في دولة إسرائيل»، وأنه إذا استمرت هذه المسألة فهي مسألة شخصية بينهم وبين الله وليست مسألة الانضمام إلى مجتمع المؤمنين. ولا يشارك البهائيون في أي نشاط تبشيري في إسرائيل. ويتلقى البهائيون من خارج إسرائيل تعليمات بعدم «تعليم» الدين لمواطني إسرائيل. وتم تحديد وضعية ومكانة الديانة البهائية في إسرائيل في اتفاق تم توقيعه في عام 1987 من قبل نائب رئيس الوزراء ووزير الخارجية آنذاك، شمعون بيريز باعتبارها «جماعة دينية معترف بها في إسرائيل»، والتي توجد بها «أقدس أماكن الإيمان البهائي... وتؤكد إسرائيل، أن بيت العدل الأعظم هو أمين المجتمع البهائي العالمي على الأماكن المقدسة للإيمان البهائي في إسرائيل والأوقاف البهائية في إسرائيل». وعلى هذا النحو، تم تقدير تعداد البهائيين في إسرائيل: في عام 1990 قدرت الموسوعة المسيحية العالمية وجود 9,500 بهائي؛ وفي عام 2000 تم الإبلاغ عن وجود 14,000 شخص تقريباً، وما زالت الجماعة البهائية في نمو. ويجب على البهائيين القادمين من الدول الأخرى، والذين يرغبون في زيارة إسرائيل، طلب إذن كتابي من بيت العدل البهائي قبل زيارتهم لمواقع الحج البهائية في إسرائيل.

### اليهود السود

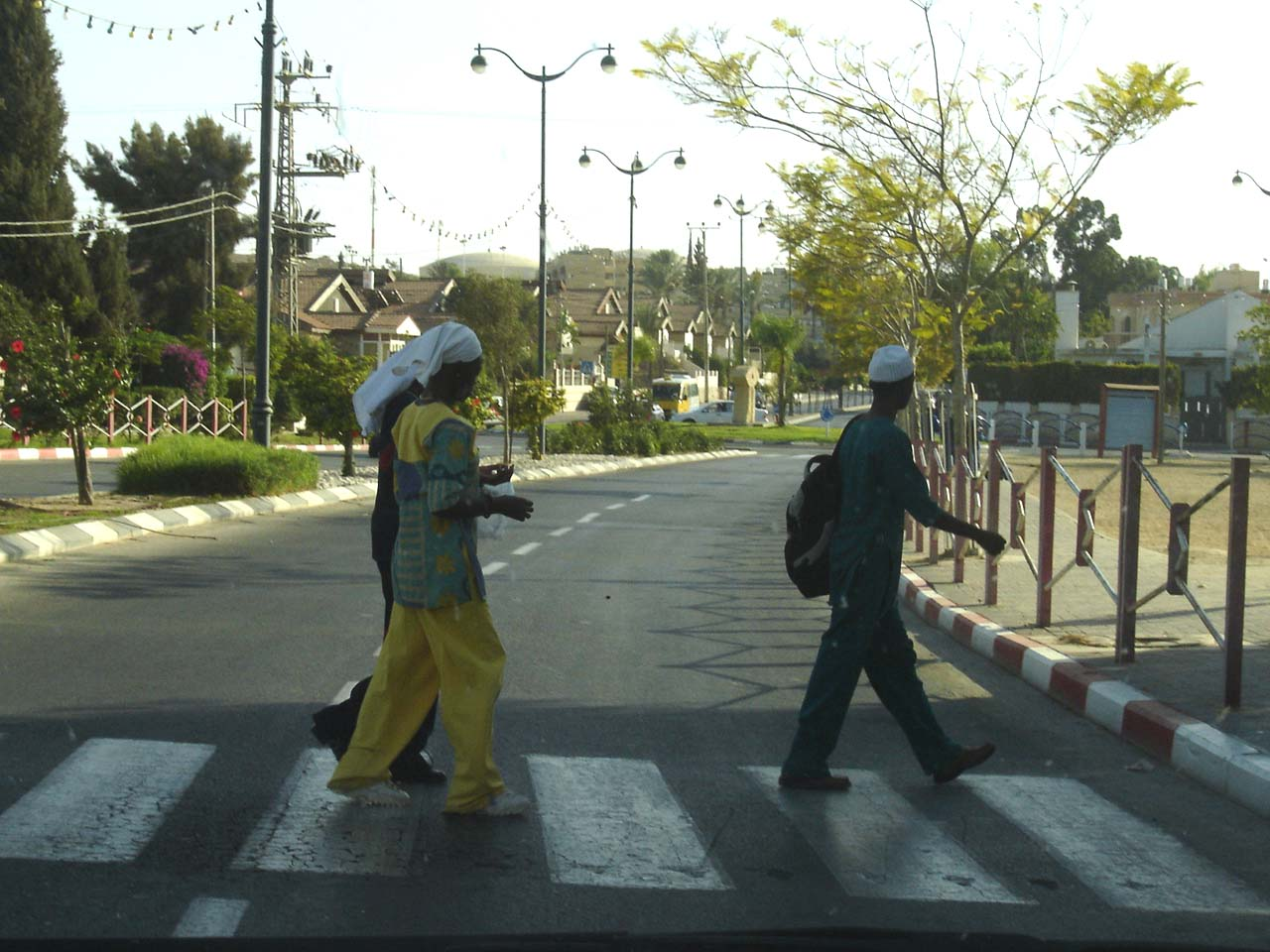
مجموعة من اليهود السود في ديمونا.

اليهود السود هي مجموعة روحية مقرها في مدينة ديمونا الإسرائيلية، ويَعتقد أعضاؤها أنهم منحدرين من قبائل إسرائيل الاثني عشر. ويبلغ عدد المجتمع في إسرائيل حوالي 3,000 نسمة، ويعيش معظمهم في ديمونا وعراد، ومتسبي ريمون وطبريا. قدم أجدادهم المهاجرين الأفارقة الأمريكيين من ولايتي شيكاغو وإلينوي الأمريكيتين إلى إسرائيل في أواخر عقد 1960. ويعتبر البعض منهم أنفسهم يهوداً، ولكن السلطات الإسرائيلية والتيار اليهودي العام يرفض اعتبارهم كيهود. في البداية، أكدّ اليهود السود أنهم الوريث الشرعي الوحيد «لأرض إسرائيل». ورفضوا التحول إلى اليهودية وأكدوا أن معظم اليهود الإسرائيليين الحاليين ليسوا من نسل بنو إسرائيل القدماء. وبحلول أواخر عقد 1980، خففت المجموعة من معتقداتها.
في 2003 مُنحت الجالية إقامة إسرائيلية رسمية ومنذ عام 2004 بدأ أعضاءها من الرجال والنساء بالخدمة في الجيش الإسرائيلي. وفي 2009 بدأوا في الحصول على الجنسية الإسرائيلية. اليوم، يخدم الشباب والشابات اليهود السود في الجيش الإسرائيلي، وقد دخلوا في أحداث رياضية دولية ومسابقات أكاديمية تحت العلم الإسرائيلي، ومثلوا إسرائيل مرتين في مسابقة الأغنية الأوروبية.

### الفنلنديون
على الرغم من أن معظم الفنلنديين في إسرائيل إما يهود فنلنديين أو نسلهم، فقد انتقل عدد صغير من المسيحيين الفنلنديين إلى إسرائيل في عقد 1940 قبل تأسيس إسرائيل، وحصلوا لاحقاً على الجنسية. بالنسبة للجزء الأكبر من السكان، فقد تزاوج المستوطنين الفنلنديين مع أعضاء من المجتمعات الإسرائيلية الأخرى، وبالتالي ظلّ عددهم صغيراً للغاية. في عام 1971 تم إنشاء موشاف بالقرب من القدس باسم «ياد هاشمونا» (بالعبريّة: יַד הַשְּׁמוֹנָה) من قبل مجموعة من المسيحيين الإسرائيليين من أصول فنلندية، ويحمل اليوم معظم أعضاء المجتمع الفنلندي الجنسية الإسرائيلية ويتحدثون باللغة العبرية كلغة أم.

## اللاجئون والعمال الأجانب

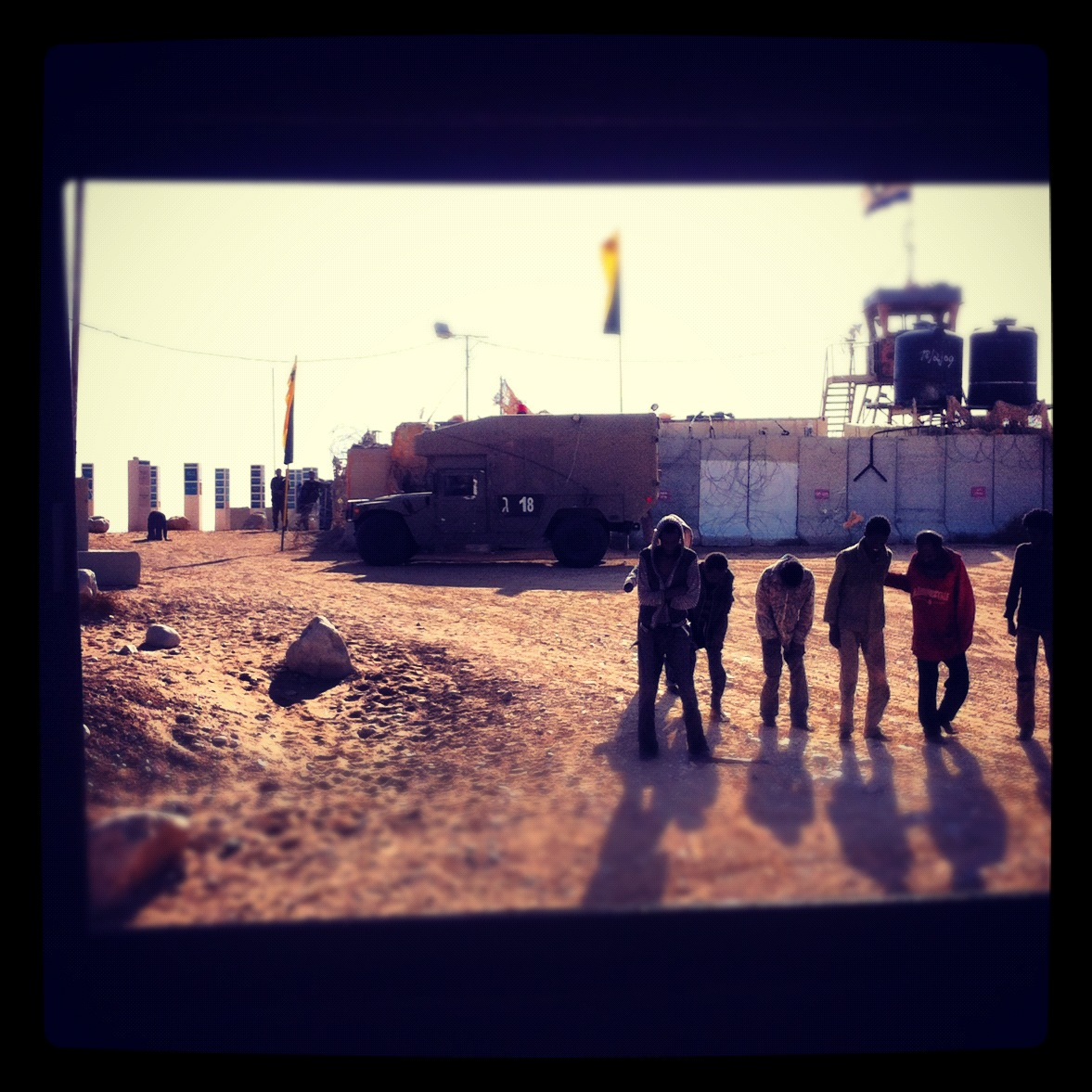
مجموعة لاجئين سودانيين قرب الحدود المصرية الإسرائيلية.

ان تعداد اللاجئين الأفارقة في إسرائيل ووضعهم هو موضوع متنازع عليه ومثير للجدل، قدم معظم اللاجئين في إسرائيل من إريتريا والسودان وجنوب السودان وإثيوبيا وساحل العاج، حيث ويقيمون ويعملون فيها. اعتبارًا من يناير عام 2018، ووفقاً لما ذكرته هيئة السكان والهجرة، يوجد 37,288 مهاجراً إفريقياً في إسرائيل، بما في ذلك الأطفال المولودين لمهاجرين أفارقة في إسرائيل. ويسعى العديد من المهاجرين للحصول على حق اللجوء بموجب اتفاقية الأمم المتحدة المتعلقة بوضع اللاجئين. ومع ذلك، فإن الكثير منهم، ومعظمهم من مواطني إريتريا والسودان، لا يُمكن ترحيلهم قسراً من إسرائيل. حيث أنّ بموجب القانون الدولي، لا يُمكن ترحيل مواطني إريتريا (والذين يشكلون غالبية العمال غير المسجلين في إسرائيل منذ عام 2009) بسبب رأي المفوضية السامية للأمم المتحدة لشؤون اللاجئين بأن إريتريا تعاني من وضع داخلي صعب وبالتالي يِعتبر المهاجرون الإريتريون «مجموعة تخضع لحماية إنسانية مؤقتة». ذكرت السلطات الإسرائيلية أنها لا تستطيع ترحيل السودانيين مباشرةً إلى السودان لأن إسرائيل ليس لها علاقات دبلوماسية مع السودان. ووفقًا لذلك، تمنح السلطات الإسرائيلية الإقامة المؤقتة للّاجئين من خلال «تصاريح الإفراج المشروط» والتي يجب تجديدها كل شهر إلى أربعة أشهر. وتقدر السلطات المختلفة في إسرائيل أنّ 80% إلى 90% من العمال الذين لا يحملون وثائق يعيشون في المقام الأول في مركزين: أكثر من 60% في تل أبيب، وأكثر من 20% في إيلات، مع وجود عدد قليل في أشدود والقدس وعراد.
بسبب النزاع العسكري عام 2008 في السودان، فرّ الآلاف السودانيين إلى إسرائيل، ويقدر حالياً تعدادهم بقرابة 4,000 لاجئ، منهم حوالي 1,200 من دارفور والبقية هم مسيحيون من جنوب السودان. تسللت الأغلبية من خلال الحدود الإسرائيلية المصرية، ويعيش معظمهم في تل أبيب وعراد وإيلات وبني براك. وتضم البلاد أيضاً حوالي 100 إلى 200 لاجئ من البوسنة والهرسك وكوسوفو وكردستان العراق وكوريا الشمالية، ومعظمهم يحمل الإقامة الإسرائيلية. وإسرائيل هي موطن لحوالي 300,000 عامل أجنبي، منهم بين 30,000 إلى 50,000 فليبيني، وحوالي 23,000 صيني، وحوالي 22,000 تُركي، ويعيش ويعمل معظم العمال الأجانب في مدن تل أبيب وحيفا والقدس.

### العمال الفلسطينيون في إسرائيل
يُقصد بالعمالة الفلسطينية في إسرائيل المواطنون الفلسطينيون في السلطة الفلسطينية والذين يوظفهم مواطنون إسرائيليون في دولة إسرائيل والمستوطنات الإسرائيلية في الضفة الغربية. يعمل معظمهم كعمال غير مهرة في قطاعات مثل الزراعة والبناء وغيرها. بعد احتلال إسرائيل للضفة الغربية وقطاع غزة، أتيحت الفرصة للسكان الفلسطينيين في المناطق المحتلة للعمل داخل الخط الأخضر ولاحقاً في المستوطنات الإسرائيلية ومواقع التصنيع الإسرائيلية في الضفة الغربية وقطاع غزة. معظم العمالة الفلسطينية في إسرائيل قادمة من محافظة الخليل ومحافظة رام الله والبيرة ومحافظة سلفيت ومحافظة قلقيلية وقطاع غزة. في عام 2013 ذكرت صحيفة هاآرتس أنَّ 48,000 فلسطيني يعملون بشكل قانوني في إسرائيل والمستوطنات الإسرائيلية، وهو أعلى رقم منذ اندلاع الانتفاضة الفلسطينية الثانية. كما نصت على أنه وفقاً للتقييمات، عمل ما يصل إلى 30 ألف فلسطيني بشكل غير قانوني في إسرائيل ومن دون تصريح عمل. ووفقاً لتقرير إدارة المعابر الحدودية والسكان والهجرة في 1 يناير عام 2015، هناك 55,200 وظيفة مخصصة للعمال الفلسطينيين.
من عام 1967 إلى عام 1993، سادت فترة توظيف جماعي في إسرائيل للعمال الفلسطينيين القادمين من الضفة الغربية وقطاع غزة التي كانت تحتلها إسرائيل، على الرغم من أن الهجرة والتجنس لا يزالان غير ممكنين إلى حد كبير. خلال التسعينيات من القرن العشرين، وفي أعقاب الهجمات العديدة ضد المواطنين الإسرائيليين من قبل الفلسطينيين، حلَّت سياسات إغلاق الخط الأخضر المتصاعدة محل تنقل العمالة. في العقد الأول من القرن الحادي والعشرين، استُكملت هذه السياسة بإقامة الحواجز في الضفة الغربية وقطاع غزة، بالإضافة إلى القيود المشددة المتزايدة على لم شمل الأسرة. قال آلان بيكر، المستشار القانوني لوزارة الخارجية الإسرائيلية آنذاك، إنه من عام 1948 حتى عام 2001، سمحت إسرائيل لنحو 184,000 فلسطيني بالاستيطان في إسرائيل. وقال نائب وزير الأمن العام الإسرائيلي آنذاك، جدعون عزرا، إنَّ 57,000 أردني قدموا بشكل غير قانوني من عام 1998 إلى عام 2001. وقال خبير في وزارة العمل إن هذا الرقم «غير منطقي تماماً».

### اللاجئون الفيتناميون

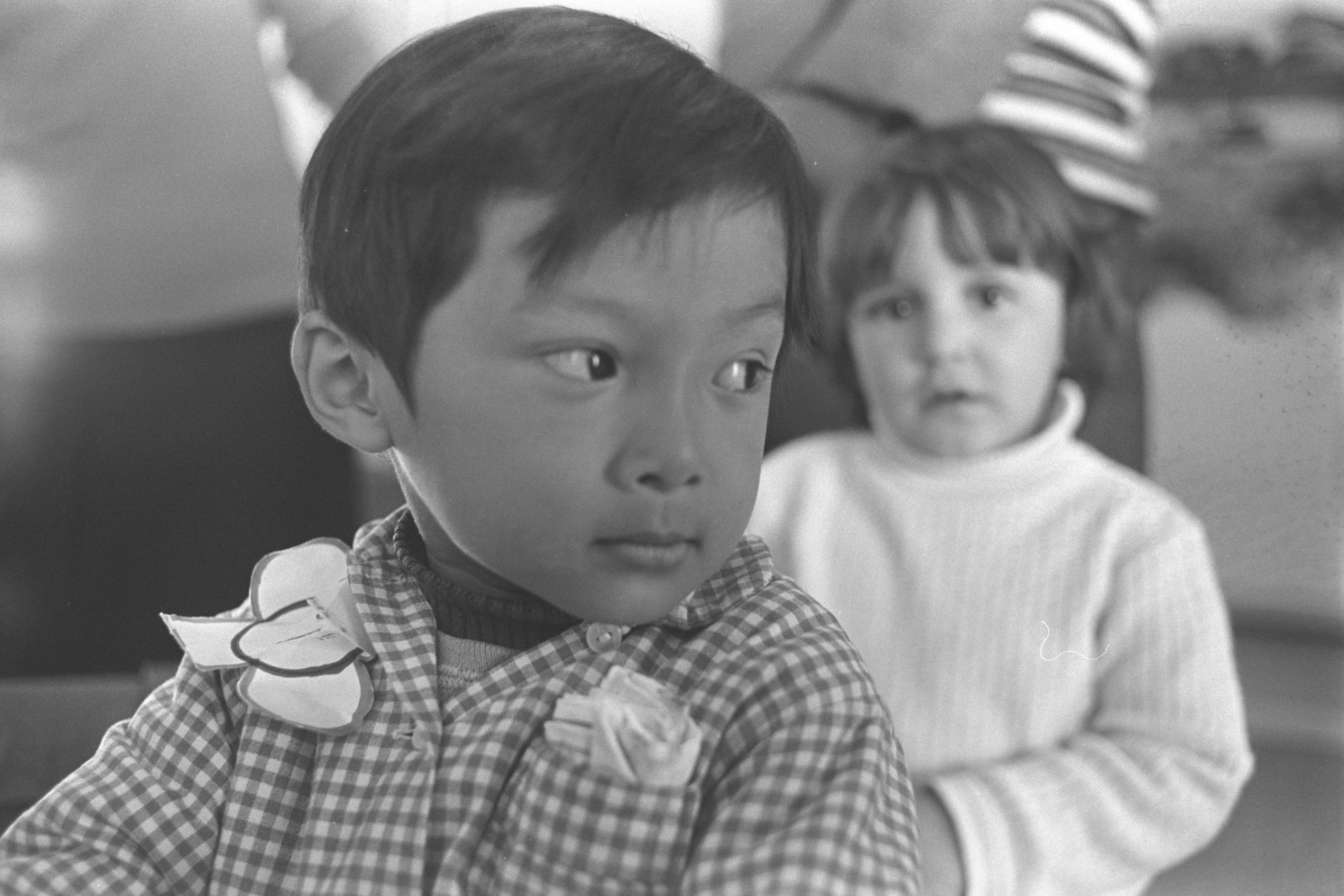
صبي فيتنامي في روضة ويزو في العفولة عام 1979.

سمحت دولة إسرائيل من عام 1977 إلى عام 1979 لحوالي 360 شخصاً من الفارين على الزوارق الفيتناميّة بعد الاستيلاء الشيوعي على فيتنام عام 1975 بدخول البلاد، وأعطتهم حق اللجوء السياسي. ووقعت عملية الإنقاذ الأكثر شهرة في 10 يونيو من عام 1977، حيث قامت سفينة شحن إسرائيلية تسمى يوفالي، في طريقها إلى تايوان، بمراقبة الركاب.
بثت وكالة أسوشيتد برس في 26 أكتوبر من عام 1979 تصريحاً للاجئ فيه يود أن يشكر حكومة إسرائيل ورئيس الوزراء مناحيم بيغن آنذاك «لمنحنا وطناً بينما كانت الدول الأخرى لا تزال مترددة في استقبالنا عندما غادرنا بلادنا للفرار من النظام الوحشي للشيوعية». ونقلت صحيفة التايمز أوف إسرائيل، في تقرير خاص في عام 2015 عن السفارة الفيتنامية في إسرائيل، أن بين 150 إلى 200 لاجئ فيتنامي ونسلهم ما زالوا في إسرائيل، في حين غادر نصفهم الآخر إلى الولايات المتحدة وفرنسا. حصل اللاجئون الفيتناميين على المواطنة الإسرائيلية، ويخدمون أيضاً في الجيش الإسرائيلي. ويعيش أغلبية أبناء المجتمع في منطقة غوش دان في وسط إسرائيل، وفي حيفا والقدس وأوفاكيم. ومن بين الإسرائيليين الفيتناميين البارزين: الشاعرة والممثلة فان نجوين، والمترجمة وعالمة الاجتماع الدكتورة سابين هوينه، وداو روتشفارغر وونغ الذي ترأس بنك هبوعليم في سنغافورة.

## الشتات

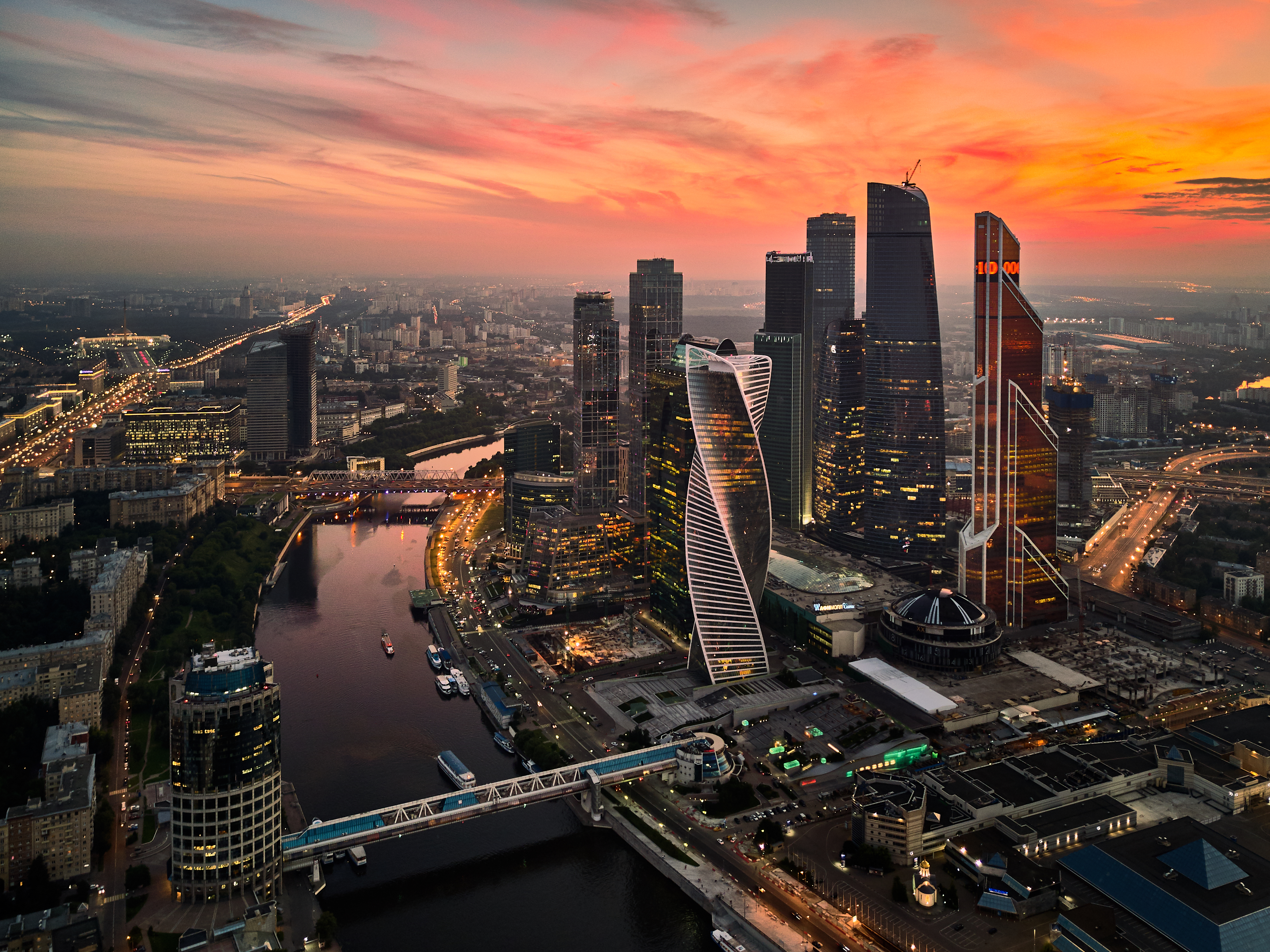
تضم موسكو على أكبر مجتمع إسرائيلي خارج إسرائيل.

يشير مصطلح «يريدا» ((بالعبرية: ירידה)) إلى هجرة اليهود الإسرائيليين من دولة إسرائيل. والمصطلح هو عكس العليا وهي الهجرة إلى إسرائيل. ينتقد الصهاينة عموماً هذا الفعل ويعتبرون أن المصطلح ازدرائي نوعاً ما. على مر السنين، ذهب غالبية الإسرائيليين الذين هاجروا من إسرائيل إلى الولايات المتحدة وكندا والمملكة المتحدة. ومن الأسباب الشائعة للهجرة إلى الخارج هي القيود الاقتصادية، وانتقاد الحكومة وانعدام الأمن بسبب استمرار عمليات المقاومة الفلسطينية والصراع العربي الإسرائيلي، والإحساس بالإكراه الديني، والتقدم الأكاديمي أو المهني. في عام 2012، ذُكر أن «اليريدا» قد سجلت أدنى مستوى لها منذ 40 عاماً، بينما زاد عدد الإسرائيليين العائدين من الخارج. ولسنوات عديدة كانت البيانات النهائية عن الهجرة الإسرائيلية غير متوفرة. وبحسب عالم الاجتماع الإسرائيلي ستيفن جولد، كان حساب الهجرة اليهودية قضية خلافية، موضحاً «منذ ظهور الحركة الصهيونية، وهي الفلسفة التي تقوم عليها وجود الدولة اليهودية، والتي تدعو يهود العالم إلى العودة إلى الديار، وبالتالي تمثل الحركة المعاكسة بوضوح مشكلة أيديولوجية وديموغرافية». وعلى الرغم من أن الغالبية من الإسرائيليين في الخارج هم من اليهود، الا أنه هناك أقليات معتبرة من المسيحيين العرب والموحدون الدروز والمسلمين خصوصاً في الولايات المتحدة وكندا وأستراليا.
في عام 2012، أظهرت قاعدة البيانات العالميَّة للدين والهجرة من قبل مركز بيو للأبحاث أن هناك 330,000 إسرائيلي من مواليد إسرائيل، ومن بينهم 230,000 يهودي، يعيشون في الخارج، أي ما يقرب من 4% من السكان اليهود المولودين في إسرائيل. ولم يتم احتساب المهاجرين إلى إسرائيل الذين غادروا في وقت لاحق. وادعى داني جادوت من القنصلية الإسرائيلية في لوس أنجلوس أنه على الرغم من أن ما بين 600,000 إلى 750,000 إسرائيلي يعيشون في الولايات المتحدة، فإن الكثير منهم ليسوا من مواليد الولايات المتحدة، وأنه يتم احتساب أطفال المغتربين الإسرائيليين المولودين في الخارج كمواطنين إسرائيليين. وبحسب تعداد السكان عام 2000 ضمت ولاية نيويورك على أكبر تجمع للإسرائيليين في الولايات المتحدة، تلاها كاليفورنيا وفلوريدا. ويميل الإسرائيليون في الشتات إلى أن يكونوا ناشطين يهودياً بشكل غير متناسب في مجتمعاتهم في الشتات، حيث يقومون بالمشاركة في المؤسسات والمنظمات الدينية والعلمانية اليهودية في الشتات وإرسال أبنائهم لمدارس التعليم اليهودي بمعدل أكبر من يهود الشتات المحليين.
يوجد في موسكو أكبر مجتمع للمغتربين الإسرائيليين في العالم، حيث تضم المدينة على 80,000 نسمة من حاملي الجنسية الإسرائيلية اعتبارًا من عام 2014، وجميعهم تقريباً من الناطقين بالروسية ومن حملة الجنسية المزدوجة. ويتم استضافة العديد من الفعاليات الثقافية الإسرائيلية لتلبية احتياجات المجتمع الإسرائيلي، وتوجد مراكز ثقافية إسرائيلية في موسكو وسانت بطرسبرغ ونوفوسيبيرسك ويكاترينبورغ. وتشهد مدينة برلين الألمانية نمو في أعداد الجالية اليهودية عموماً والإسرائيلية خصوصاً، ووصلت أعداد الشباب الإسرائيلي في مدينة برلين عام 2014 إلى حوالي 25,000 شخص. وتجذب برلين الشباب والخريجين الإسرائيليين، وغالبًا ما يكونون من الفنانين والمخرجين والموسيقيين وأعضاء آخرين من الطبقة الإبداعية. وتثير هجرة الشباب الإسرائيلي إلى برلين النقد داخل المجتمع الإسرائيلي، حيث صرح وزير الزراعة يائير شامير «أشفق على الإسرائيليين الذين لم يعودوا يتذكرون الهولوكوست وتركوا إسرائيل للبودنج».

## الرموز الوطنية

### العلم

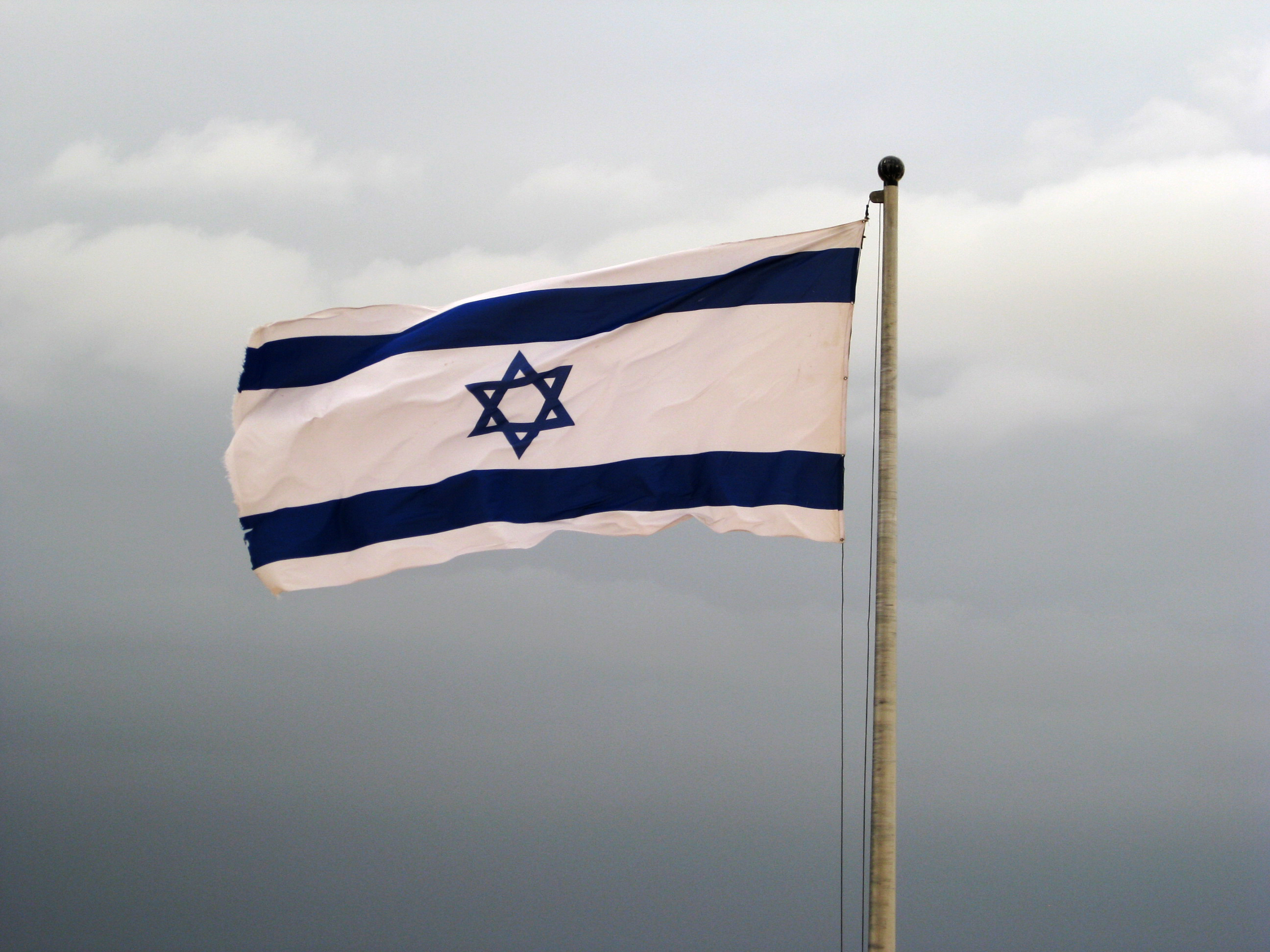
علم إسرائيل.

علم إسرائيل هو العلم الرسمي لدولة إسرائيل، والذي يمثل الدولة وسيادتها ومؤسستها ومواطنيها، سواء كان في إسرائيل أو في العالم. هذا العلم ذو الخلفية البيضاء الذي يتجلى به خطين أفقيين لونهما ازرق داكن، وبينهما نجمة داوود بنفس اللون. كانت بداية هذا العلم منذ أيام الهجرة الأولى، حيث تبنته الحركة الصهيونية كشعار لها منذ نشأتها في عام 1897. وبعد قيام الدولة في عام 1948 سعى مجلس الدولة المؤقت إيجاد علم للدولة، وبالتالي فقد تم ترشيح علم الحركة الصهيونية بشكل رسمي ليُستخدم كشعار لدولة إسرائيل في 28 أكتوبر عام 1948، وقد تم تفضيله وفقاً لأفكار أخرى خاصةً لأنه يملك شعبية كبيرة بين الشعب اليهودي.
يرى جزء كبير من السكان اليهود بإسرائيل واليهود الذين يعيشون في دول أخرى في العلم القومي رمزاً لاستقلال دولة إسرائيل، ومن أحد التعبيرات عن النصر رفع العلم علي أسطح المنازل وعلي السيارات في ذكرى يوم الاستقلال. هناك جدل في القطاعات الحريدية والقطاعات العربية حول علاقة العلم وعن مكانته في المجتمع خاصةً إنه رمز للصهيونية واليهودية.

### النشيد الوطني
هَتِكْڤاه (بالعبريّة: הַתִּקְוָהה) بمعنى الأمل هو اسم النشيد الوطني الإسرائيلي الذي تمت كتابته على يد نفتالي هيرتس إيمبر، وهو شاعر يهودي من شرقي أوروبا. صدرت أول نسخة لهذه القصيدة في القدس عام 1886م، وعلى ما يبدو فقد كتبه إيمبر خلال زيارته لفلسطين والتي قام بها كتعبير عن تضامنه مع الحركة الصهيونية. واعتمد كنشيداً للمؤتمر الصهيوني الأول عام 1897، وفي سنة 1933 تبنت الحركة الصهيونية البيتين الأولين للقصيدة، بعد تعديلهم، كنشيداً لها، حيث صار نشيداً وطنياً غير رسمياً لدولة إسرائيل عام 1948. في 2004 أعلنت الكنيست «هتكفاه» نشيداً وطنياً رسمياً لدولة إسرائيل.

### النقد

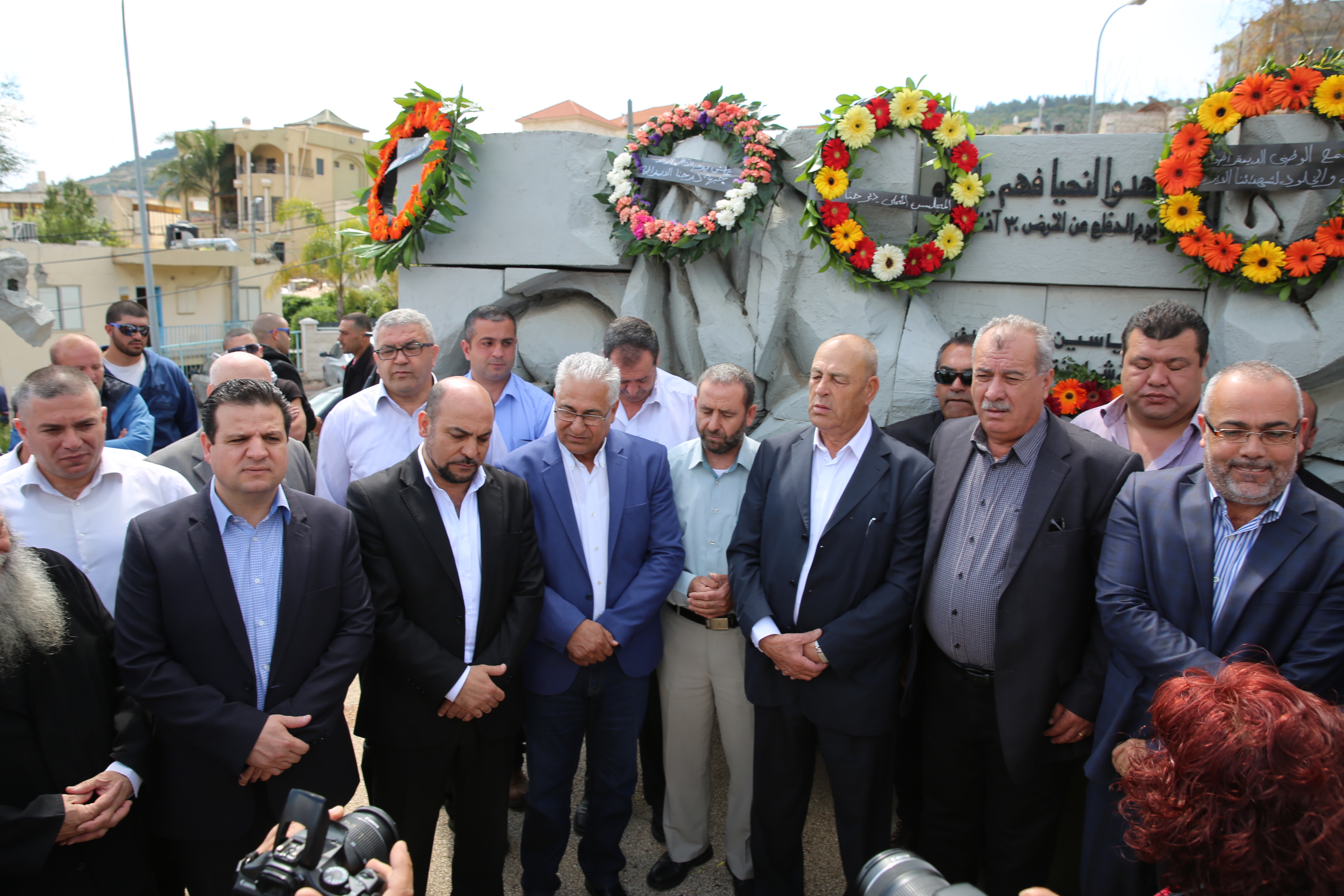
القيادة العربية السياسية في إسرائيل تقوم بإحياء ذكرى يوم الأرض: غالبية عرب 48 يعرّفون أنفسهم بأنهم عرب أو فلسطينيون.

طلب بعض السياسيين العرب إعادة تقييم العلم الإسرائيلي والنشيد الوطني، بحجة أن نجمة داود في مركز العلم هو رمز حصري لليهود، كما أنّ النشيد الوطني الإسرائيلي هاتيكفا لا يمثل المواطنين العرب، لأنه يتحدث عن رغبة الشعب اليهودي في العودة إلى وطنهم. رفضت لجنة المتابعة العليا للجماهير العربية في إسرائيل واللجنة القطرية لرؤساء السلطات المحلية العربية في إسرائيل فرض النشيد الوطني الإسرائيلي على المدارس العربية واعتبرته بمثابة اغتصاب للهوية الوطنية للطلبة العرب.
أشارت نتائج استطلاع للرأي أجراها المعهد الإسرائيلي للديمقراطية عشية عيد استقلال في دولة إسرائيل سنة 2014 إلى أن ثلاثة أرباع المواطنين العرب فيها لا يُشاركون في الاحتفالات التي تقام بهذه المناسبة، بينما يعتبر 24% منهم هذا اليوم عيداً بغض النظر إن كانوا يحتفلون به أم لا. ومن ضمن الأمور التي تطرق إليها الاستطلاع هو رأي المشاركين من نوايا الحكومة التقدم بمشروع قانون يمنع تمويل المؤسسات الإسرائيلية التي تحيي ذكرى النكبة. فقد أجاب 58% من المشاركين أنهم يؤيدون قانوناً كهذا فيما كشف 33% عن معارضتهم لمثل هذا القانون. ويحيي العديد من عرب 48 في 15 مايو ذكرى النكبة وبالمقابل يحيي اليهود الإسرائيليين عيد استقلال إسرائيل في 15 مايو مما يعكس انقسام الوعي التاريخي بالنسبة للحدث بين المجتمع العربي واليهودي.

## الثقافة

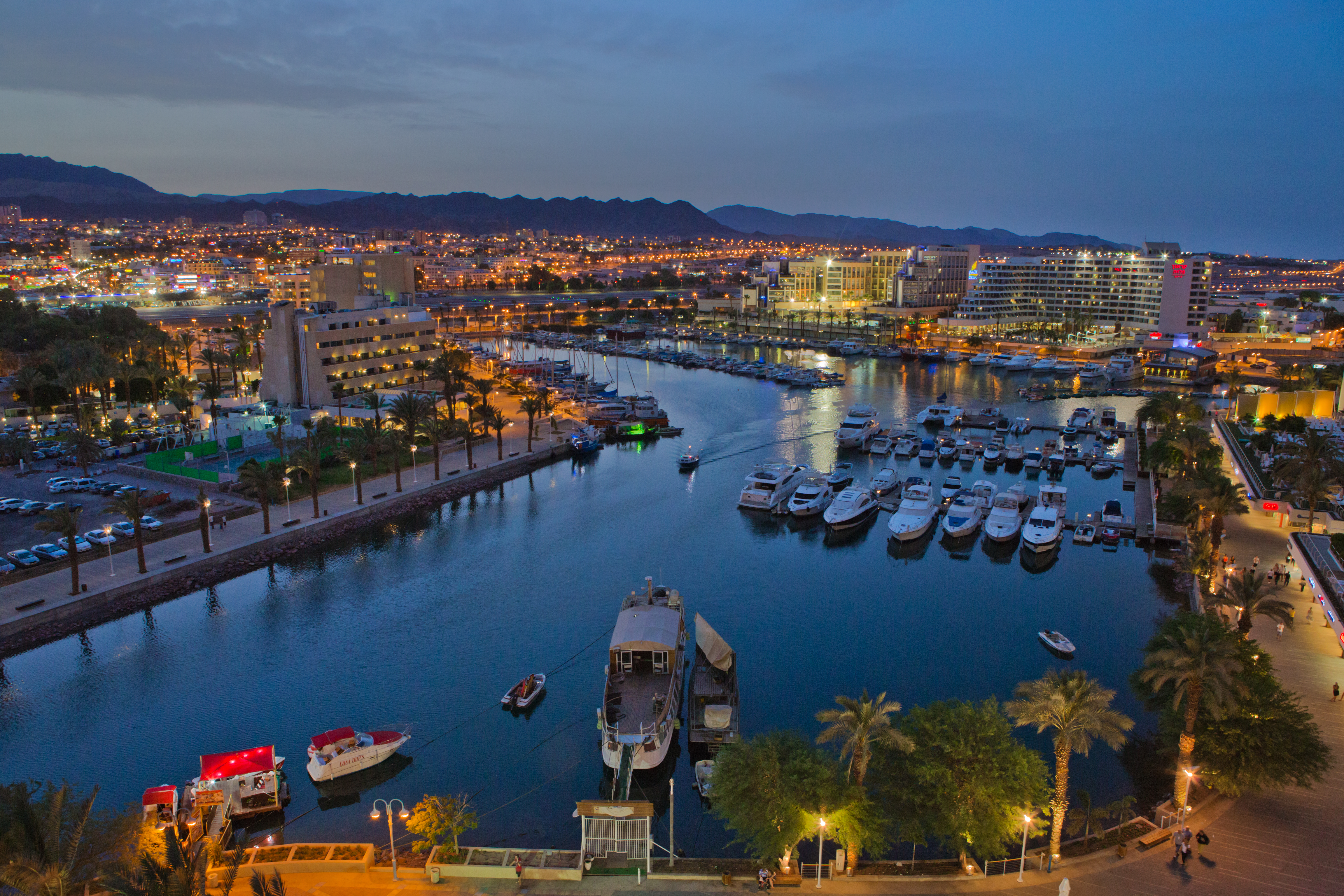
مدينة إيلات: تُعتبر المدينة وجهة سياحية للسياح المحليين والمتجهين إلى إسرائيل.

تنبع ثقافة إسرائيل المتنوعة من تنوع سكانها، وتعكس الثقافة الإسرائيلية تنوع التقاليد والتاريخ اليهودي في الشتات، وأيديولوجية الحركة الصهيونية التي تطورت في أواخر القرن التاسع عشر، بالإضافة إلى تاريخ وتقاليد السكان العرب والأقليات العرقية والدينية التي تعيش في إسرائيل، ومن بينهم الدروز والشركس والأرمن وغيرهم. أعاد اليهود من مجتمعات الشتات في جميع أنحاء العالم تقاليدهم الثقافية والدينية معهم، وخلقوا بوتقة تنصهر فيها العادات والمعتقدات اليهودية. التأثيرات العربية موجودة في العديد من المجالات الثقافيّة،(13) مثل الهندسة المعمارية، والموسيقى، والمطبخ. إسرائيل هي الدولة الوحيدة في العالم التي تدور فيها الحياة حول التقويم العبري. يتم تحديد أيام العمل والعطلات المدرسية اليهودية بحسب الأعياد اليهودية، واليوم الرسمي للراحة في الدولة هو يوم السبت؛ السبت اليهودي. وقد وصف الباحث ألون جراتش الثقافة الإسرائيلية بأنها «متأثرة بشكل متزايد من الولايات المتحدة، وممزوجة بالروائح المتوسطية والروسية».
فلسطين التاريخية هي مهد الثقافة اليهودية والتي تشتمل ثقافتها على أسس العديد من الخصائص الثقافية اليهودية، بما في ذلك الفلسفة والأدب والشعر والفن والأساطير والفولكلور والتصوف والمهرجانات؛ وكذلك الديانة اليهودية، وهي أيضاً مهد الديانة المسيحية الديانة السائدة في العالم الغربي وحجر الزاوية في الحضارة الغربية.(14) تعتبر كل من مدينة تل أبيب والقدس المحور الثقافي الرئيسي لإسرائيل. وصفت صحيفة نيويورك تايمز مدينة تل أبيب بأنها «عاصمة البحر الأبيض المتوسط الرائعة»، وقد صنفتها لونلي بلانيت كأفضل عشر مدن للحياة الليلية في العالم، ووصفتها ناشونال جيوغرافيك أيضاً بأنها واحدة من أفضل عشر مدن شاطئيَّة.

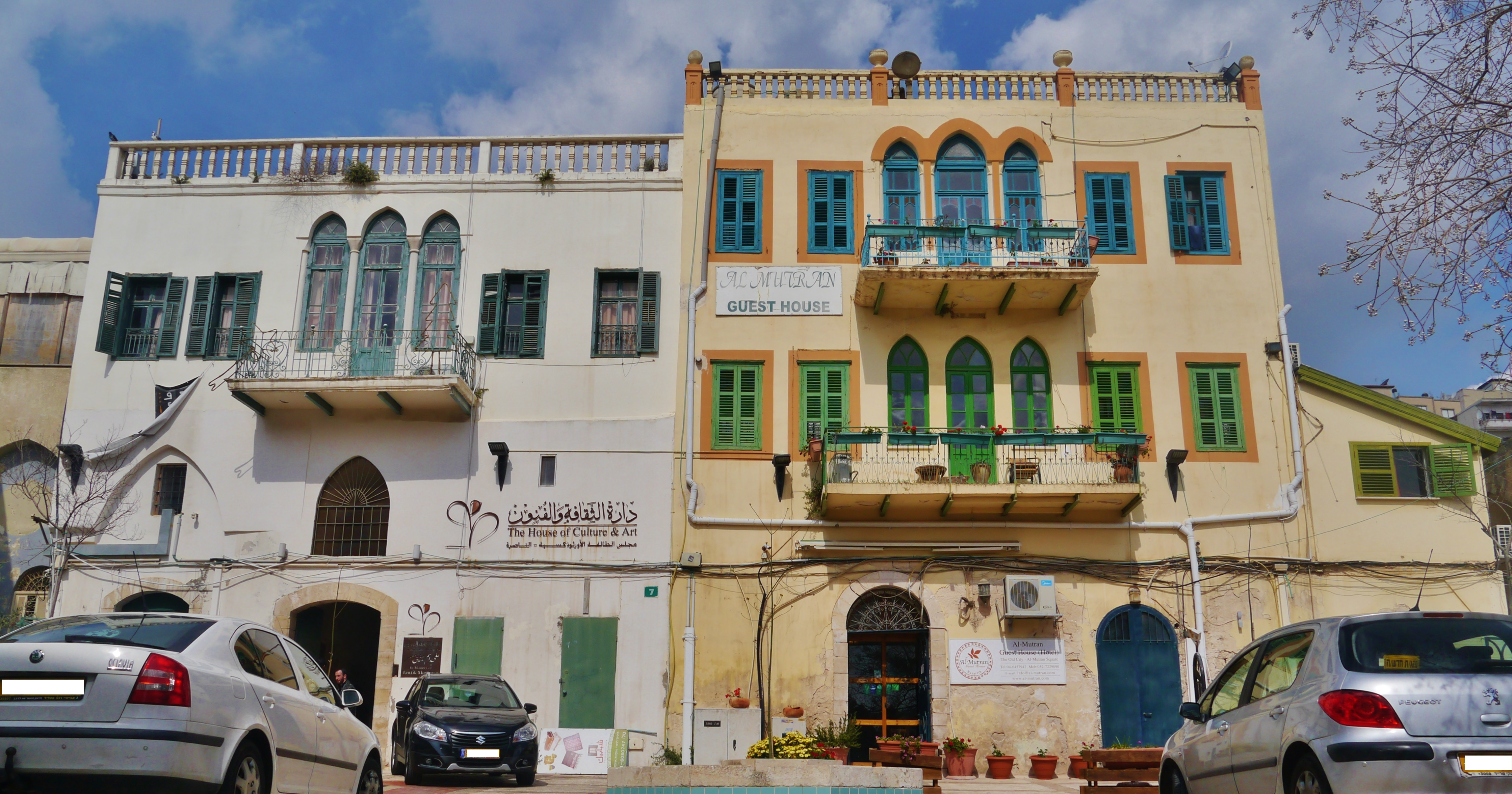
مركز الناصرة التاريخي: تعتبر المدينة من مراكز الثقافة العربية في إسرائيل.

مع أكثر من 200 متحف، تمتلك إسرائيل على أكبر عدد من المتاحف للفرد في العالم، مع ملايين من الزوار سنويًا. وتعمل المتاحف الفنية الكبرى في تل أبيب والقدس وحيفا وهرتسليا، وكذلك في العديد من المدن والكيبوتسات. تعزف أوركسترا إسرائيل الفيلهارمونية في أماكن في جميع أنحاء البلاد وخارجها، ولكل مدينة في إسرائيل تقريباً أوركسترا خاصة بها، والعديد من الموسيقيين هم من المنحدرين من الاتحاد السوفيتي السابق. يحظى الرقص الشعبي بشعبية كبيرة في إسرائيل، وتحظى شركات الرقص الإسرائيلية الحديثة، ومن بينها شركة باتشيفا للرقص، بشهرة كبيرة في عالم الرقص. وأنشئ المسرح الوطني «هبيما» في عام 1917. وفاز المخرجون الإسرائيليون والممثلون بجوائز في مهرجانات الأفلام الدولية في السنوات الأخيرة. ومنذ عقد 1980، تُرجمت أعمال الأدب الإسرائيلي على نطاق واسع، وحقق العديد من الكتاب الإسرائيليين شهرة دولية. كما وأنجبت إسرائيل ستة علماء حائزين على جائزة نوبل منذ عام 2004.
حيفا هي مركز الثقافة الليبرالية العربية في إسرائيل، كما كانت تحت حكم الانتداب البريطاني. وتطورت الحياة الثقافية العربية النشطة في حيفا في القرن الحادي والعشرين، ووفقاً لصحيفة نيويورك تايمز بدأت النهضة العربية الليبرالية الحديثة في حيفا في عام 1998. حيث تم افتتاح المزيد من المطاعم والحانات والمقاهي والنوادي الليليَّة المملوكة للعرب في حي الألمانية والبلدة القديمة، مع إشارات ترحيبية بجميع الناس باللغات العربية والإنجليزية وأحياناً بالعبرية. بعد قيام دولة إسرائيل، شكّلت الناصرة المركز الثقافي والعلمي والأكاديمي والسياسي لعرب 48، جنبًا إلى جنب كفرياسيف والرامة الجليليَّة ومدينة حيفا. وبصفتها أكبر مدينة عربية في إسرائيل، تُعتبر الناصرة مركزًا ثقافيًا وسياسيًا ودينيًا واقتصاديًا وتجاريًا للمواطنين العرب في إسرائيل، وأصبحت أيضًا مركزًا للقومية العربية والفلسطينية. وتَشهد الناصرة منذ سنة 2000، مبادرات ومحاولات عديدة لتنشيط الحراك الثقافيّ فيها، وتفعيل مؤسّسات ثقافيّة، أكثر من الفترات السابقة باستثناء فترة السبعينيات.

### اللغات

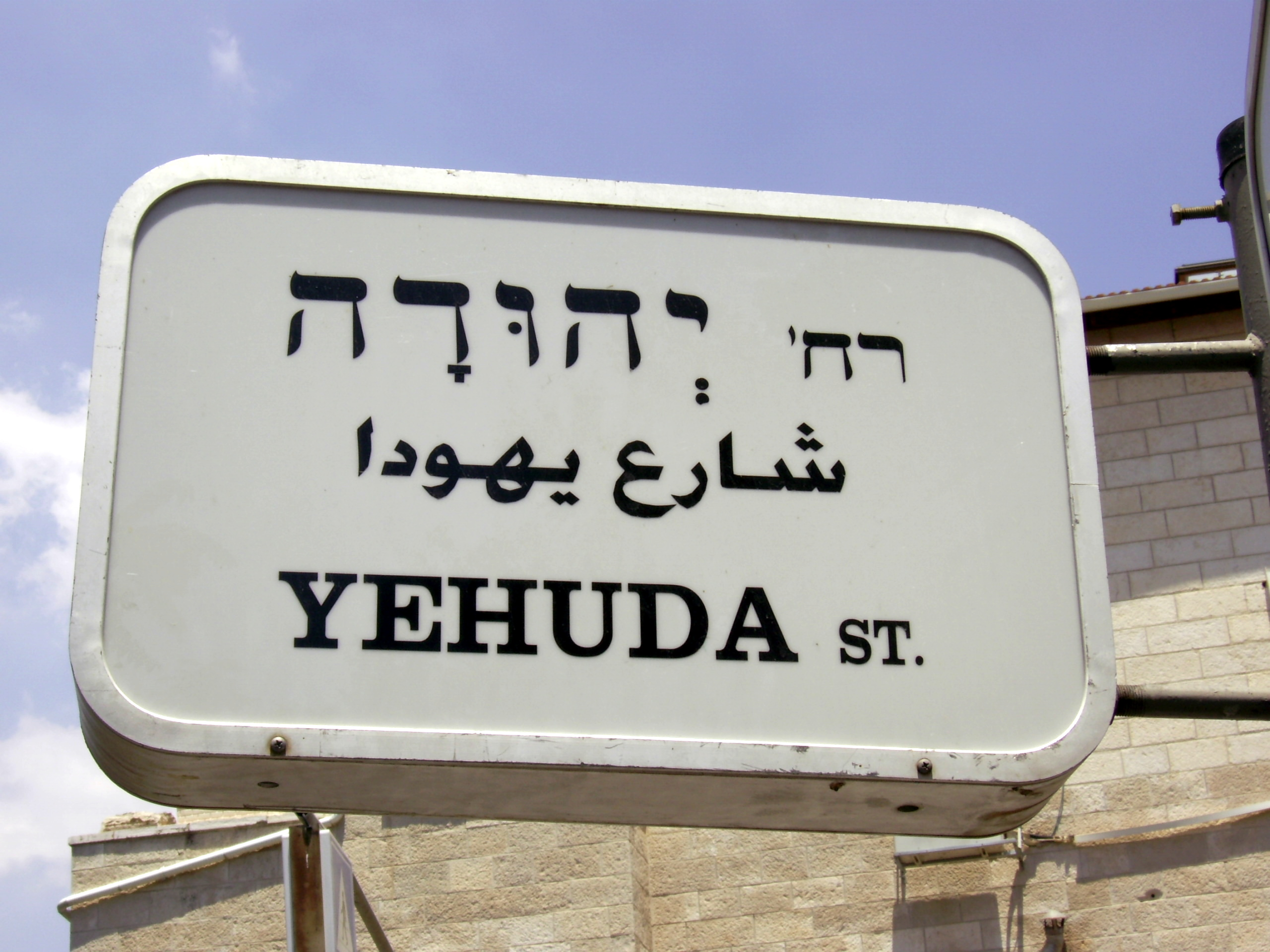
شارة طريق باللغة العبرية والعربية والإنجليزية في القدس.

سكان إسرائيل متنوعون لغوياً وثقافياً، لكن هناك لغة رسمية واحدة في إسرائيل هي اللغة العبرية. حتى عام 2018 كانت اللغة العربية من اللغات الرسمية لدولة إسرائيل؛ وفي عام 2018 تم تصنيفها على أنها "تتمتع بوضع خاص في الدولة" مع الحق باستخدامها من قبل مؤسسات الدولة ليتم تحديدها في القانون. العبرية هي اللغة الأساسية للدولة ويتحدث بها كل يوم غالبية السكان إمّا متحدثين كلغة أم أو كلغة ثانية. يتحدث اللغة العربية من قبل الأقلية العربية من عرب 48 والذين تُقدر نسبتهم بحوالي 20.9% من السكان، كما ويتم تدريس وتعليم اللغة العبرية في المدارس العربية. هناك العديد وسائل الإعلام العربية الإسرائيلية مثل الصحف والقنوات الإذاعية والقنوات التلفزيونية والمواقع الإلكترونية الناطقة بالعربية والتي تلبيّ احتياجات السكان العرب في إسرائيل.
وفقًا لمسح اجتماعي حكومي لدائرة الإحصاء المركزية الإسرائيلية عام 2011 للإسرائيليين الذين تزيد أعمارهم عن 20 عامًا، قال 49% أنَّ العبرية هي لغتهم الأم، وقال حوالي 18% أنَّ العربية هي لغتهم الام، تليها الروسية 15%، واليديشية 2%، والفرنسية 2%، والإنجليزية 2%، والإسبانية 1.6%، وحوالي 10% كانت لغتهم الأم لغات أخرى (بما في ذلك الرومانية والألمانية والأمهرية، والتي لم يتم تقديمها كإجابات في الاستطلاع). وأشارت هذه الدراسة أيضًا إلى أن 90% من اليهود الإسرائيليين وأكثر من 60% من العرب الإسرائيليين يُجيدون التحدث أو فهم أو قراءة اللغة العبرية بطلاقة.
كبلد مشكل من موجات مختلفة من المهاجرين، يُمكن سماع العديد من اللغات في الشوارع الإسرائيلية. بسبب الهجرة الجماعية من الاتحاد السوفيتي السابق وإثيوبيا (يعيش حوالي 130,000 يهودي إثيوبي في إسرائيل)، تنتشر اللغة الروسية والأمهرية على نطاق واسع. وصل أكثر من مليون مهاجر ناطق بالروسية إلى إسرائيل من دول الاتحاد السوفيتي السابق بين عام 1990 وعام 2004، في عام 2017 كان حوالي 17.2% من سكان إسرائيل يتحدثون باللغة الروسية. ويتحدث اللغة الفرنسية حوالي 700,000 إسرائيلي، معظمهم قدموا من فرنسا وشمال إفريقيا (انظر اليهود المغاربيين). كانت اللغة الإنجليزية لغة رسمية خلال فترة الانتداب. فُقد هذا الوضع بعد قيام دولة إسرائيل، لكنها ما تزال تحتفظ بدور مشابه لدور اللغة الرسمية،(15) كما يمكن رؤيتها في إشارات الطرق والوثائق الرسمية. يتواصل العديد من الإسرائيليين بشكل جيد باللغة الإنجليزية، حيث يتم بث العديد من البرامج التلفزيونية باللغة الإنجليزية مع ترجمة الحوار، ويتم تدريسها في الصفوف المبكرة من المدرسة الابتدائية. بالإضافة إلى ذلك، تقدم الجامعات الإسرائيلية دورات في اللغة الإنجليزية حول مواضيع مختلفة.

### الديانة

التغير في نسبة الديانات في إسرائيل ما بين عام 1949 وعام 2010. الأزرق يمثل اليهود، والأخضر يمثل المسلمين، والأحمر يمثل المسيحيين، والبنفسجي يمثل الدروز.

تضم إسرائيل جزءًا كبيرًا من الأرض المقدسة، وهي منطقة ذات أهمية كبيرة لجميع الأديان الإبراهيمية - اليهودية والمسيحية والإسلام والموحدون الدروز والبهائية.
يتنوع الانتماء الديني لليهود الإسرائيليين على نطاق واسع: تشير دراسة استقصائية اجتماعية أجراها مركز بيو للأبحاث في عام 2016 إلى أن 49% من يهود إسرائيل هم حيلونيم (علمانيون)، وحوالي 29% هم ماسورتيم (تقليديون)، وحوالي 13% داتييم (متدينون)، وحوالي 9% حريديم (المتشددين الأرثوذكس). من المتوقع أن يمثل اليهود الحريديم أكثر من 20% من سكان إسرائيل اليهود بحلول عام 2028.
يُشكل المسلمون أكبر أقلية دينية في إسرائيل، حيث يشكلون حوالي 17.6% من السكان، وحوالي 2% من السكان مسيحيون وحوالي 1.6% من السكان من الموحدون الدروز. يتألف السكان المسيحيون في المقام الأول من المسيحيين العرب، ويعدّ المستوى التعليمي لدى المواطنين المسيحيّين العرب الأعلى في إسرائيل مقارنة ببقية شرائح المجتمع الإسرائيلي، حيث أن 68% منهم هم من حملة الشهادات الجامعية. ويشمل المجتمع المسيحي الإسرائيلي أيضاً مهاجرين من دول الاتحاد السوفيتي السابق، والعمال الأجانب ذوي الأصول المتعددة الجنسيات، والكاثوليك العبرانيون، واليهود المسيانيون، والتي يعتبرهم معظم المسيحيين واليهود شكلاً من أشكال المسيحية.(16) ويضاف إلى أبناء الطائفة الدرزية الدروز القاطنين في هضبة الجولان (المحتلَّة من إسرائيل منذ عام 1967 وتم ضمها رسمياً لها سنة 2019 بمباركة الرئيس ترامب)، وهم من المقيمين الدائمين بموجب قانون مرتفعات الجولان. وقد رفضت الأغلبية الساحقة من الدروز قبول الجنسية الإسرائيلية الكاملة، واختاروا الاحتفاظ بجنسيتهم وهويتهم السورية. لدى أعضاء العديد من الجماعات الدينية الأخرى، بما في ذلك البوذيين والهندوس في إسرائيل، وإن كان بأعداد صغيرة. من بين أكثر من مليون مهاجر من الاتحاد السوفيتي السابق، هناك حوالي 300,000 شخص لا يعترف فيهم كيهود من قبل الحاخامية الكبرى في إسرائيل.

### الأدب

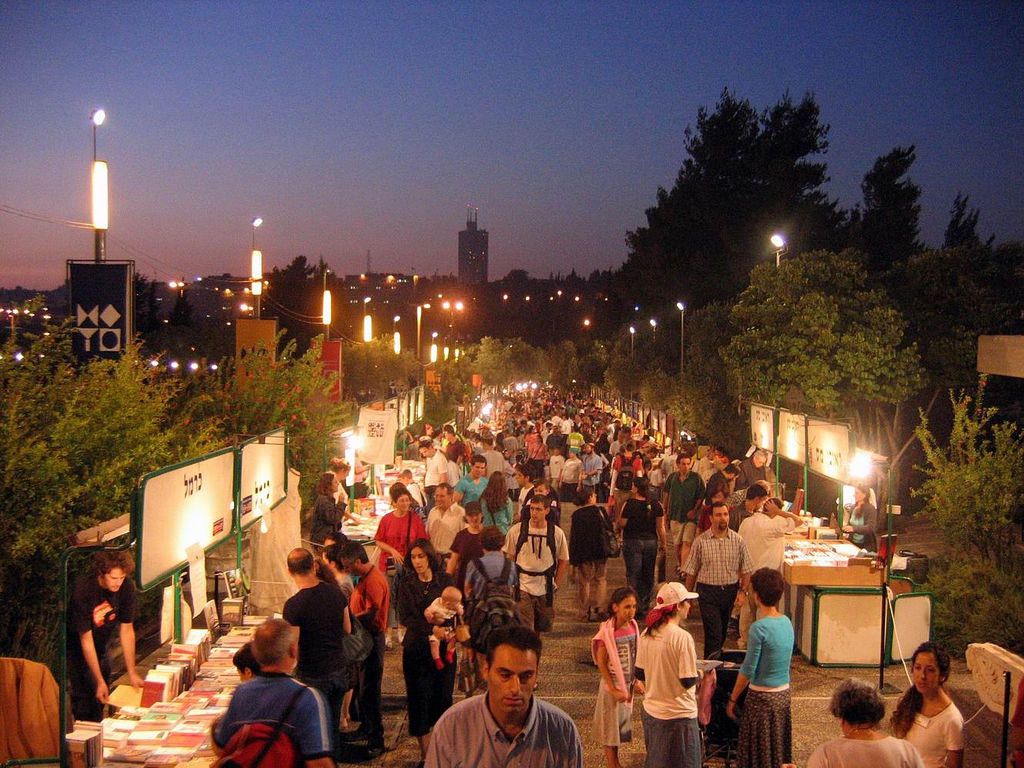
أسبوع الكتاب العبري في متحف إسرائيل، القدس.

الأدب الإسرائيلي هو في المقام الأول شعر ونثر مكتوب باللغة العبرية، بدأ كجزء من نهضة اللغة العبرية كلغة منطوقة منذ منتصف القرن التاسع عشر. وعلى الرغم من نشر مجموعة صغيرة من الأدب بلغات أخرى، مثل اللغة الإنجليزية. بموجب القانون، يجب إيداع نسختين من جميع المطبوعات المنشورة في إسرائيل في المكتبة الوطنية في إسرائيل وفي الجامعة العبرية في القدس. في عام 2001، تم تعديل القانون ليشمل التسجيلات الصوتية والمرئية، وغيرها من الوسائط المتعددة المغايرة للمطبوعات. في عام 2016 كان 89% من الكتب التي تم نقلها إلى المكتبة والتي يبلغ عددها 7,300 كتاباً باللغة العبرية. ويُعتبر أبراهام مابو أول مؤلف حقق نجاحاً كبيراً بفضل روايته المكتوبة باللغة العبرية؛ كان ذلك في العام 1853. كما تُدين النهضة العبرية إلى إليعيزر بن يهودا والذي قدم الكثير للغة العبرية وساهم في إثرائها بشكل كبير مما جعلها لغة منطوقة ومكتوبة لأغراض أخرى غير النصوص المقدسة ودراسة التوراة.
كُتبت الأعمال الأولى للأدب العبري في فلسطين التاريخية من قبل مؤلفين مهاجرين متجذرين في العالم الغربي وتقاليد يهود أوروبا. يعتبر يوسف حاييم برينر (1881-1921) وشموئيل يوسف عجنون (1888-1970) من قبل العديد من آباء الأدب العبري الحديث. أظهر يوسف حاييم برينر نضاله الممزق بين الأمل واليأس وحقيقة المشروع الصهيوني في فلسطين التاريخية في كتاباته. في حين صَهَر يوسف حاييم برينر معرفته بالتراث اليهودي بتأثير الأدب الأوروبي في القرن التاسع عشر وأوائل القرن العشرين، وأنتج أعمال أدبيَّة تعاملت مع تفكك الطرق التقليدية للحياة، وفقدان الإيمان، وفقدان الهوية اللاحقة. في عام 1966، شارك شموئيل يوسف عجنون جائزة نوبل في الأدب مع المؤلفة اليهودية الألمانية نيلي زاكس.
جلب الكتّاب من مواليد إسرائيل والذين نشروا أعمالهم في عقد 1940 وعقد 1950، والذي يُطلق عليهم غالبًا «جيل حرب الاستقلال»، عقلية وثقافة السابرا في أعمالهم. تأثرت أعمال يزهار سميليسكي وموشيه شامير وهانش بارتوف وبنيامين تاموز بين الفردية والالتزام تجاه المجتمع والدولة. في أوائل عقد 1960 ابتعد إبراهيم جبريل يشوع وعاموس عوز ويعقوب شبتاي عن الأيديولوجيات للتركيز على عالم الفرد، حيث جربوا أشكال السرد وأنماط الكتابة مثل الواقعية النفسية والرموز الرمزية. ومنذ عقد 1980 وأوائل عقد 1990، تمت ترجمة الأدب الإسرائيلي على نطاق واسع، وحقق العديد من الكتاب الإسرائيليين اعترافاً دولياً.

### الموسيقى

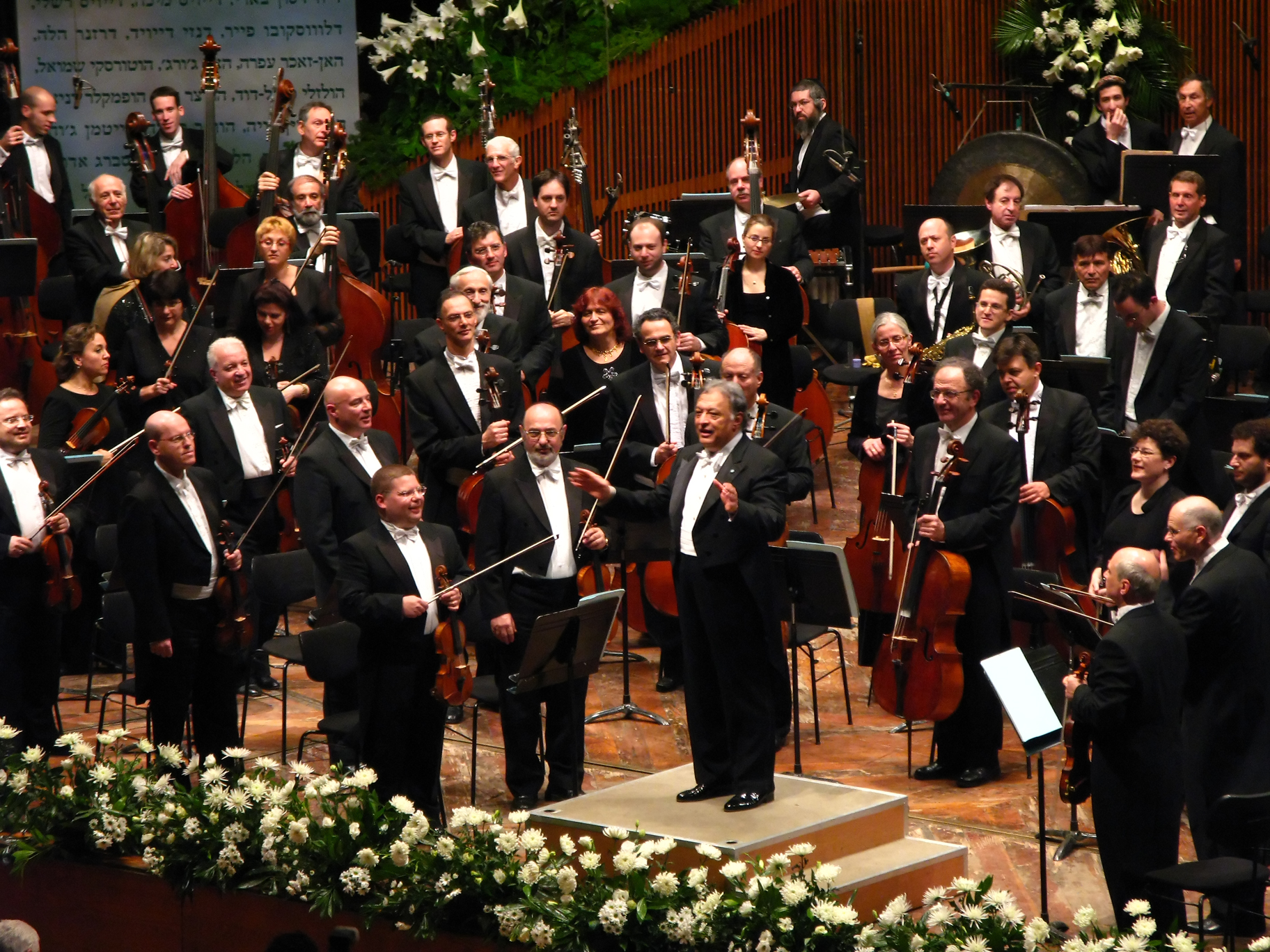
الأوركسترا الإسرائيلية بقيادة زوبين مهتا.

موسيقى إسرائيل هي مزيج من تقاليد الموسيقى اليهودية وغير اليهودية التي تجمعت على مدار السنين لخلق ثقافة موسيقية مميزة، حيث سعى الموسيقيون إلى إيجاد عناصر أسلوبية أصلية تحدد الروح الوطنية الناشئة. ومن بين الفرق الإسرائيلية ذات الشهرة العالمية، الأوركسترا الإسرائيلية، والتي تعمل منذ أكثر من سبعين عامًا وتقوم اليوم بأداء في أكثر من مائتي حفلة كل عام. وفي أوائل عقد 1980، بدأت الأوبرا الإسرائيلية الجديدة في إنتاج أعمال متنوعة، مما أعاد إحياء الحماس العام لأعمال الأوبرا. وعززت الهجرة الروسية في عقد 1990 الساحة الموسيقية الكلاسيكية بمواهب جديدة. تشارك إسرائيل في مسابقة الأغنية الأوروبية كل عام تقريبًا منذ عام 1973، وفازت في المسابقة أربع مرات واستضافت الحفل مرتين.
يمتد المشهد الموسيقي المعاصر في إسرائيل على مختلف الأطياف والأنواع الموسيقية، وتُعد الموسيقى الشرقية والسفاردية، والألحان الحسيدية، والموسيقى اليونانية، والجاز، وموسيقى البوب روك جزءًا من المشهد الموسيقي الإسرائيلي. وتعد الموسيقى في إسرائيل جزء لا يتجزأ من الهوية الوطنية، ومنذ أيام الاستيطان، تم تشجيع ودعم الأغاني العبرية. كتب ناثان شاهار: «كانت الأغاني الشعبية هواية شائعة [للمستوطنين الأوائل]، وكانت بالنسبة لهم قوة في تحديد هويتهم». هذه النظرة إلى الموسيقى باعتبارها بناءً للأمة تستمر حتى يومنا هذا. يقول ناحوم هيمان، أحد كبار مؤلفي الموسيقى ومؤرخي الموسيقى في إسرائيل: «نحن في خضم خلق ثقافة». جلب المهاجرون اليهود من أوروبا وآسيا الوسطى والشرق الأوسط وشمال إفريقيا وأماكن أخرى معهم تقاليدهم الموسيقية، ودمجوها وصقلوها في أشكال موسيقية إسرائيليّة جديدة. ومنذ عقد 1990 بدأت الموسيقى المزراحية في الانتقال إلى الثقافة والموسيقى السائدة في إسرائيل.

### السينما

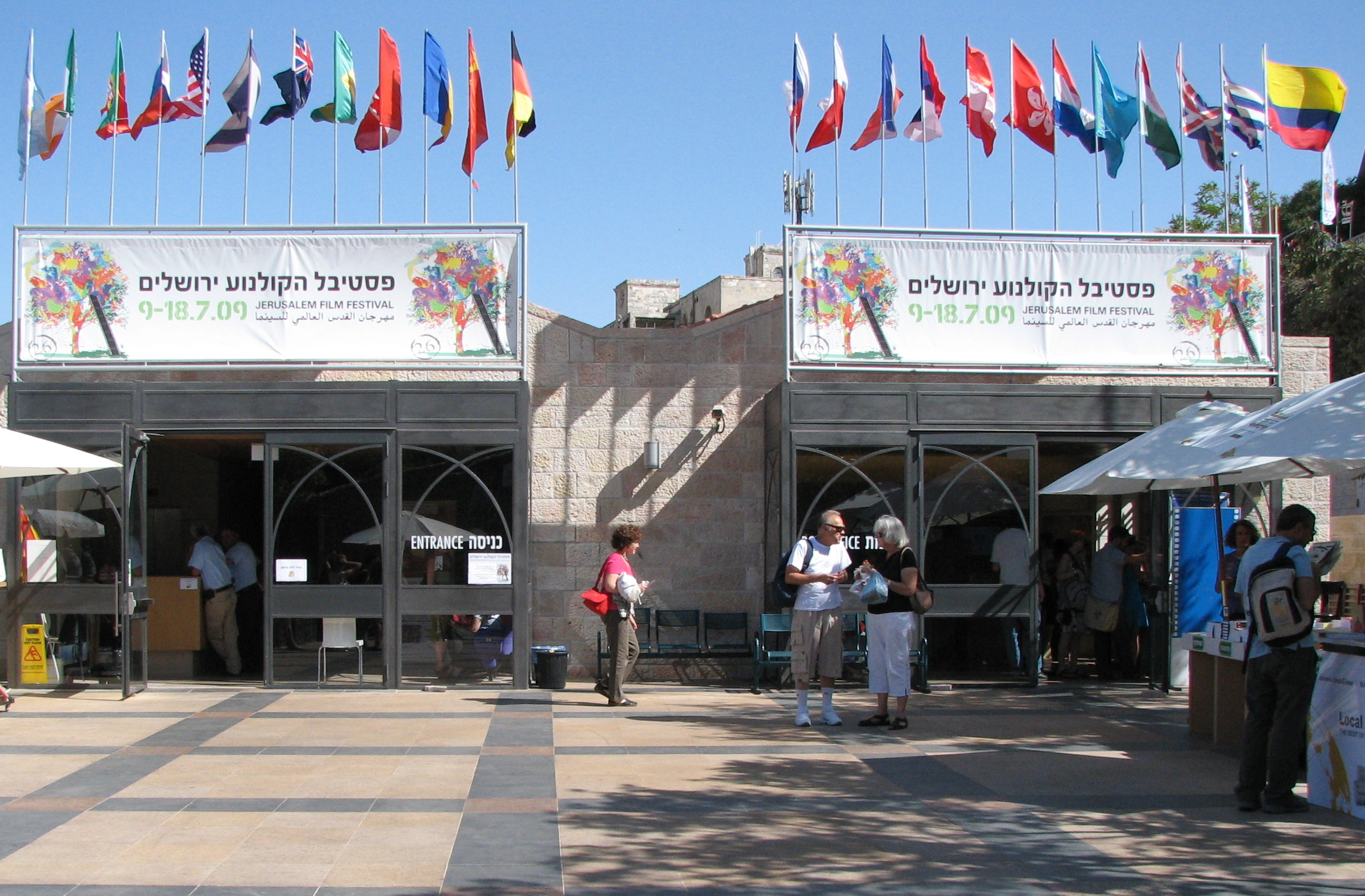
مهرجان القدس السينمائي في عام 2009.

شهدت صناعة الأفلام في إسرائيل تطورات كبيرة منذ نشأتها في عقد 1950. تميل الملامح الأولى التي أنتجها وأخرجها الإسرائيليون، مثل فيلم «التل 24 لا يجيب» وفيلم «كانوا عشرة»، مثل الأدب الإسرائيلي في تلك الفترة، إلى القالب البطولي. لا تزال بعض الأفلام الحديثة متجذرة بعمق في التجربة الإسرائيلية، حيث تتعامل مع مواضيع مثل الناجين من الهولوكوست وذريتهم ومآسي المهاجرين الجدد. في حين يتناول الآخرون قضايا الحياة الإسرائيلية المعاصر، مثل الصراع العربي الإسرائيلي (مثل شجرة ليمون ويد إلهية وفيلم عجمي وغيرها)، والخدمة العسكرية (مثل فيلم الشقيف وفيلم لبنان ويوسي وجاغر وغيرها).
تواصل صناعة السينما الإسرائيلية في الحصول على اعتراف عالمي من خلال الترشيحات للجوائز الدولية. لمدة ثلاث سنوات متتالية، تم ترشيح الأفلام الإسرائيلية وهي الشقيف في عام 2008، وفالس مع بشير في عام 2009، وعجمي في عام 2010 لجوائز الأوسكار. ويُعد أرشيف سبيلبرغ السينمائي في الجامعة العبرية في القدس أكبر مستودع للمواد السينمائية في العالم عن الموضوعات اليهودية وكذلك عن الحياة اليهودية والإسرائيلية. المهرجانات السينمائية الدولية الرئيسية في إسرائيل هي مهرجان القدس السينمائي ومهرجان حيفا السينمائي، حيث يتم عرض الأفلام الطويلة والأفلام الوثائقية من جميع أنحاء العالم بالمهرجان، ويتم تقديم الجوائز في العديد من الفئات.

### التعليم

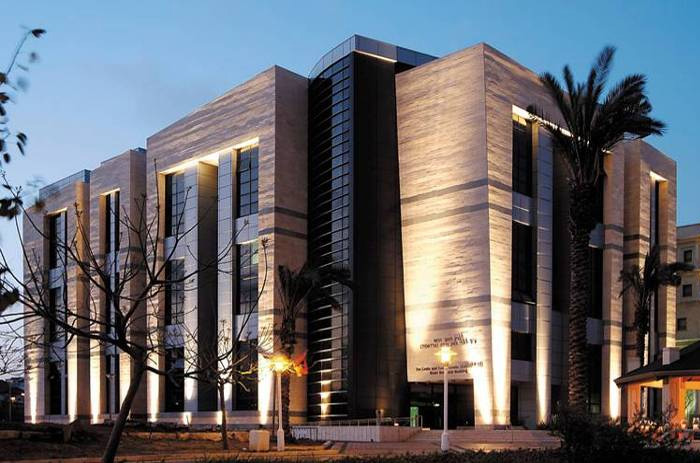
مركز أبحاث الدماغ المتعدد التخصصات في جامعة بار إيلان.

التعليم ذو قيمة عالية في الثقافة الإسرائيلية وكان ينظر إليه بصفته عنصرًا أساسيًّا لدى الإسرائيليين القدماء. كانت الجاليات اليهودية في المشرق أول من أدخل مفهوم التعليم الإلزامي الذي كان المجتمع المنظم مسؤولاً عنه، وليس فقط الوالدين. امتدح العديد من قادة الأعمال الدوليين، مثل بيل جيتس مؤسس شركة مايكروسوفت، إسرائيل لجودتها العالية في التعليم وفي المساعدة في تحفيز التنمية الاقتصادية والازدهار التكنولوجي في إسرائيل. في عام 2015، احتلت البلاد المرتبة الثالثة بين أعضاء منظمة التعاون الاقتصادي والتنمية بعد كندا واليابان لنسبة السكان من عمر 25 إلى 64 عامًا الذين حصلوا على التعليم العالي، حيث وصلت النسبة إلى 49% مقارنة بمتوسط منظمة التعاون الاقتصادي والتنمية البالغ 35%. في عام 2012، احتلت البلاد المرتبة الثالثة في العالم من حيث عدد الشهادات الأكاديمية للفرد (20% من السكان).
يبلغ متوسط العمر المتوقع في المدرسة في إسرائيل 16 عامًا ومعدل الإلمام بالقراءة والكتابة حوالي 97.8%. أنشأ قانون التعليم الحكومي، الصادر عام 1953، خمسة أنواع من المدارس: العلمانية الحكومية، والدينية الحكومية، والأرثوذكسية المشددة، ومدارس التسوية المجتمعية، والمدارس العربية. المدارس العلمانية العامة هي أكبر مجموعة مدرسية في إسرائيل، ويحضرها غالبية التلاميذ اليهود وغير العرب في إسرائيل. معظم العرب يرسلون أطفالهم إلى المدارس حيث اللغة العربية هي لغة التدريس. التعليم إلزامي في إسرائيل للأطفال الذين تتراوح أعمارهم بين ثلاثة وثمانية عشر عامًا. وينقسم التعليم إلى ثلاثة مستويات - المدرسة الابتدائية (الصفوف 1-6)، والمدرسة الإعدادية (الصفوف من سابع إلى تاسع)، والثانوية (الصفوف 10-12) - وتتوج باختبارات شهادة البجروت أو الثانوية العامة. يُعد إجادة المواد الأساسية مثل الرياضيات، واللغة العبرية، والأدب العبري، واللغة الإنجليزية، والتاريخ، والعلوم التوراتية ضروريًا للحصول على شهادة البحروت. لدى السكان اليهود في إسرائيل مستوى عالٍ نسبياً من التحصيل العلمي حيث يحمل أقل من نصف جميع اليهود الإسرائيليين (46%) درجات ما بعد الثانوية. ظل هذا الرقم مستقراً في مستويات التحصيل العلمي المرتفعة بالفعل على مدى الأجيال الأخيرة. كما أن لدى المسيحيين الإسرائيليين مستوى عالٍ نسبياً من التحصيل العلمي حيث يحمل حوالي (63%) منهم على شهادة جامعية. لدى اليهود الإسرائيليين (من سن 25 وما فوق) متوسط 11.6 عامًا من التعليم، مما يجعلهم واحدة من أكثر المجموعات الدينية تعليماً على مستوى العالم.

### العلوم والتكنولوجيا

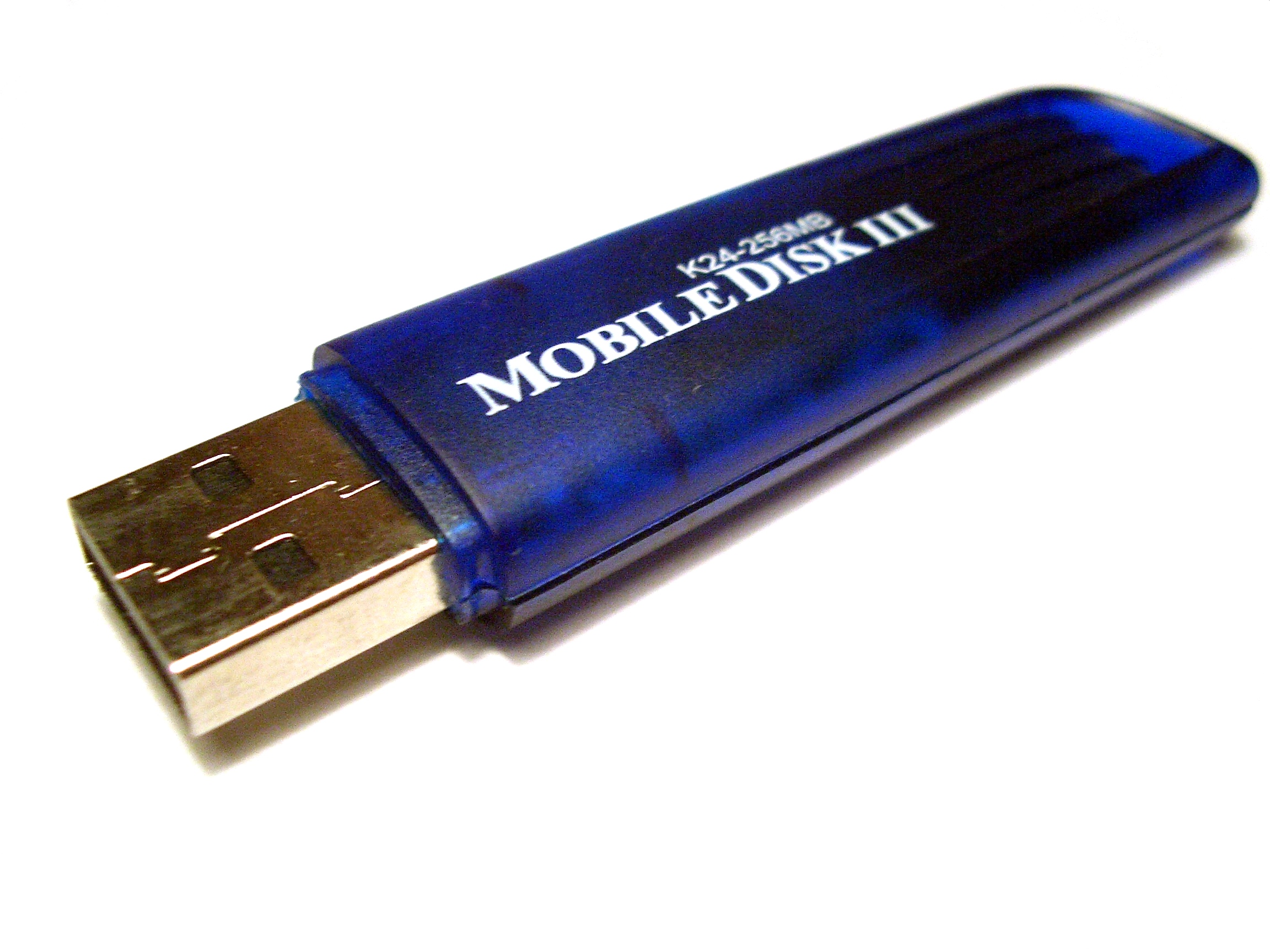
وحدة الذاكرة الفلاشية؛ وهي من الاختراعات الإسرائيلية.

ترعى إسرائيل مشاريع تطوير التقنيات الحديثة في مجالات البرمجيات والاتصالات وعلوم الأحياء، وغالباً ما تتم مقارنتها مع وادي السيليكون في الولايات المتحدة. تحتل إسرائيل المرتبة الخامسة في مؤشر بلومبيرغ للابتكار لعام 2019، وهي الأولى في العالم من ناحية الإنفاق على البحث والتطوير كنسبة مئوية من الناتج المحلي الإجمالي. في إسرائيل، هناك 140 عالماً وفنيّاً ومهندساً مقابل كل 10,000 موظف، وهو أعلى رقم في العالم (مقارنةً بحوالي 85 في الولايات المتحدة). وهناك ستة علماء إسرائيليين حائزين على جائزة نوبل منذ عام 2004، وقد صنفت في كثير من الأحيان كواحدة من الدول التي لديها أعلى نسب من الأوراق العلمية للفرد الواحد في العالم. وقادت إسرائيل العالم في أبحاث الخلايا الجذعية للفرد الواحد منذ عام 2000. وتم تصنيف الجامعات الإسرائيلية بين أفضل 50 جامعة في العالم في علوم الكمبيوتر (جامعة التخنيون وجامعة تل أبيب) والرياضيات (الجامعة العبرية في القدس) والكيمياء (معهد وايزمان للعلوم).
إسرائيل هي موطن للاعبين الرئيسيين في قطاعات التقنية العالية. في عام 1998، وصفت تل أبيب من قبل «مجلة نيوزويك» كواحدة من أكثر عشر مدن تأثراً بالتكنولوجيا والتقنية العالية في العالم. ومنذ عام 2000، أصبحت إسرائيل عضوًا في «أوريكيا»، وهي منظمة تمويل وتنسيق البحوث والتطوير في عموم أوروبا، وتولت الرئاسة الدورية للمنظمة للفترة بين عام 2010 وعام 2011. وفي عام 2010، كتب الصحفي الأمريكي ديفيد كوفمان أن منطقة يوكنعام، ذات التكنولوجيا الفائقة في إسرائيل، لديها «أكبر تجمع لشركات التكنولوجيا في العالم». أثنى رئيس شركة جوجل إيريك شميت على البلاد خلال زيارته هناك، قائلاً أن لدى «إسرائيل أهم مركز للتكنولوجيا الفائقة في العالم بعد الولايات المتحدة».

### المطبخ

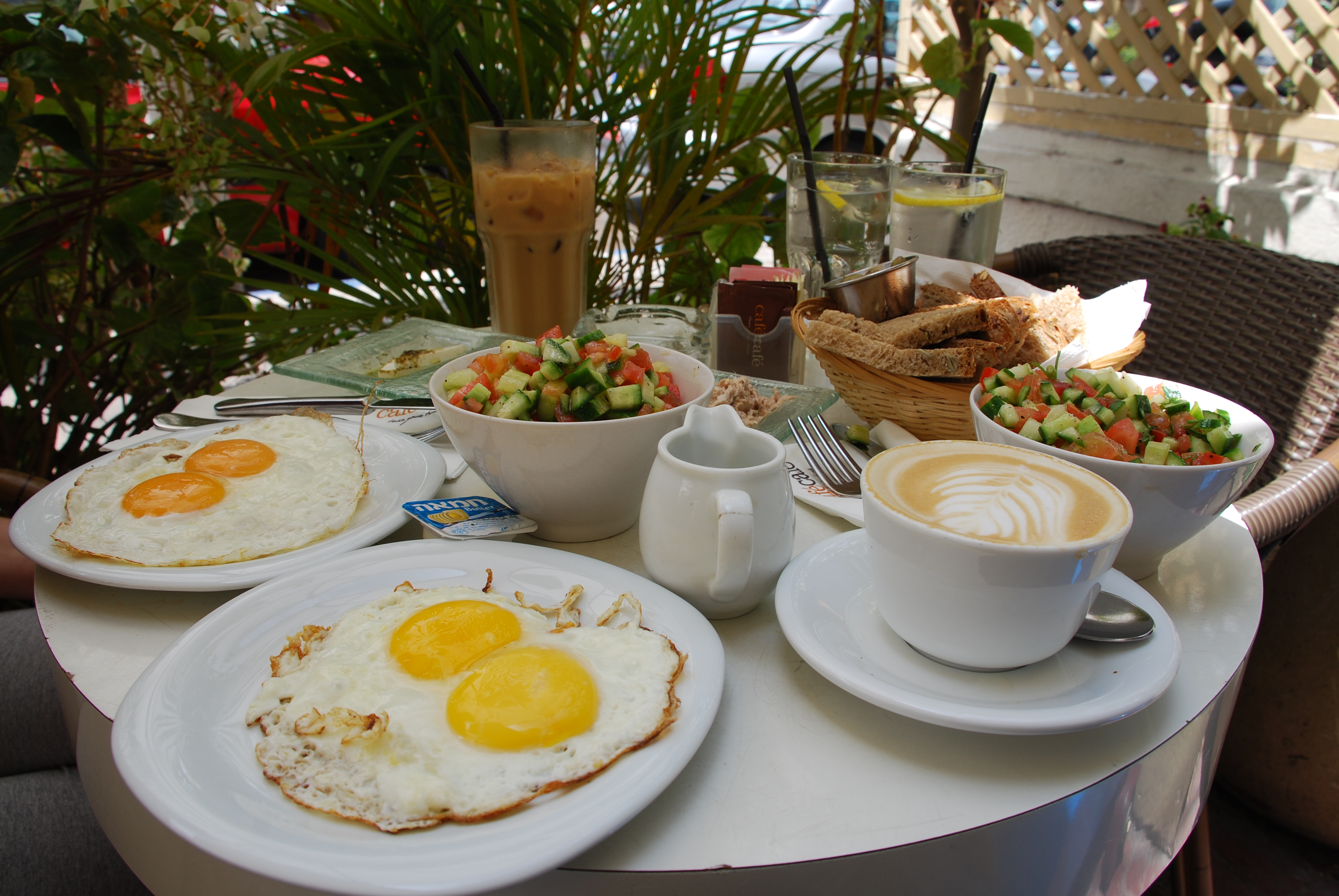
إفطار إسرائيلي تقليدي.

يضم المطبخ الإسرائيلي الأطباق المحليَّة بالإضافة إلى المأكولات التي أتى بها المهاجرون اليهود من الشتات إلى البلاد. منذ إنشاء الدولة في عام 1948، وخاصةً منذ أواخر عقد 1970، تطور مطبخ فيوجين الإسرائيلي. لقد تبنى المطبخ الإسرائيلي، ولا يزال، عناصر من أساليب الطهي المزراحي والسفاردي والأشكنازي. كما إنه يشتمل على العديد من الأطعمة التي يتم تناولها بشكل تقليدي في المأكولات الشامية والعربية والشرق الأوسطية والمتوسطية، مثل الفلافل والحمص والشكشوكة والكسكس والزعتر. كما أن الشنيتزل والبيتزا والهامبرغر والبطاطا المقلية والأرز والسلطة هي أيضاً مأكولات شائعة في إسرائيل.
إنّ توفر الأطعمة الشائعة في منطقة البحر الأبيض المتوسط هو من التأثيرات الأخرى على المطبخ الإسرائيلي، وخاصةً أنواع مُعينة من الفواكه والخضروات ومنتجات الألبان والأسماك؛ إلى جانب الأطباق التقليدية المميزة المعدة في أوقات العطلات؛ وتقليد الكشروت؛ والعادات الغذائية الخاصة بيوم السبت والأعياد اليهودية المختلفة، مثل الحلة، وجاتشنون، وملاواخ، وسمك جيفليت، والسخينة، والميراف اليورشالمي والسوفغنية. وتم تقديم ابتكار أطباق جديدة تعتمد على المنتجات الزراعية مثل البرتقال والأفوكادو ومنتجات الألبان والأسماك وغيرها، وقد جلب الطهاة الإسرائيليين المدربين في الخارج عناصر من المأكولات العالمية الأخرى.
يحافظ ما يقرب من نصف السكان الإسرائيليين اليهود على الكوشر في منازلهم. مطاعم الكُوشر، على الرغم من ندرتها في عقد 1960، تُشكل حوالي 25% من إجمالي المطاعم اعتباراً من عام 2015، وربما تعكس القيم العلمانية إلى حد كبير لأولئك الذين لا يتناولون الكوشر. ومن المرجح أن تقدم مطاعم الفنادق طعام الكوشر. كان سوق التجزئة غير متوافق مع الشريعة اليهودية التقليدية، لكنه نما بسرعة وبشكل كبير بعد تدفق المهاجرين من دول الاتحاد السوفيتي السابق خلال عقد 1990. وجنباً إلى جنب مع الأسماك غير المتوافقة مع الشريعة اليهودية، والأرانب والنعام، ولحم الخنزير يتم إنتاجها واستهلاكها في إسرائيل بشكل متزايد، وذلك على الرغم من القيود من قبل كل من اليهودية والإسلام.

### الرياضة

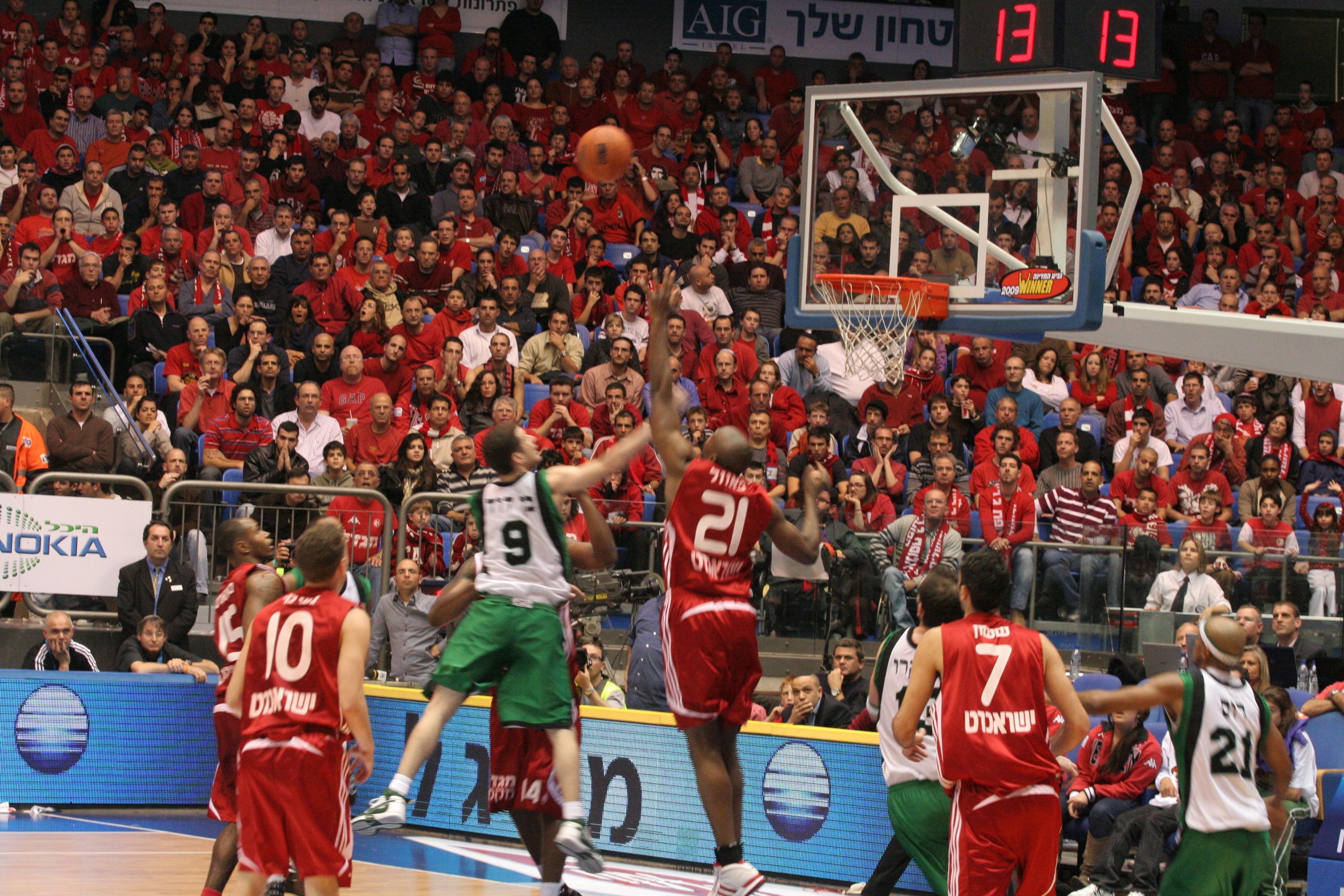
لعبة كرة السلة لفريق هبوعيل القدس.

تلعب الرياضة في إسرائيل دوراً رئيسياً في رسم معالم الثقافة، وتدعمها وزارة الثقافة والرياضة. الرياضة الأكثر شعبية في إسرائيل هي كرة القدم ثُمّ كرة السلة. تعد إسرائيل مركزاً دولياً للرياضة اليهودية في جميع أنحاء العالم، ومنذ عام 1932، تُقام ألعاب مكابيه، وهي حدث على الطراز الأولمبي للرياضيين اليهود، في البلاد. وعلى الرغم من موقع إسرائيل في القارة الآسيوية، فإن الجمعيات الرياضية الإسرائيلية في مختلف الألعاب الرياضية تنتمي إلى الاتحادات الأوروبية بسبب رفض العديد من الدول العربية الآسيوية التنافس مع الرياضيين الإسرائيليين.
دعم الحكومة للميزانية الرياضية في إسرائيل منخفض نسبياً مقارنة بالدول الغربية الأخرى. ومع ذلك، تمكن العديد من الرياضيين والفرق الإسرائيلية من تحقيق نجاح دولي. فاز منتخب إسرائيل لكرة السلة بميداليتين ذهبيتين في دورة الألعاب الآسيوية وميدالية فضية في بطولة أمم أوروبا لكرة السلة، ويعتبر مكابي تل أبيب لكرة السلة أحد أفضل الفرق حيث فاز بستة ألقاب أوروبية. فاز منتخب إسرائيل لكرة القدم بكأس آسيا في عام 1964، وتأهل منتخب إسرائيل لكرة القدم في بطولة كأس العالم في عام 1970. هو عضو حالياً في الاتحاد الأوروبي لكرة القدم منذ عام 1991. ووصل المنتخب الإسرائيلي في كرة المضرب إلى الدور نصف النهائي من كأس ديفيز 2009. في الألعاب الأولمبية فازت إسرائيل بتسعة ميداليات، بما في ذلك ميدالية ذهبية لركوب الأمواج في الألعاب الأولمبية الصيفية 2004. وفازت إسرائيل بأكثر من 100 ميدالية ذهبية في دورة الألعاب البارالمبية، وحصلت على المركز الخامس عشر في جدول ميداليات الألعاب البارالمبية. واستضافت الألعاب البارالمبية الصيفية 1968.
تيجة للهجرة السوفيتية، تعد مدينة بئر السبع موطن لأكبر عدد من سادة الشطرنج بالمقارنة مع أي مدينة في العالم. استضافت المدينة بطولة العالم للشطرنج في عام 2005. وفازت فرق الشطرنج الإسرائيلية بالميدالية الفضية في أولمبياد الشطرنج عام 2008 والميدالية البرونزية في أولمبياد الشطرنج لعام 2010. فاز غراند ماستر الإسرائيلي بوريس غيلفاند بكأس العالم للشطرنج في عام 2009، ولعب ببطولة العالم للبطل في بطولة العالم للشطرنج لعام 2012.

## معرض صور

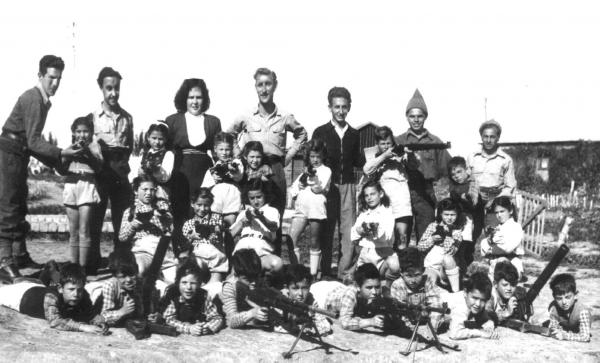
صورة من عام 1948 لأطفال في كيبوتس
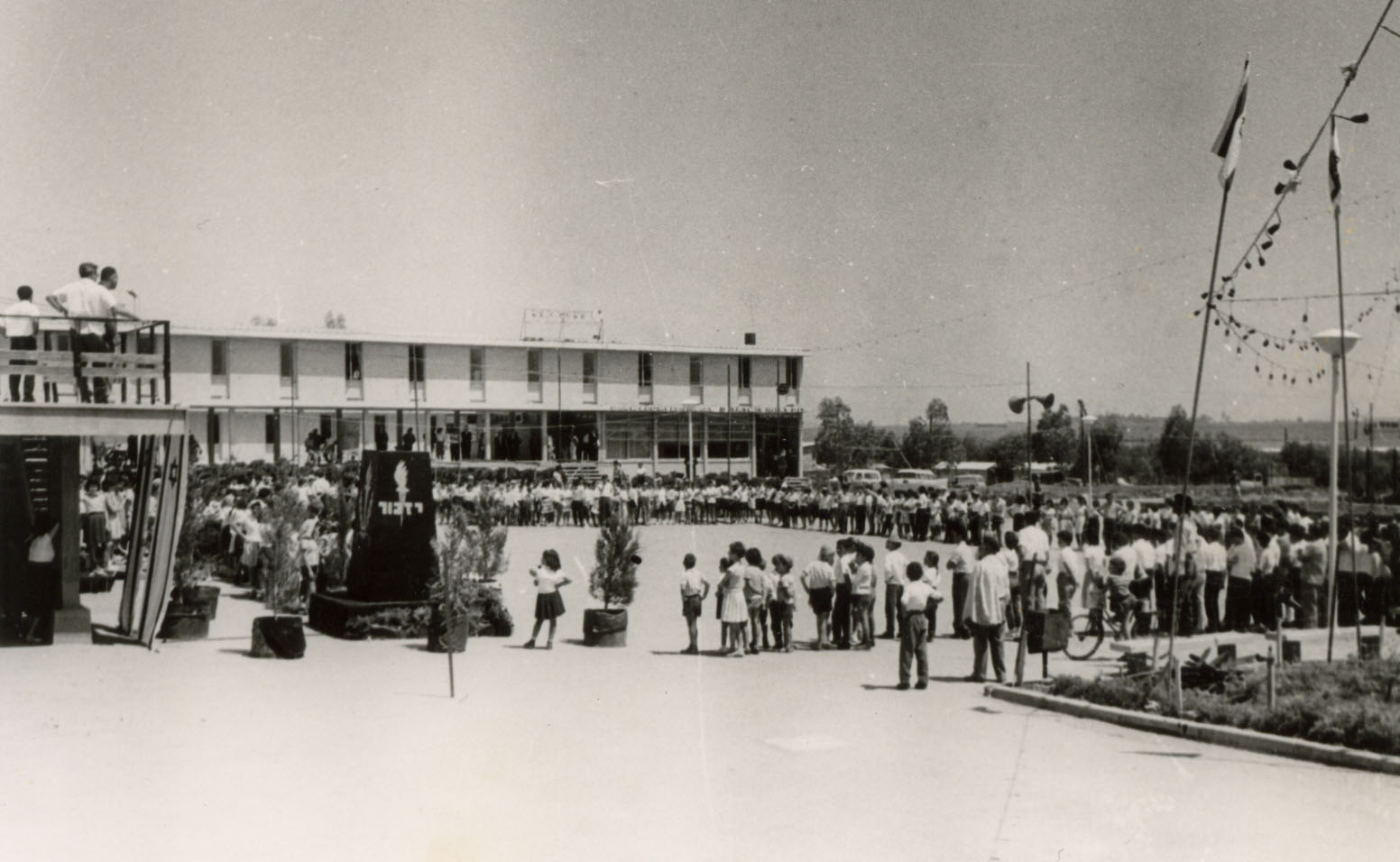
حفل يوم الذكرى أمام مبنى مجلس المدينة السابق في كريات جات
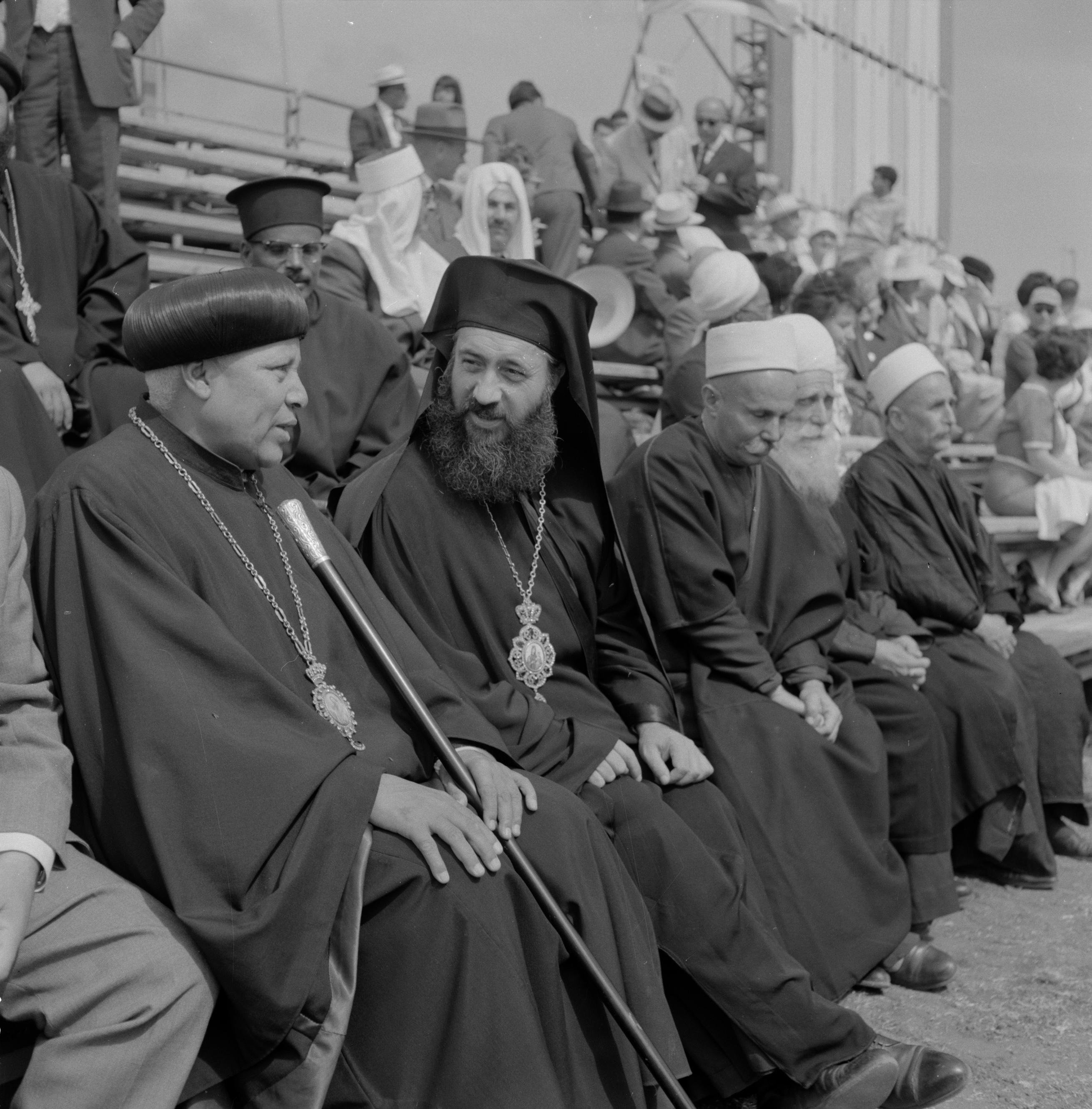
رجال دين مسيحيين وموحدين دروز في إسرائيل عام 1962
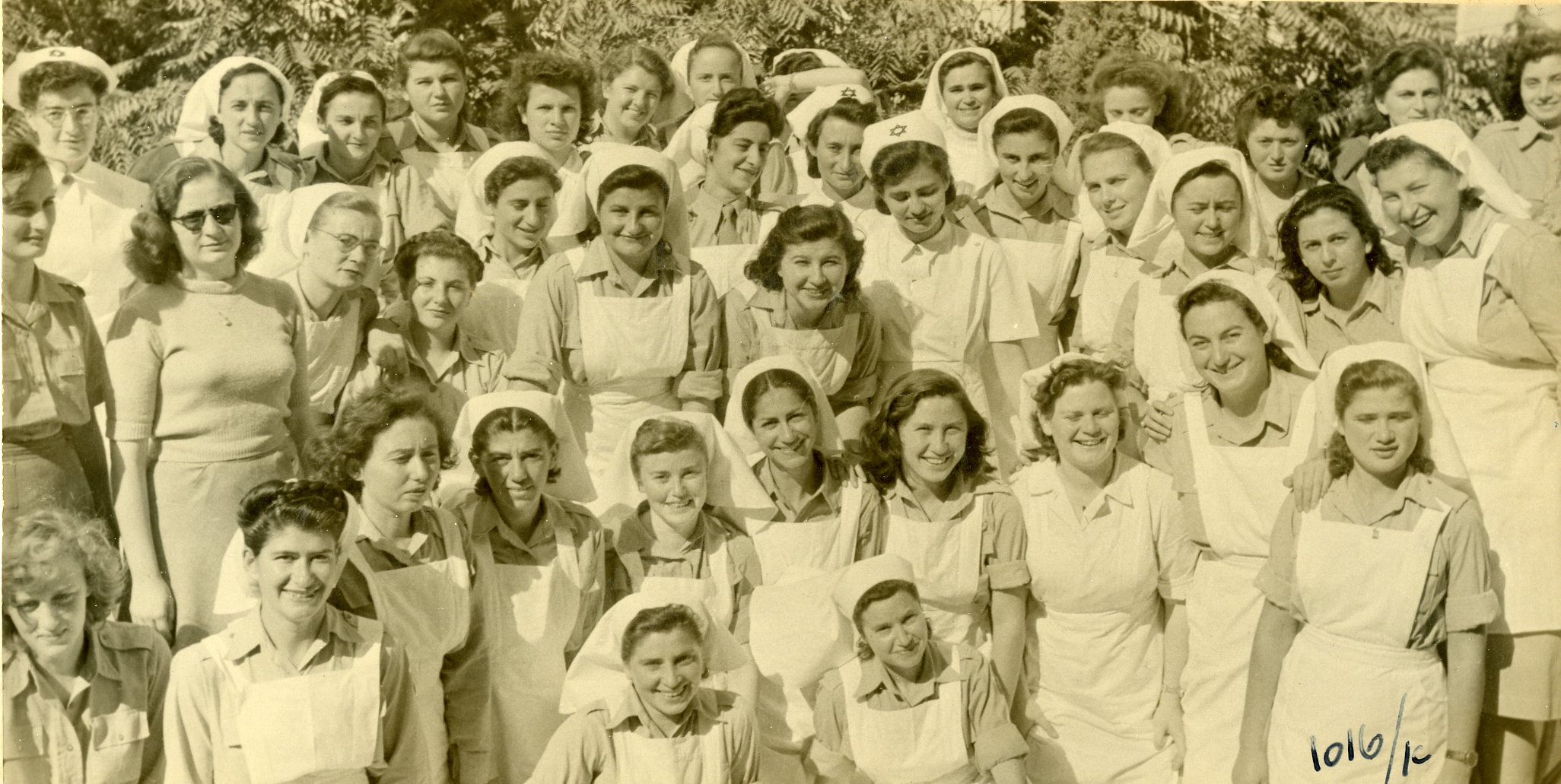
صورة لطالبات في مدرسة هداسا من عام 1948
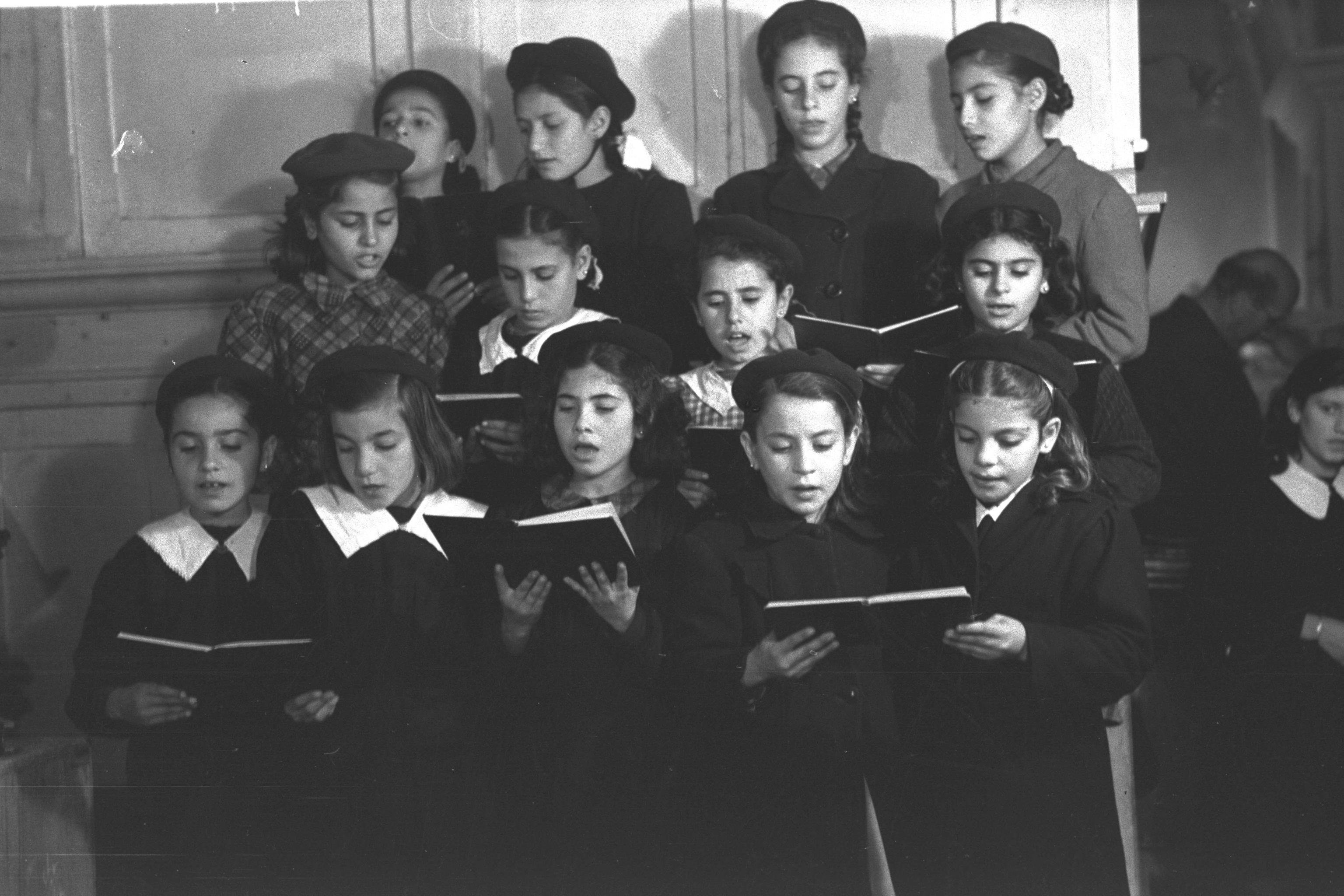
أطفال عرب في عشية عيد الميلاد عام 1948
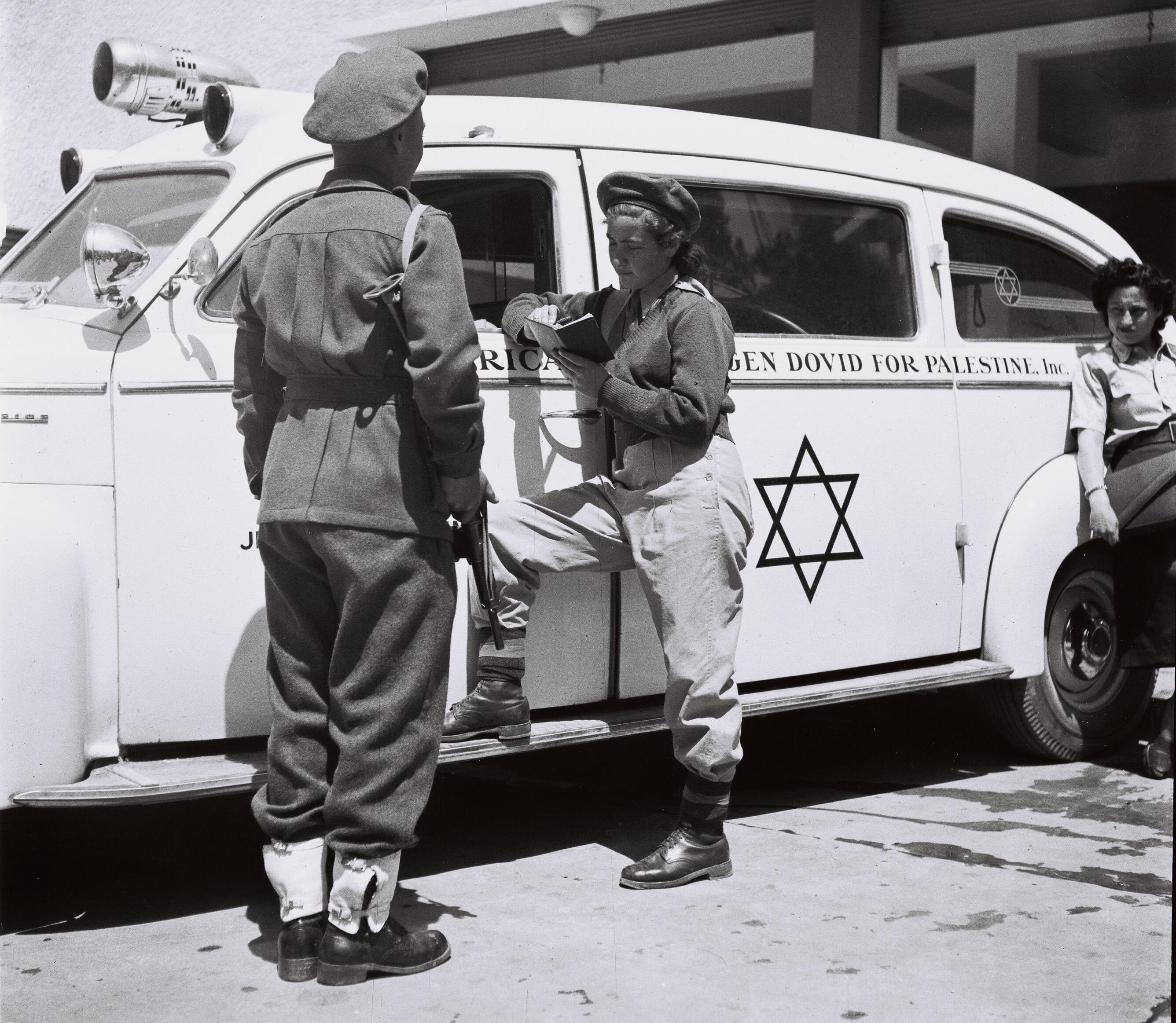
مسعفين بجانب سيارة إسعاف تابعة لنجمة داوود الحمراء عام 1948
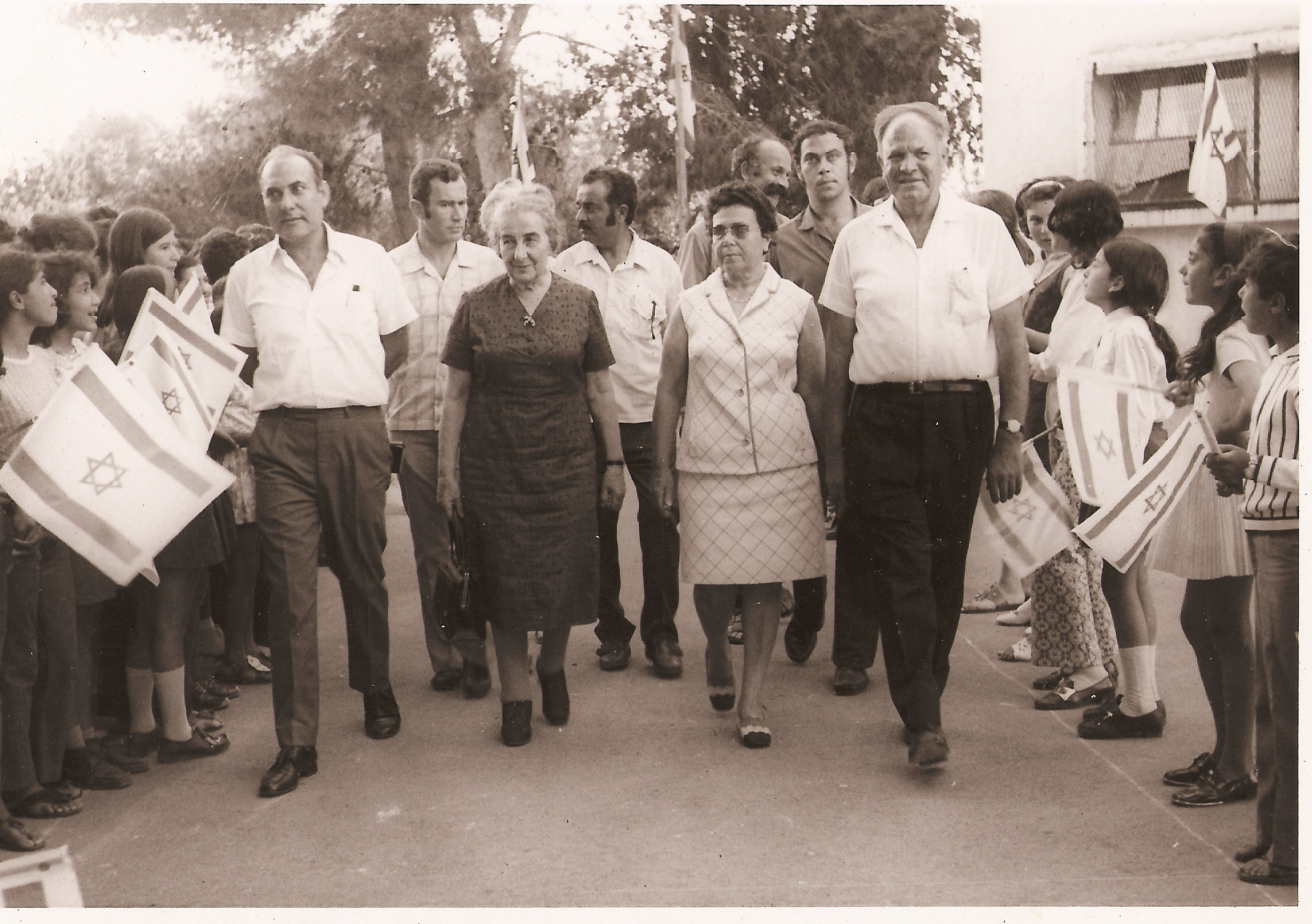
صورة جولدا مائير رابع رئيس للحكومة الإسرائيلية، خلال زيارتها لجفعات عيده
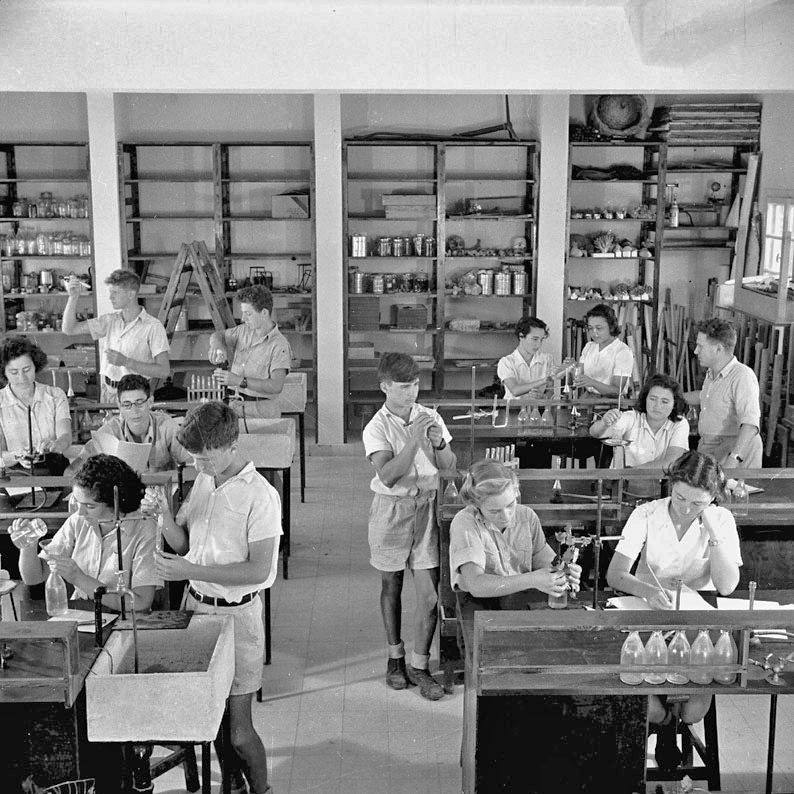
طلاب يقومون ببحث في مختبر الكيمياء في غفعات برينر عام 1955
نظرة على تل أبيب-يافا يظهر فيه مسجد وبرج شالوم قيد الإنشاء في عام 1965
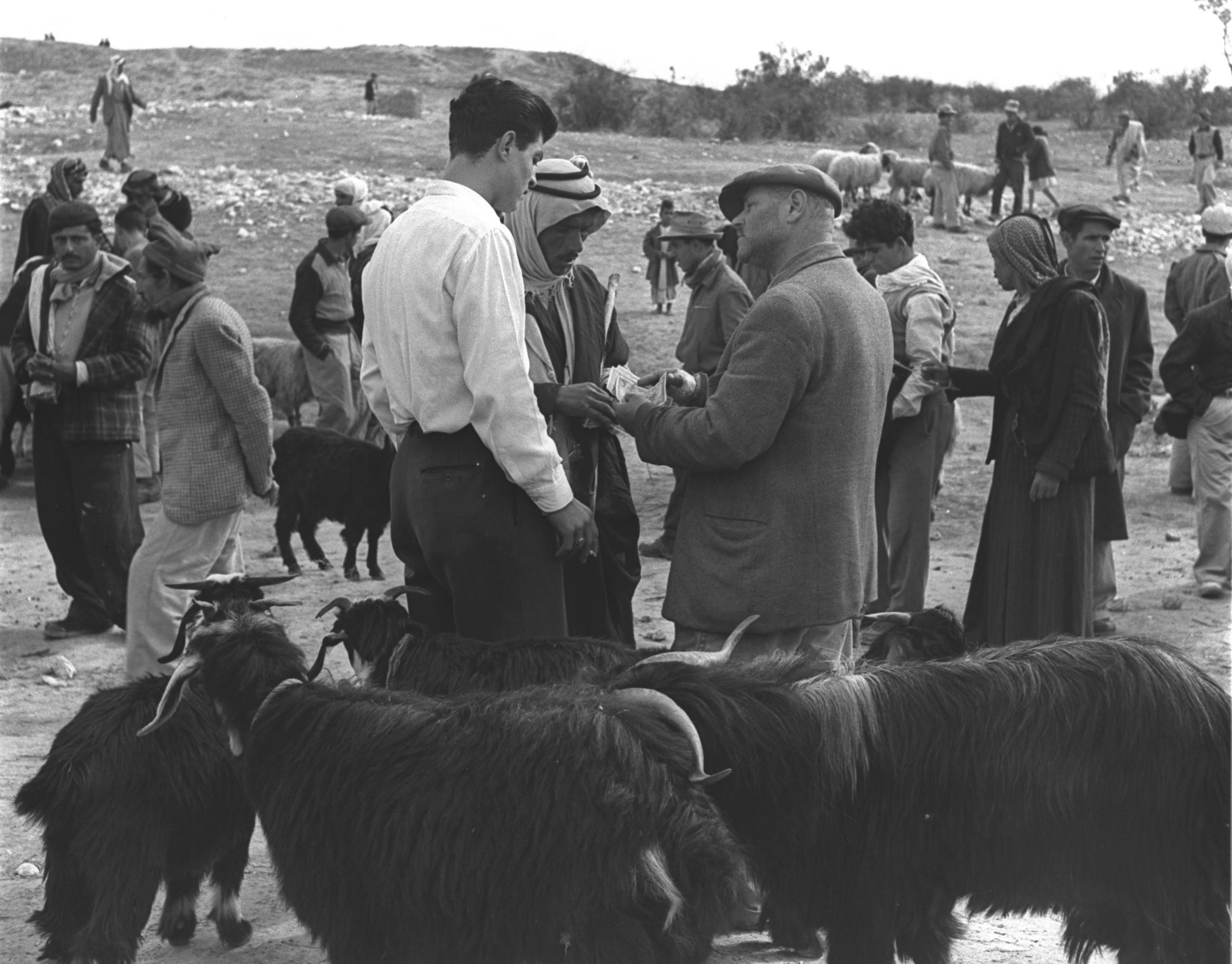
صورة تاريخية لبدو في السوق في بئر السبع عام 1954
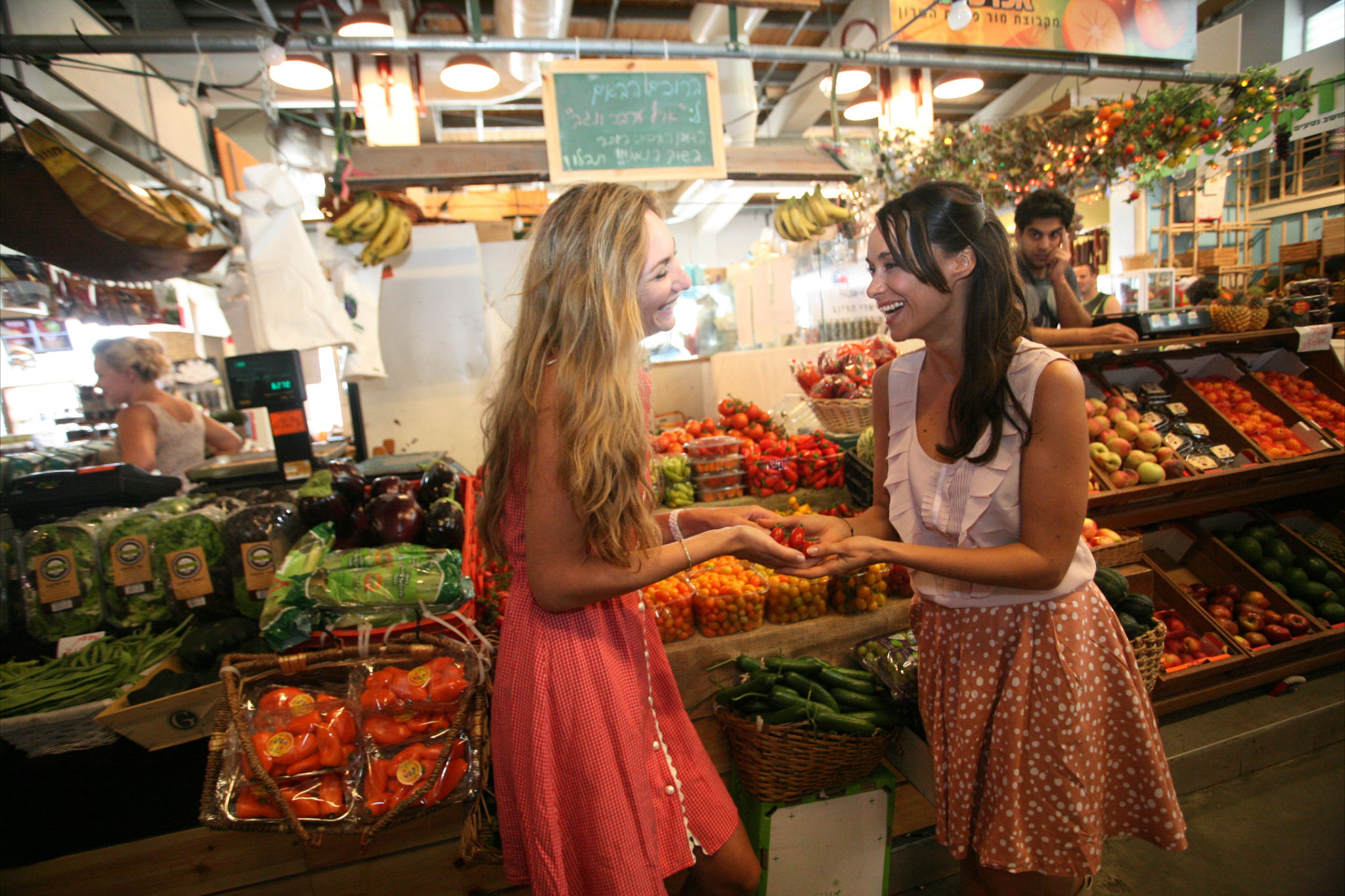
جانب من سوق الميناء في يافا
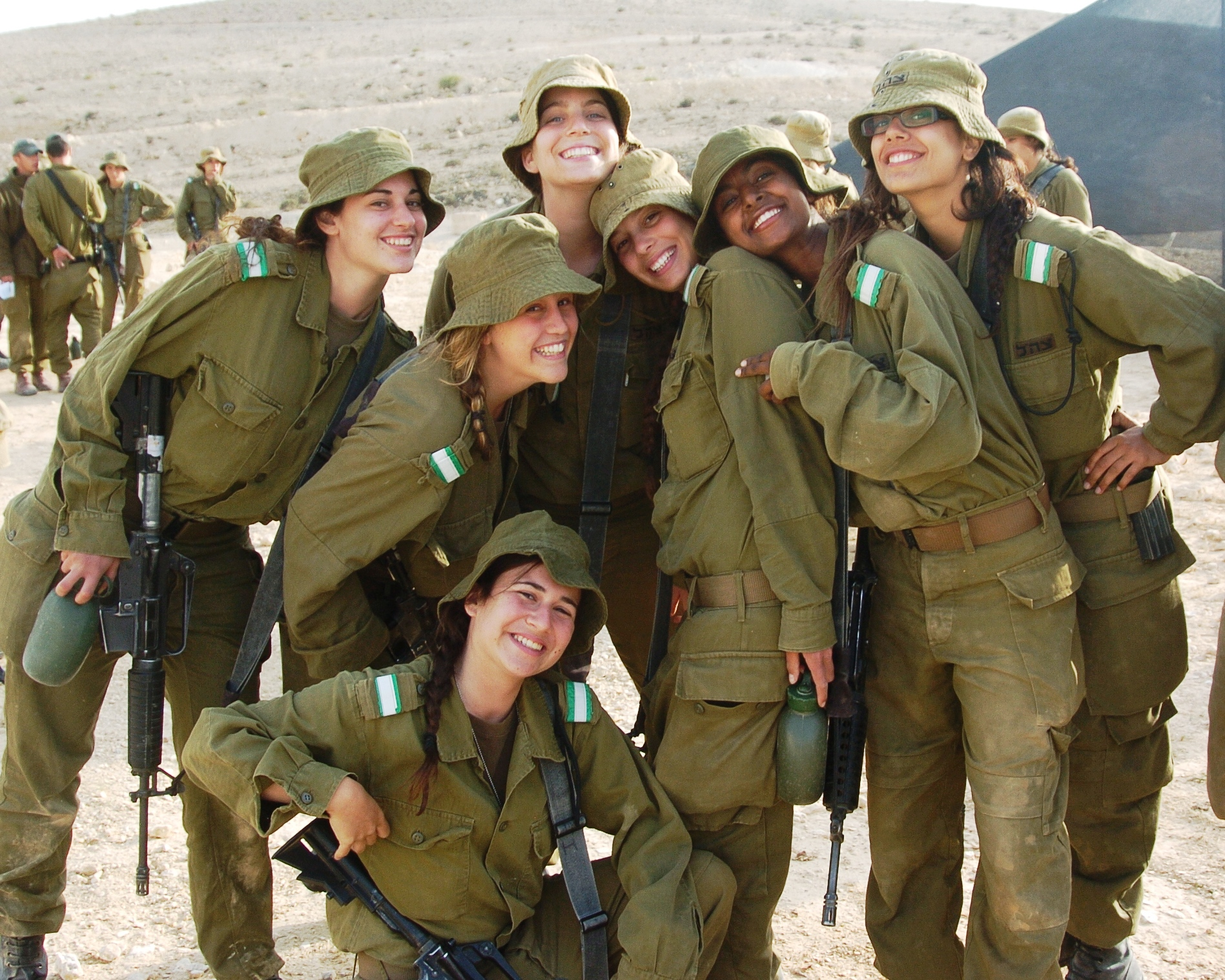
مجندات في الجيش الإسرائيلي
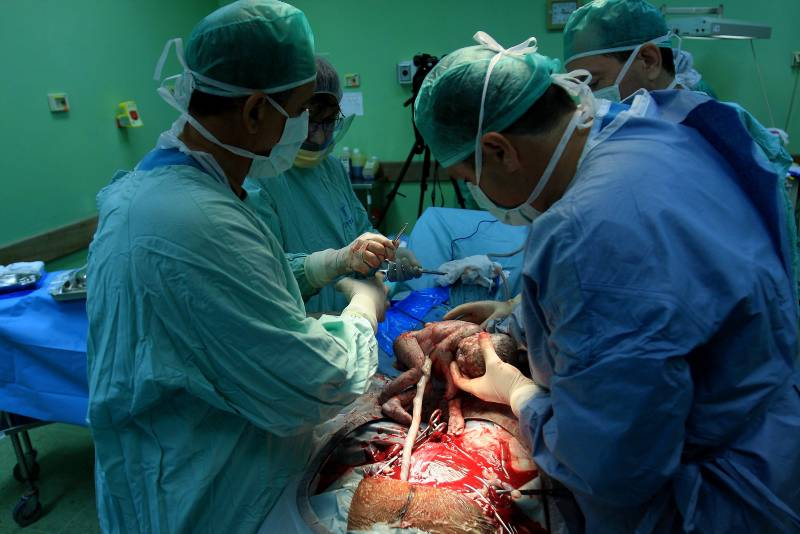
أطباء إسرائيليين يقومون بعملية لفلسطينية في مركز برزيلاي الطبي
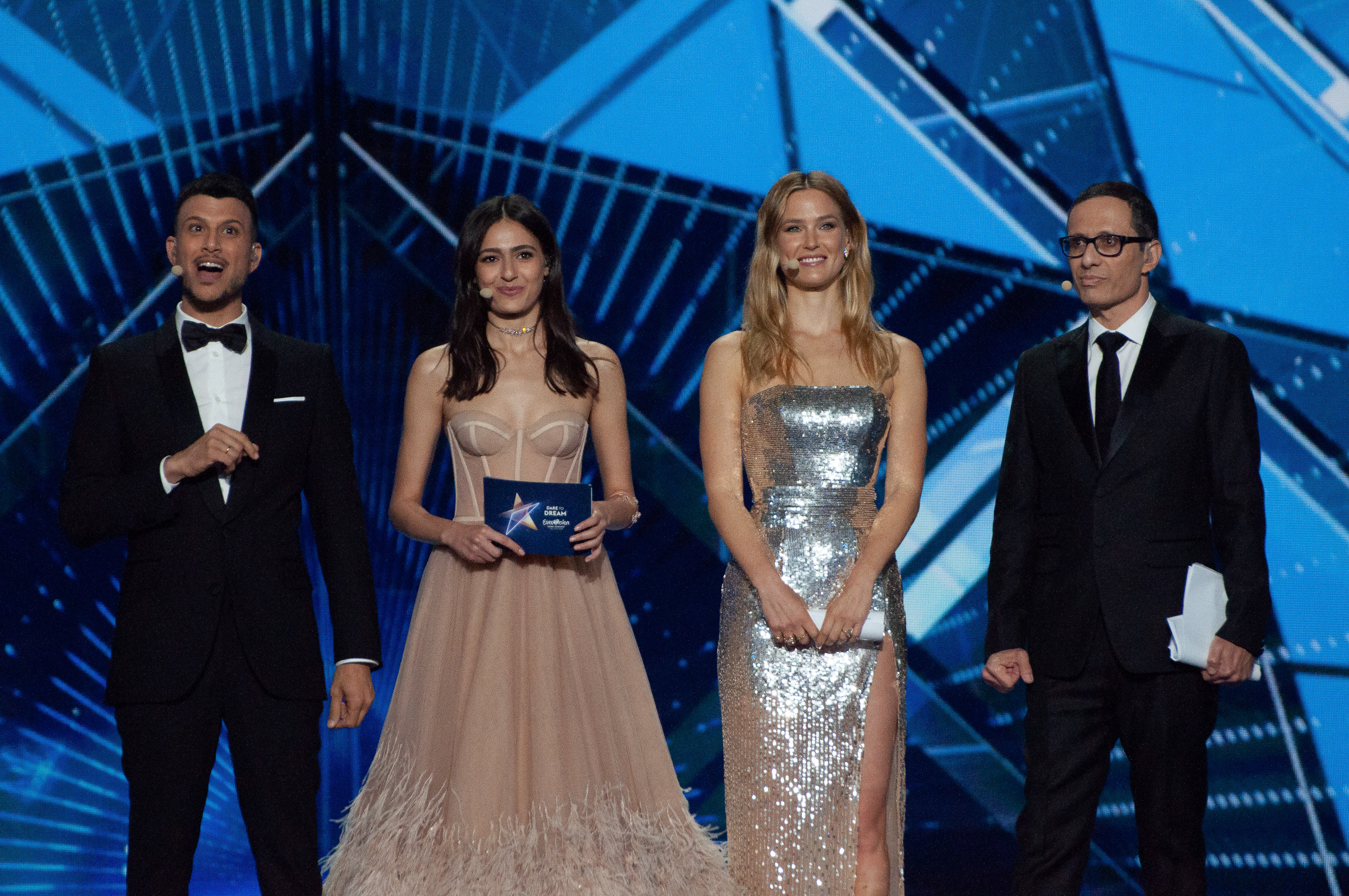
مقدمو العروض في مسابقة الأغنية الأوروبية 2019 في تل أبيب
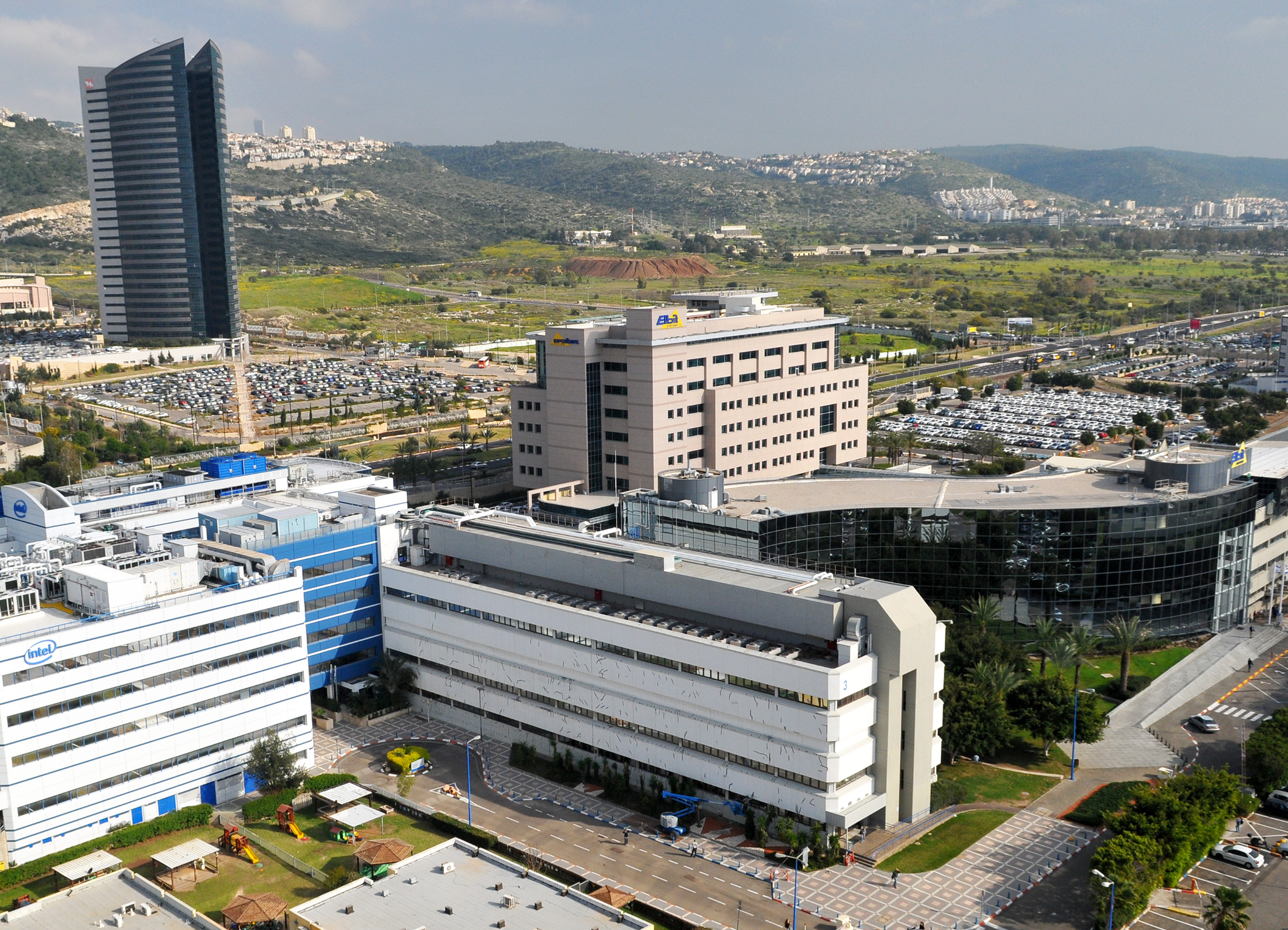
بارك ماتام للتكنولوجيا في حيفا
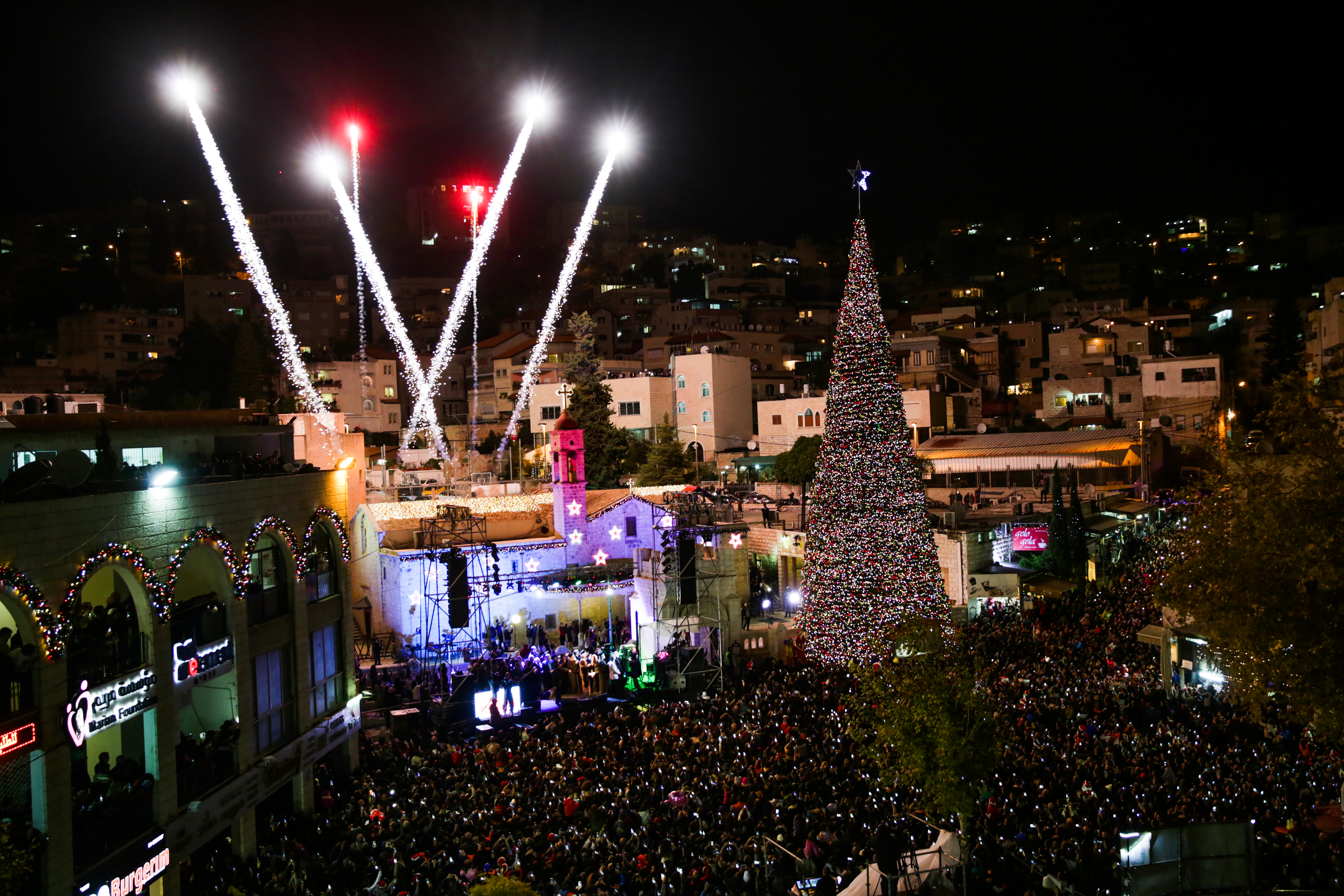
احتفالات عيد الميلاد في الناصرة
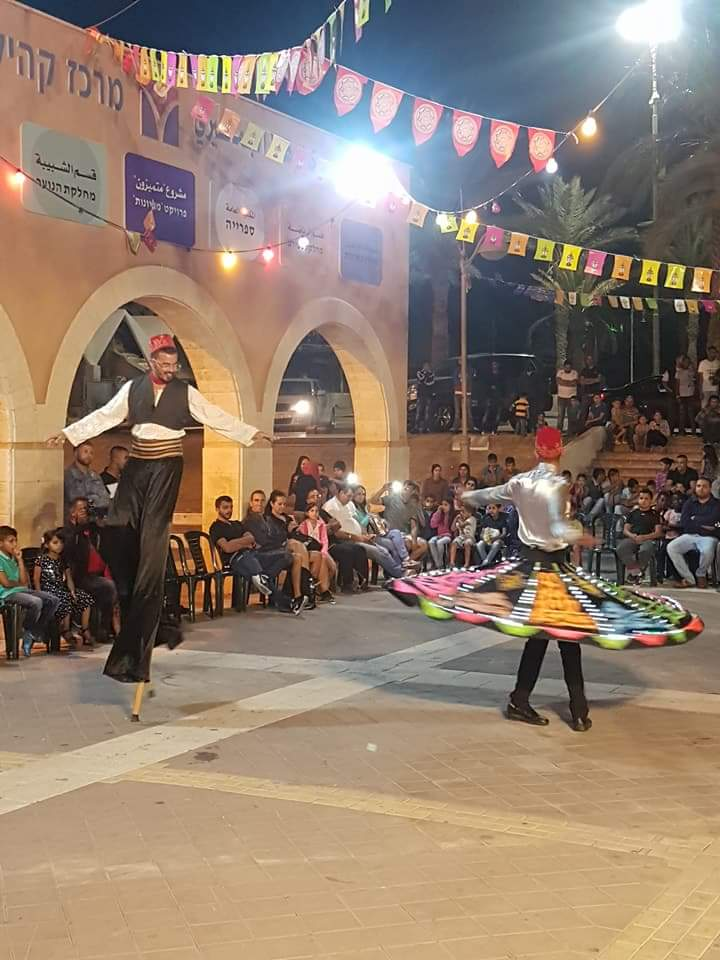
جانب من احتفالات رمضان في رهط
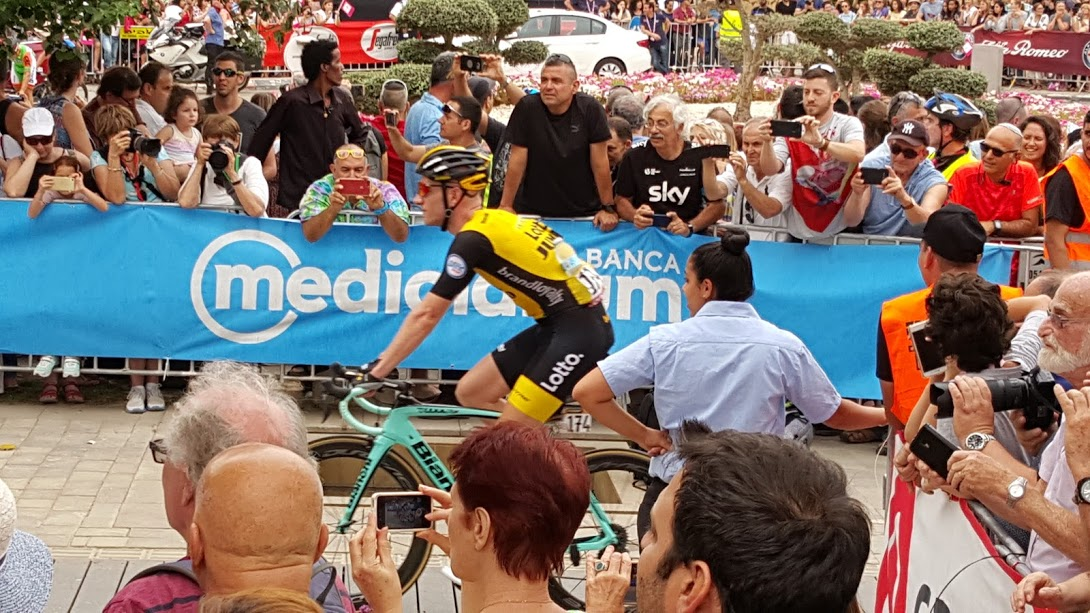
طواف إيطاليا 2018 في مدينة إيلات
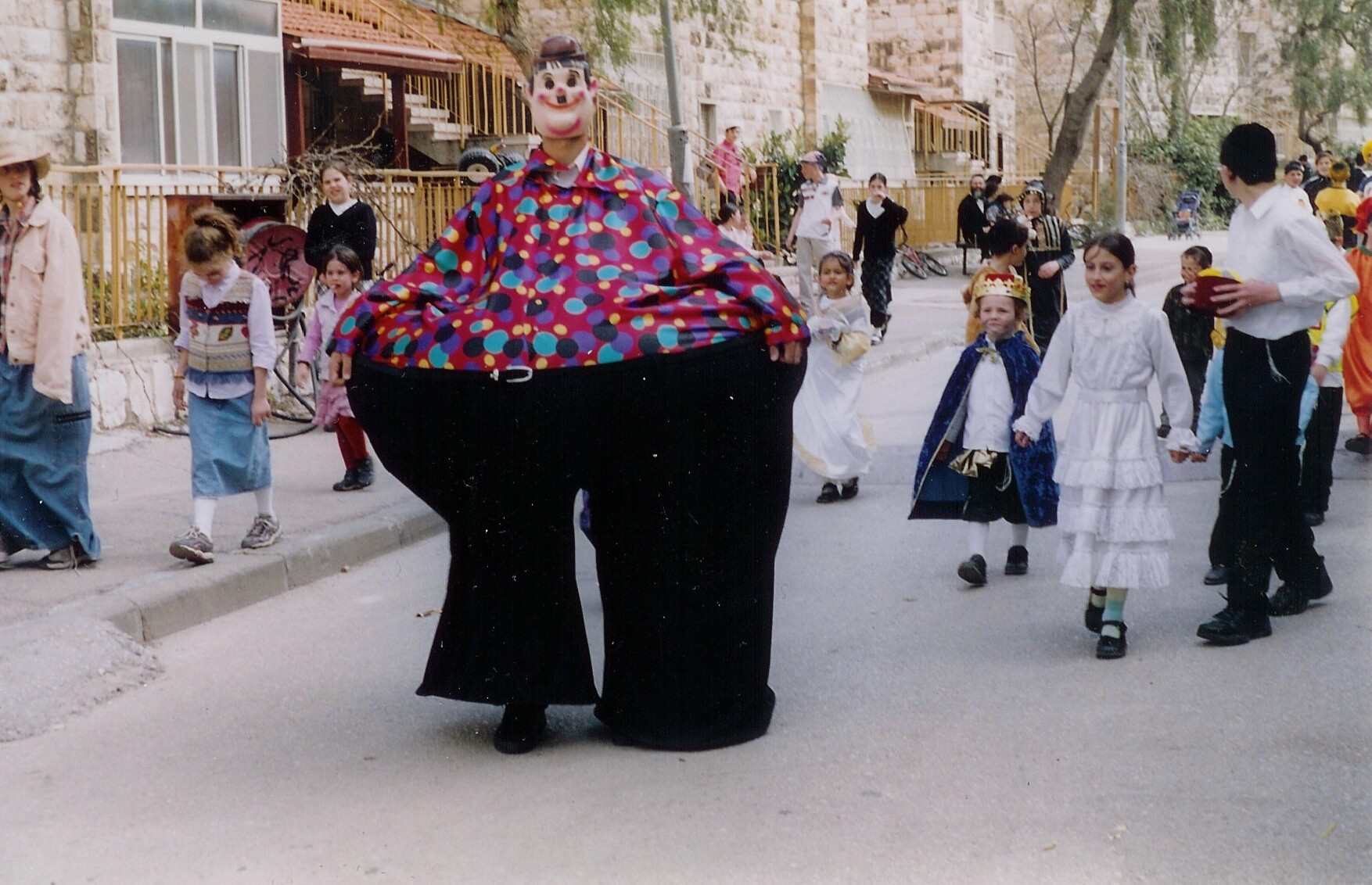
جانب من إحتفالات عيد البوريم في القدس
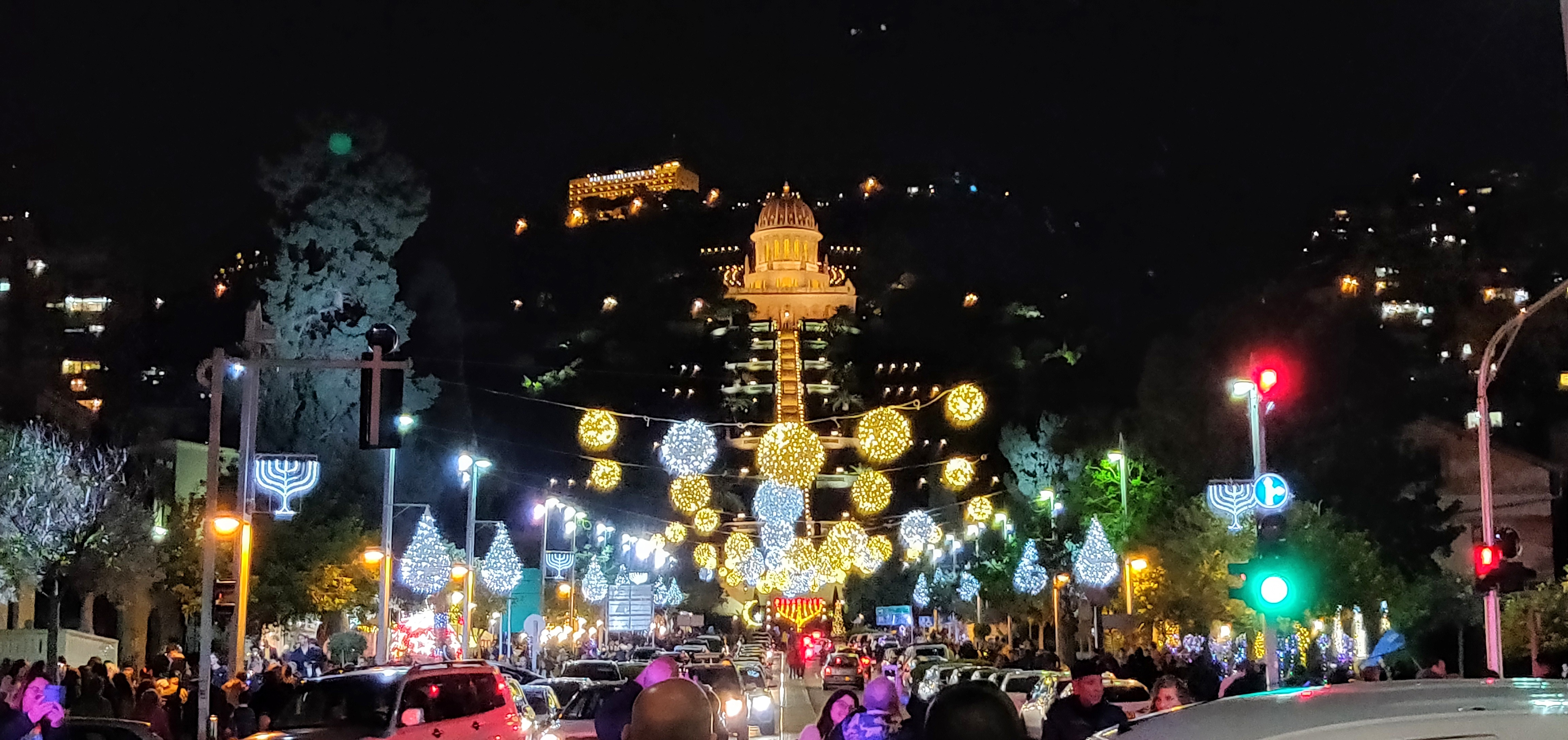
احتفالات عيد الأعياد في حيفا
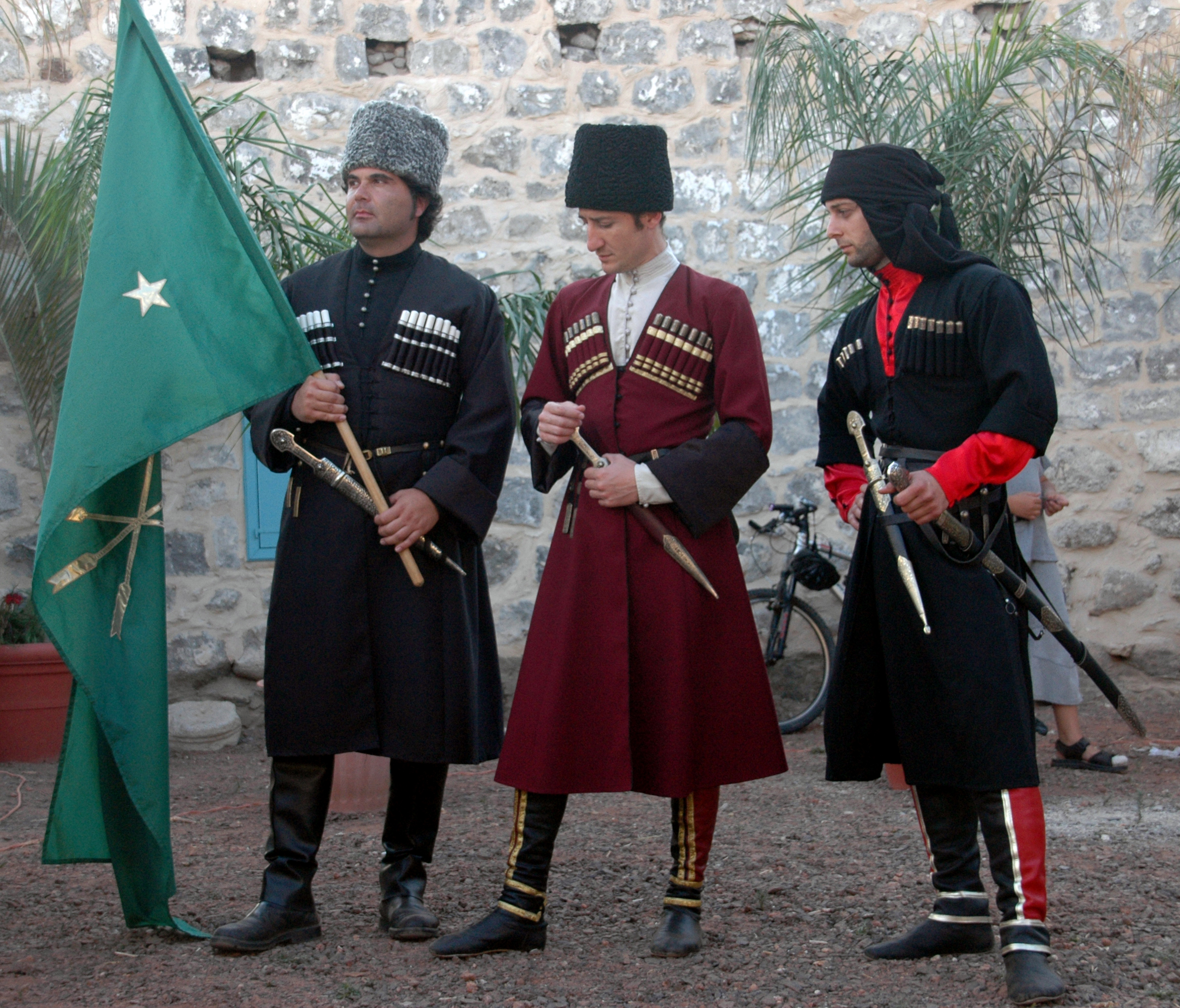
شركس من كفر كما باللباس التقليدي
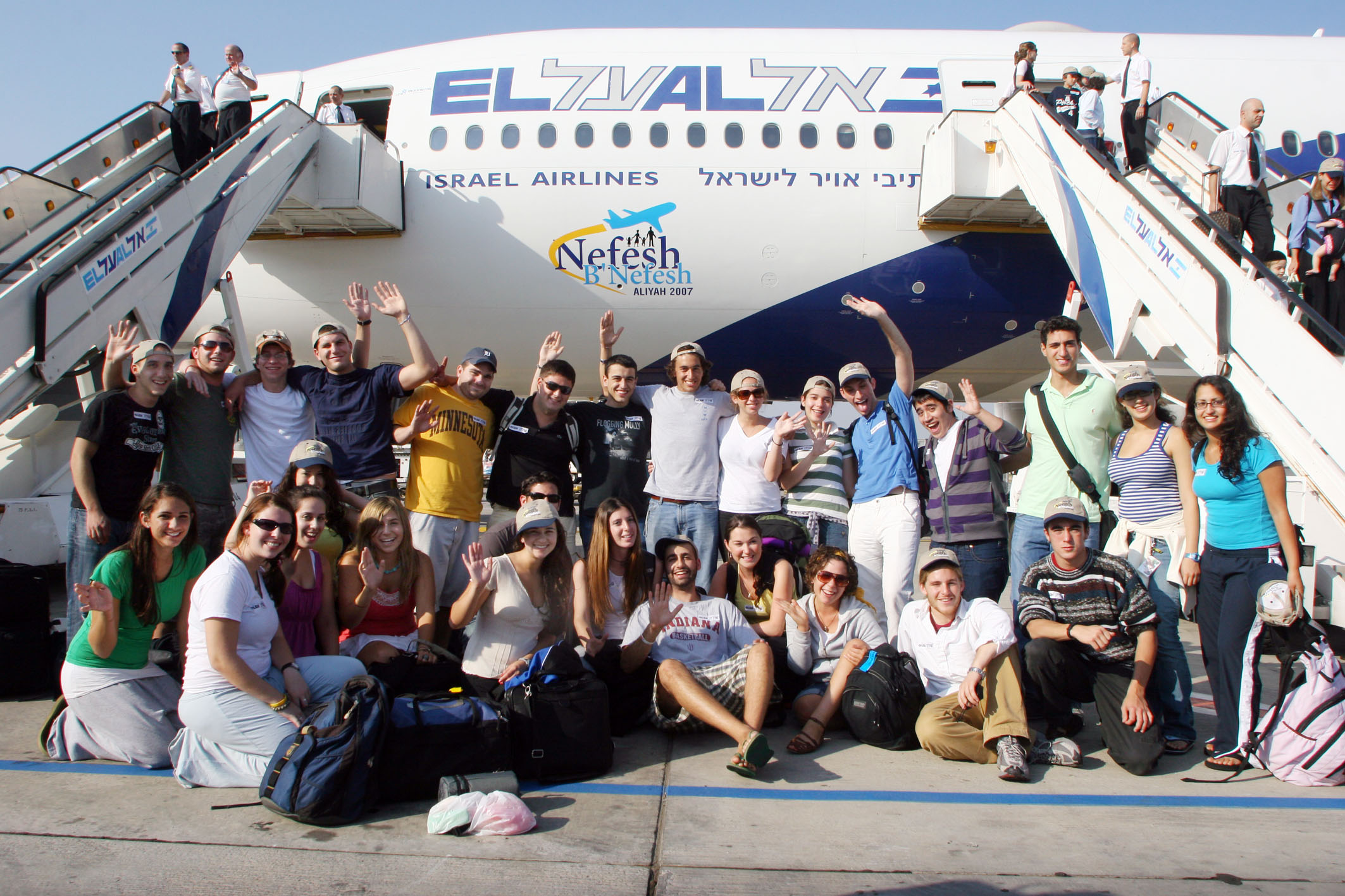
صورة تجمع لمهاجرين يهود جدد من الولايات المتحدة
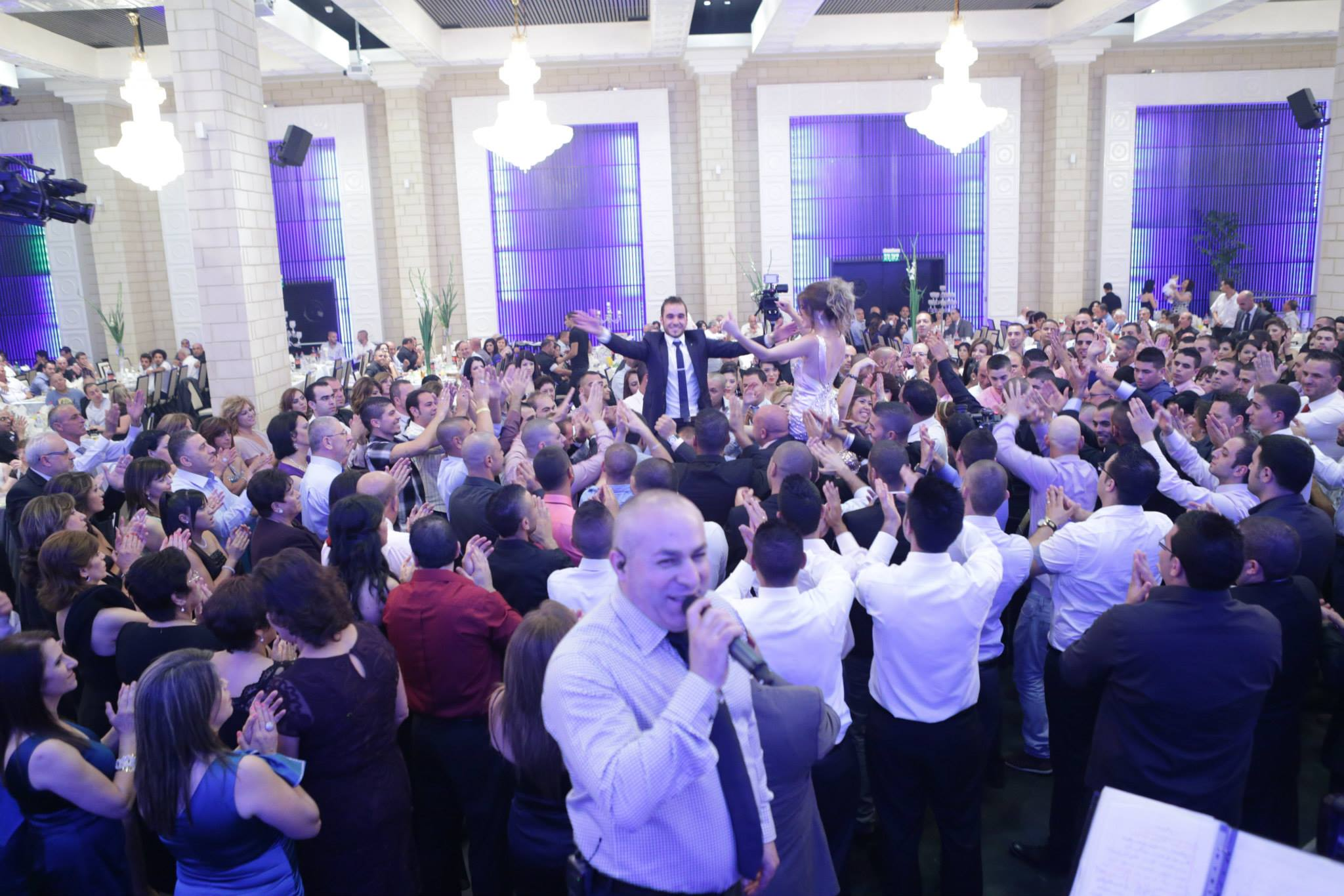
حفل زفاف مسيحي عربي في منطقة الجليل
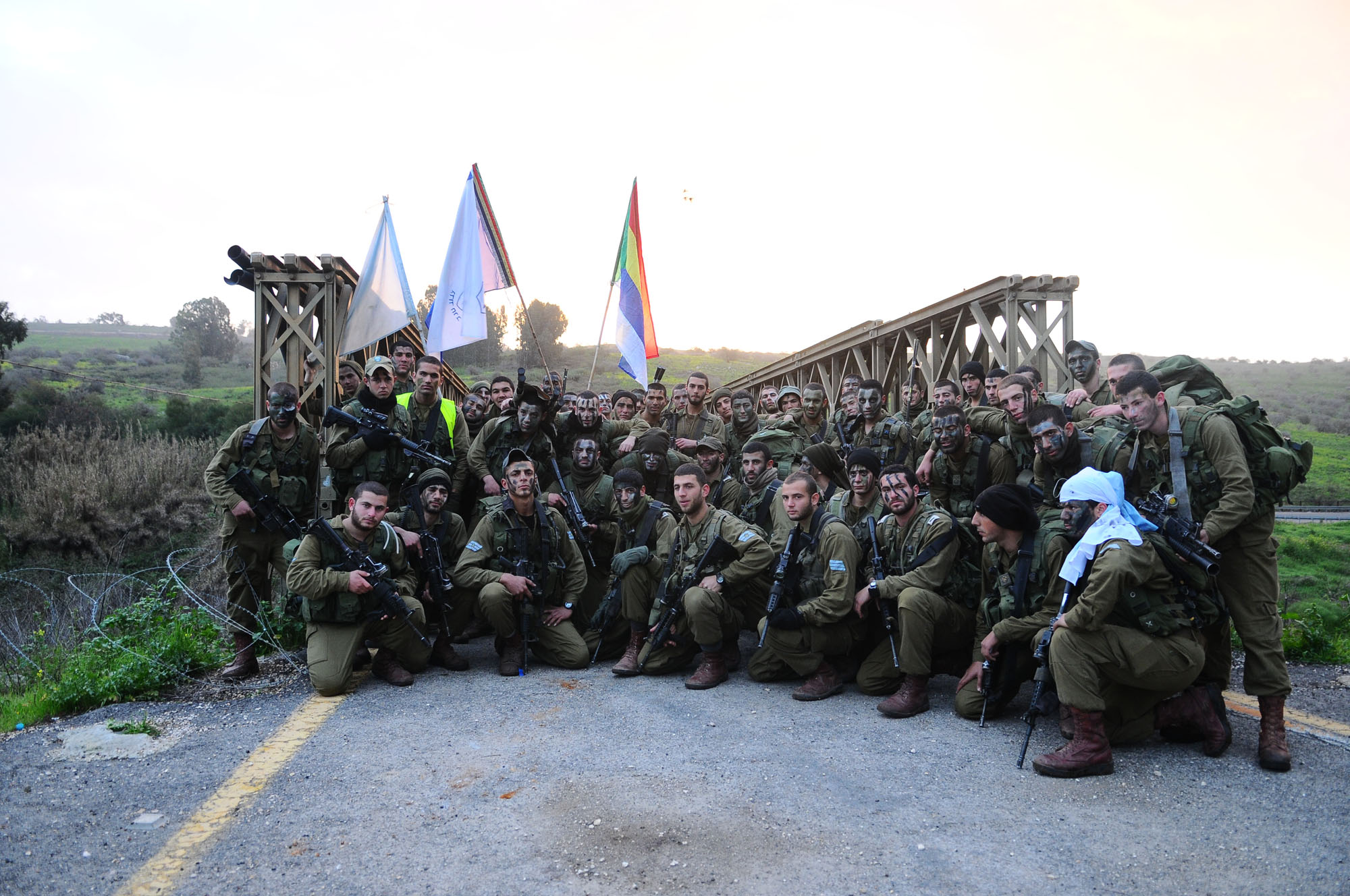
صورة تجمع جُنود دروز ومسيحيون ويهود في الجيش الإسرائيلي
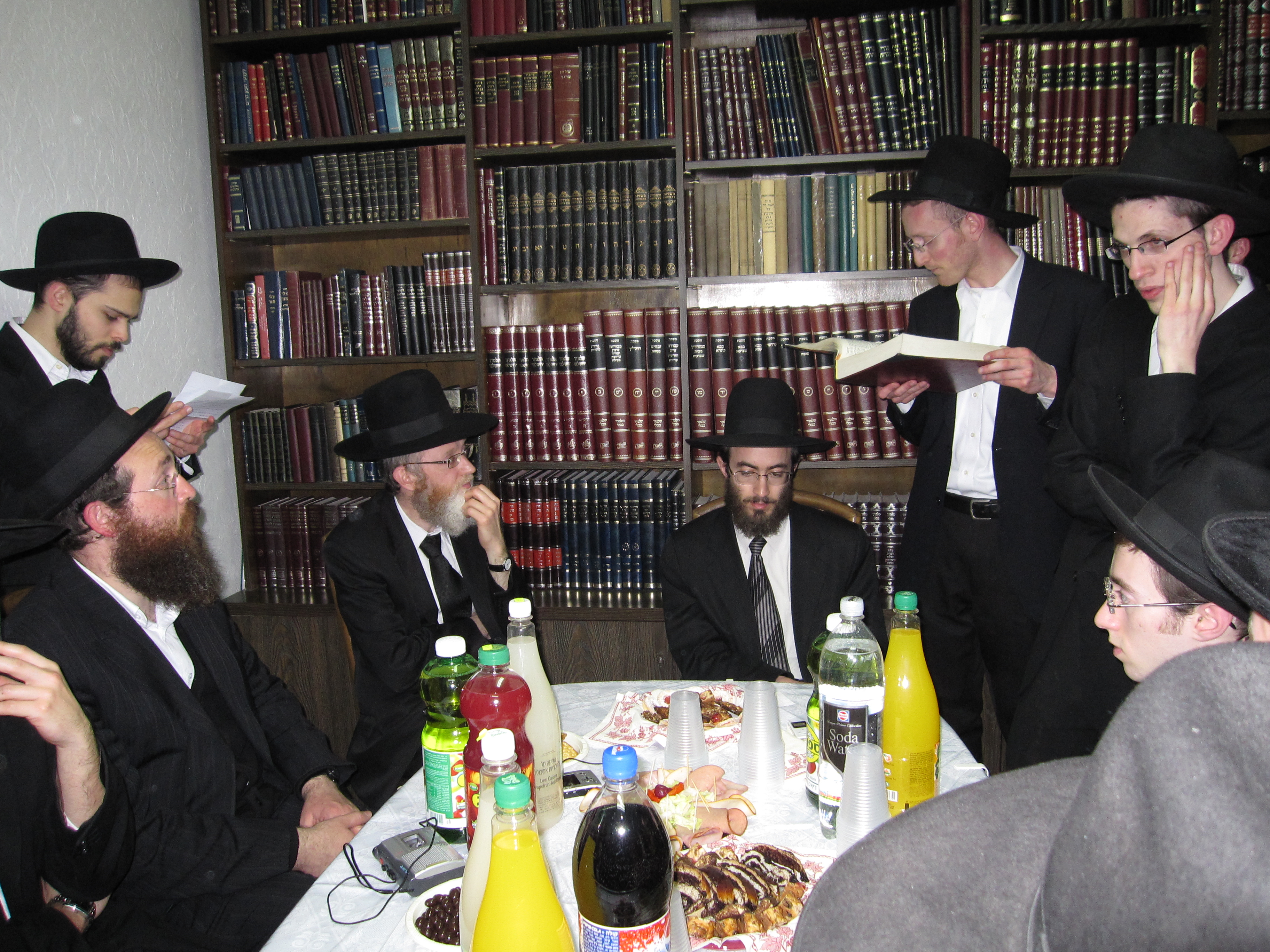
يهود حريديم في إحدى مكتبات مدينة القدس
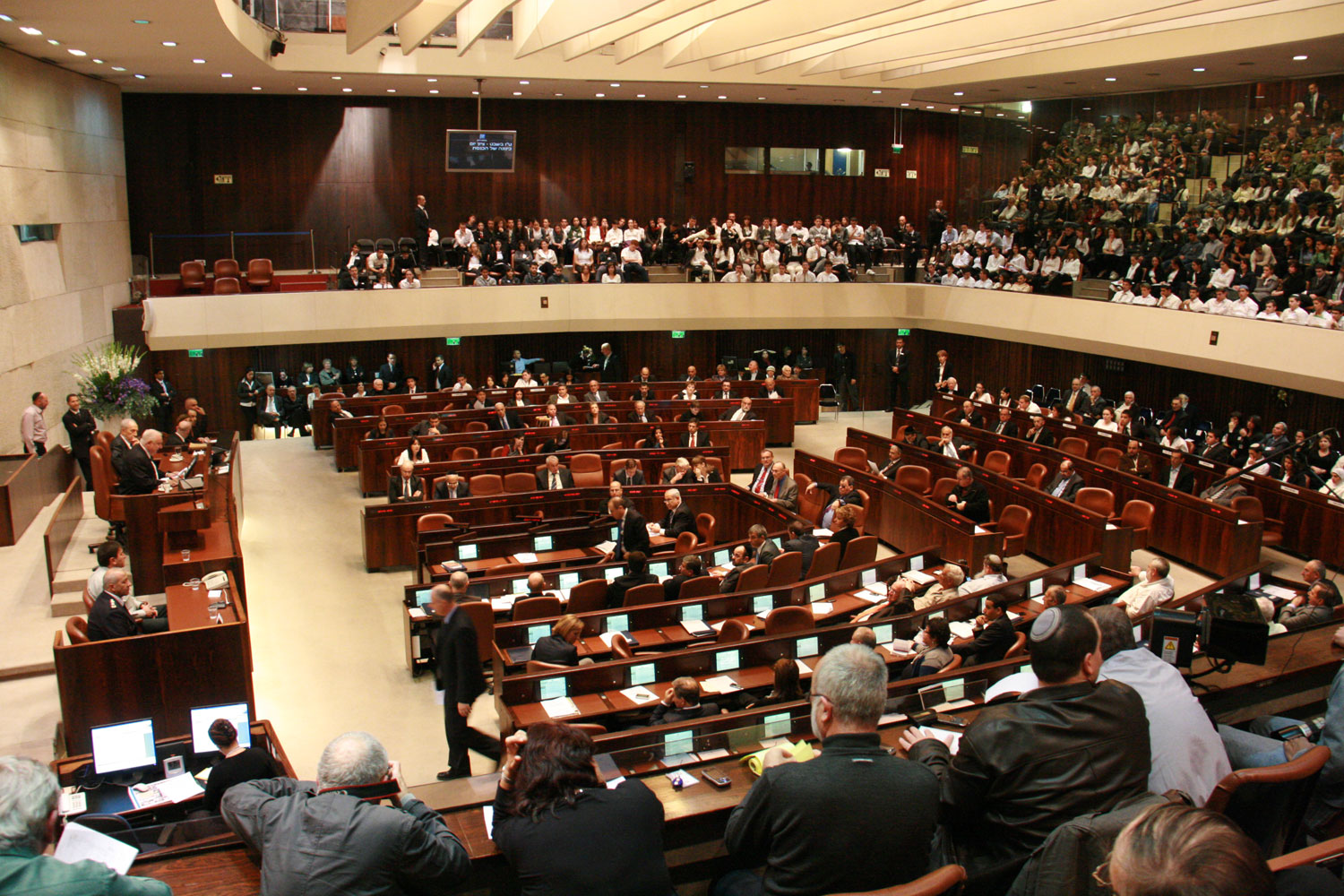
جلسة في الكنيست الإسرائيلي من عام 2010
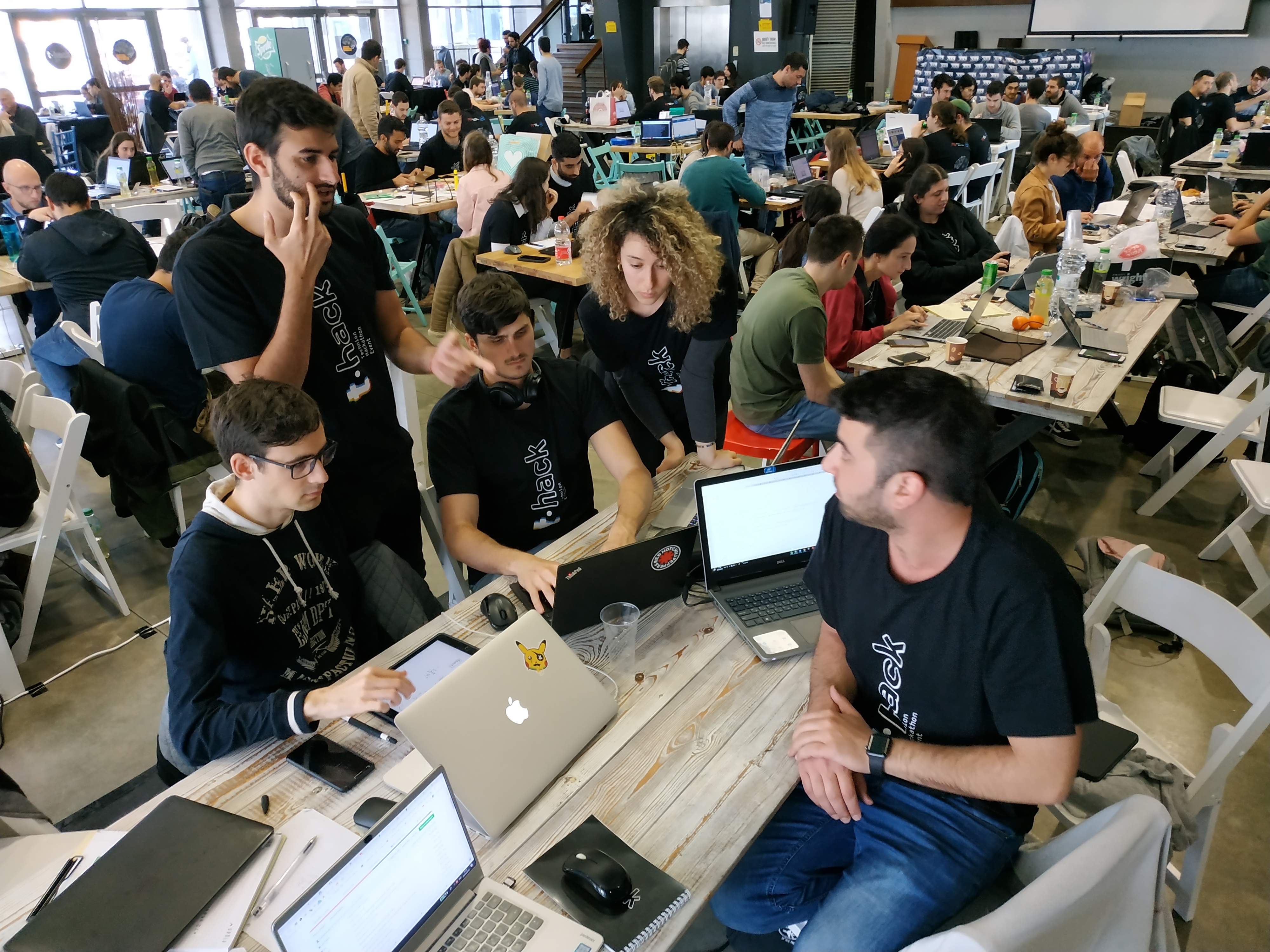
طلاب جامعيين إسرائيليين خلال اجتماع هاكاثون في جامعة التخنيون في حيفا
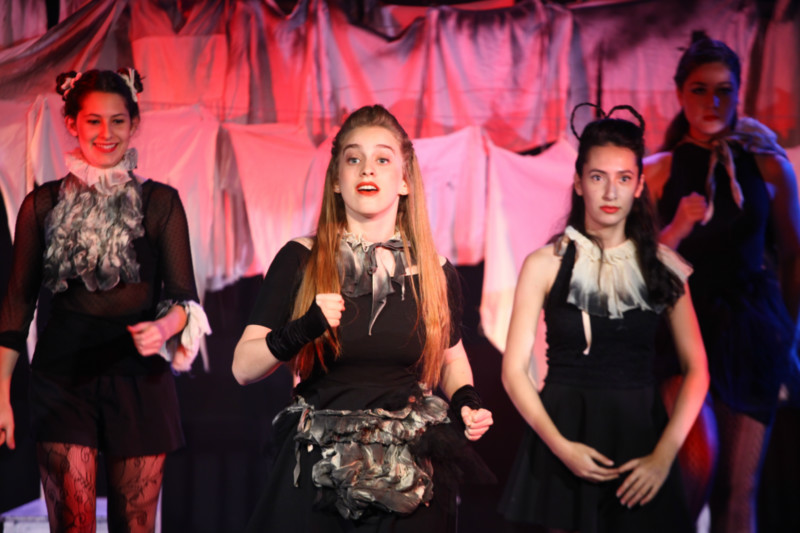
إحتفالية في مدرسة آروني أليف الثانوية في تل أبيب
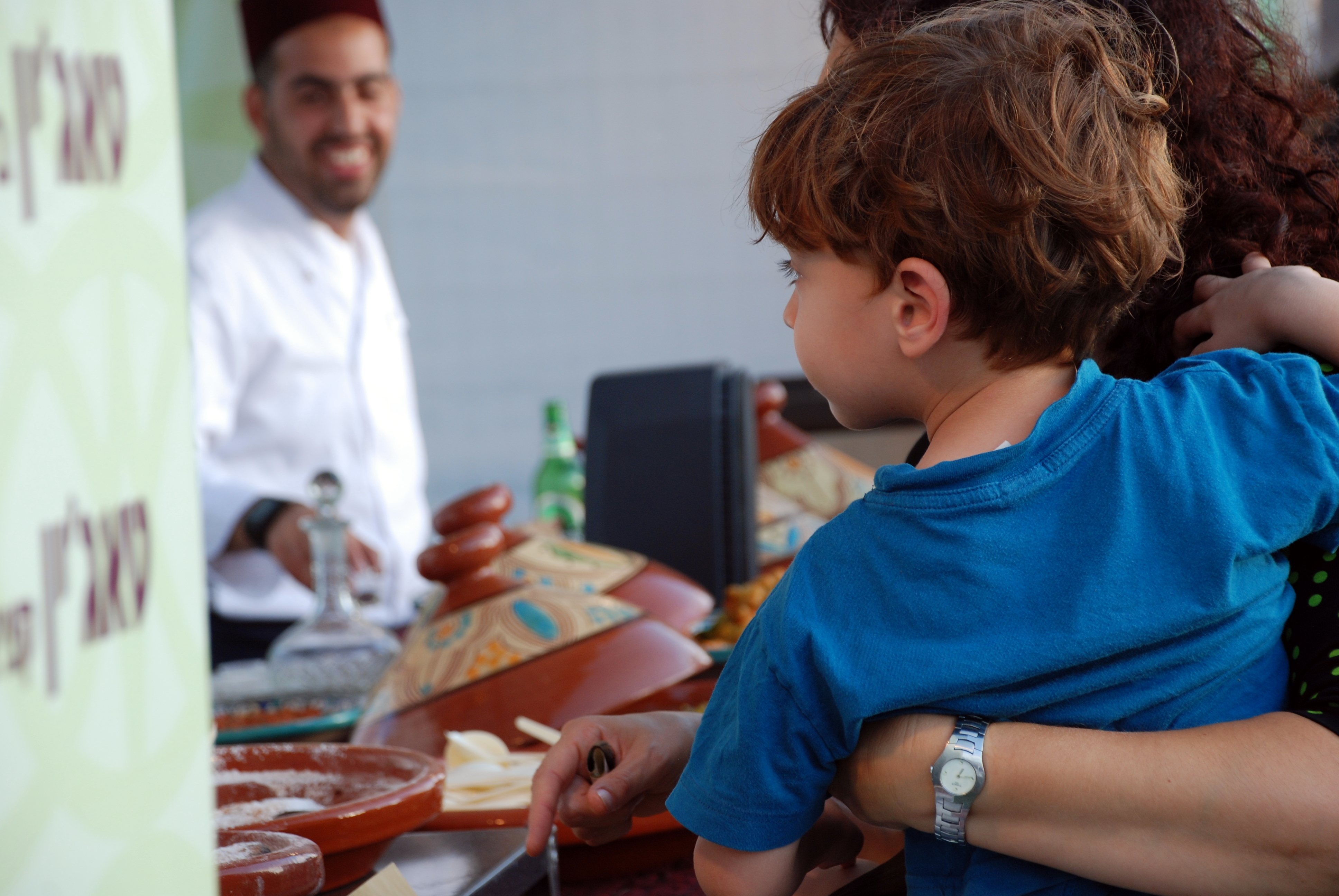
مطعم يقدم المأكولات المغربية في إسرائيل
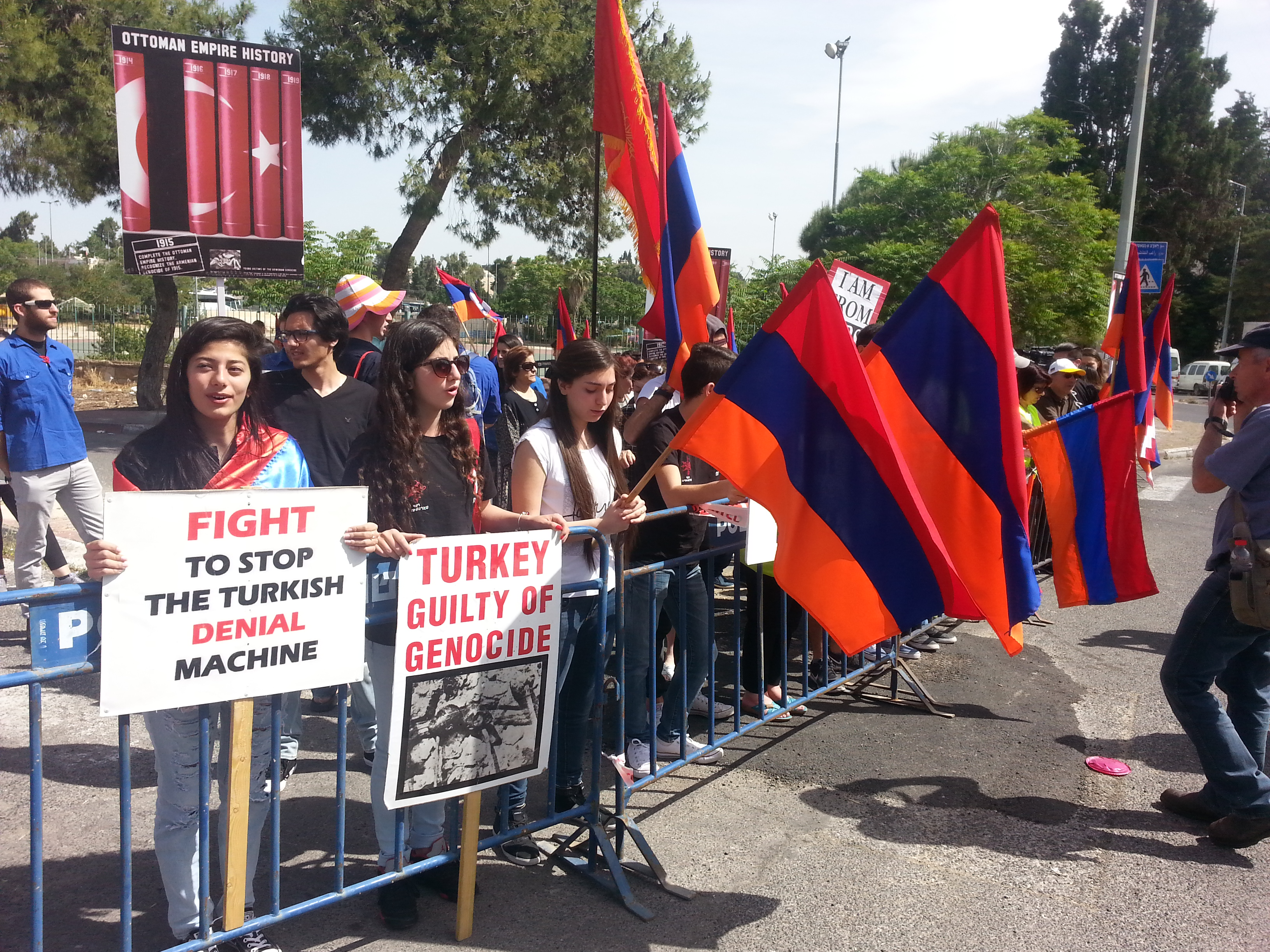
مظاهرة أرمنية خلال يوم تذكار المذبحة في مدينة القدس
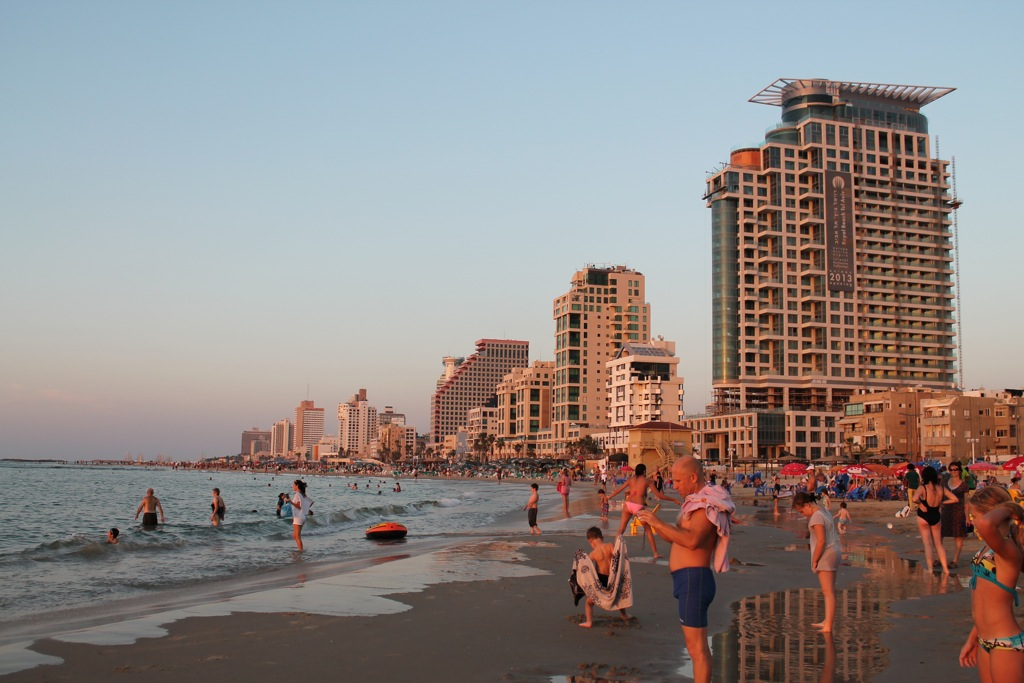
إسرائيليون يستجمون في شاطئ القدس في تل أبيب
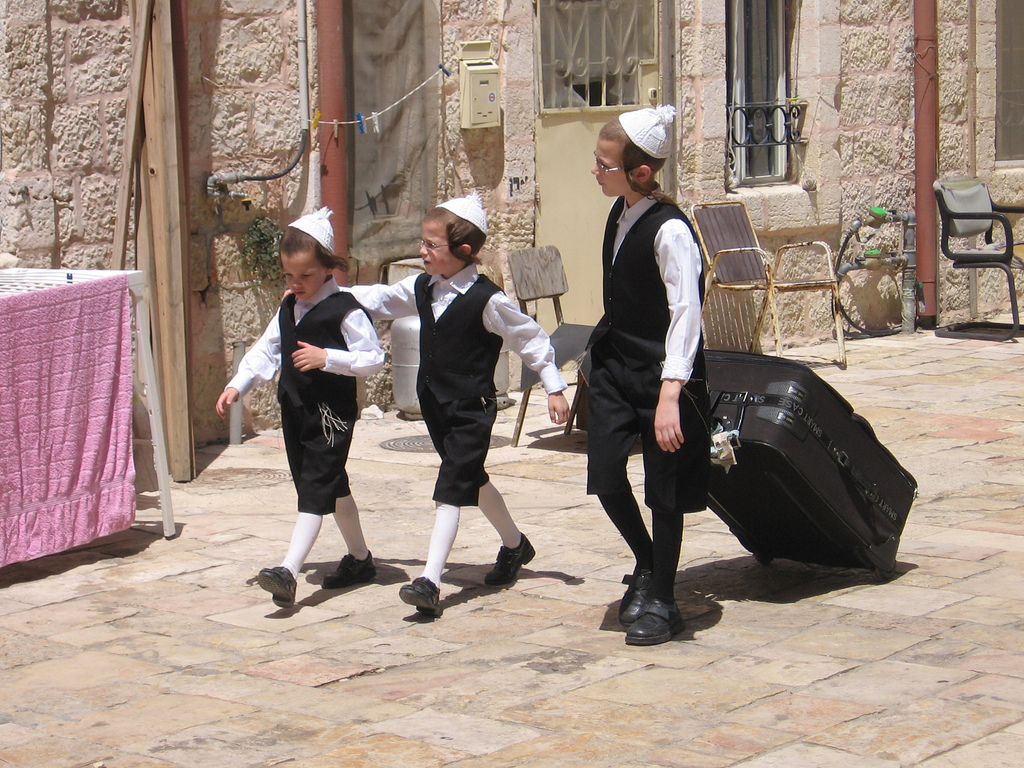
أطفال يهود حسيديم في حي مائة شعاريم
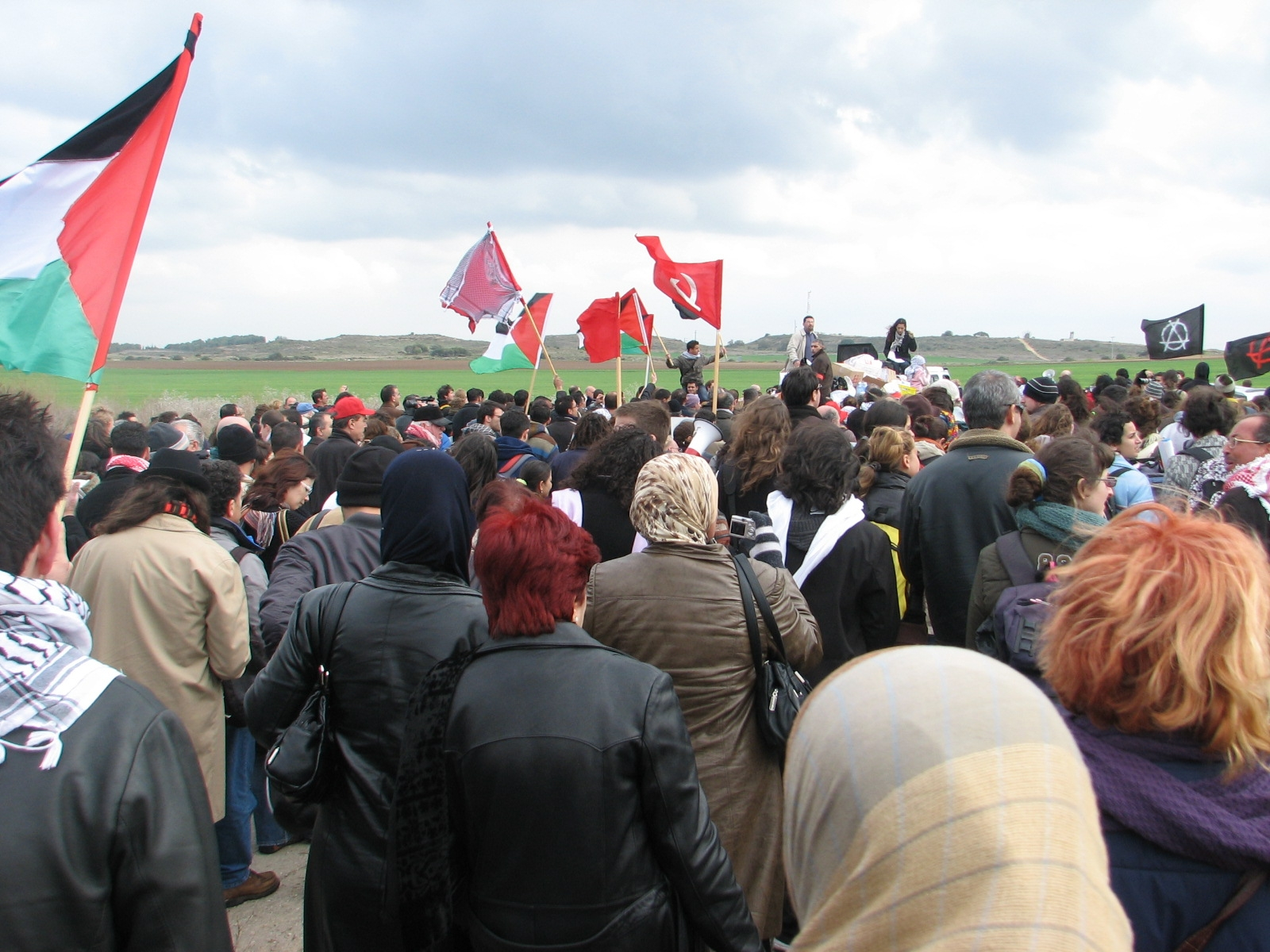
مظاهرة لعرب 48 داعمة لمدينة غزة
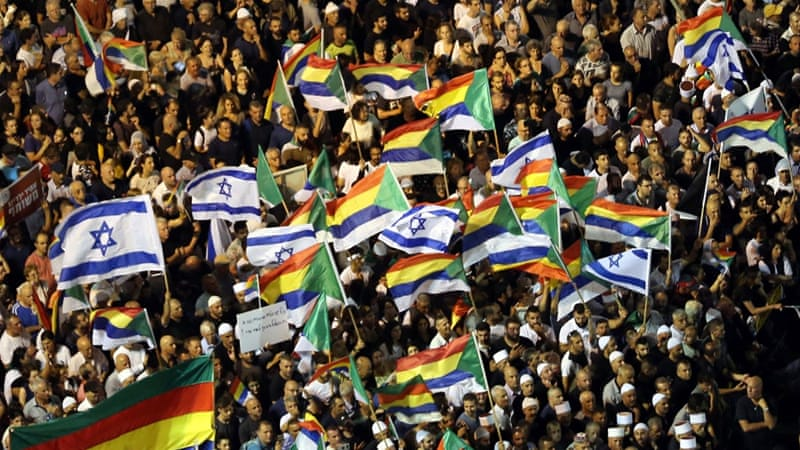
مُتظاهرون دُروز يحتجُّون على قانون الدولة القوميَّة في مدينة تل أبيب يوم 4 أغسطس عام 2018
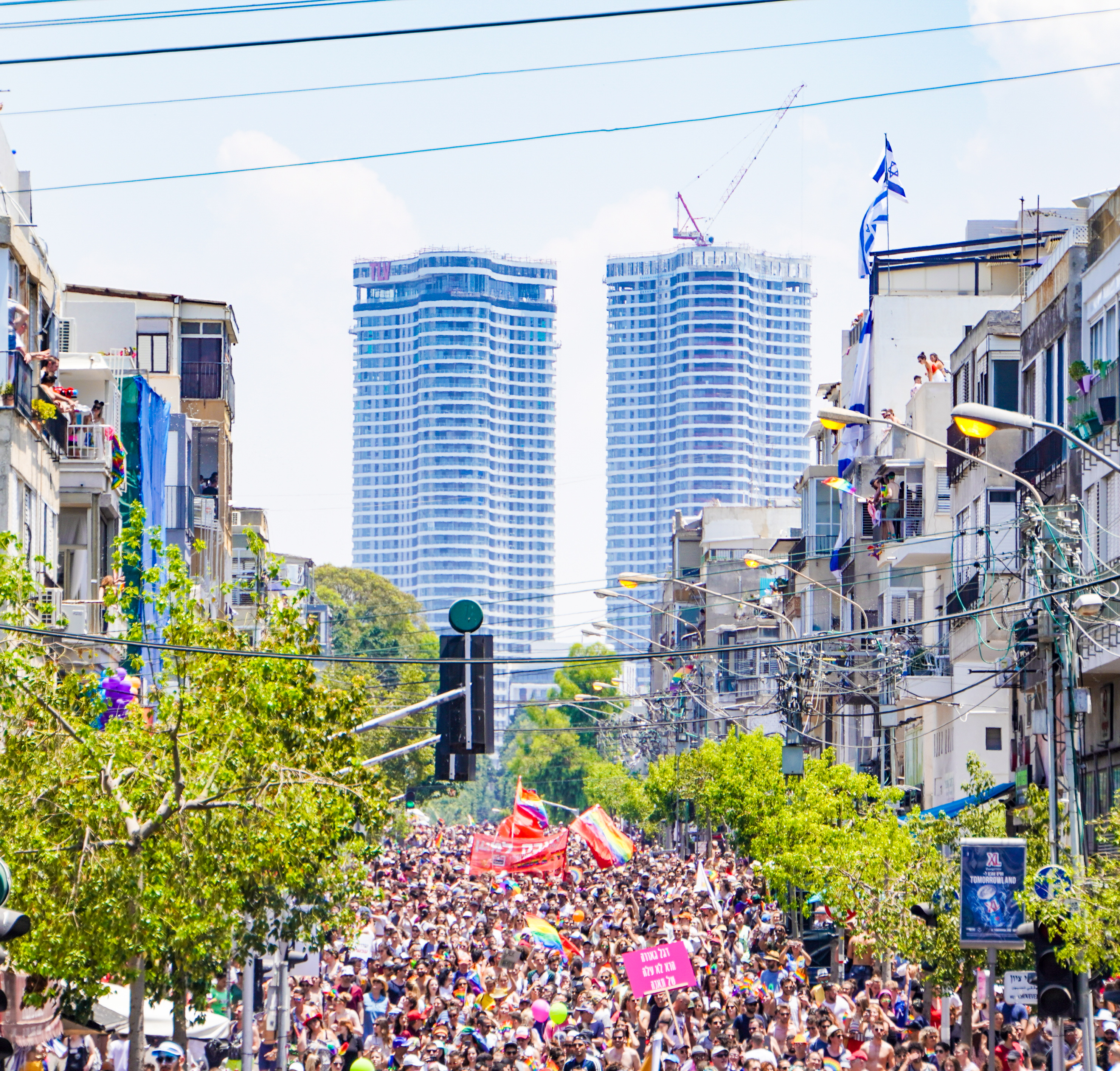
مسيرة فخر المثليين في تل أبيب

## الهوامش
- 1. يقدر عدد اليهود الإسرائيليين الذين هاجروا إلى الولايات المتحدة ما بين 400,000 إلى 800,000 منذ عقد 1950، على الرغم من أن هذا العدد لا يزال متنازع عليه، لأن العديد من الإسرائيليين هم في الأصل من بلدان أخرى وقد يُسجلون بلدانهم الأصلية عند وصولهم إلى الولايات المتحدة. أيضًا، هناك العديد من الإسرائيليين الذين يعيشون في الولايات المتحدة ولكن ليس لديهم جنسية أمريكية، وبالتالي لا يتم احتسابهم في هذا الرقم.[531]
- 2. تضم موسكو أكبر تجمع إسرائيلي خارج إسرائيل.[400][401]
- 3. ليس لدى إسرائيل دستور مكتوب.
- 4. «حق الدم» هو القانون الذي يمنح الجنسية عن طريق النسب، بغض النظر عن مكان الولادة.
- 5. «حق الإقليم» هو حق لأي شخص ولد على أراضي دولة معينة في الجنسية أو المواطنة، أو أن تفرض بعض الدول جنسيتها على كل من ولد داخل حدودها الإقليمية الوطنية بغض النظر عن جنسية والديه.
- 6. على الرغم من خضوع القدس الشرقية ومرتفعات الجولان مباشرةً للقانون والسيادة الإسرائيلية، لا يزال المجتمع الدولي ينظر إلى هاتين المنطقتين على أنهما مناطق محتلة.
- 7. السابرا (بالعبرية: צבר) هو مصطلح يُطلق علي اليهود المولودون في أسرائيل، وهي كلمة عبرية مأخوذة من تسابرا، وهي تعني صبار.[532][533][534] لكن هذا المصطلح له معنى سياسي، للتفريق بين اليهودي القادم من بلاد أخرى واليهود الذين ترعرعوا في إسرائيل.[535]
- 8. خلال عقد 1950 وعقد 1960، خصوصاً خلال وبعد استقلال دول شمال أفريقيا، هاجر العديد من يهود المغرب العربي ومن الجزائر خصوصاً إلى فرنسا، وحالياً يشكلون أكبر الجماعات الإثنية بين اليهود الفرنسيين؛[536] والذي تتراوح أعدادهم بين 480,000 إلى 550,000 نسمة.[537] منذ عام 2010 زادت هجرة اليهود الفرنسيين إلى إسرائيل، وفي عام 2012 قُدرت أعداد اليهود الفرنسيين المهاجرين إلى إسرائيل بحوالي 200,000 نسمة، معظمهم من أصول سفارديّة ومزراحيّة،[538] وإسرائيل هي موطن لأكبر مجتمع مهاجر فرنسي في الشرق الأوسط.
- 9. دخل قانون الجنسية الإسرائيلية حيز التنفيذ في 14 يوليو 1952. بين وثيقة إعلان قيام دولة إسرائيل في 14 مايو 1948 وإصدار هذا القانون بعد أربع سنوات، لم يكن هناك مواطنون إسرائيليون تقنياً. في هذه المقالة، تُستخدم عبارة «المواطنين العرب» للإشارة إلى السكان العرب في إسرائيل، حتى في الفترة التي تلت اتفاقية الهدنة لعام 1949 وقبل إقرار قانون الجنسية في عام 1952.
- 10. تعد مسألة المصطلحات المتعلقة بعرب 48 حساسة وهي انعكاس جزئي على الأقل بالنسبة للأفضليات السياسية. تشير معظم الوثائق الرسمية الإسرائيلية إلى المجتمع العربي الإسرائيلي باسم «الأقليات». ويستخدم مجلس الأمن القومي الإسرائيلي مصطلح «المواطنون العرب في إسرائيل». وتستخدم جميع الأحزاب السياسية والحركات والمنظمات غير الحكومية من داخل المجتمع العربي تقريبًا كلمة «فلسطينيون» في مكان ما في وصفها لهذا المجتمع - وفي بعض الأحيان تتجاهل الإشارة إلى إسرائيل -. ولضمان الاتساق المرجعي ودون المساس بموقف أي من الجانبين، تستخدم ICG كلاً من مصطلح العرب الإسرائيليين والمصطلحات التي يستخدمها المجتمع عادةً لوصف نفسه، مثل «المواطنين الفلسطينيين في إسرائيل» أو «المواطنين العرب الفلسطينيين في إسرائيل». وتشير دراسة أجرتها مؤسسة IDI Guttman لعام 2008 إلى أن معظم المواطنين العرب في إسرائيل يعتبرون أنفسهم عرباً (45%). بينما يعتبر 24% أنفسهم فلسطينيين، ويعتبر 12% أنفسهم إسرائيليين، ويعتبر 19% أنفسهم وفقًا للدين. استطلاع الرأي: معظم الإسرائيليين يعتبرون أنفسهم يهود أولاً ، إسرائيليين ثانياً.
- 11. أصبح تعريف الأقلية العربية كفلسطينيين ممارسة شائعة في الأدبيات الأكاديمية. وذلك لأن معظم المواطنين الإسرائيليين من أصل عربي يعرّفون أنفسهم بشكل متزايد على أنهم فلسطينيون، ومعظم المنظمات العربية غير الحكومية والأحزاب السياسية العربية في إسرائيل تستخدم التسمية «فلسطينيون» لوصف هوية الأقلية العربية. ويتماشى استخدام مصطلح «فلسطيني» مع مفهوم غالبية المجتمع العربي في إسرائيل.
- 12. بحسب دراسة قام بها مركز بيو للأبحاث عام 2017 "تقريباً جميع المسلمين (99%) والمسيحيين (96%) الذين شملهم الاستطلاع في إسرائيل يعرفون أنهم كعرب. تقول نسبة أصغر إلى حد ما من الدروز (71%) إنهم عرب الإثنية، ويعرّف المجيبون الآخرون من الدروز عرقهم بأنه "آخر" أو "درزي" أو "دروز عرب".[213]
- 13. يشير الكاتب يوناثان مندل: «كان للهوية والثقافة الإسرائيلية - اليهودية [...] مجموعة واسعة من التأثيرات، من بينها عناصر عربية وعربية-فلسطينية. عندما نظرنا إليهم بتفاصيل أكثر من خلال الطعام الإسرائيلي، أو الرقص الإسرائيلي، أو الموسيقى الإسرائيلية، أو الرموز الإسرائيلية، وجدنا - في مكان ما في جذرهم - مكوناً عربياً أيضاً. ونظرًا لأسباب سياسية، تم التقليل من شأن التأثير العربي على الثقافة الإسرائيلية وأُغفل عرض [...] الهوية والثقافة اليهودية والعربية باعتبارهما ثنائيتين مضللتين».
- 14. يُشير المؤرخ كارلتون هاريس أن السمات المميزة للحضارة الغربية، حضارة أوروبا الغربيّة والأمريكيتين؛ تشكلّت بشكل كبير من خلال الإرث الثقافي الروماني-اليوناني واليهودية والمسيحية بشكليها الكاثوليكية والبروتستانتية. وبحسب فريد راينهارد دالماير فإنّ الحضارة الغربية يتم وصفها أحيانًا بأنها «حضارة مسيحيَّة» أو «حضارة يهودية-مسيحية».
- 15. لا تعتبر اللغة الإنجليزية لغة رسمية في إسرائيل لكنها تلعب دوراً رئيسياً في الحياة التعليمية والعامة للمجتمع الإسرائيلي. وهي اللغة الأكثر استخداماً على نطاق واسع في التجارة والأعمال والأوراق الرسمية والأوساط الأكاديمية والتفاعلات العامة والعلامات العامة واتجاهات الطرق وأسماء المباني وما إلى ذلك، وتتصرف اللغة الإنجليزية «كما لو كانت» اللغة الثانية والرسمية في إسرائيل.
- 16. تضم إسرائيل على تجمعات مسيحية كاثوليكية ذوي أصول يهودية أو يهود تحولوا إلى المسيحية، ويتبعون حركة الكاثوليك العبرانيين (بالعبرية: עִבְרִים קָתוֹלִים)، وهي حركة كاثوليكية يَتّكون أتباعها من اليهود المتحولين إلى الكنيسة الرومانية الكاثوليكية. تُبقي الحركة على التقاليد والثقافة اليهودية في ضوء المذهب الكاثوليكي وهي تؤمن بالعقائد الكاثوليكية بشكل كامل وهي بتواصل كامل مع الفاتيكان، وتصل أعدادهم إلى حوالي 40,000 شخص ويتعبون «الطقس العبري»،[539] ولدى الجماعة الكاثوليكية الناطقة بالعبرية نائب بطريركي مركزه في القدس. ويتواجد أيضاً في إسرائيل يهودٌ ممن اعتنقوا المسيحية على مذهب البروتستانتية والإنجيلية، منهم اليهود المسيانيين (بالعبريّة: יְהוּדִים מָשִׁיחַיים) وهي حركة إنجيلية بروتستانتية تؤكد على العنصر «اليهودي» في الإيمان المسيحي ويتكون أتباعها من اليهود المؤمنين بالمسيح، ويعتبر اليهود المسيانيين حركة يهودية عرقيًا مسيحية دينيًا، وتتراوح أعدادهم في إسرائيل بين 10,000 إلى 15,000 شخص.[540] ويعيش 39% من المسيحيين اليهود في منطقة تل أبيب والوسطى، وحوالي 34% في منطقة حيفا والشماليَّة وحوالي 11% في منطقة القدس.